# Arte judío

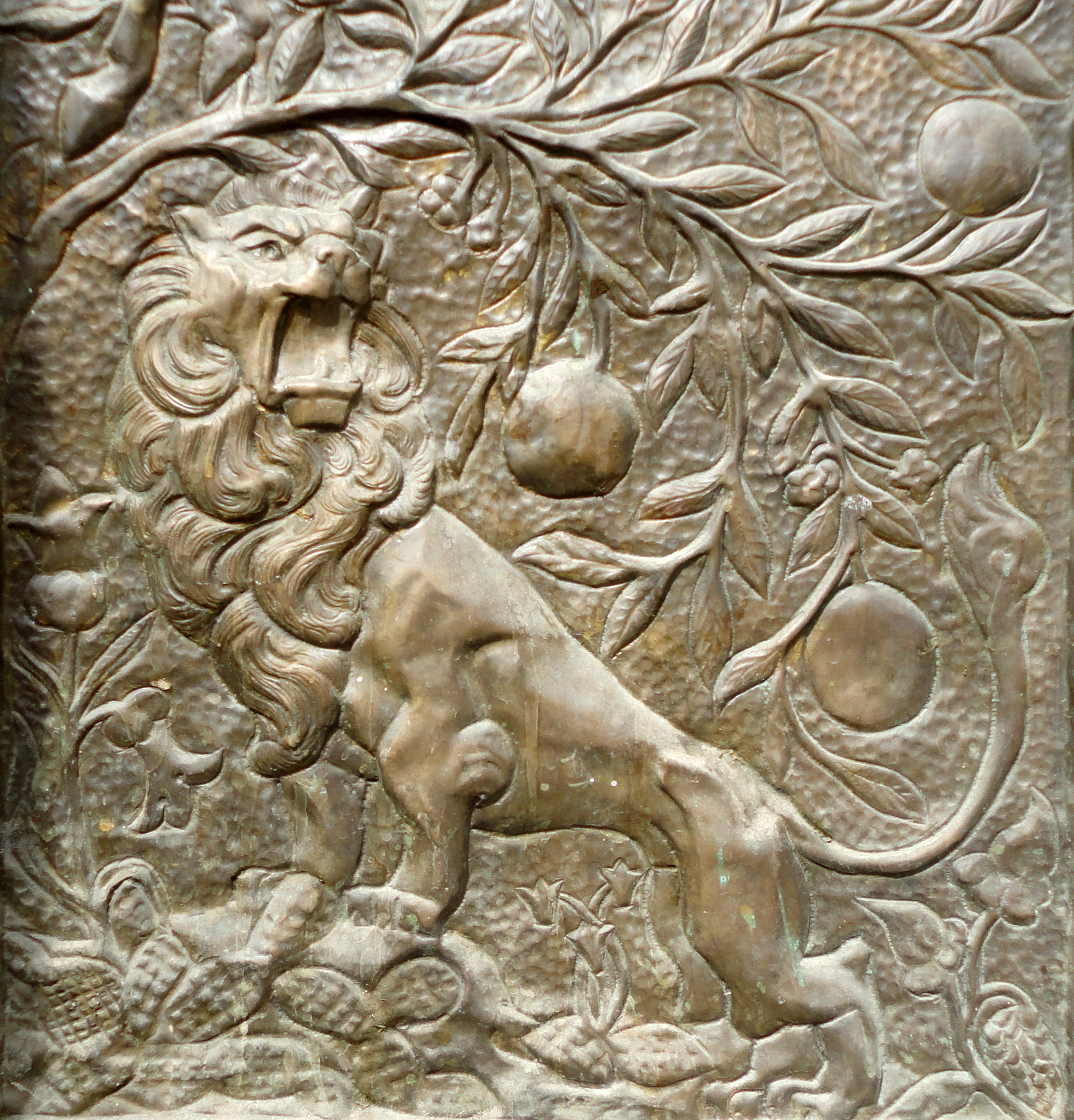
Ze'ev Raban, El León de Judá, 1925. Símbolo representado en el portal del Hospital Bikur Jolim, Jerusalén, Israel.

Arte judío es toda creación que responde a los propósitos rituales o litúrgicos del pueblo hebreo (incluyendo esto eventualmente reconstrucciones con base en el texto bíblico hebraico realizadas con fines de visualización o ilustración educativa), así como también toda artesanía u obra de arte llevada a cabo por artistas que son conscientes o, de un modo u otro, exploran e indagan a través de su quehacer sus raíces o identidad judía o bien afirman su pertenencia al pueblo de Israel.
El término "arte judío" posee particular resonancia en lo que respecta a todas aquellas obras realizadas por o para el pueblo hebreo desde la Antigüedad hasta el fin del siglo XVIII. Este tipo de arte halla su expresión principalmente en obras de arte ritual.
Con la llegada de la modernidad en el siglo XIX y su subsecuente desarrollo, especialmente a lo largo del siglo XX, el término "arte judío" es la causa de un importante debate, en el que la validez misma del término es cuestionada e incluso el mencionado término llega a ser reemplazado por la noción de "experiencia judía" en el arte moderno.

## Historia del arte judío

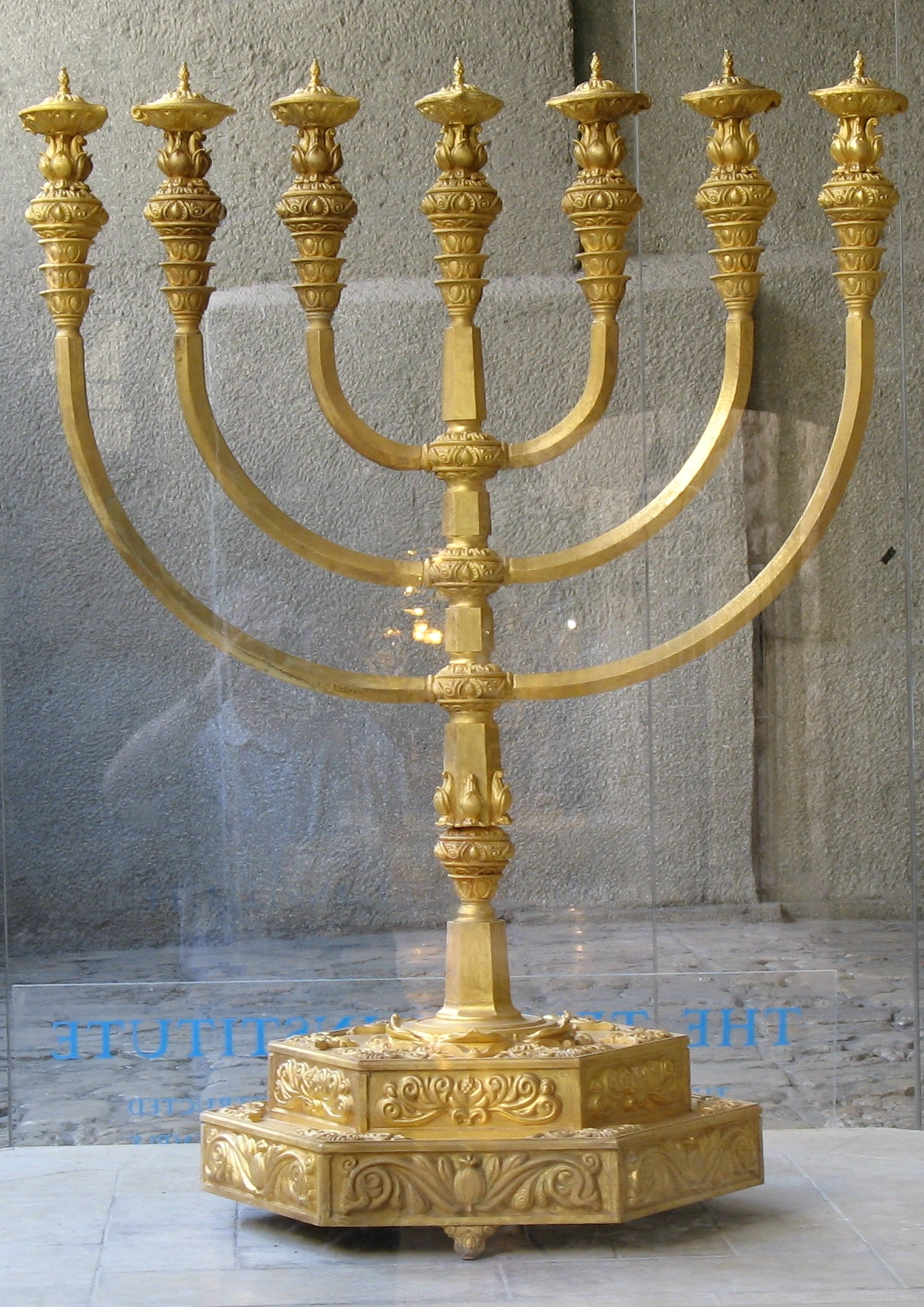
Menorá inspirada por la antigua del Templo de Jerusalén.

Comparado con la literatura, la música o el teatro, la tradición específicamente judía en las artes visuales parecería a primera vista ser bastante más modesta. La razón de ello es que antes de la emancipación de los judíos europeos, que tuvo lugar a partir del siglo XIX, la cultura judía se encontraba dominada por la tradición religiosa y su característico aniconismo. Dado que la mayor parte de las autoridades rabínicas creía que el Segundo Mandamiento proscribía todo arte visual que pudiese involucrar obras que pudiesen incitar a la idolatría (esculturas en particular), los artistas judíos fueron verdaderamente muy pocos hasta que las comunidades judías se asimilaron o a su modo lograron integrarse a las sociedades occidentales desde fines del siglo XVIII y particularmente durante el siglo XIX.
Con todo, debe indicarse que, a pesar de los temores que pudiesen haber existido en algunas comunidades judías de que el arte llegase a ser empleado con fines idolátricos o para rendirle culto, lo cierto es que el arte sacro judío está presente en numerosos recintos y objetos rituales de la Antigüedad y también junto a los textos bíblicos propiamente dichos desde la Edad Media en adelante.

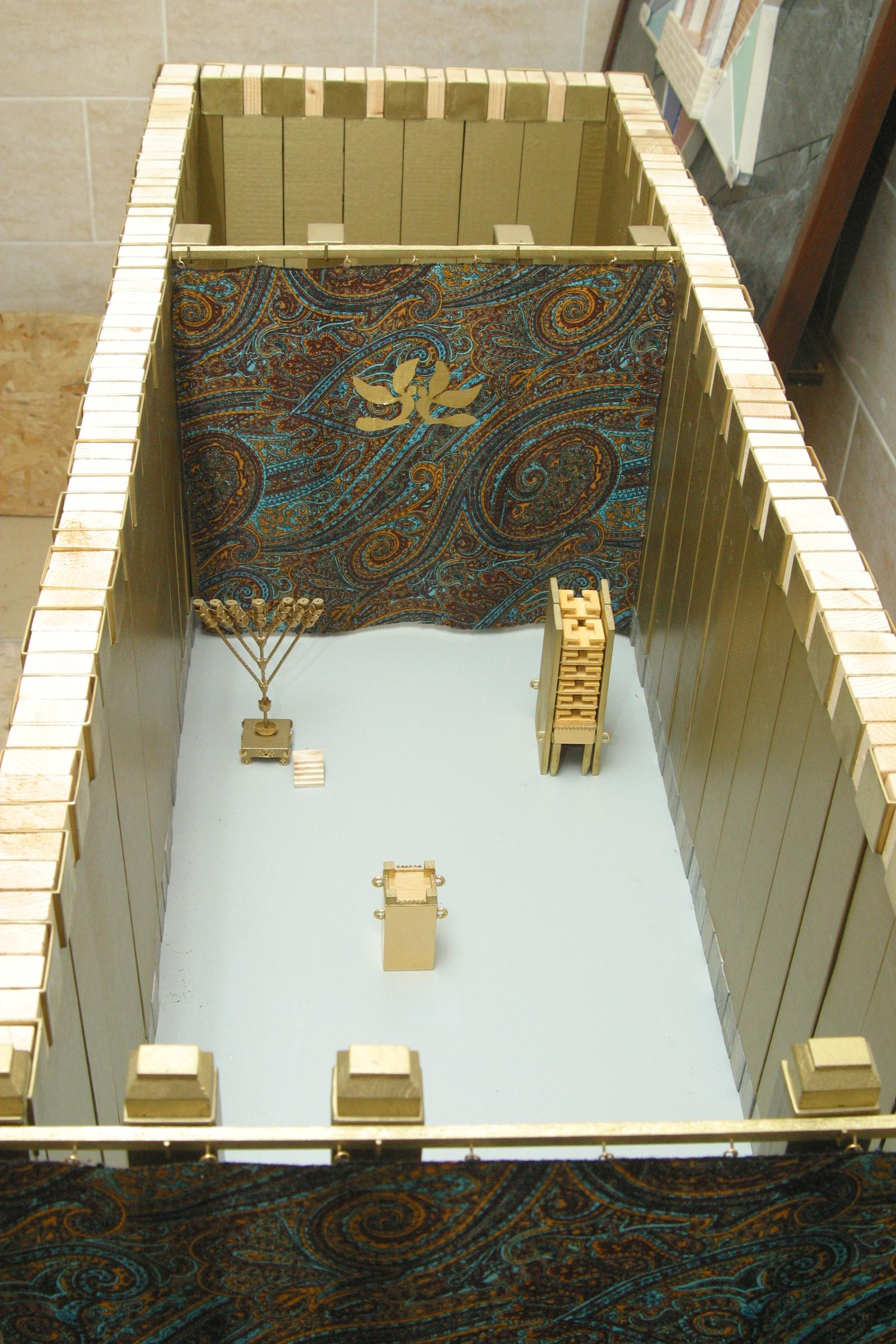
Modelo del Tabernáculo de los hebreos, con los recintos sagrados y utensilios rituales.
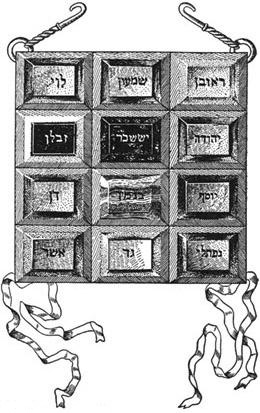
Jóshen o Pectoral del Sumo Sacerdote de los hebreos, con una docena de piedras preciosas simbolizando las Doce Tribus de Israel.
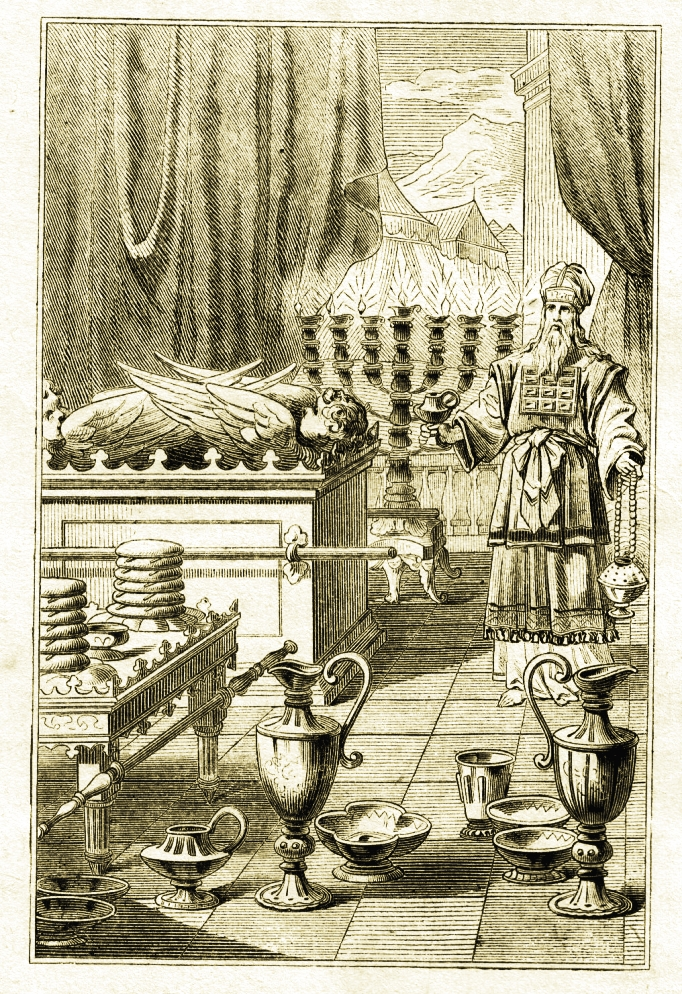
Sumo Sacerdote Aarón en el Tabernáculo. Grabado de Carl Poellath, Schrobenhausen, 1885.
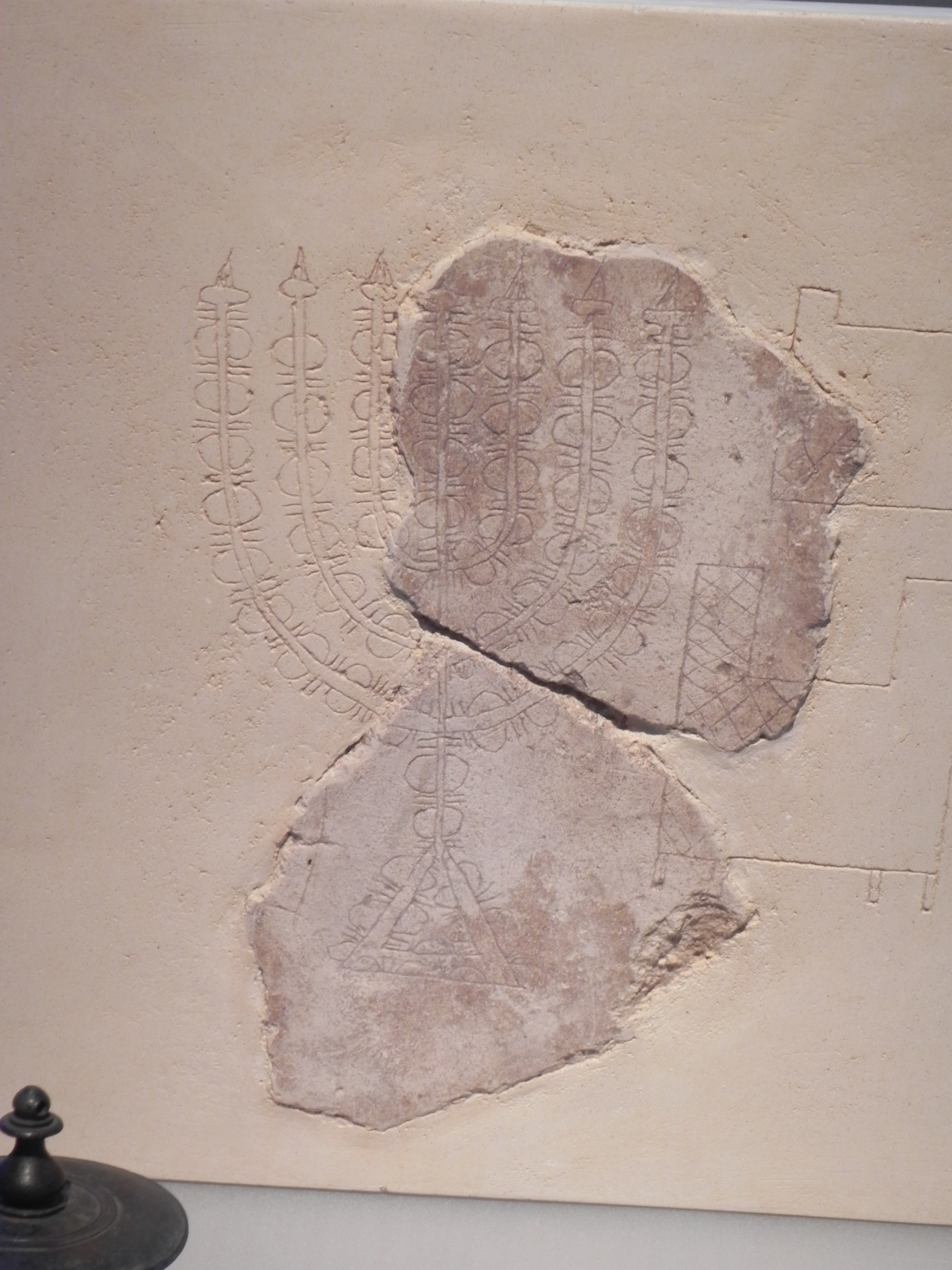
Representación de la Menorá, incisión sobre calcáreo, siglo I a. C. Museo de Israel, Jerusalén.
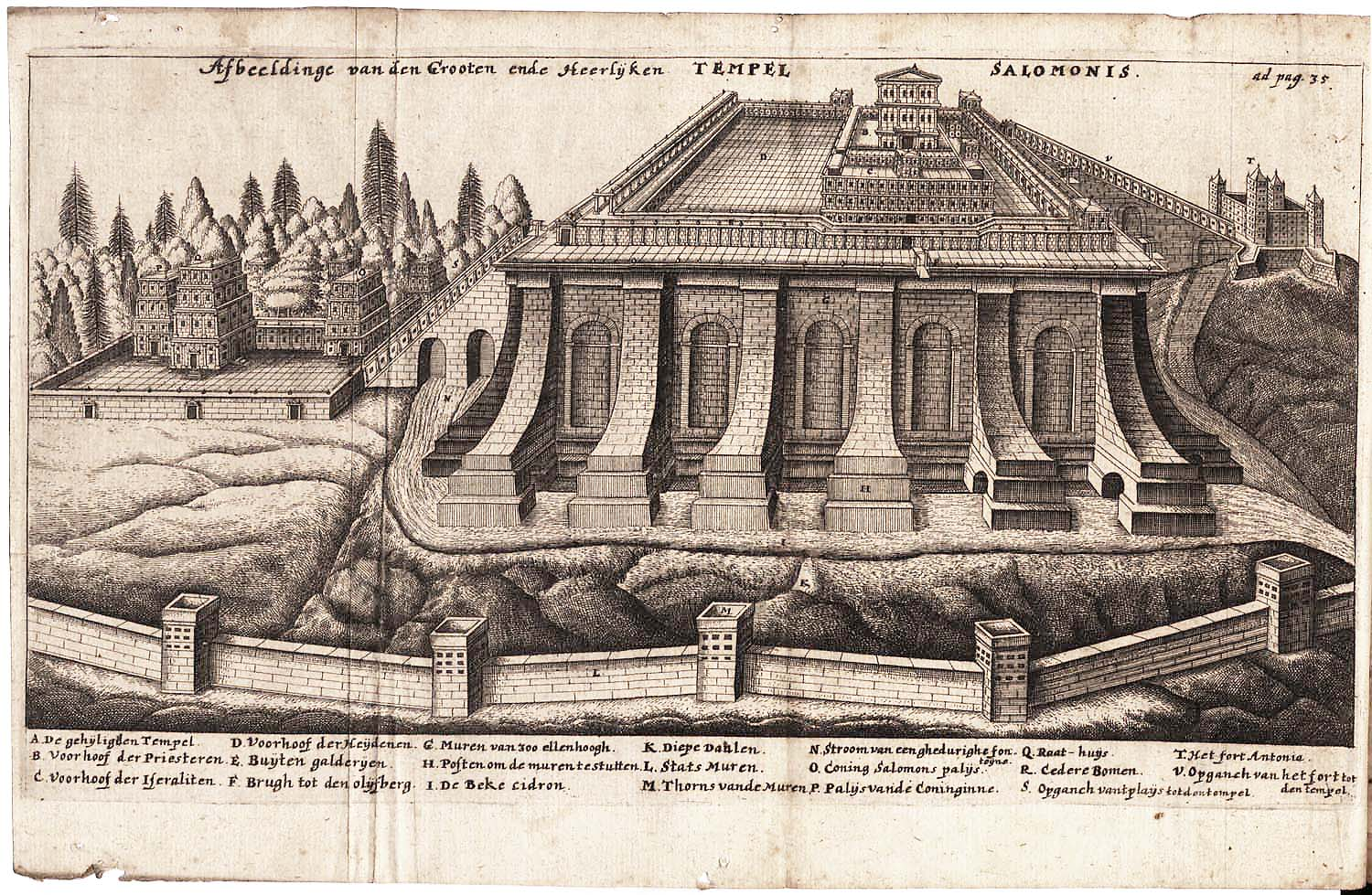
Rabino sefardí Jacob Judah Leon, El Templo de Salomón (Tempel Salomonis), grabado publicado en De Templo Hierosolymitano, Helmstedt, 1665, libro IV.
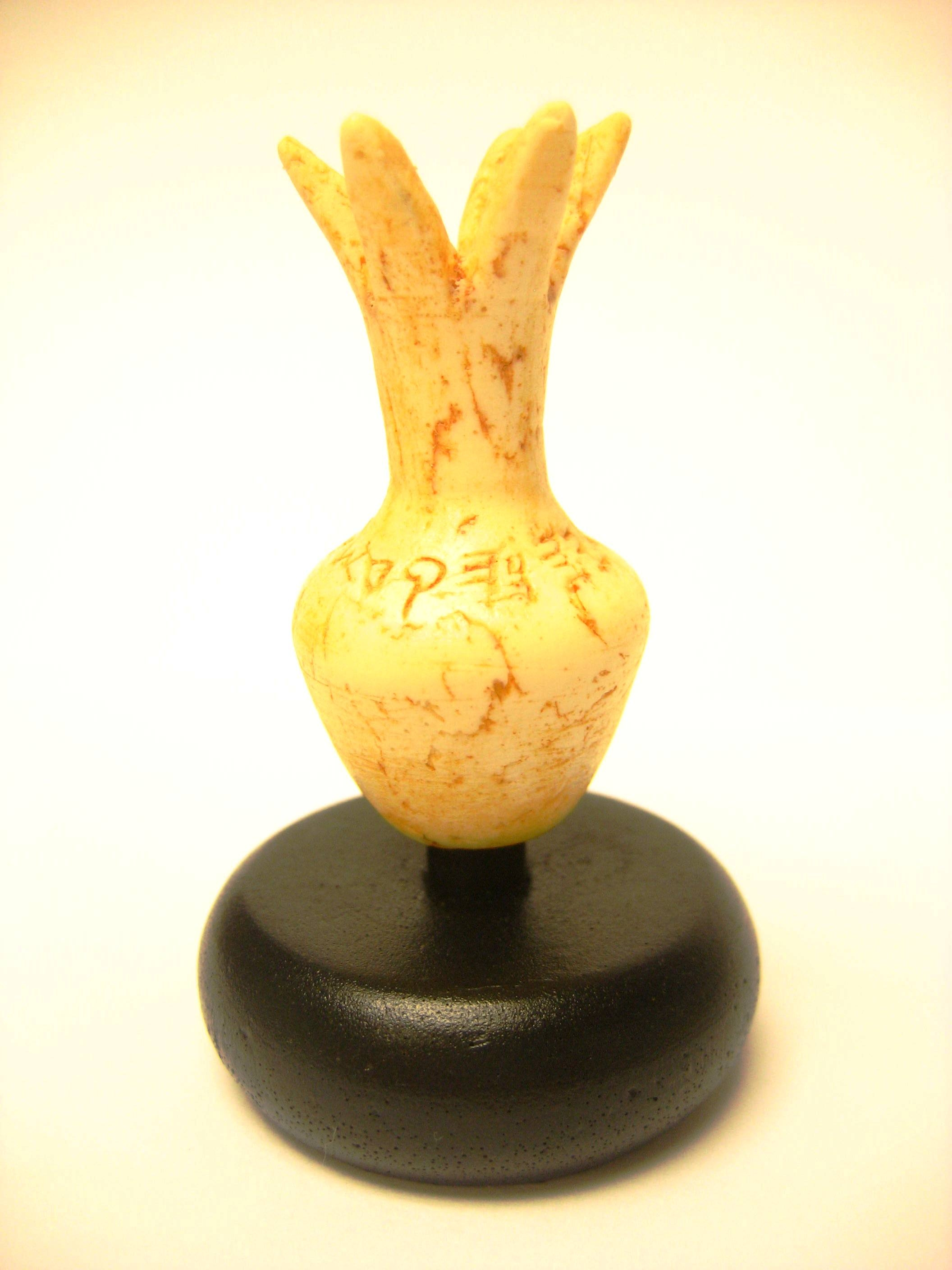
Granada de marfil proveniente del Templo de Salomón, Jerusalén, siglo VIII a. C.
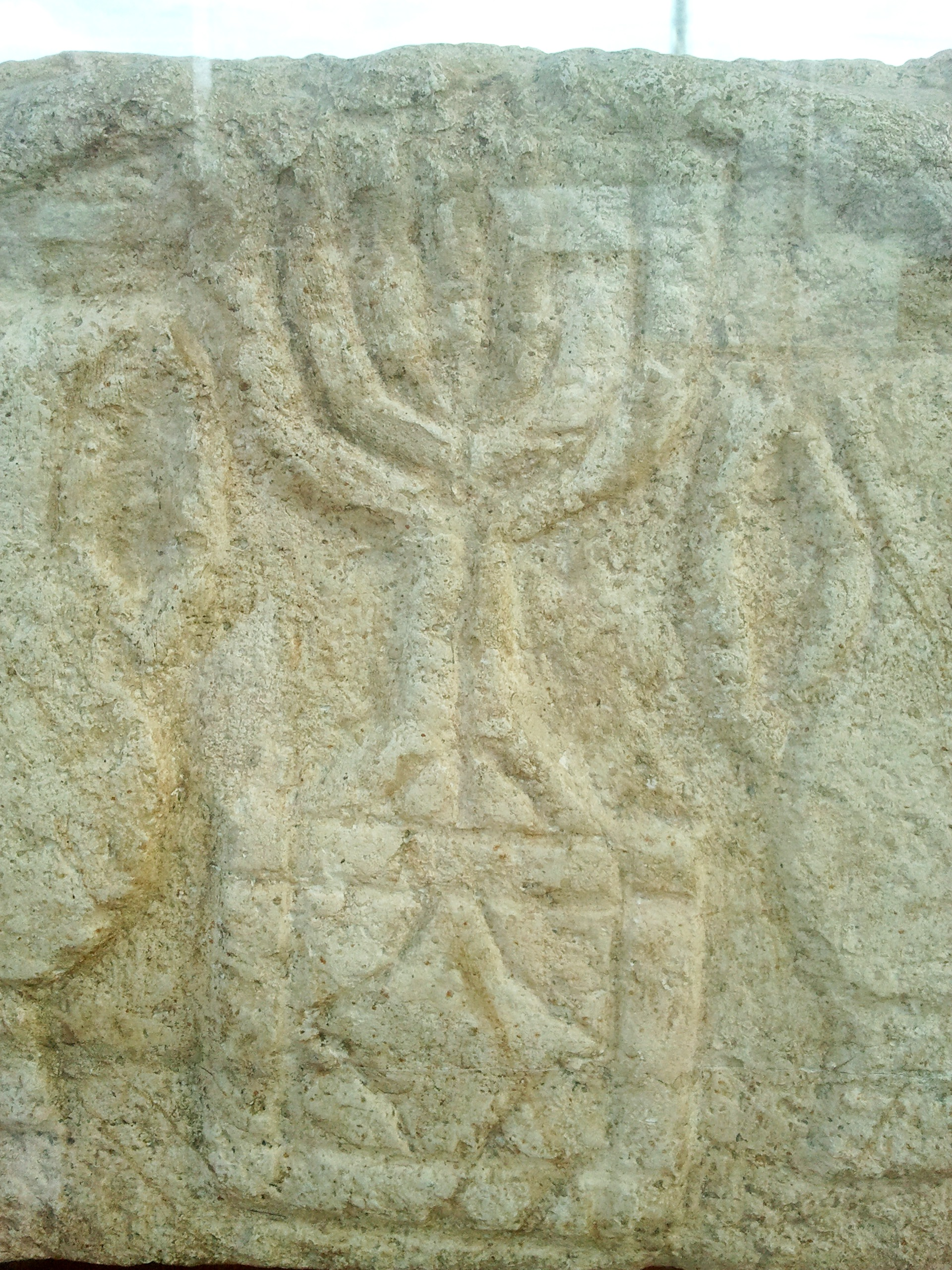
Relieve del bloque de Magdala, Galilea, Israel, inicios del siglo I d. C.
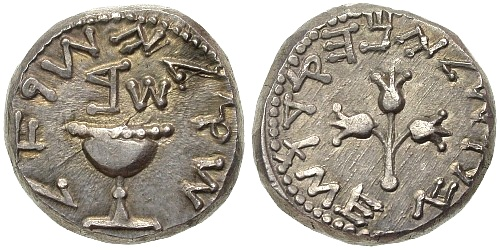
Antiguo shéquel de plata de Israel, con cáliz de kidush y tres granadas simbólicas de Judea, Samaria y Galilea, forjado en el segundo año de la primera guerra judeo-romana, 66-73.
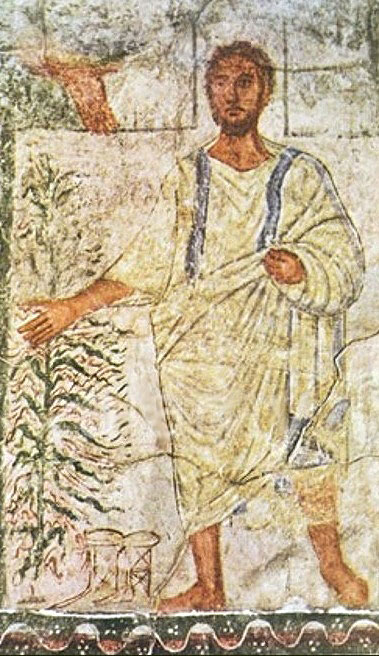
Moisés, fresco parietal de la Sinagoga de Dura Europos, 244 d.C. Museo de Damasco, Siria.
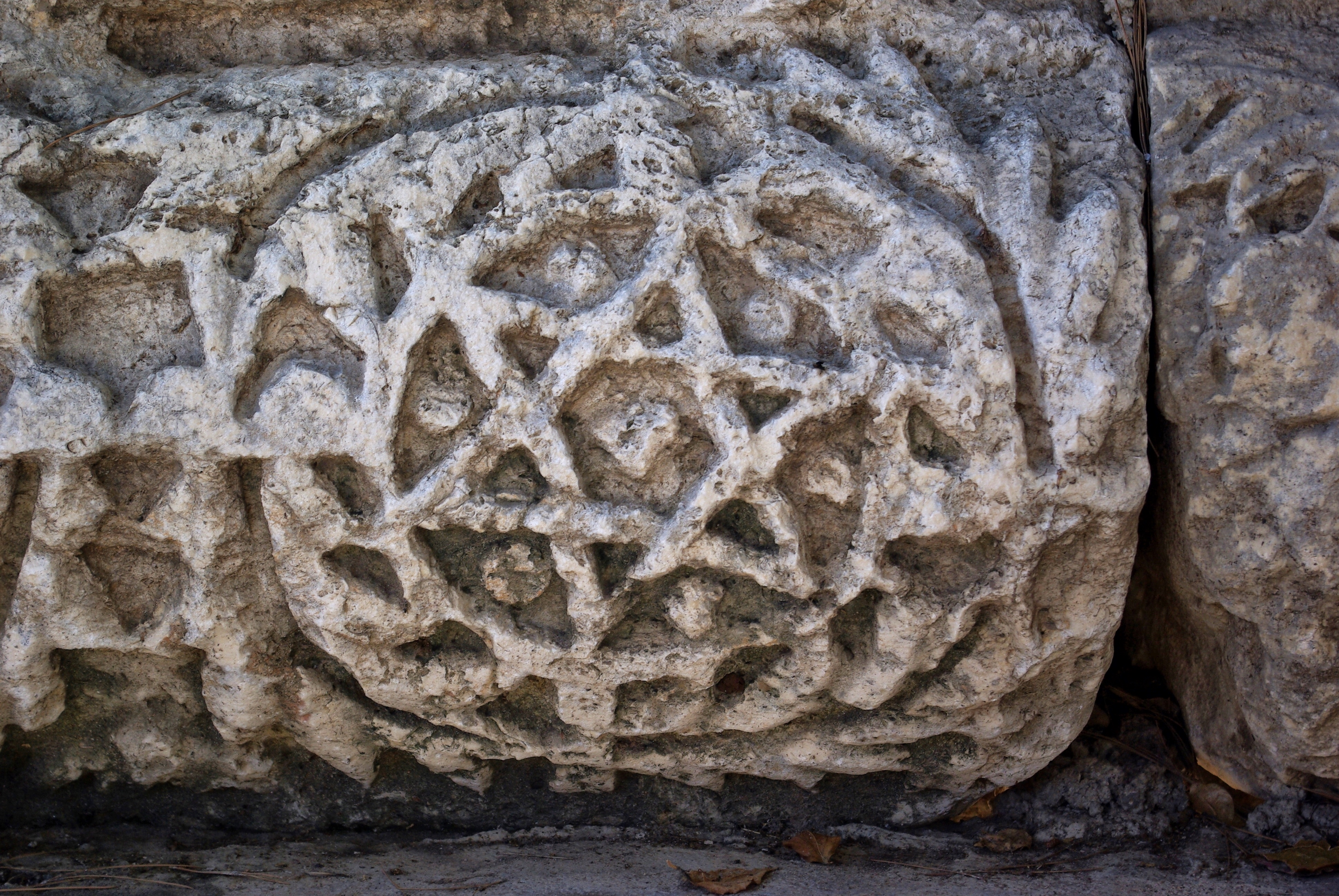
Símbolo de Conjunción: Estrella de David, siglo III o IV d. C. Sinagoga de Cafarnaúm, Israel.

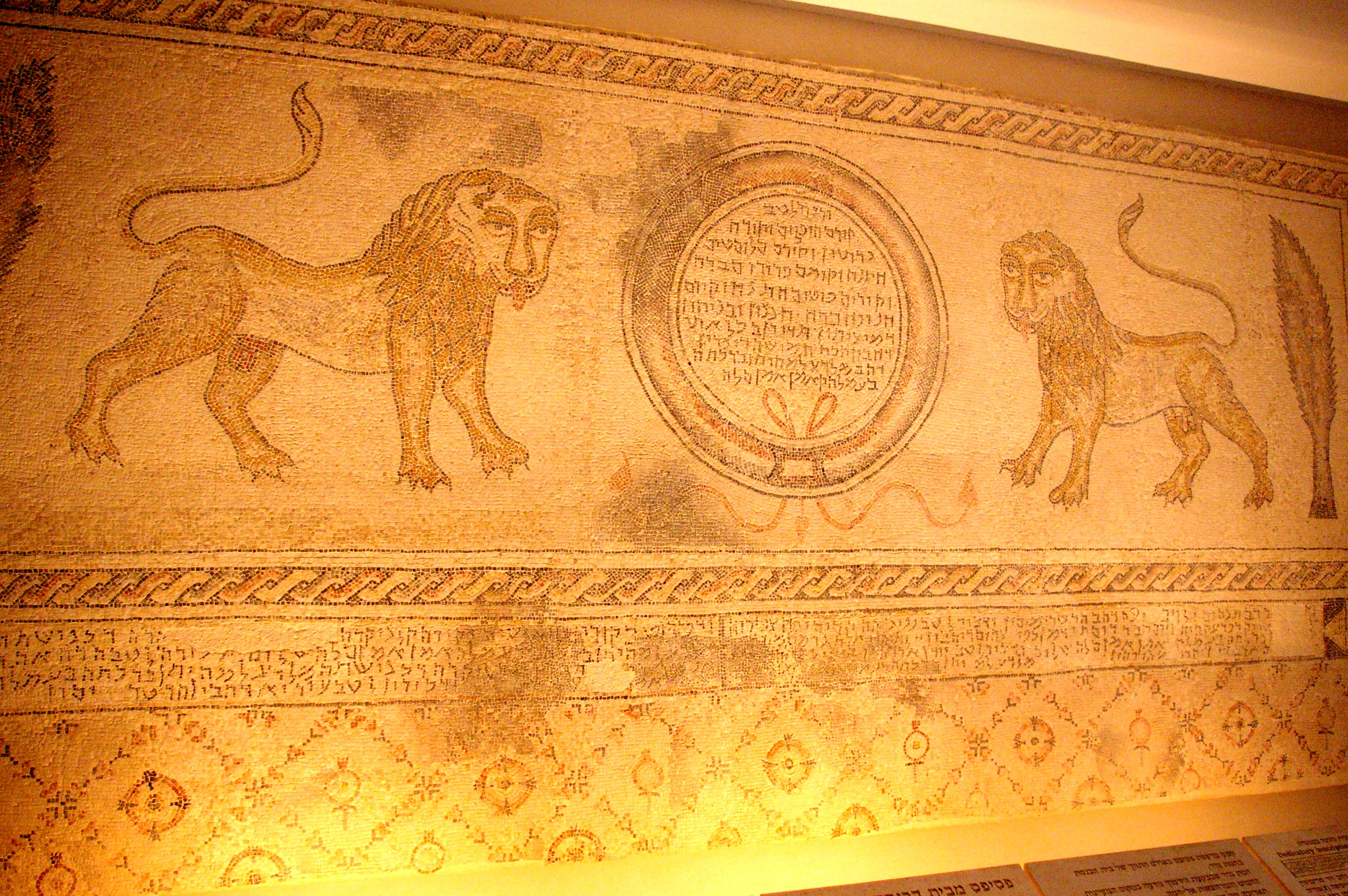
Mosaico con leones de Judá custodiando un medallón con texto en hebreo, proveniente del pavimento de la Sinagoga Hamat Gader, - d. C.

De la tradición judía de manuscritos miniados de la Antigüedad Tardía no han sobrevivido ejemplares, mas ello aparentemente se deduce de posibles préstamos que de ella habría hecho el arte paleo-cristiano y medieval. En el período tardo-romano fueron realizadas piezas de vidrio con láminas de oro que presentan motivos judíos (menorá, shofar, lulav y etrog). Pavimentos con mosaicos helenísticos fueron excavados en varias sinagogas de la Antigüedad Tardía en Israel y Palestina; ellos suelen figurar los signos del zodíaco, aparentemente eran aceptables a condición de estar representados en el piso. Algunos de los mosaicos, tales como aquellos de la Sinagoga de Naarán, dan testimonio de reacciones contra el uso de imágenes con seres vivos hacia el año 600 d. C. Las decoraciones parietales y aquellas de sarcófagos en la cueva-cementerio de Beit Shearim poseen una mezcla de motivos judíos y helenísticos. No obstante, durante cuatro siglos, entre 700 y 1100 d. C., difícilmente han sobrevivido obras que puedan ser identificadas como arte judío.

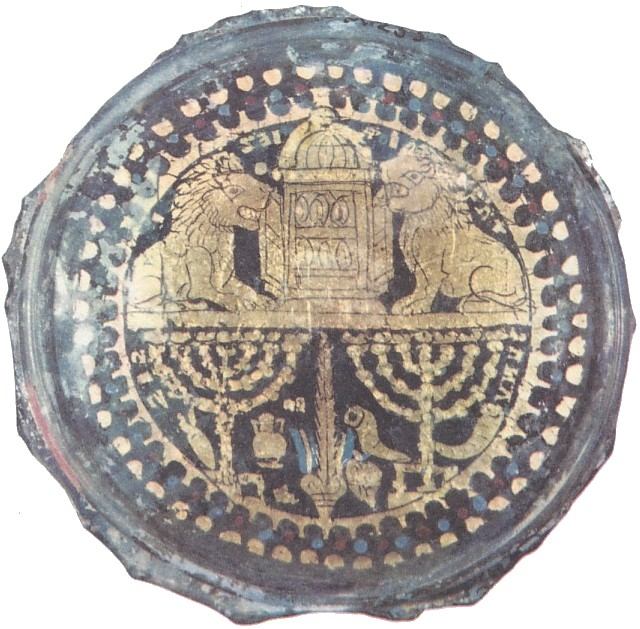
Base de copa judeorromana con símbolos judíos, vidrio y lámina de oro, siglo II d. C.
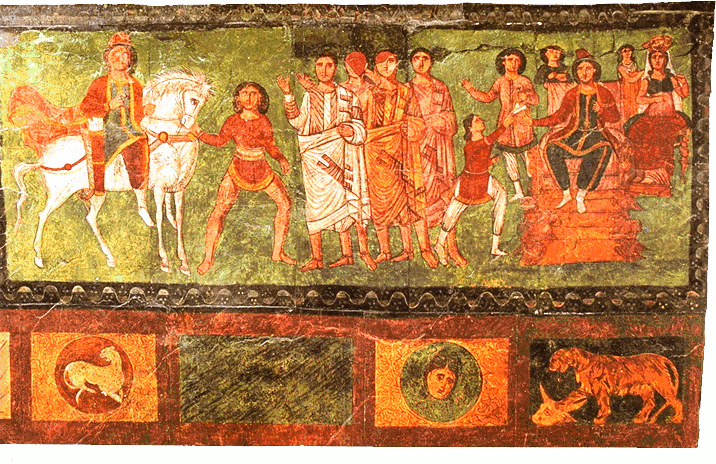
Imaginería del Libro de Ester, fresco parietal, Sinagoga de Dura Europos, 244 d. C. El persa Amán debe conducir a Mardoqueo. Museo de Damasco, Siria.
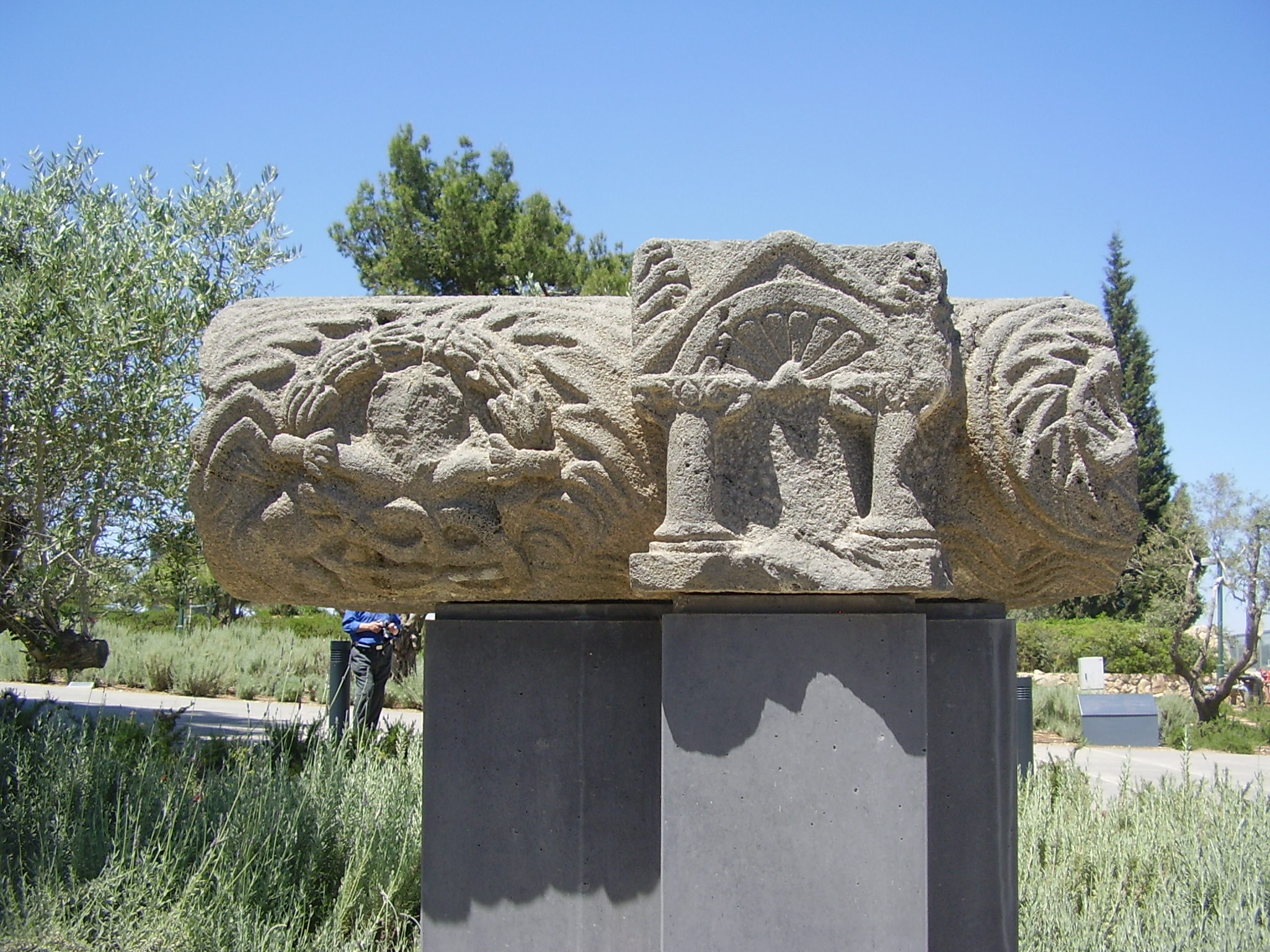
Relieves de la Sinagoga de Jozarín, siglos IV-VI d. C. Museo de Israel, Jerusalén.
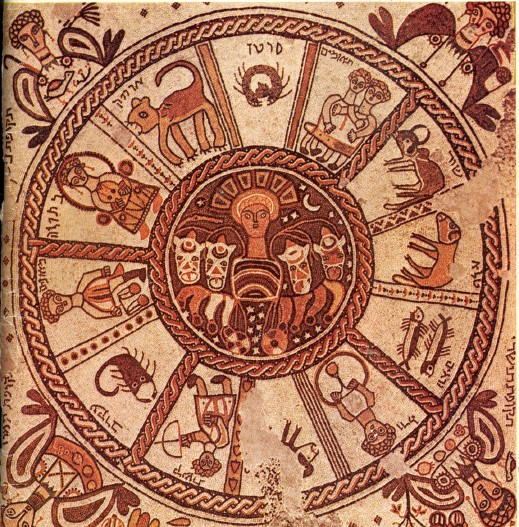
Marianos y Janina, Pavimento mosaico con signos del zodíaco, Sinagoga de Beit Alfa, período bizantino, siglo VI. Empleados metafóricamente por ser coincidentes con los doce meses del calendario hebreo.[18] La presencia del motivo central del sol tiene aquí una justificación astronómico-simbólica.[19] Las cuatro figuras de las esquinas representan los cuatro hitos del año,[20] solsticios y equinoccios, nombrados en hebreo según el mes en que cada uno de ellos ocurre.[21] Kibutz Beit Alfa, Israel.

### Diversidad del arte judío
La literatura rabínica y cabalística de la Edad Media a menudo combina textos y arte gráfico. Entre los manuscritos hebreos miniados se destacan el Majzor de Núremberg (1331) y la Hagadá de Sarajevo (1350). Algunos de tales manuscritos fueron decorados o ilustrados por artistas judíos y otros tantos por artistas cristianos; recíprocamente, algunos artesanos y artistas judíos realizaron trabajos para comitentes cristianos. Existen manuscritos hebreos miniados tanto en el arte sefardí como en el arte asquenazí.

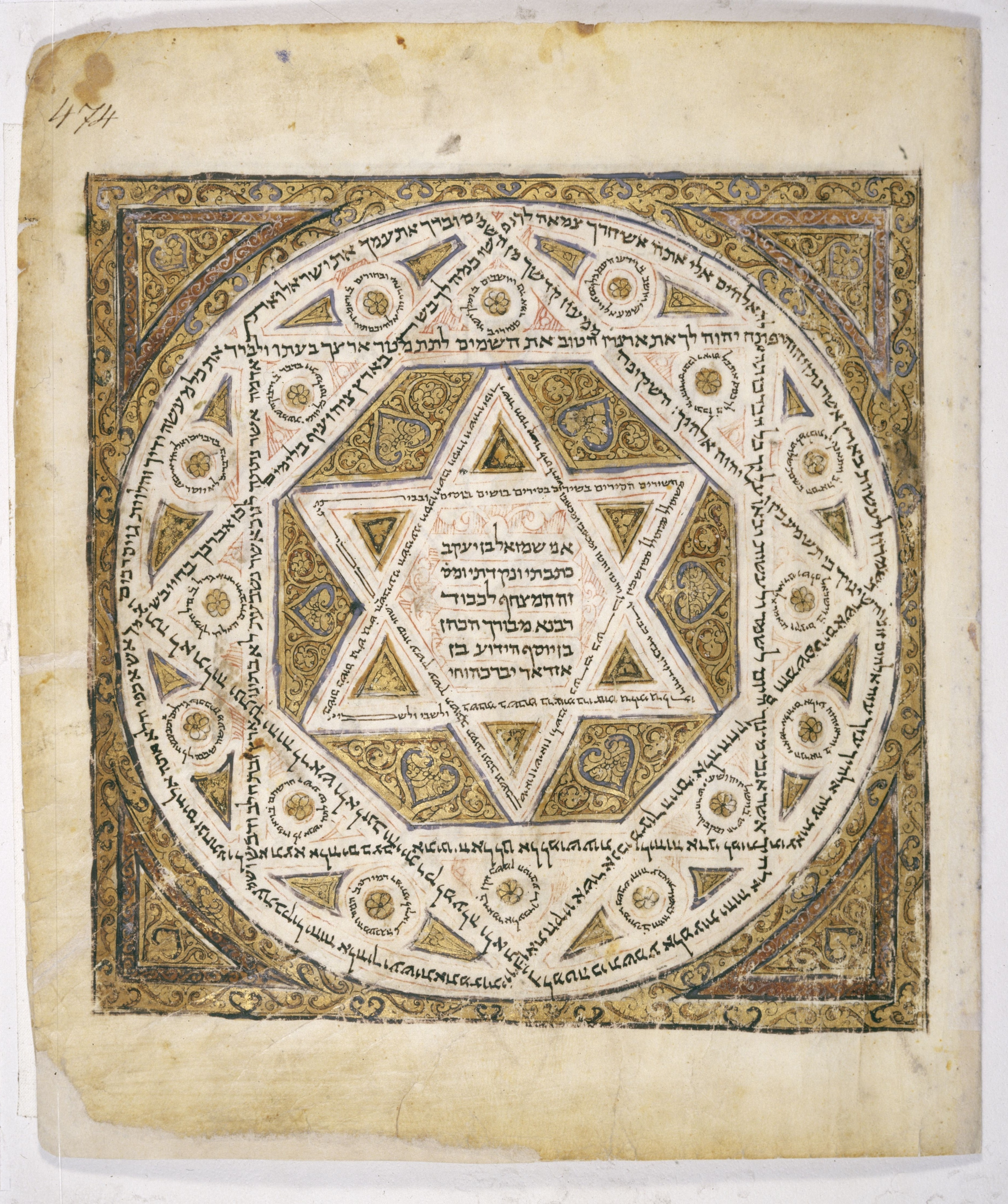
Estrella de David, página realizada en micrografía, Códice de Leningrado, 1008 d. C.
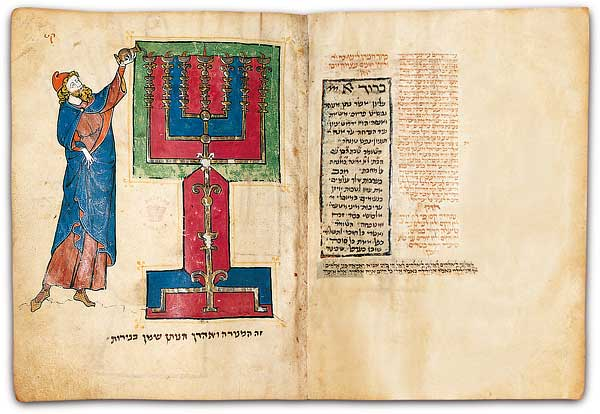
"Aarón agrega aceite a la Menorá", Miscelánea Hebreo-francesa, c. 1278-1298, fol. 5B.1
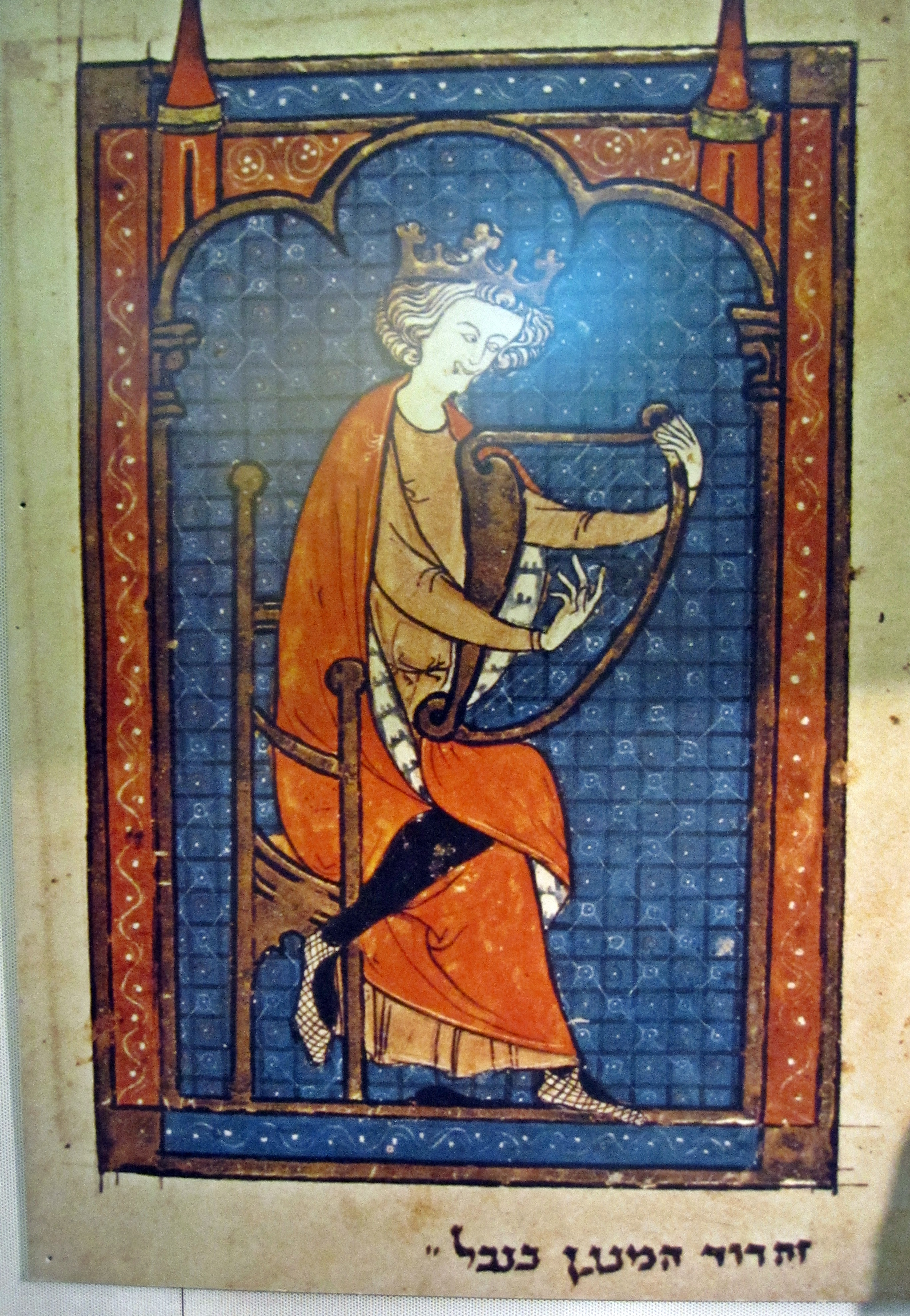
Folio de manuscrito francés con "El rey David tocando el arpa", Manuscrito de Troyes, c. 1280 (Beth Hatefutsoth).
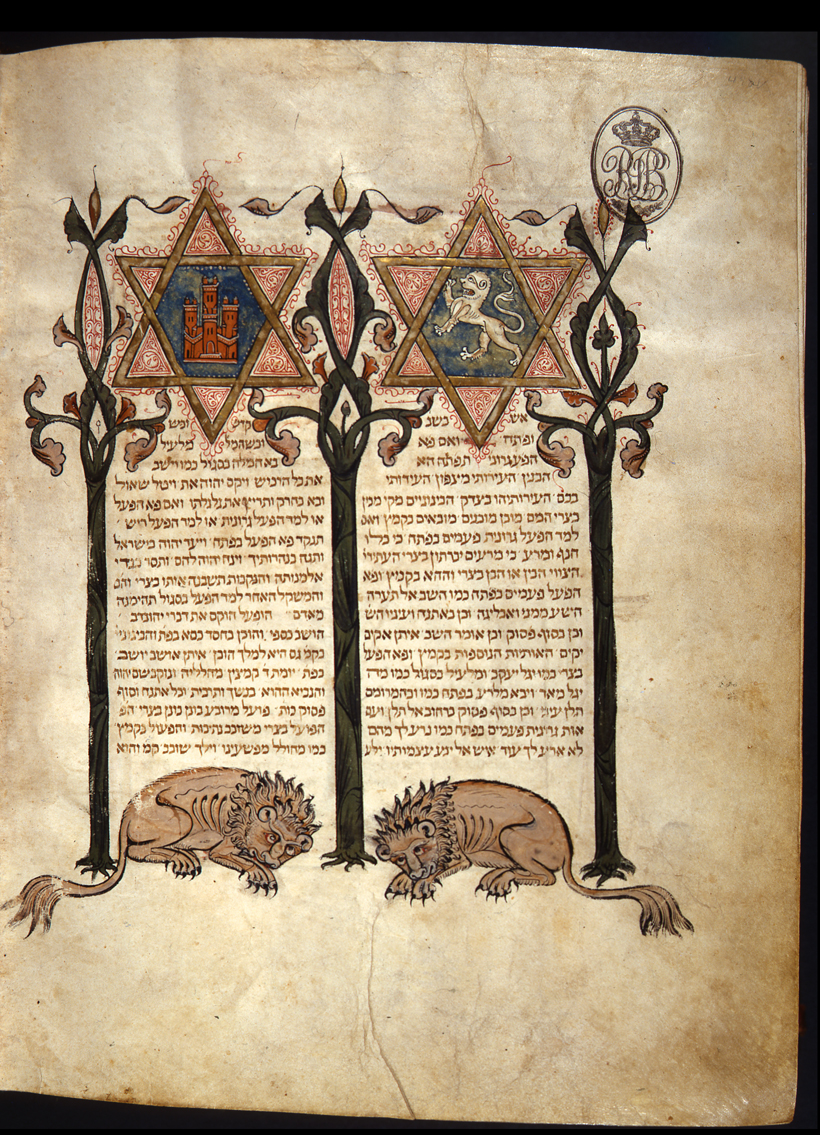
Biblia de Cervera, manuscrito sefardí, 1299-1300, fol. 448v: colofón con dos estrellas de David y las armas de las comunidades hebreas de Castilla y León, custodiadas por los leones de Judá. Biblioteca Nacional de Portugal, Lisboa.
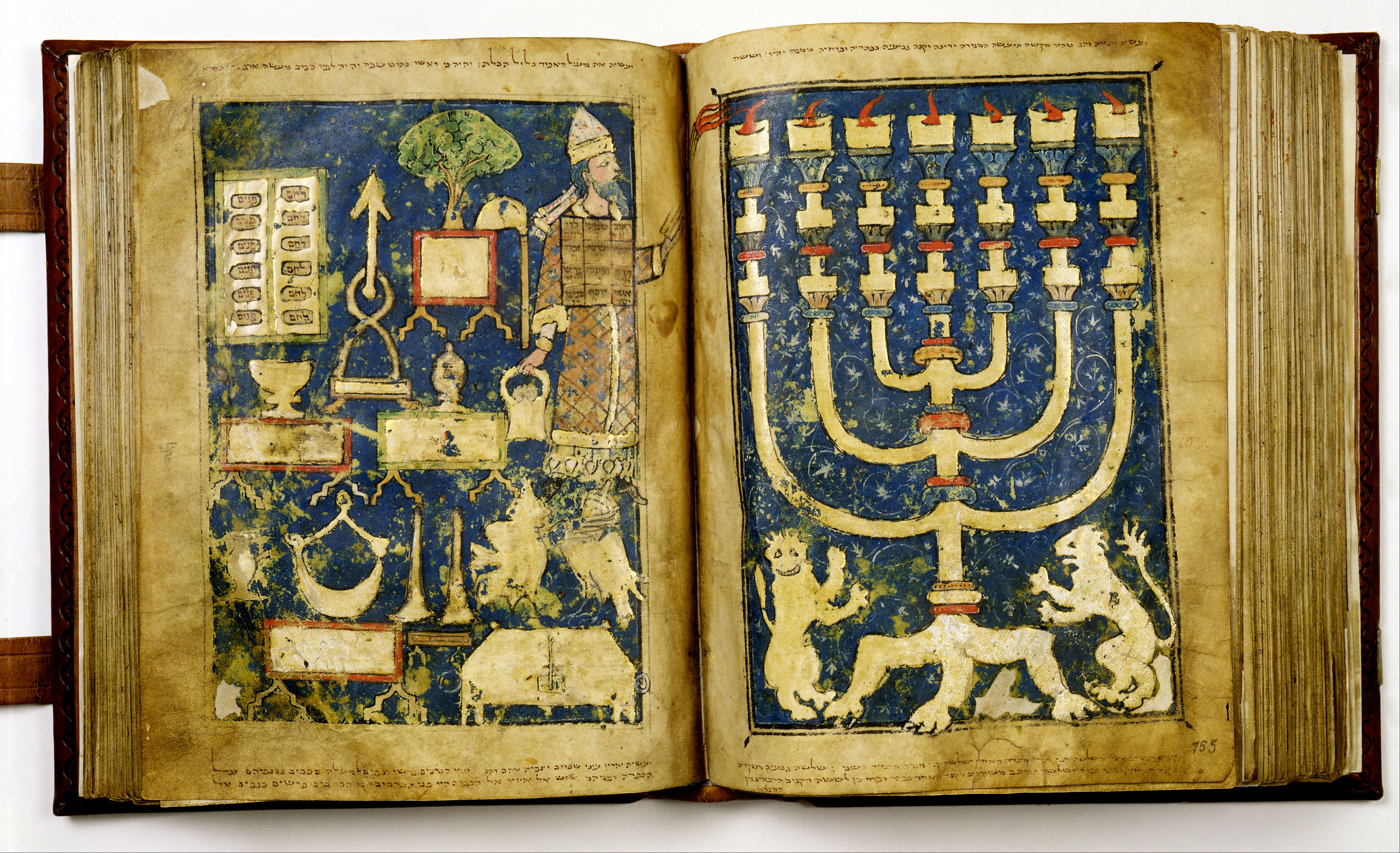
Sumo sacerdote de Israel con los implementos del Templo de Jerusalén, entre los que destaca la Menorá. Pentateuco de Ratisbona, Bavaria, 1300
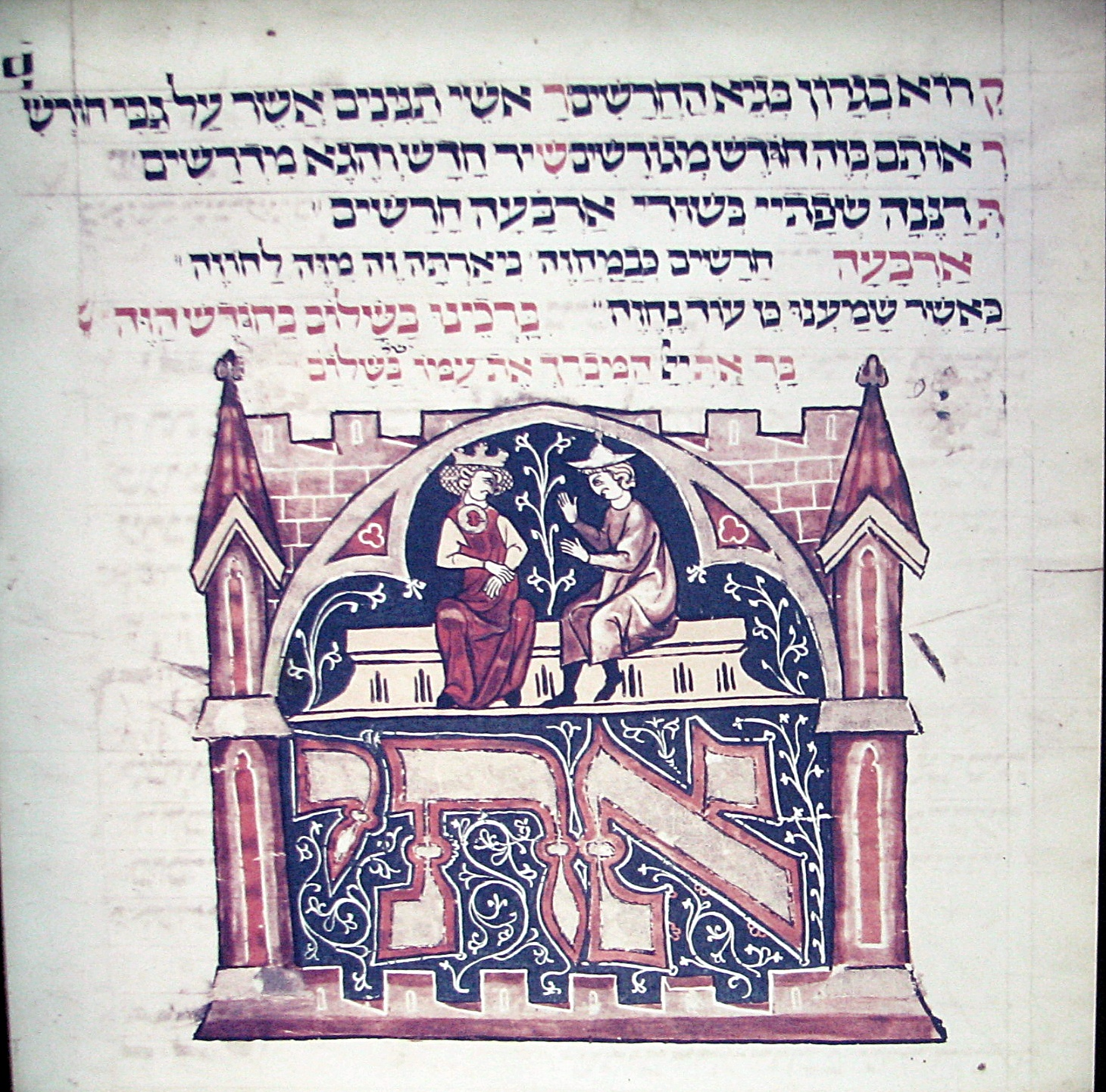
Pareja de enamorados, Majzor de Leipzig, manuscrito asquenazí, c. 1320.
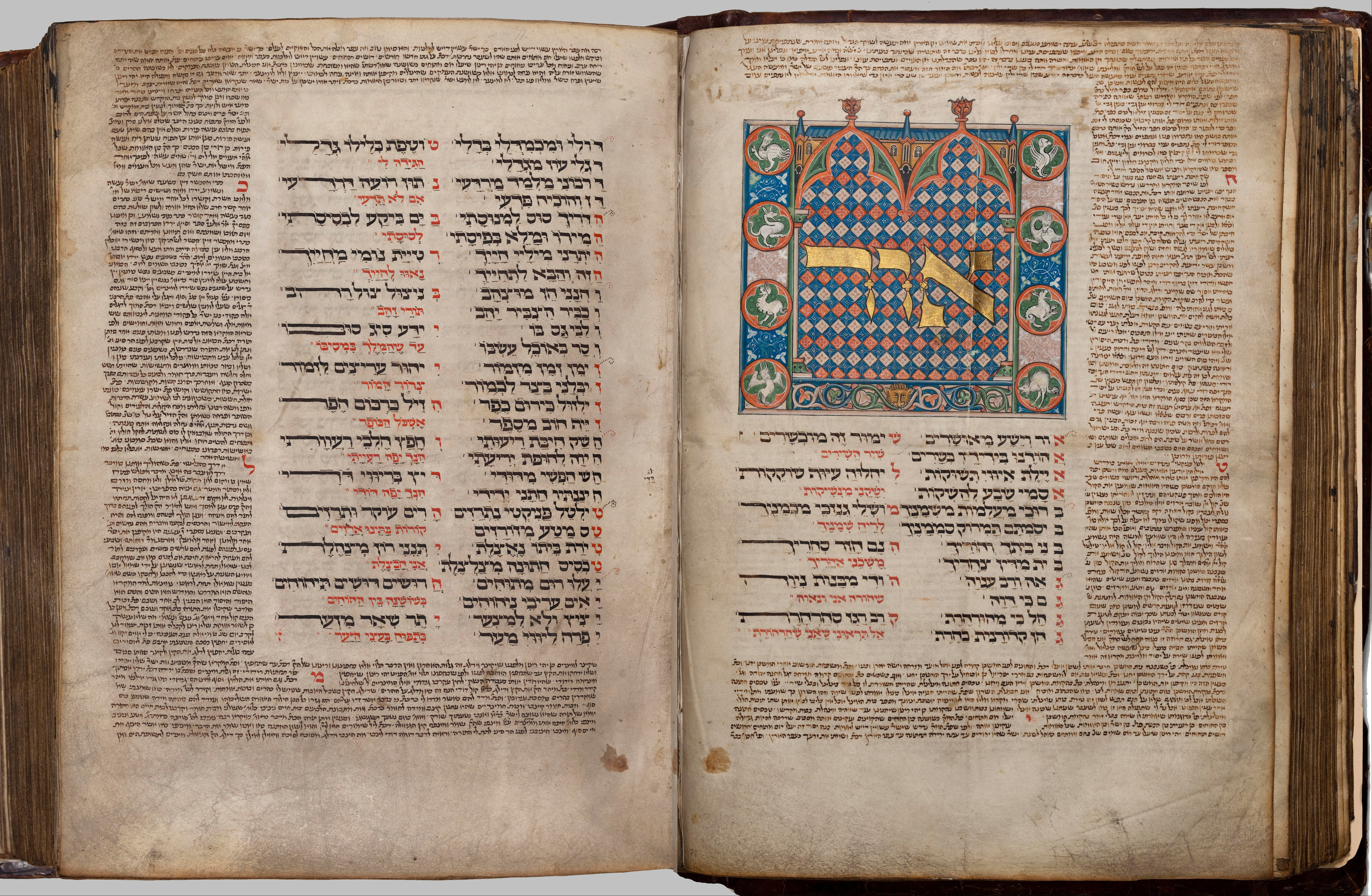
Majzor de Núremberg, 1331. Museo de Israel, Jerusalén.
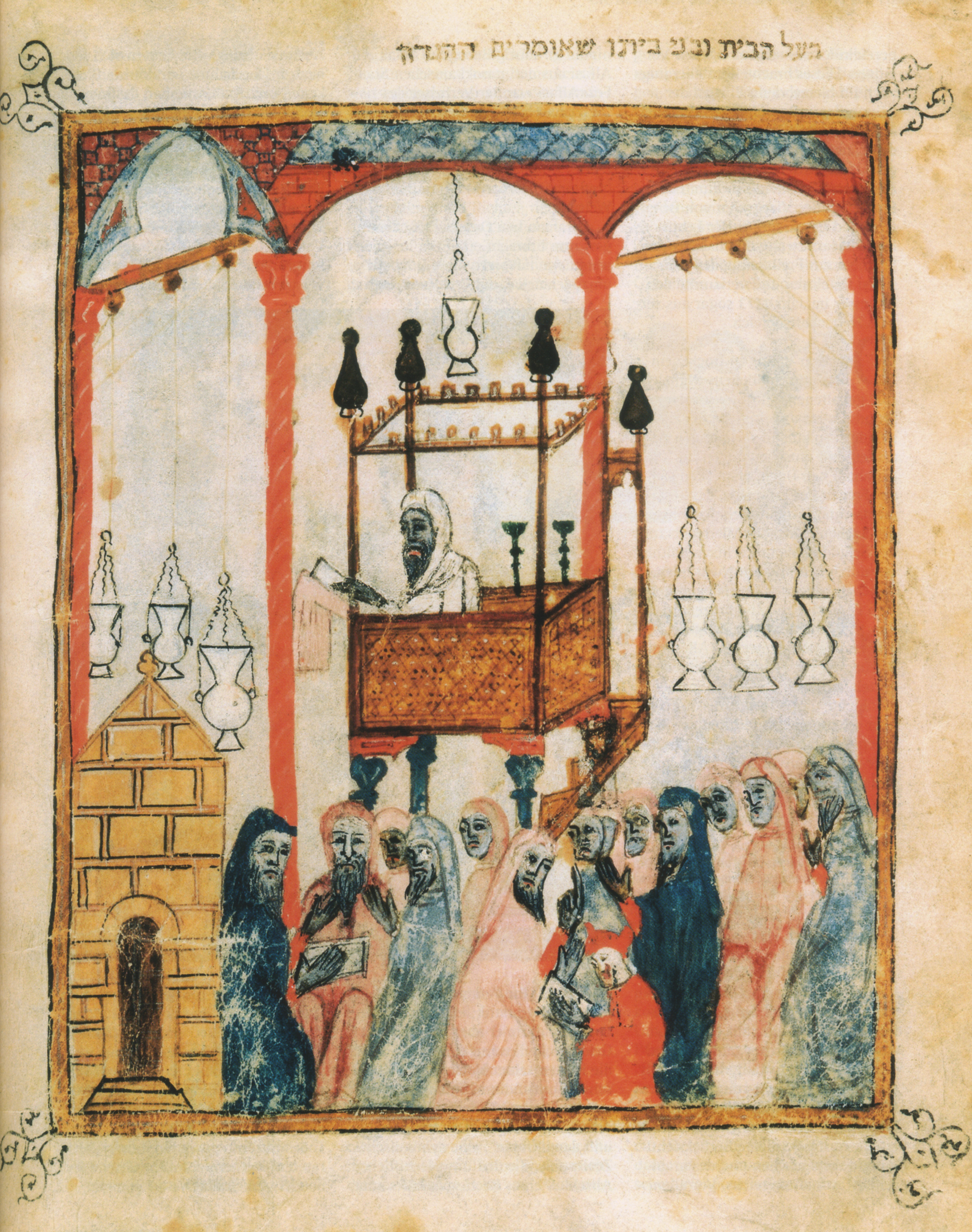
Miniatura de la Hagadá Barcelona de 1350, con el interior de una sinagoga y la lectura de la Torá; manuscrito sefardí miniado para Pésaj.
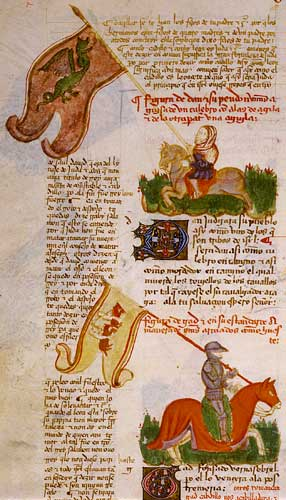
Biblia de Alba, texto sefardí, biblia hebraica traducida al romance, 1422-1433, fol. 57v: Tribus de Dan y Gad.
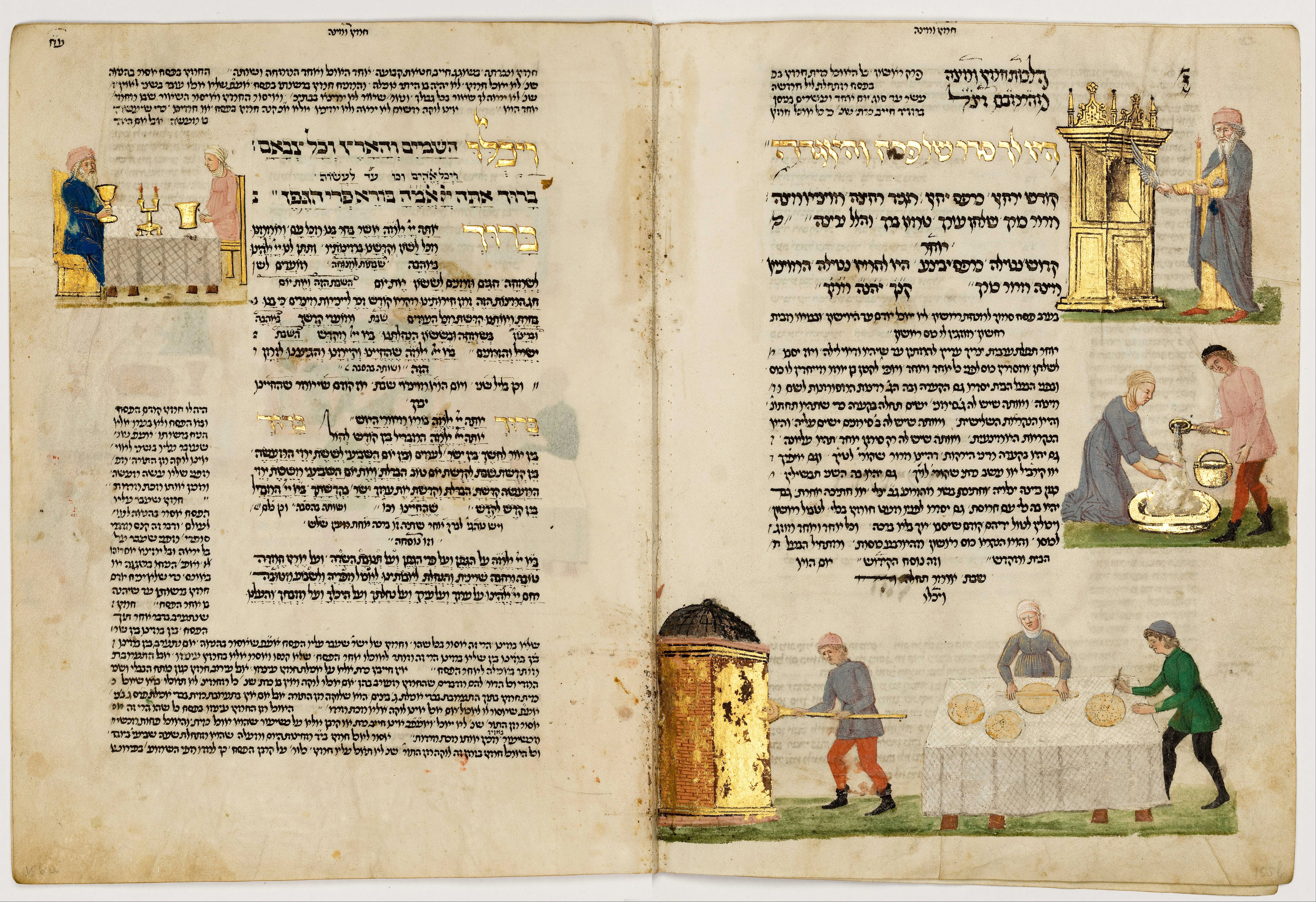
Miscellánea Hebrea (conocida también como Miscelánea Rothschild), manuscrito según el rito asquenazí, Italia, c. 1460-1480. Museo de Israel, Jerusalén
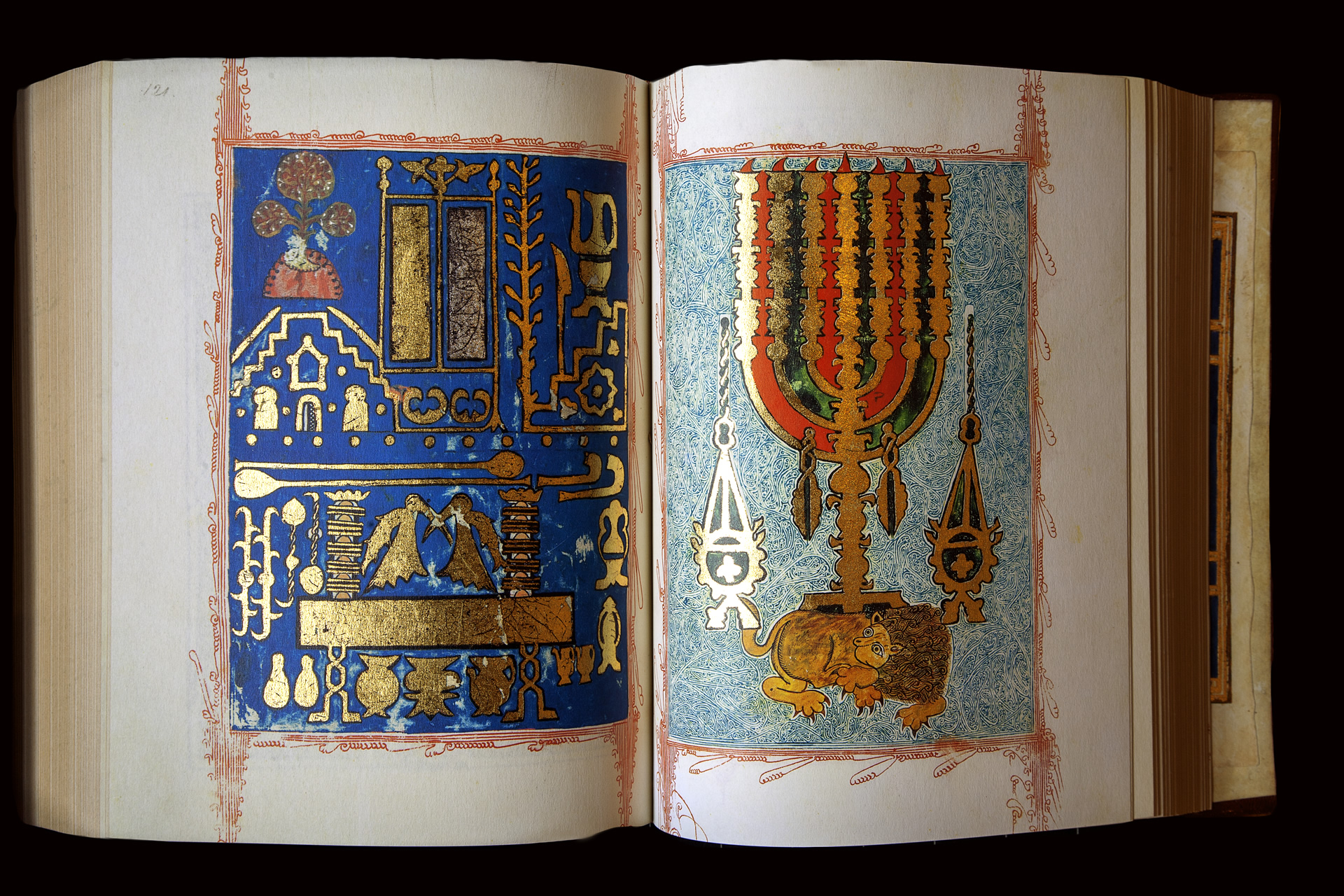
Biblia Kennicott, manuscrito sefardí, 1476: Implementos del Templo, incluyendo la Menorá.
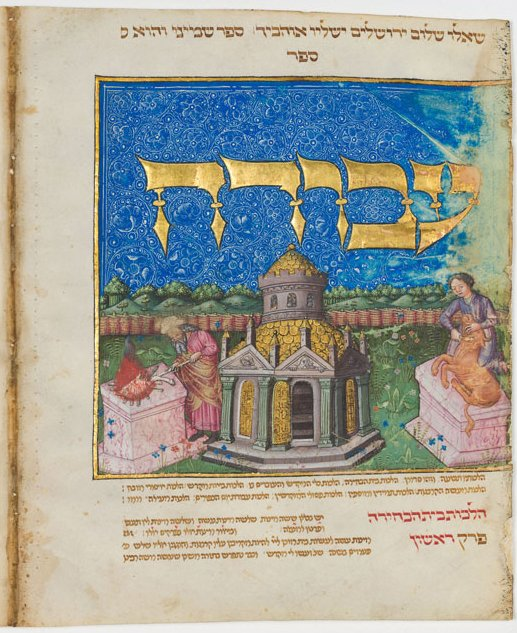
Mishné Torá (Maimónides), manuscrito italo-hebreo renacentista, c. 1457, fol. 41v.
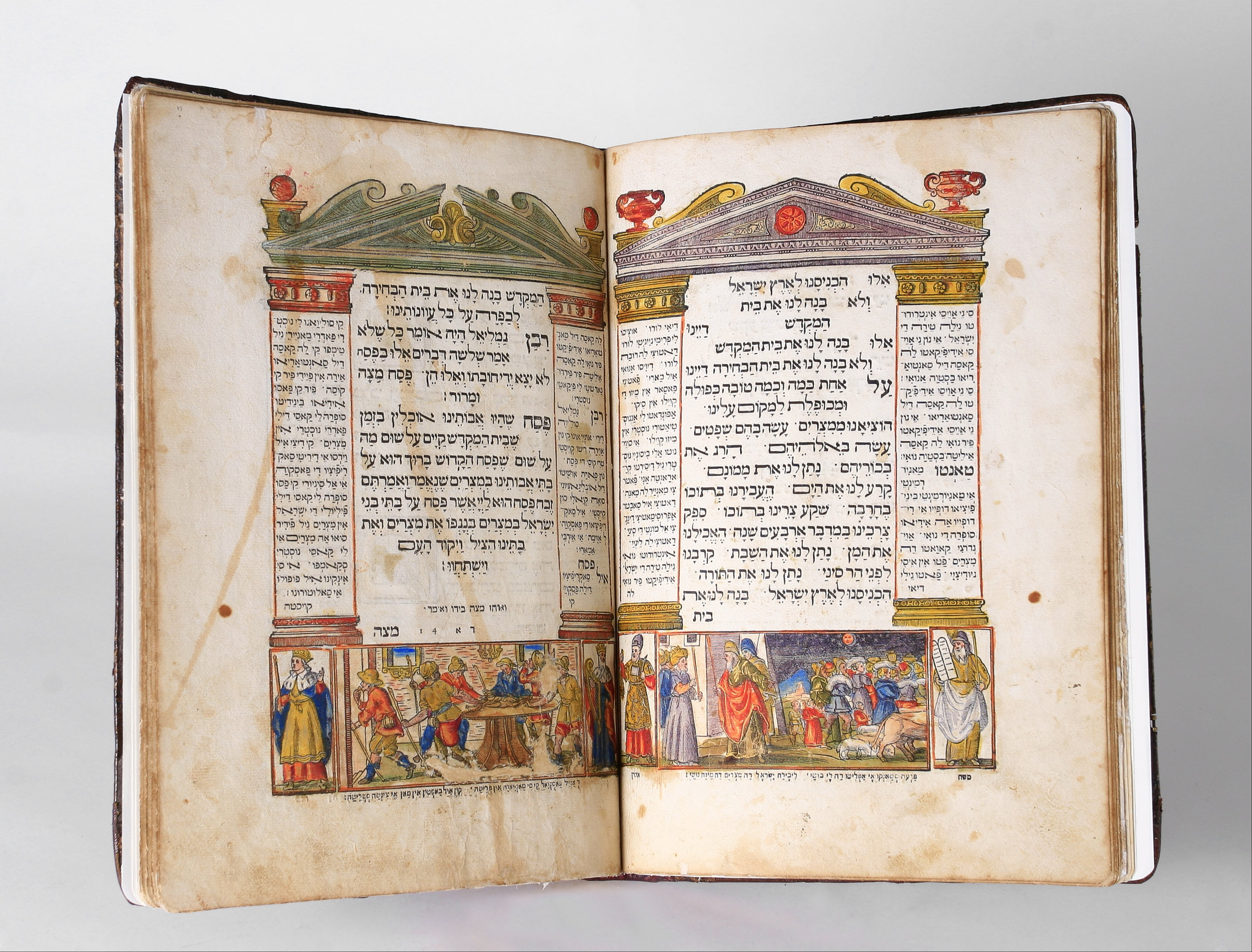
Giovanni di Gara e Israel ben Daniel ha-Zifroni, Hagadá de Venecia (Pésaj), Venecia, 1609. Museo de Israel, Jerusalén
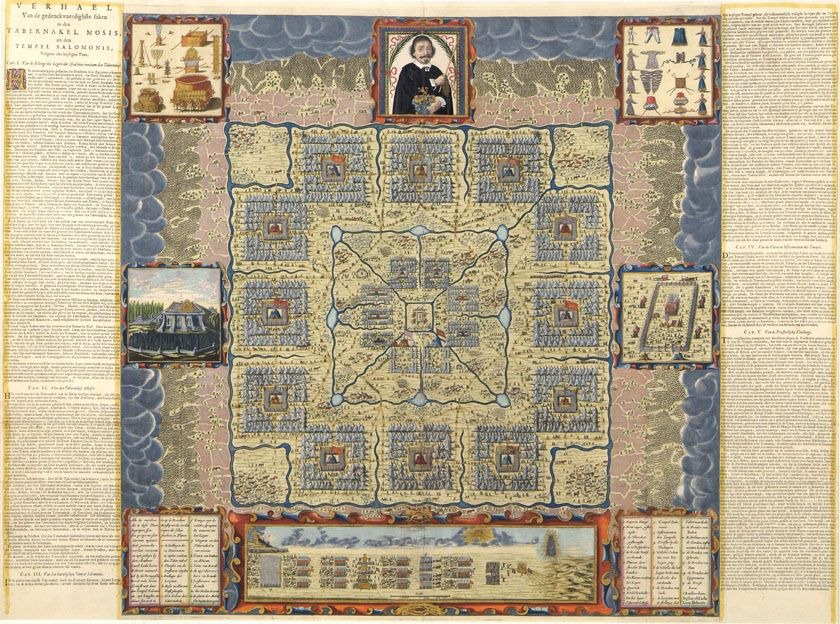
Rabino sefardí Jacob Judah Leon, El Tabernáculo de Moisés (Tabernakel Moses), Holanda, 1647. La estampa presenta la ubicación de las Doce Tribus de Israel en relación al Tabernáculo, e incluye además el autorretrato de Leon, una perspectiva del santuario portátil en el desierto, los implementos y vestimentas sacerdotales, y una perspectiva del Templo de Salomón en Jerusalén.
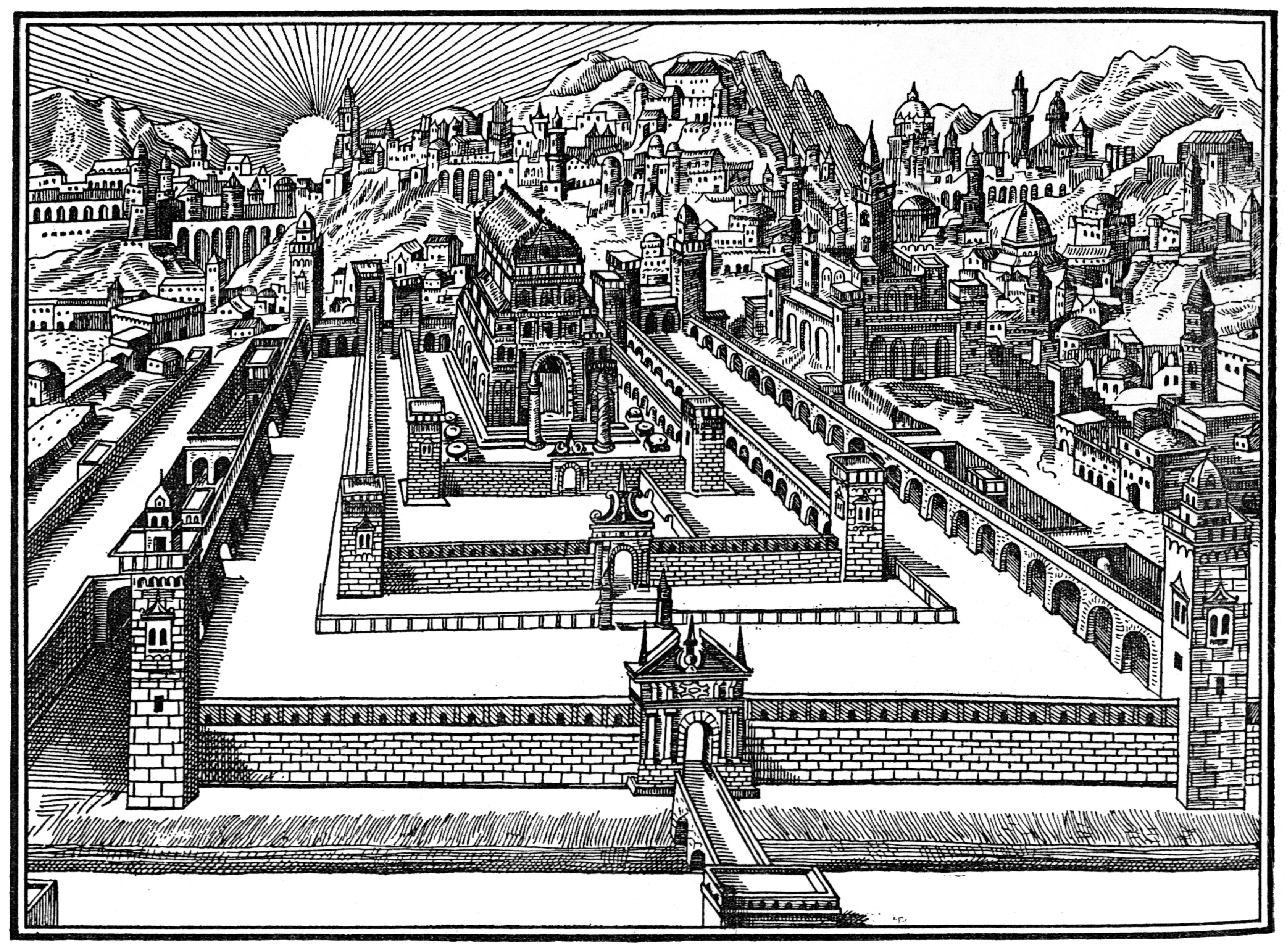
El Templo en Jerusalén, Hagadá de Pésaj, Ámsterdam, 1695.
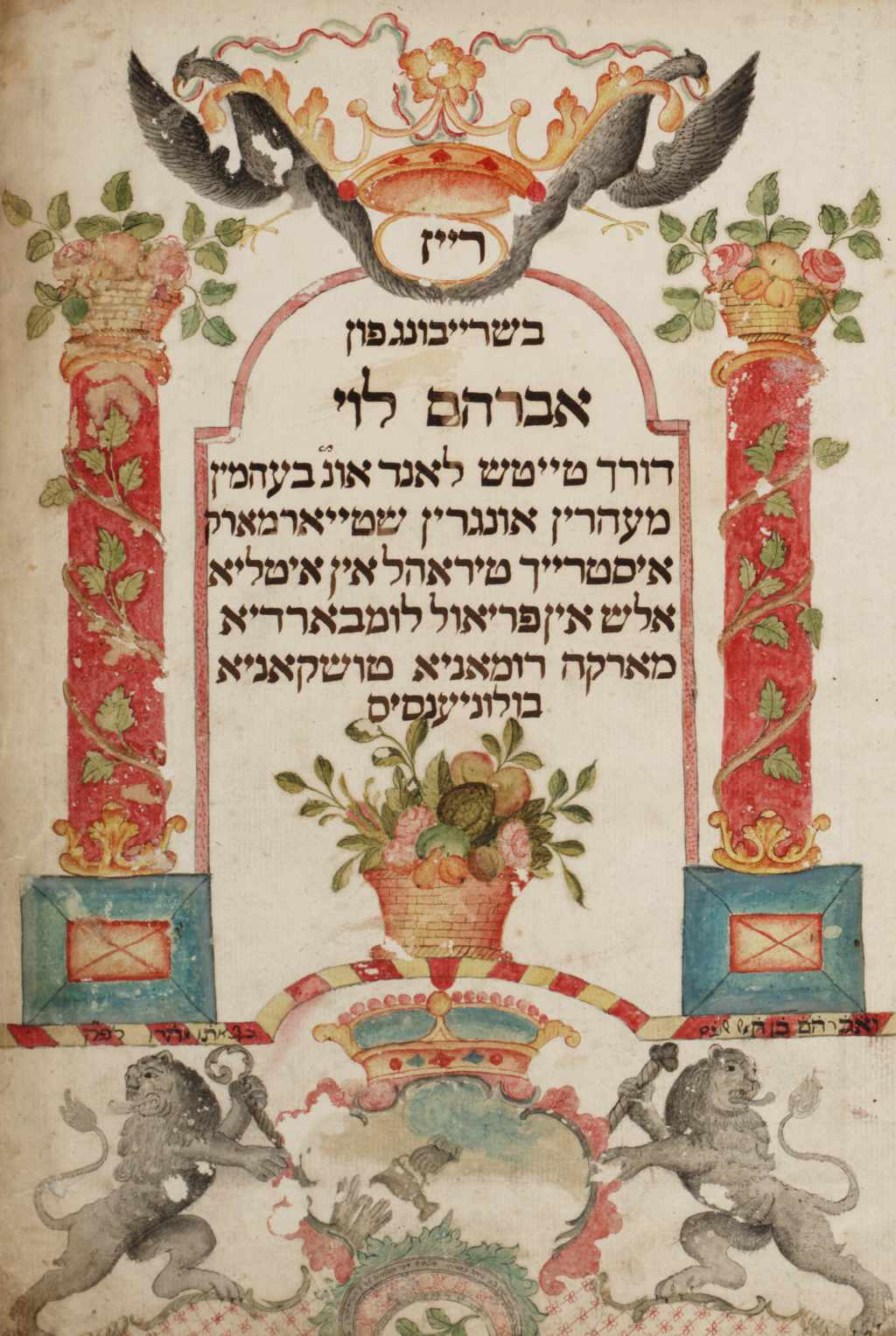
Abraham Levi ben Menahem Tall, Rayz Beshraybung, manuscrito ídish miniado, Europa Central, 1719-24. Universidad de Ámsterdam
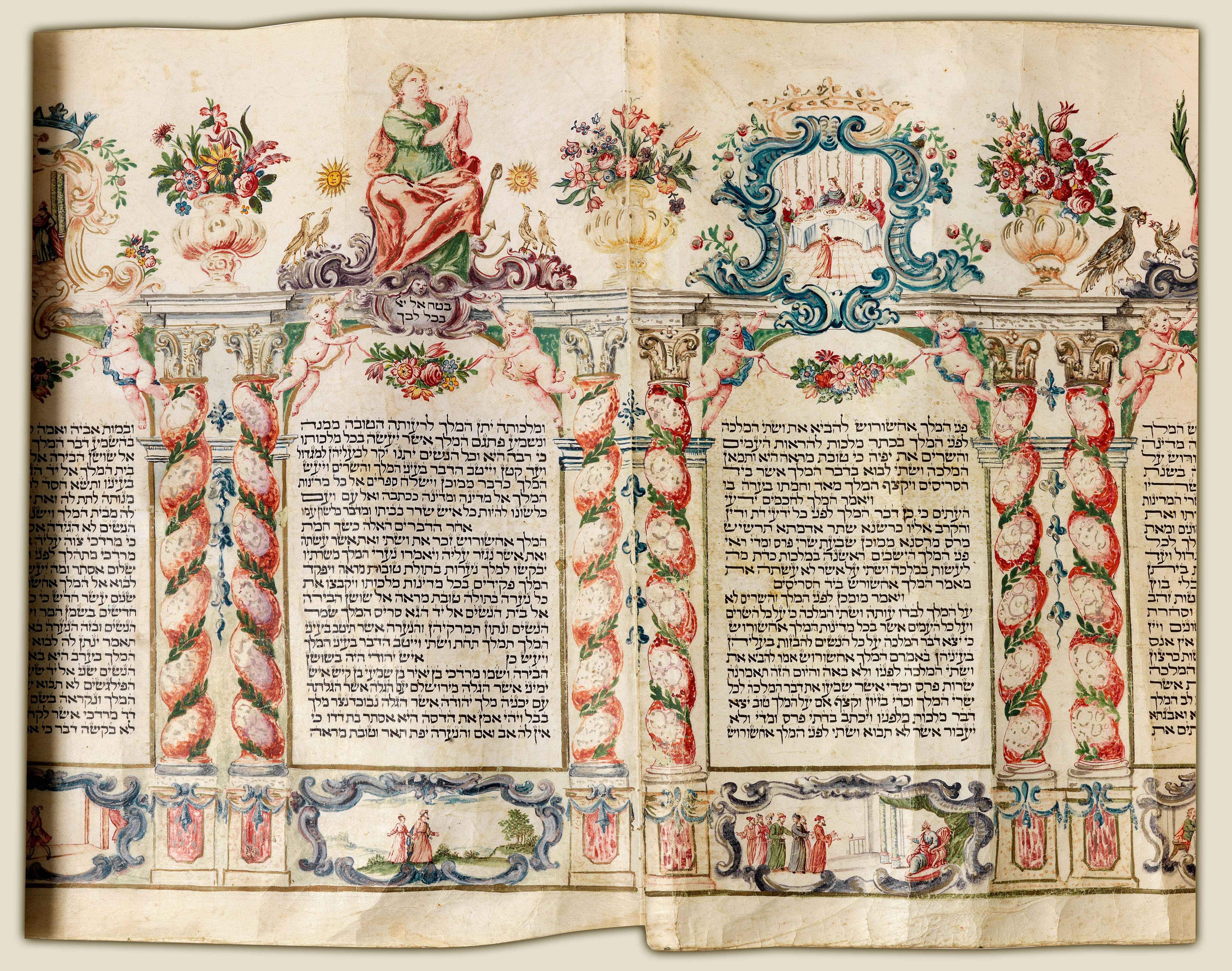
Rollo de Ester leído en Purim, Italia, 1750. Museo de Israel, Jerusalén.
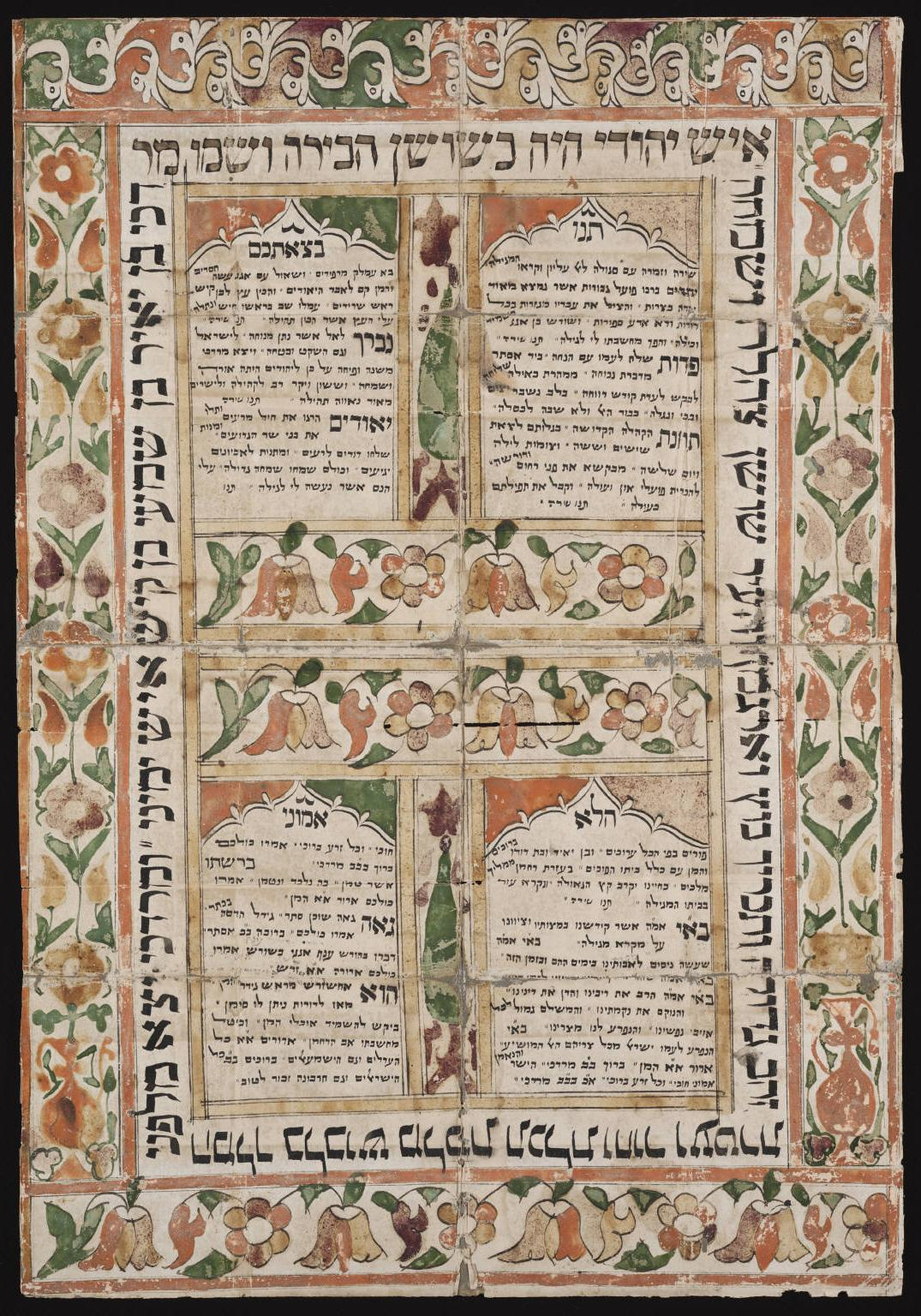
Poemas hebreos para Purim, Kurdistán, c. 1850. Universidad de Yale

Johnson resume el cambio de la limitada participación de los judíos en las artes hacia una mayor participación suya en la vida cultural europea:

La aparición del artista judío fue un fenómeno peculiar. Es cierto que, a través de los siglos, hubo muchos animales (si bien pocos humanos) representados en el arte judío: leones en los cortinados que cubren [el Arca donde se preserva] la Torá, lechuzas en monedas judías, animales en los capiteles de [la Sinagoga de] Cafarnaúm, pájaros en la base soportando la fuente de la Sinagoga Naro en Túnez en el siglo V; hubo animales tallados en las sinagogas de madera del este europeo—en efecto, el artesano que las realizaba [en los siglos XVII y XVIII] fue el prototipo del artista plástico judío de los tiempos modernos [siglos XIX y XX]. Un libro dedicado al estudio de la ornamentación folklórica yídis, impreso en Vitebsk en 1920, presenta afinidades con el propio bestiario de Chagall. Mas la resistencia de los judíos piadosos ante la idea de retratar la imagen del ser humano era aún fuerte a principios del siglo XX.

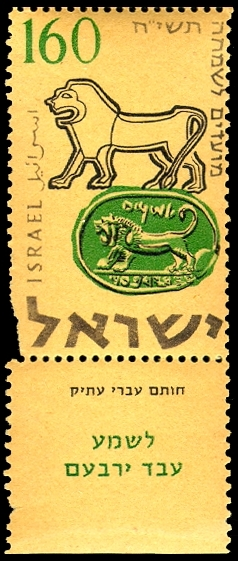
León de Judá y sello real israelita con león rugiente e inscripción en hebreo, empleado durante el reinado de Jeroboam, siglos X-VIII a. C.
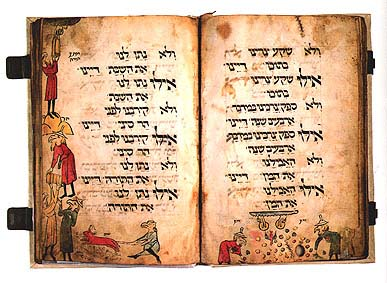
Los hebreos recolectan el maná y reciben la Ley. Hagadá de los Pajaritos (Pésaj), Alemania, c. 1300..
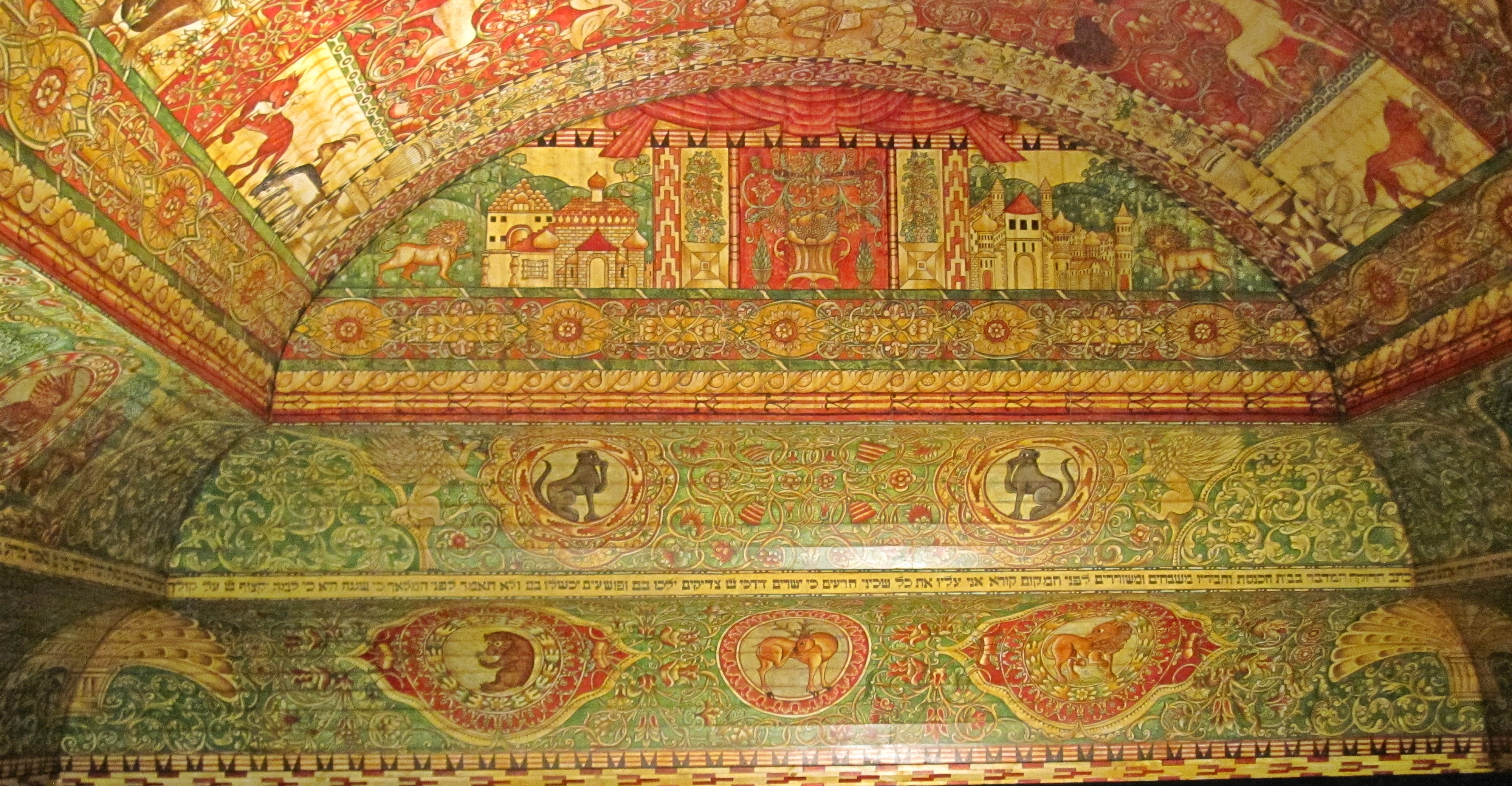
Israel ben Mordejai Lisnicki de Jaryczow, Pinturas del cielorraso abovedado de la Sinagoga Jódorov (ingl. Chodorov), Galitzia, Ucrania, 1652.[33] Beth Hatefutsoth, Tel Aviv.
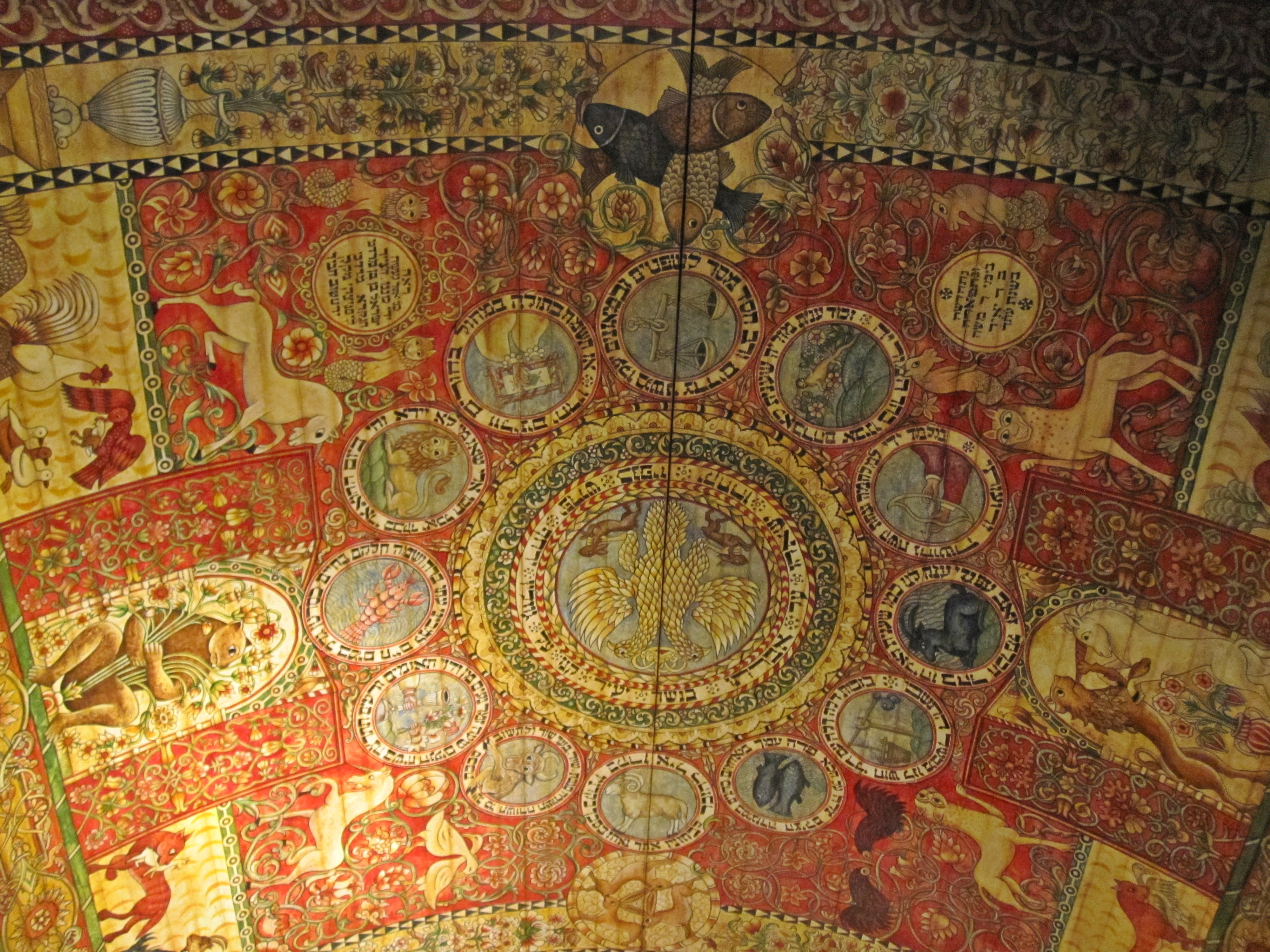
Cielorraso de la Sinagoga Jódorov, detalle.
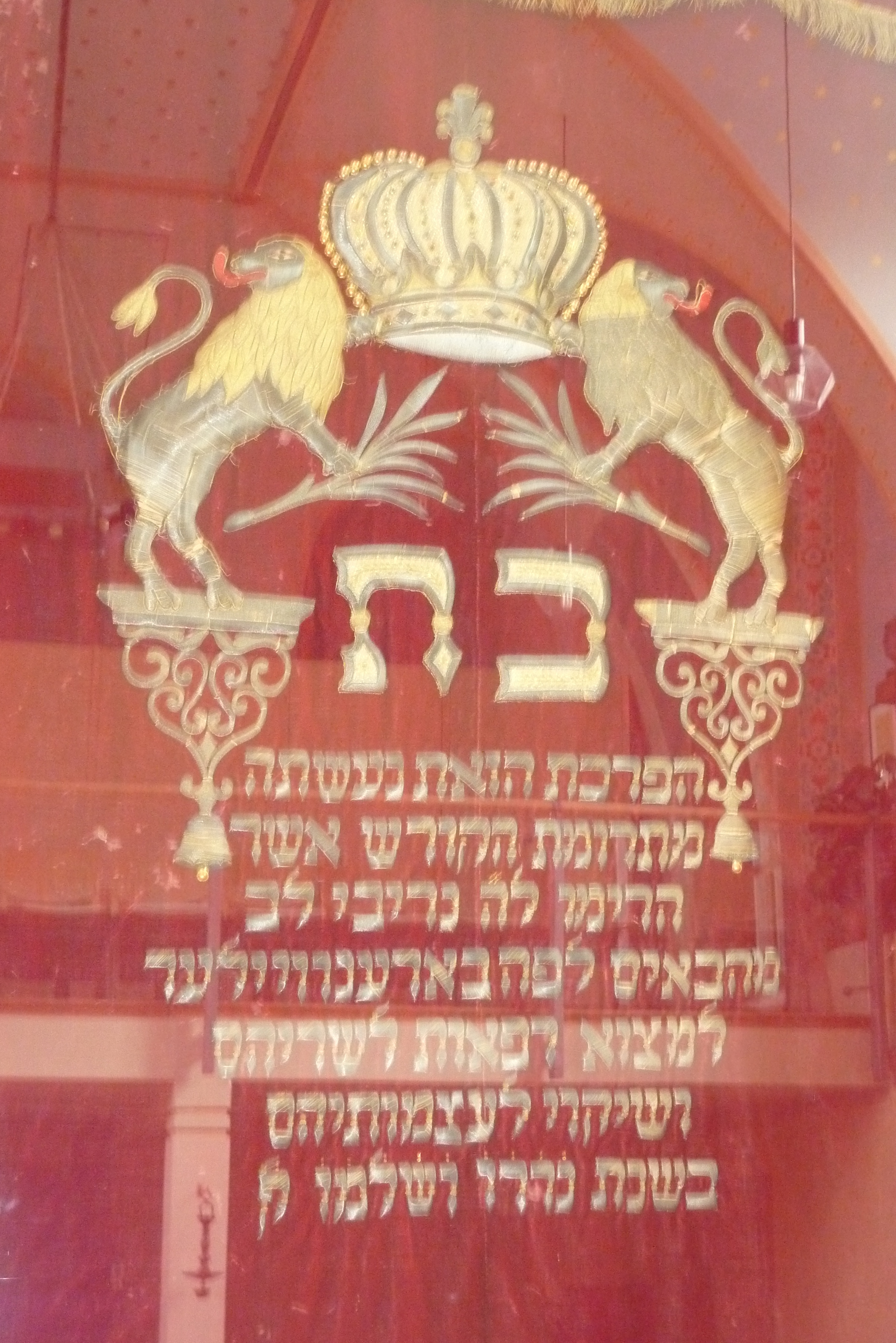
Par de leones heráldicos de Judá custodia la Corona de la Ley. Parojet,[35] Sinagoga Ehemalige en Bad Neuenahr-Ahrweiler, Toravorhang, Alemania, siglo XVIII.
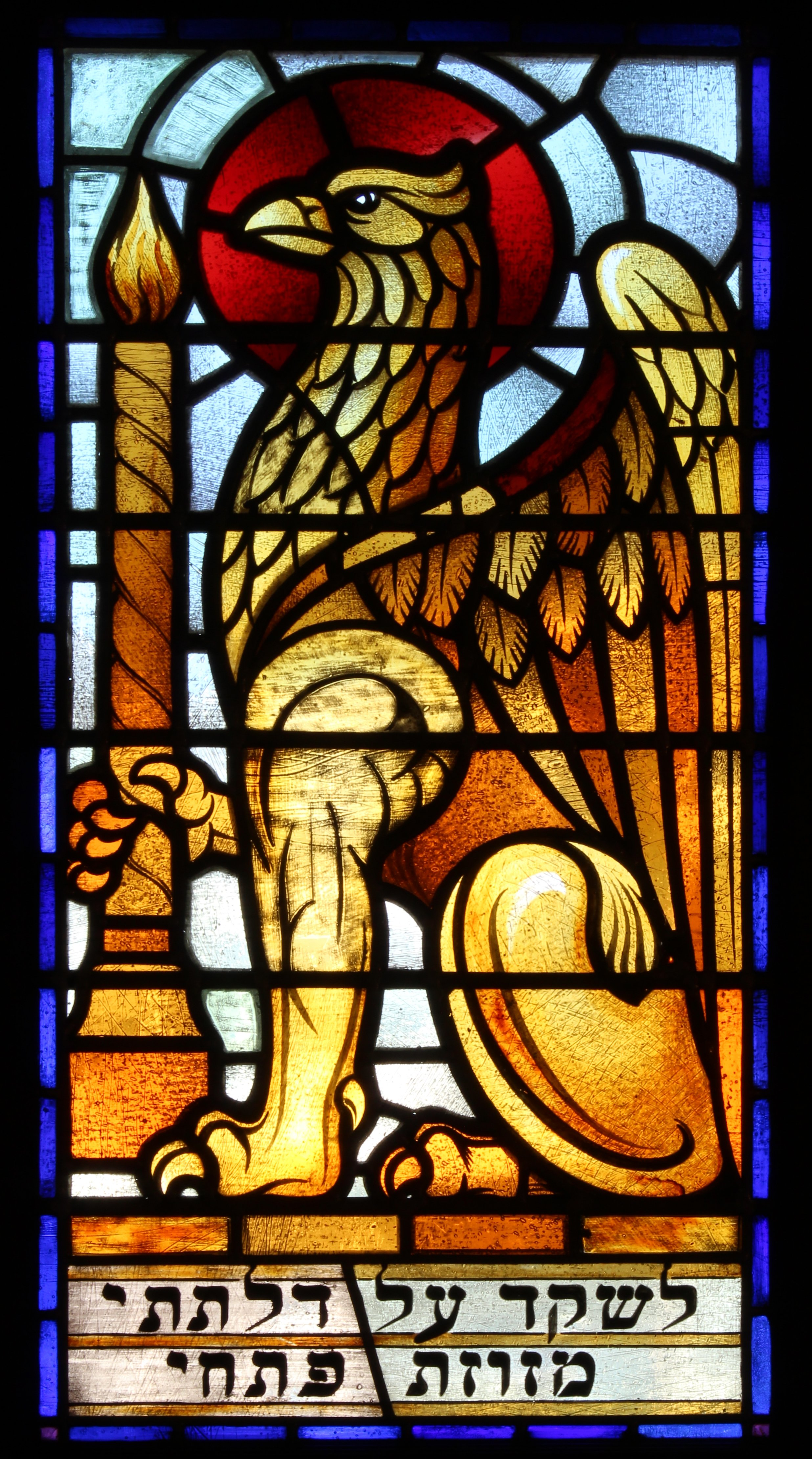
Vitral con grifo y texto hebreo (Proverbios 8:34). Sinagoga de Enschede, Holanda, 1918-1928.

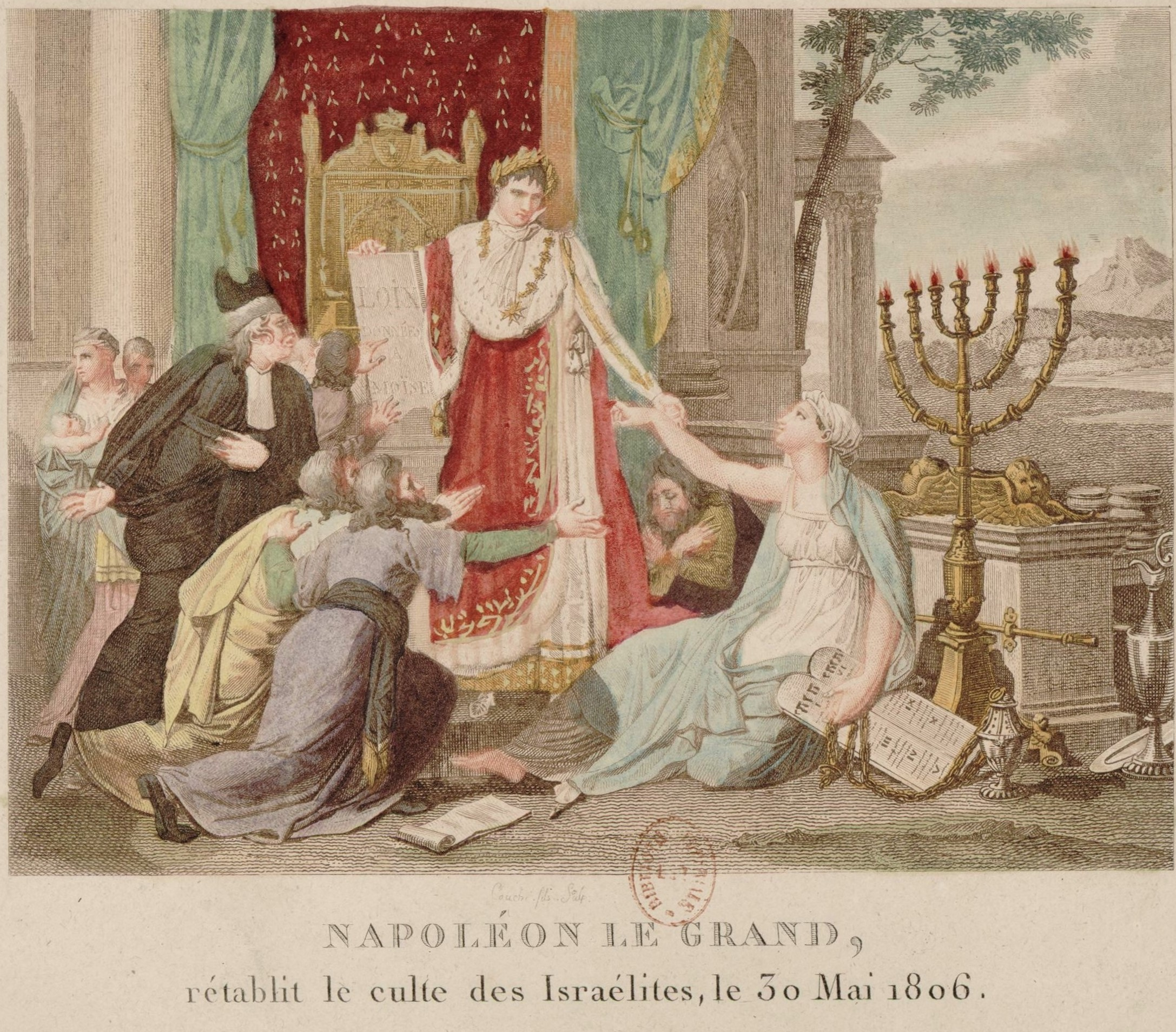
Emancipación. Napoleón Bonaparte emancipa a las comunidades judías de Francia, grabado, 1806.

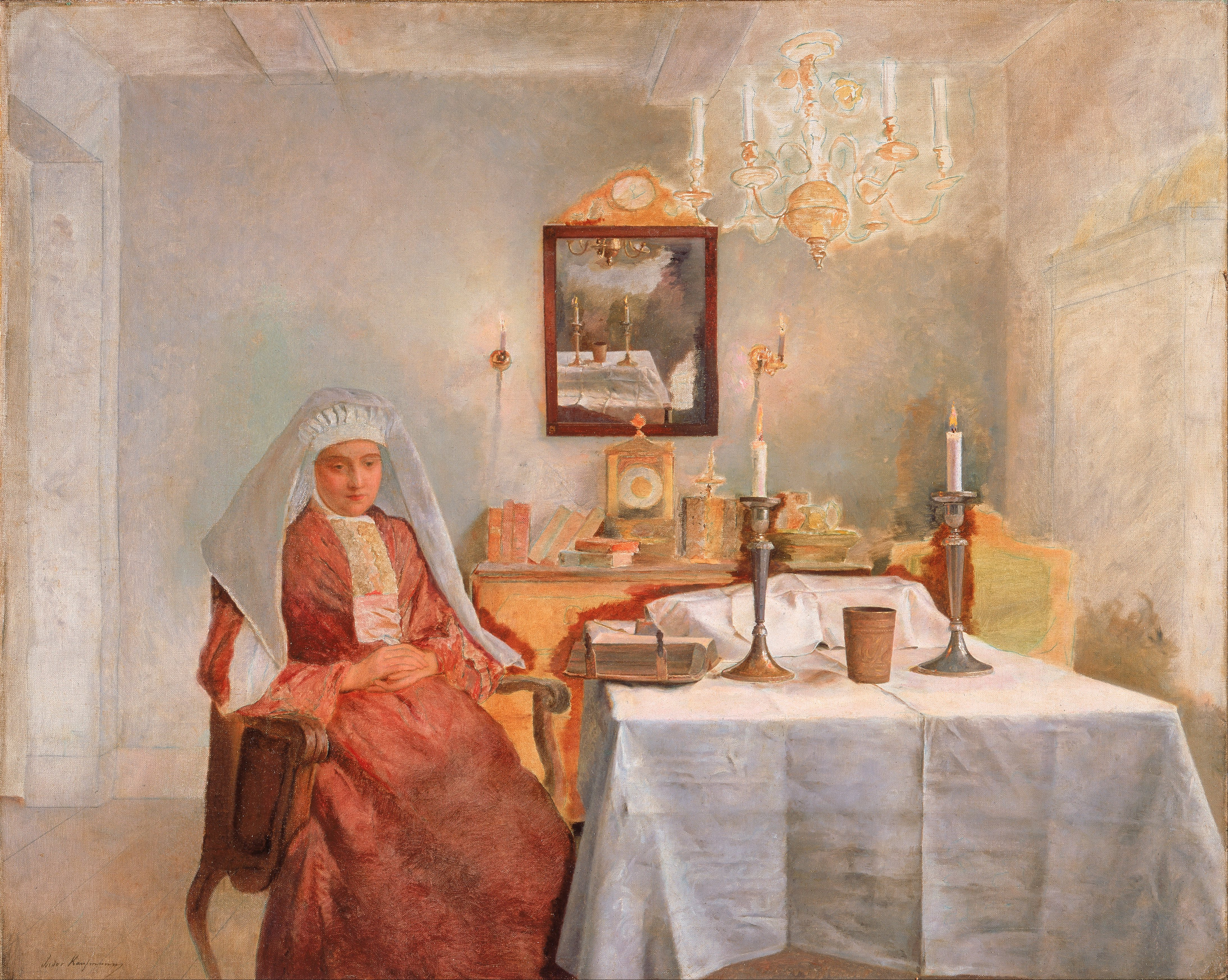
Isidor Kaufmann, Viernes por la noche (Shabat), óleo, 1920. The Jewish Museum, Nueva York.

Hubo pocos artistas judíos seculares en Europa antes de la Emancipación que se extendió por el Viejo Continente a través de las conquistas napoleónicas. Entre las excepciones, Salomón Adler fue un distinguido retratista en Milán durante el siglo XVIII. El retraso en la participación judía en las artes visuales es paralelo a aquel de su participación en la música clásica europea hasta el siglo XIX, mas ambos fueron superados progresivamente a partir de la llegada de la Modernidad con el siglo XX. Hubo muchos artistas judíos en el siglo XIX, pero la mayor actividad artística judía tuvo lugar inmediatamente después del fin de la Primera Guerra Mundial. El Renacimiento artístico judío tiene algunas de sus raíces fundamentales en el Quinto Congreso Sionista de 1901, que incluyó una exposición de arte con obras de artistas judíos, notablemente Ephraim Moses Lilien y Hermann Struck. La exposición ayudó a legitimar el arte visual como expresión de la cultura judía. Por otra parte, y salvo contadas excepciones, los judíos del este europeo estuvieron siempre sumergidos en sus libros, pero a partir de la primera revuelta rusa en 1905, se involucraron en la política, cosa que también fue acompañada por su paulatino acceso en áreas del arte y condujo a un verdadero renacimiento artístico judío.
Como individuos, los artistas judíos que vivían en grandes ciudades participaron en los movimientos vanguardistas europeos. Excepto aquellos que se encontraban en shtetls o constituían pequeñas comunidades judías aisladas, los numerosos artistas judíos que contribuyeron a la creación de una cultura judía secular también aportaron nuevos matices a las culturas de los diversos países del mundo. En la mayoría de los casos, el trabajo y la vida de dichos artistas no existieron en dos esferas culturales diferentes, sino en una que incorporaba elementos de ambas. Ello sucede en casos tales como los de Soutine, Chagall, Nussbaum, Ben Shahn, Hundertwasser y Kitaj. 

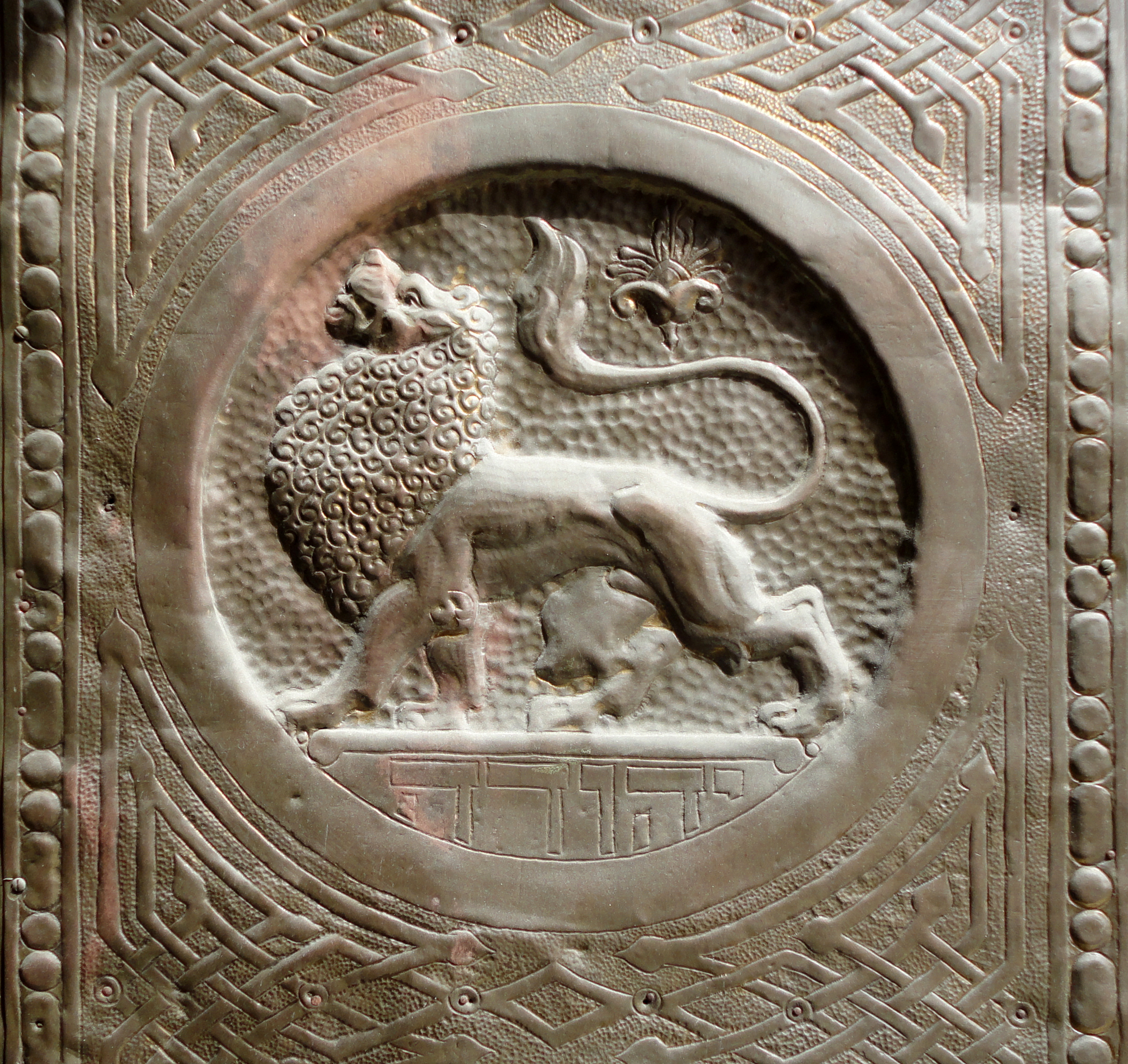
El león es el símbolo de Judá, de cuyo reino proviene el gentilicio "judío" (procedente del reino de Judá). Motivo representado en el portal del Hospital Bikur Jolim, Jerusalén.

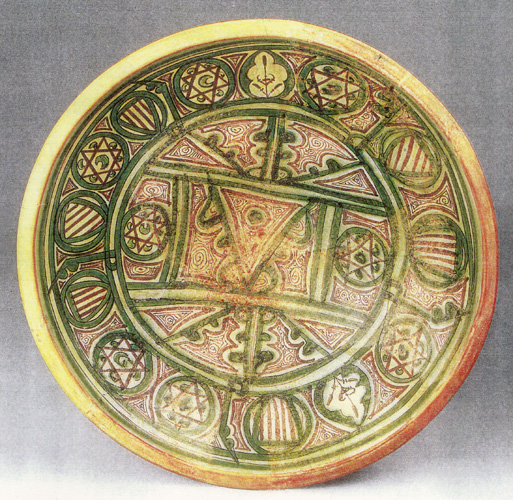
Plato judeoespañol, siglo XIV.

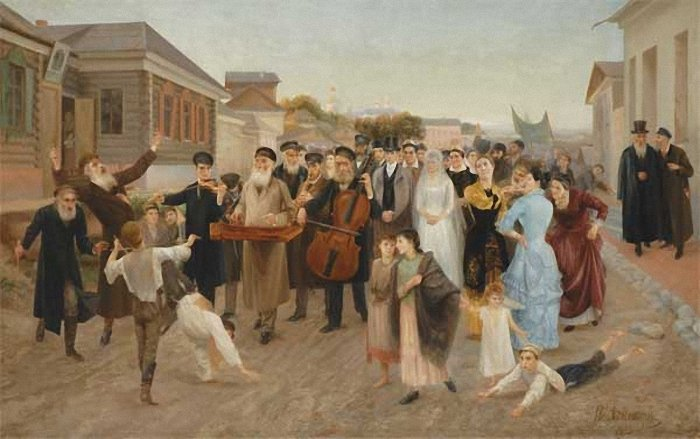
Isaak Asknaziy, Boda judía en un shtetl de la Zona de Asentamiento, óleo, 1893. La pareja es precedida por un grupo de músicos judíos que tocan klezmer.

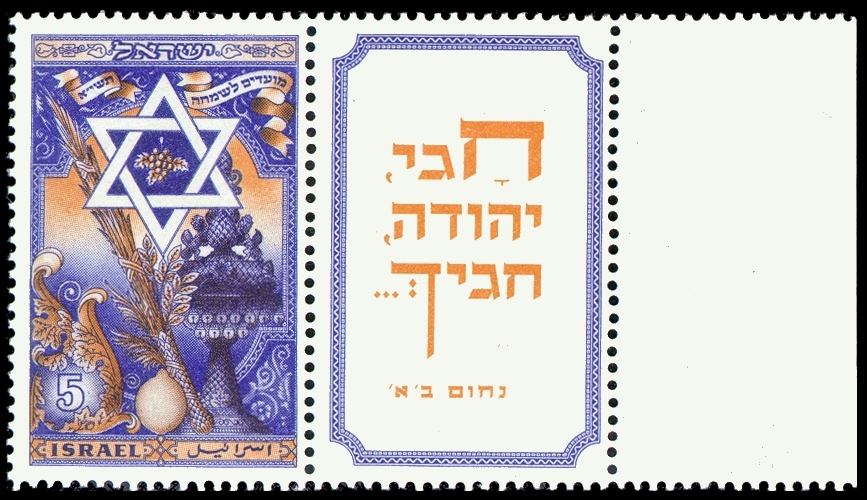
Arthur Szyk, Composición con Estrella de David, Cuatro especies de las primicias de Israel e inscripción hebrea « Celebra tus fiestas, Judá » (Nahúm 2:1), 1950.

A principios del siglo XX, la contribución de los artistas judíos fue importante en el Movimiento de Montparnasse, a menudo llamado Escuela de París. Chagall es el artista judío de mayor reconocimiento a nivel internacional, habiendo producido una obra rica en referencias hebraicas y también trabajos en los que la imagen de Jesús acompaña el éxodo y sucesivas migraciones del pueblo de Israel. 
En Tierra Santa, artistas hebreos desarrollaron en la Academia de Arte y Diseño Bezalel de Jerusalén, obras con temáticas específicamente judías a partir de 1906; entre ellos significativa fue la labor de Lilien, así como también aquellas de Boris Schatz y Ze'ev Raban.
Luego de la Segunda Guerra Mundial, el aporte de artistas judíos fue particularmente importante en el Expresionismo Abstracto, y también muy considerable en lo que la crítica de arte eventualmente llama Escuela de Londres.
El impacto de la Shoá puede percibirse en la obra de artistas tales como Elsa Pollak, Samuel Bak y Mauricio Lasansky.
En América Latina merece ser mencionada la contribución de Pedro Friedeberg en México y Lázar Segall en Brasil, así como también el aporte hecho en Argentina por Liber Fridman y Roberto Aizenberg.

## Tradición: arte, religión y costumbres judías
La Biblia da testimonio del arte inicial desarrollado por los descendientes de los patriarcas hebreos. El texto bíblico sugiere que implementos bellos pueden ser ejecutados para adornar la Torá (Éxodo 15:2), pero a su vez también prohíbe la representación la figura humana o aquellas de los diferentes animales, y lo hace dos veces: en Éxodo 20:4, así como también en Deuteronomio 5:8-9.
Tradicionalmente, la prohibición bíblica ha sido y es interpretada por las autoridades religiosas hebreas particularmente en lo que concierne a objetos tallados, ídolos o imágenes realizadas para rendirles culto.
Es indudable que la mencionada prohibición tendió a inhibir el desarrollo del arte judío. Pero, por otra parte, las autoridades hebreas no se opusieron al embellecimiento de los objetos rituales empleados en el culto o la liturgia en tanto que implementos o utensilios, así como también decoraciones u ornamentos, todos ellos destinados a glorificar y exaltar al Todopoderoso (אל שדי). En efecto, como observa Cecil Roth cuando escribe acerca de "La actitud judía respecto al arte":

Con el propósito de culto y observancia religiosa, así como también para el entorno hogareño y adorno personal, los judíos han constantemente producido o hecho uso de objetos que de algún modo resultaban agradables a su sentido estético. En un pasaje famoso (Shab. 133b), comentando acerca de Éxodo 15:2, los rabinos establecieron que [todo aquello dedicado al culto de] Dios debería ser adornado mediante el empleo de implementos hermosos destinados a las prácticas y observancias religiosas.

Tradicionalmente, las autoridades tanto rabínicas como académicas hebreas coinciden en que el Segundo Mandamiento que emana de la Ley mosaica no prohíbe en sí la pintura o la escultura, excepto si ellas son realizadas con fines idolátricos. Es a raíz de ello que existen casos en los que las imágenes cumplen una función ilustrativa o didáctica, pero que nunca aspira reemplazar al Todopoderoso. Entre esos casos figuran las escenas bíblicas representadas en los frescos de la Sinagoga de Dura Europos en Siria (siglo III d. C.); el sacrificio de Isaac y la mano de Dios que emerge de los cielos en el mosaico de la Sinagoga de Beit Alfa en el Valle de Jezreel (siglo VI d. C.); los signos del zodíaco que adornan las paredes de varias sinagogas del este europeo (siglos XVII-XVIII); y las numerosas escenas didácticas que figuran en manuscritos hebreos miniados del período medieval, especialmente las hagadot empleadas en Pésaj.
Según Roth, en algunas épocas prevaleció entre los judíos una actitud tolerante para con las artes, pero en otras se dio exactamente todo lo contrario. La escultura y el relieve gozaron por lo general de poca popularidad en relación con la pintura y el dibujo; pero las artes visuales no gozaron de ninguna popularidad en períodos en los que prevaleció el nacionalismo, cuando éstas fueron percibidas como atributos típicos de culturas paganas, que políticamente amenazaban la integridad de Israel.
Desde la destrucción del segundo Templo de Jerusalén en el 70 d. C. y hasta alrededor de 1800, explica Roth, el arte judío consistió fundamentalmente en la decoración de objetos destinados al uso ritual y litúrgico; ellos, según Roth, comprenden la decoración de sinagogas, trabajos funerarios, creación de menorot y lámparas de Janucá, trabajos de orfebrería y bordado, ilustración y encuadernación de manuscritos, creación de adornos y accesorios para embellecer la Torá, copas para kidush, platos para Pésaj, cajas para especias a ser empleadas en havdalá y cortinados bordados para el Arón Ha-Kodesh, ketubot (certificados matrimoniales religiosos), meguilot (rollos con la historia de Ester que se leen en Purim) y libros impresos, especialmente la Hagadá de Pésaj.
El arte judío tradicional fue y es producido en Israel como en la Diáspora, desde los tiempos bíblicos y hasta el día de hoy. A las colecciones de objetos judíos artísticamente concebidos para fines rituales se las denomina "Judaica".
Hasta el siglo XIX, la actitud judía respecto a las artes visuales de hecho no fue negativa, sino ambivalente. Y, desde mediados del siglo XIX y en adelante, tanto las pinturas de retratos como la fotografía han sido y son generalmente toleradas por los judíos más ortodoxos.
Edward Rothstein nota que mientras los manuscritos con textos religiosos hebreos tienden por lo general a ser abstractos y atemporales, su iluminación los transforma, de modo tal que lo sagrado se vuelve específico tanto en tiempo como en espacio: dado que incorpora al texto religioso en la historia, e incluso, en la propia biografía, es por medio de la iluminación que en el manuscrito miniado "lo sagrado se vuelve personal".
La tradición judía se siente poco a gusto ante cualquier tipo de ilustración que pueda llegar a ser asociada con la idolatría o con la representación de la Divinidad. Esta última, observa Rothstein, permanece en el misterio, mientras que la humanidad es en sí un terreno fértil para la especulación y la ilustración. Rothstein explica que en el judaísmo no son los textos religiosos tradicionales los que se ilustran, sino aquellos textos que narran los episodios épicos del pueblo hebreo: la Hagadá de Pésaj y la Meguilá de Ester en particular son ilustradas con gran entusiasmo y es precisamente en ellas donde los artistas despliegan sus conocimientos e imaginación en materia de conciencia histórica y de experiencia personal.

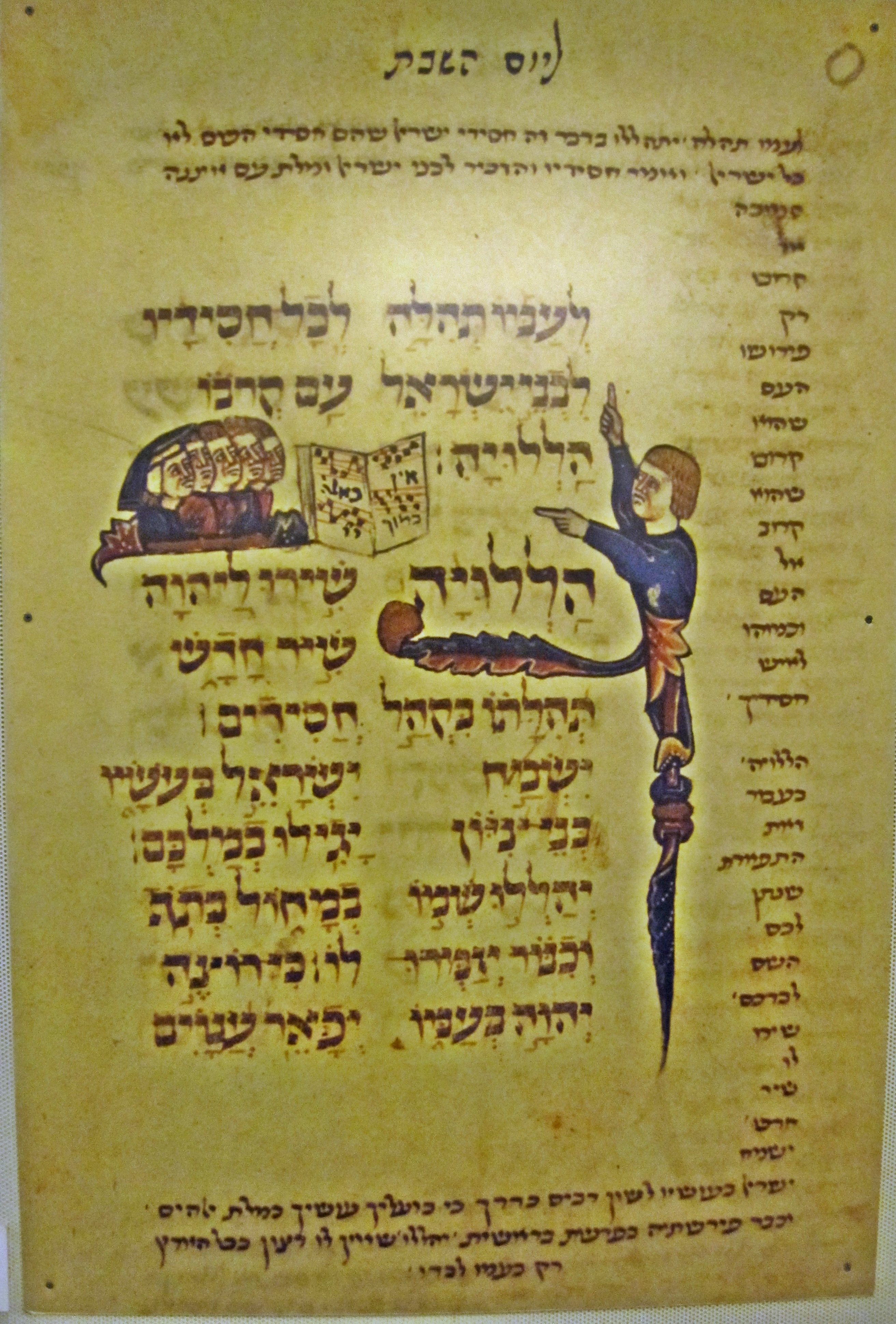
Aleluya, con el Salmo 149, coro a capella y director foliado, manuscrito italo-francés, siglo XIII (Beth Hatefutsoth).
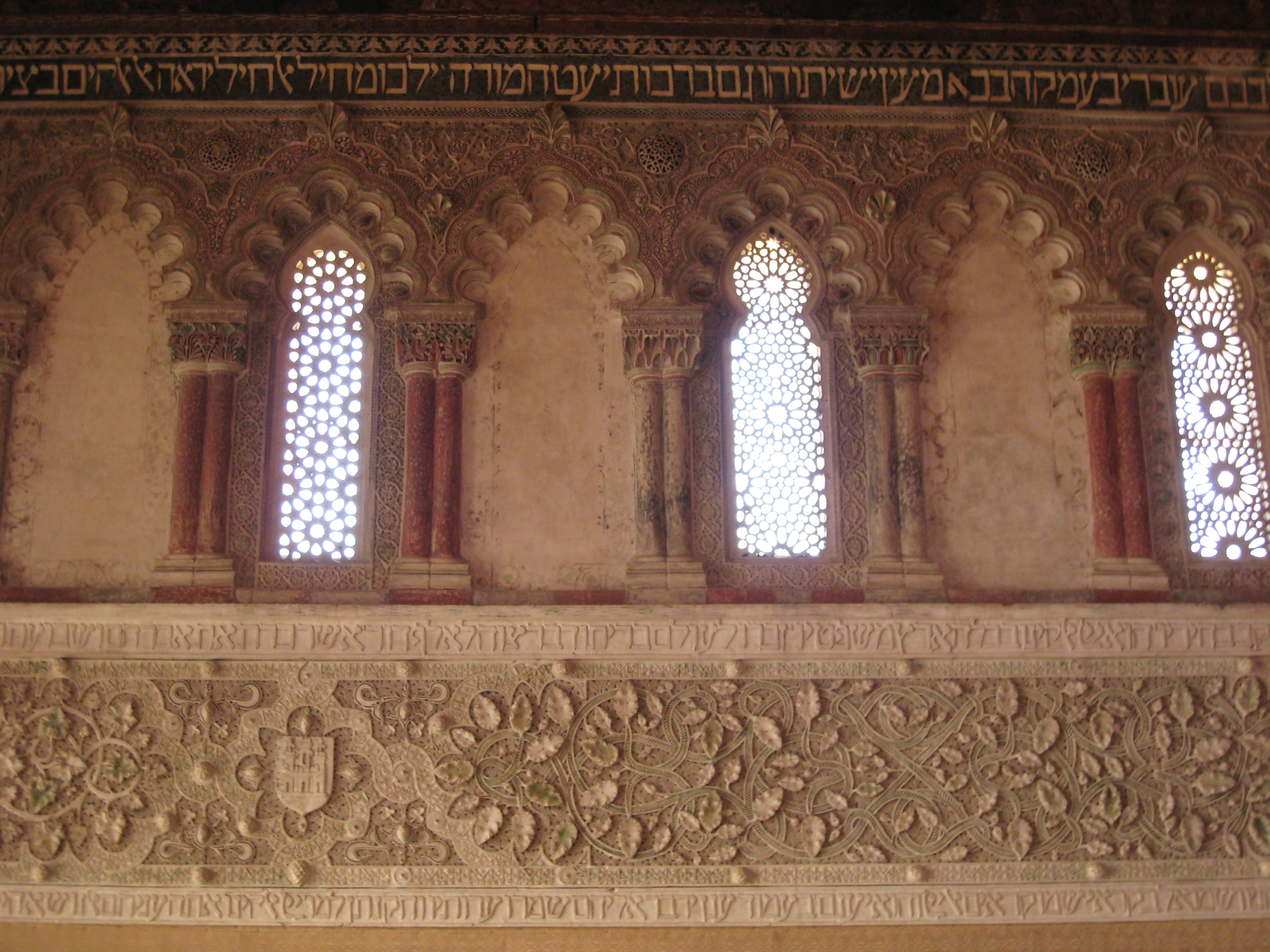
Yeserías del interior de la Sinagoga de Samuel ha-Leví, Toledo, 1357-1363. Friso policromado decorados con motivos vegetales y geométricos, inscripciones hebreas y armas de la corona de Castilla.
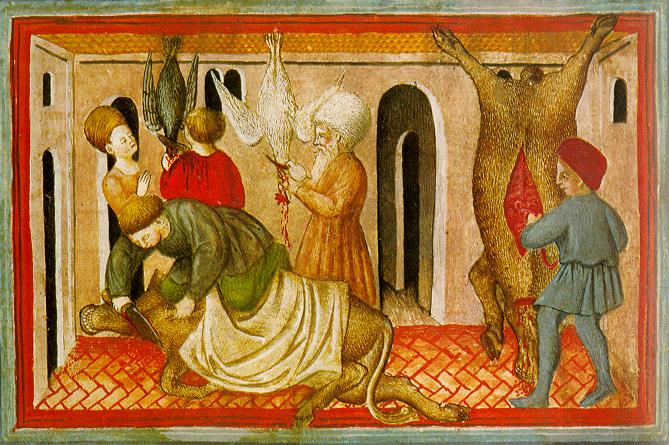
Shejitá (ilustración para Jacob ben Asher, Arba'a Turim, siglo XIV), manuscrito hebreo-lombardo, 1435.[55] Los animales a ser consumidos por la comunidad judía son abatidos por los matarifes inmediatamente y sin crueldad, siguiendo las prescripciones de la cashrut.
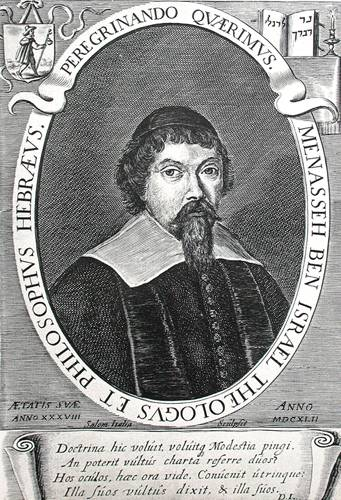
Salomo d'Italia, Retrato del rabino Menasseh Ben Israel, Ámsterdam, 1642.
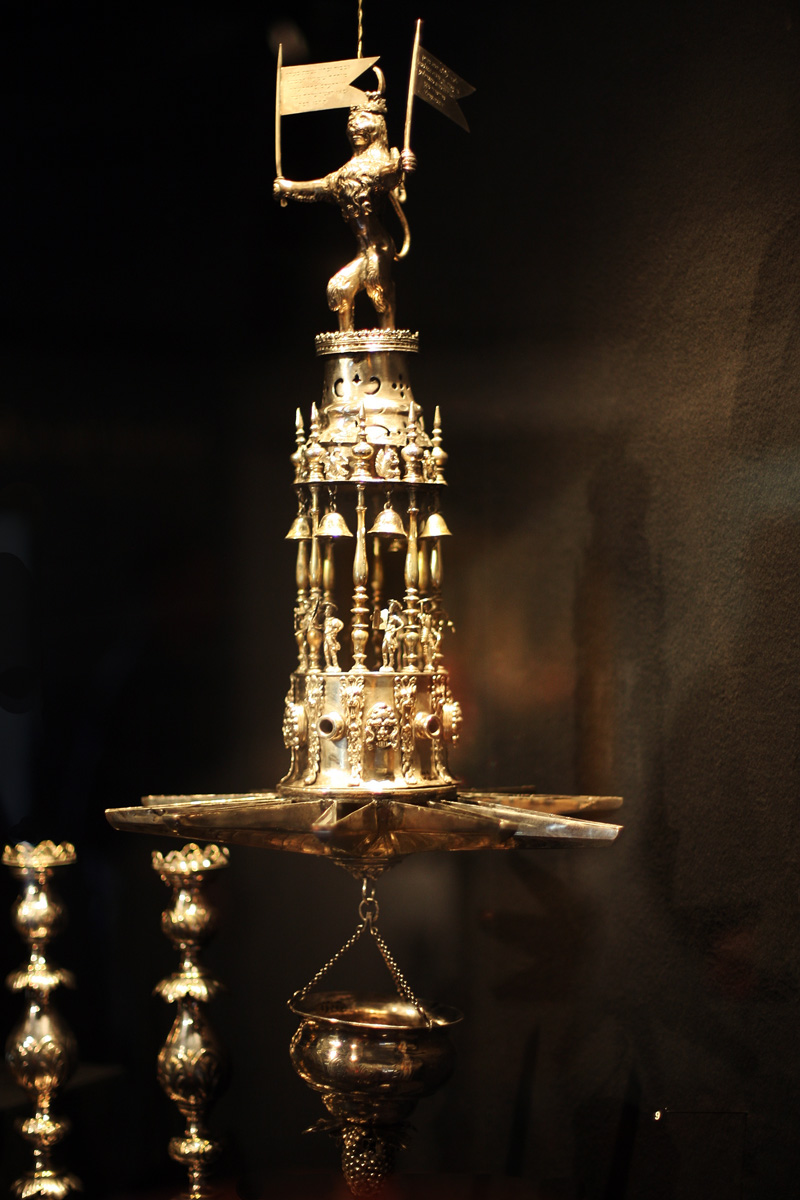
Judenstern, lámpara de aceite colgante empleada en sabbat por las comunidades judeo-europeas de origen alemán; arte askenazí.[57] Plata. J.B. Schüler, Fráncfort del Meno, c. 1680. The Jewish Museum, Nueva York.
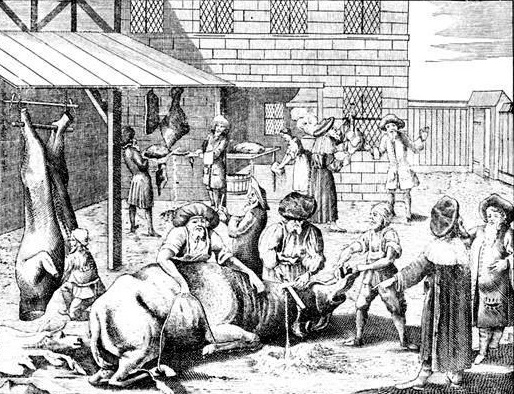
Anónimo judeo-europeo, Shejitá, grabado, cultura asquenazí, siglo XVII. Matarifes abaten bovino inmediatamente y sin crueldad, siguiendo las prescripciones de la cashrut.
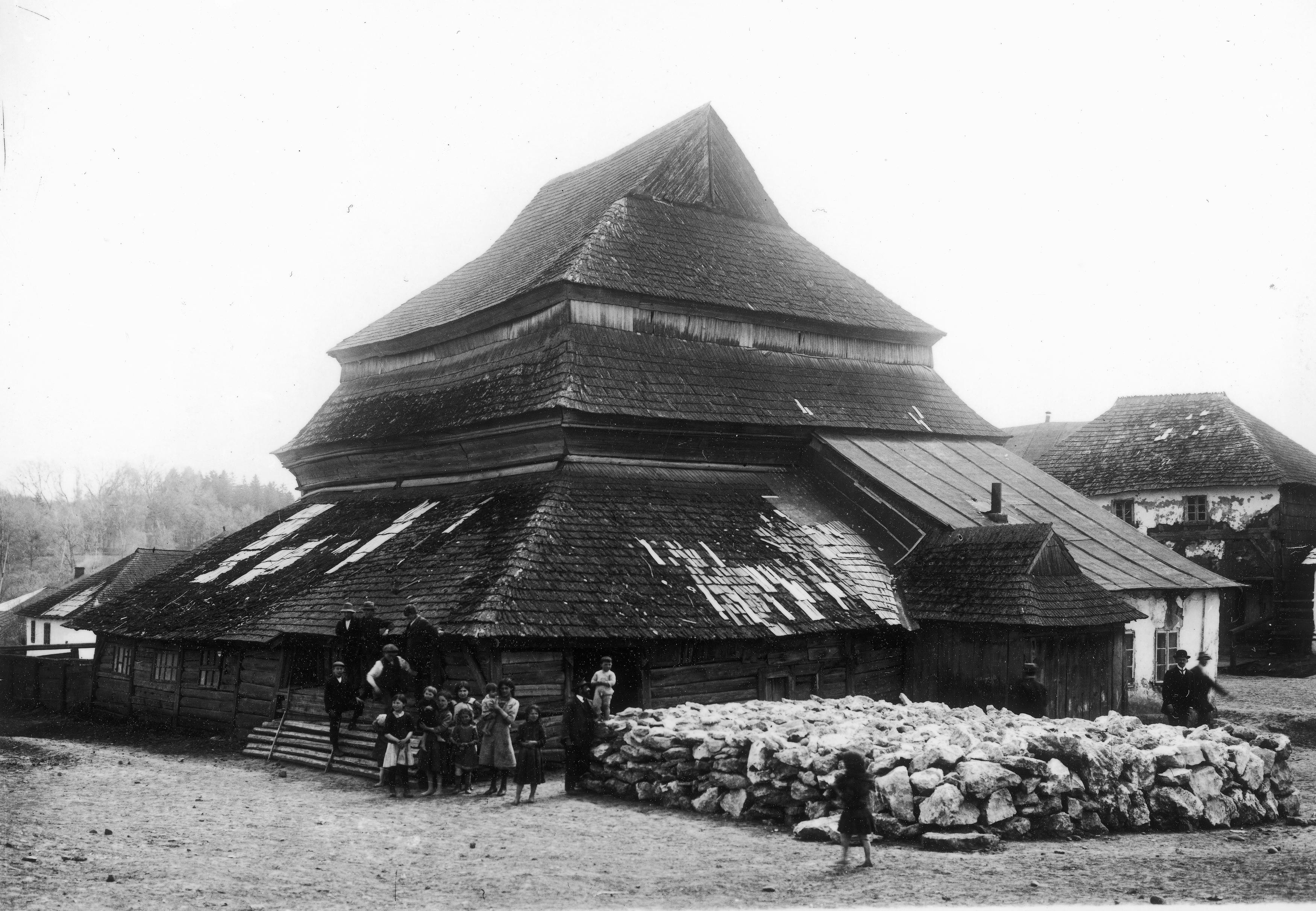
Sinagoga de madera de Gvozdets (Gwoździec), Ucrania, siglo XVII.
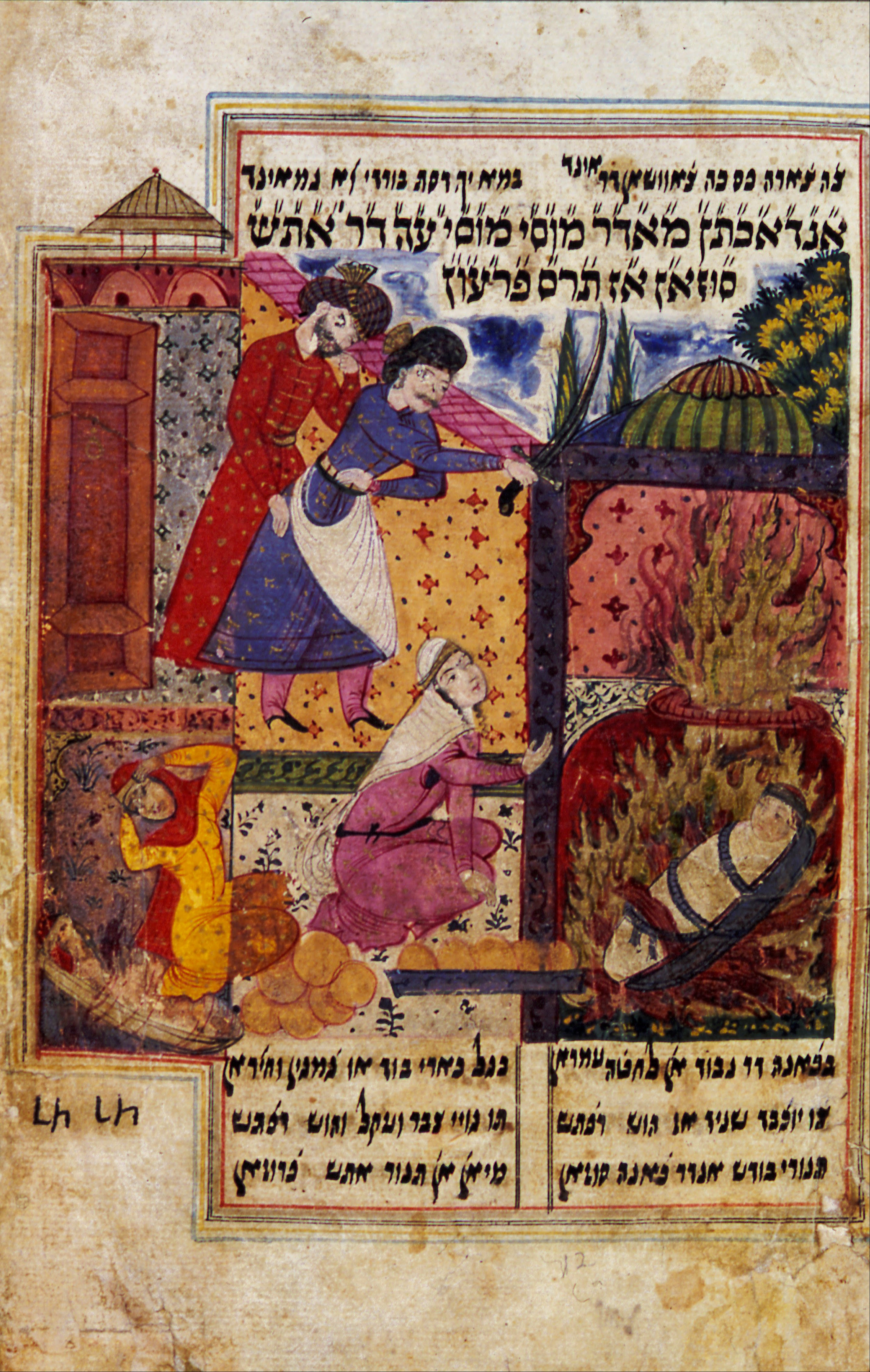
Nehemiah ben Amshal de Tabriz, El Libro de Moisés, manuscrito hebreo-persa, 1686.
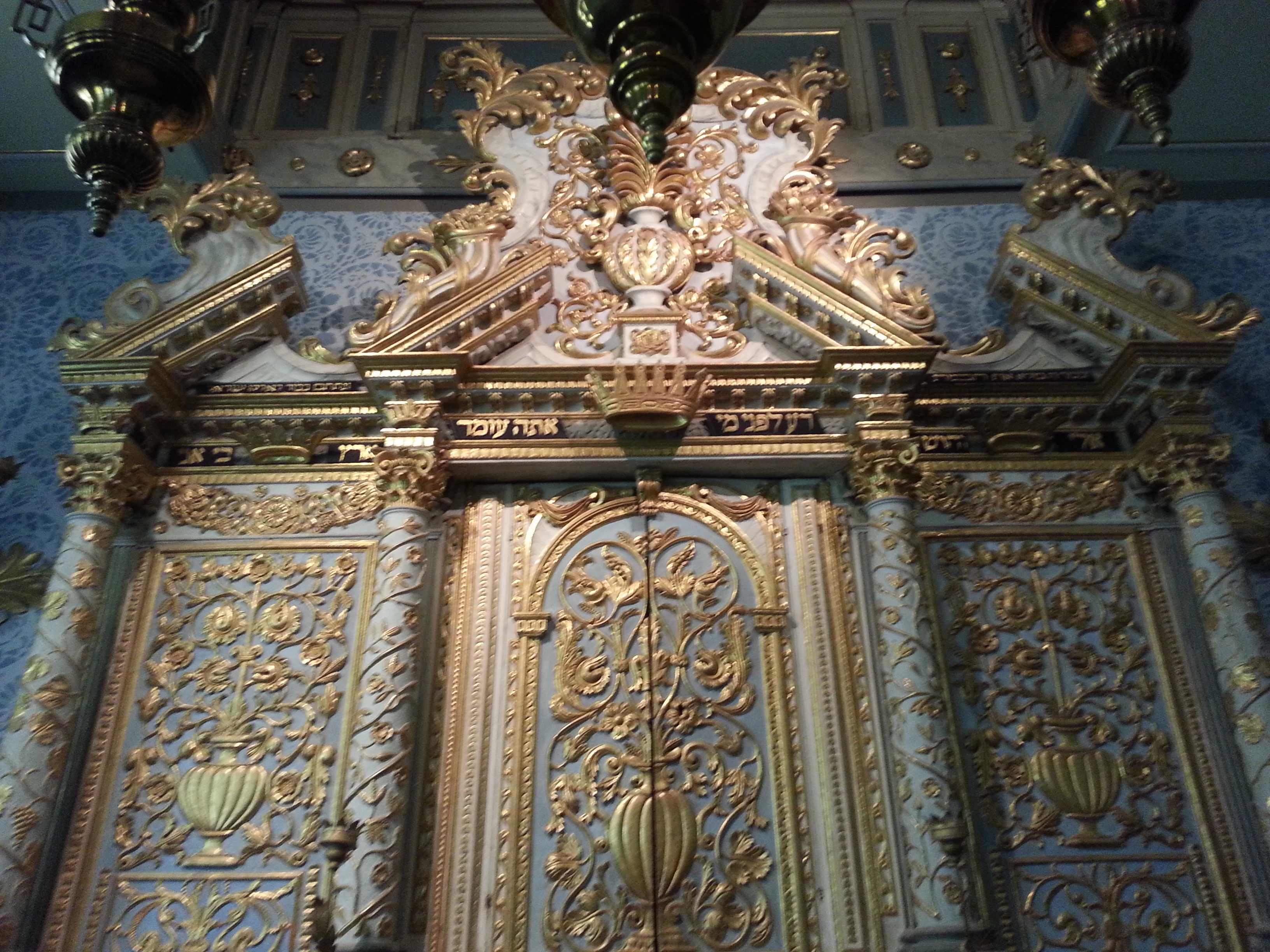
Hejal de la Sinagoga de Vittorio Veneto, Italia, 1700.
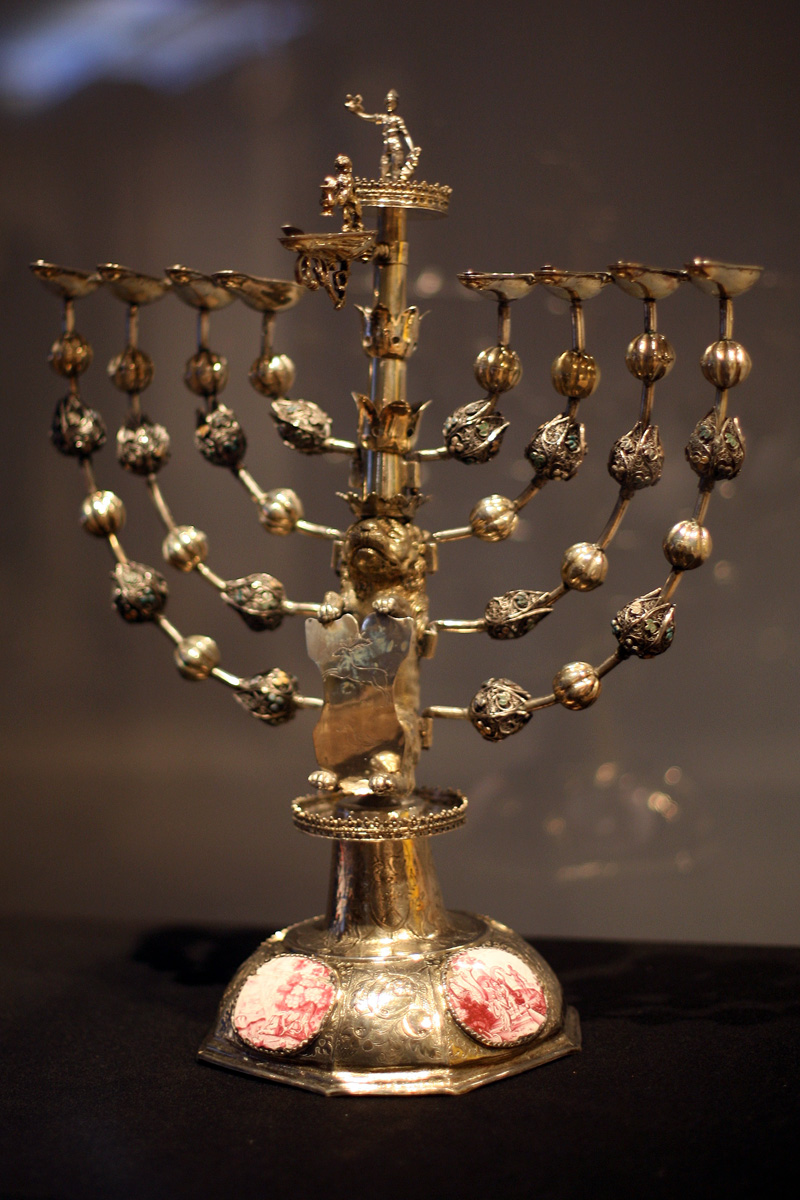
Januquiá, orfebrería asquenazí, Alemania, 1706. Usada durante Janucá (Fiesta de las Luminarias).
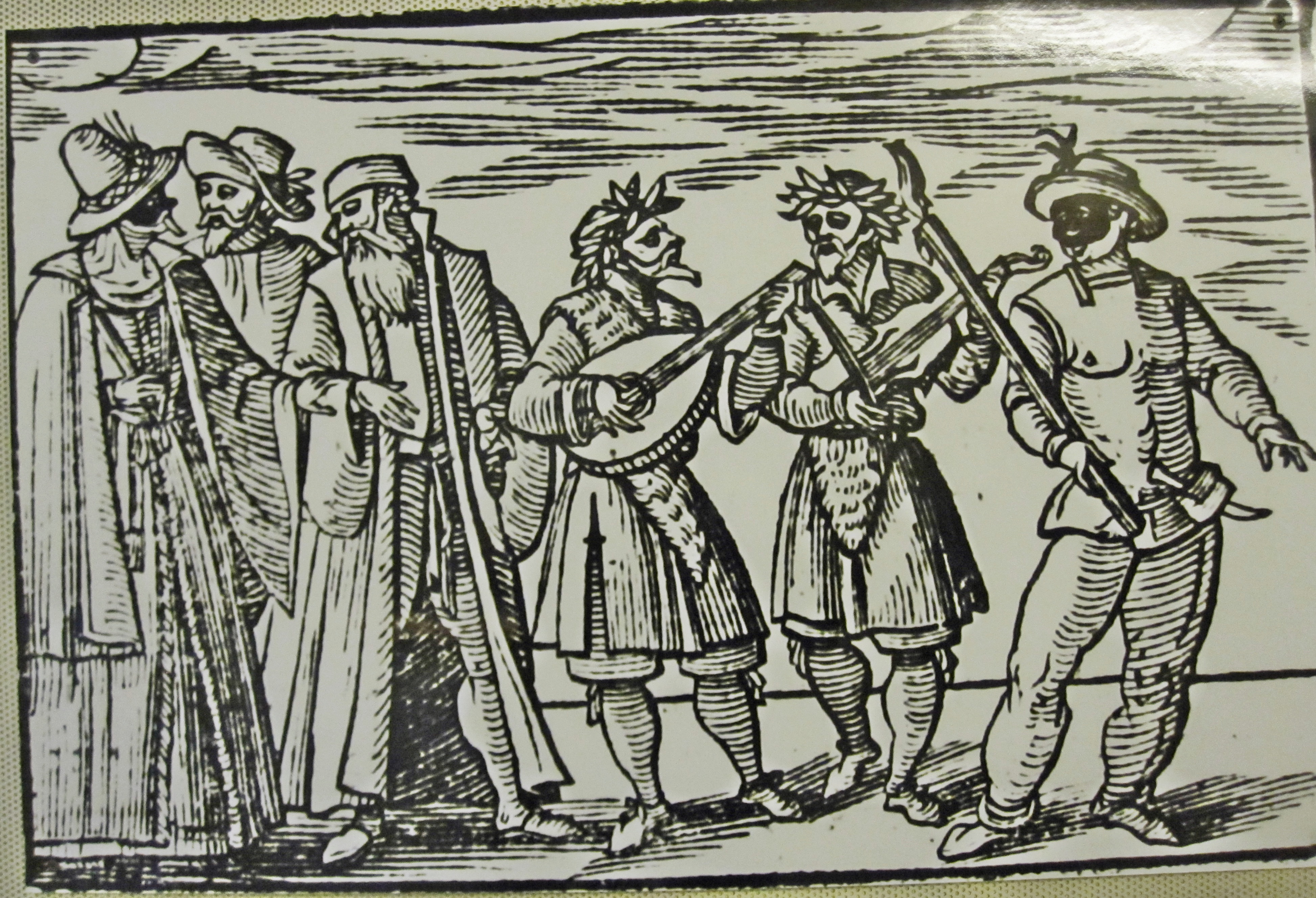
Purim en el Sefer Minaguím (Libro de Costumbres), Venecia, 1741 (Beth Hatefutsoth; repr. de original en la Biblioteca Nacional Judía, Jerusalén).
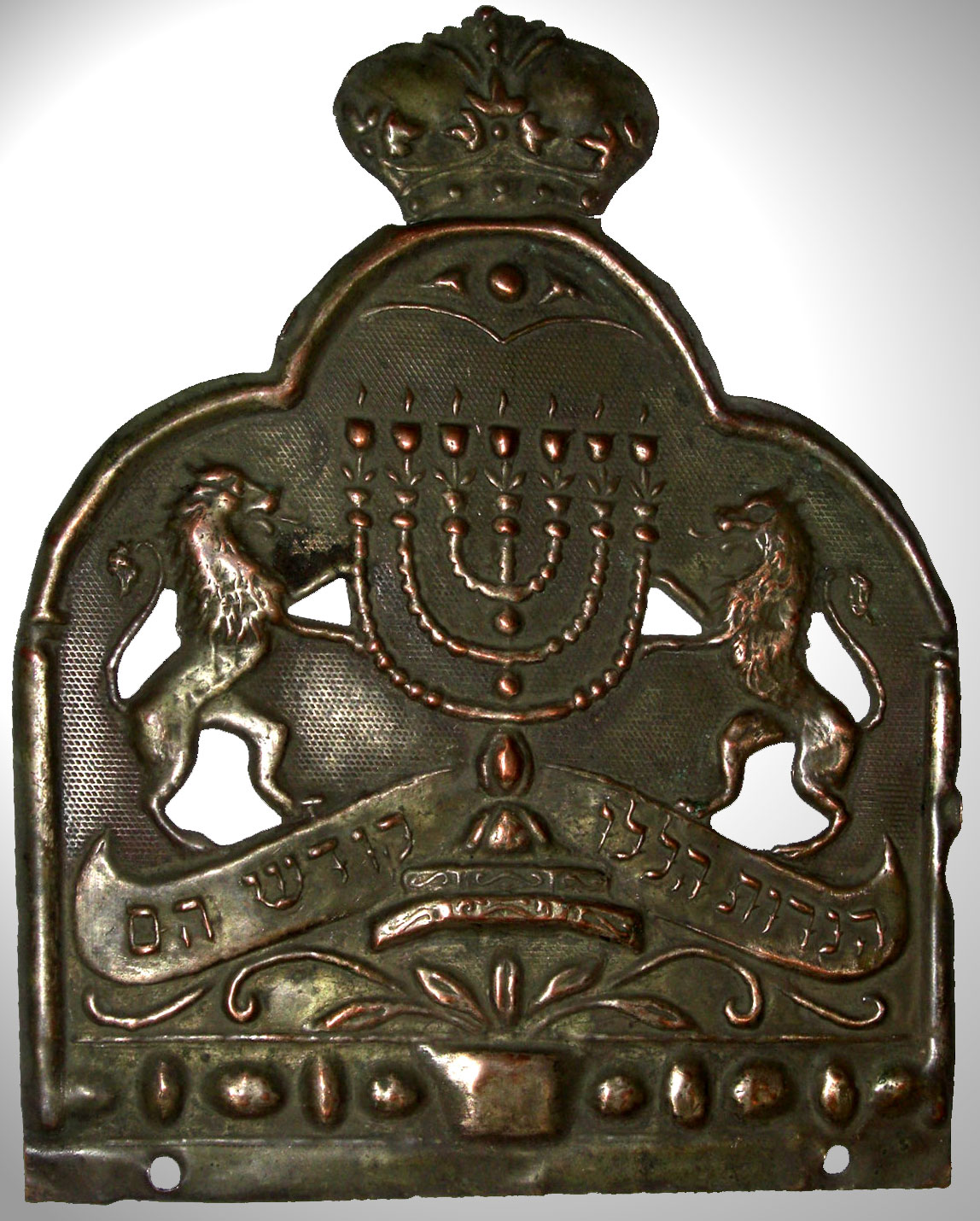
Pectoral para la Torá, con los leones de Judá, arte asquenazí, 1750.
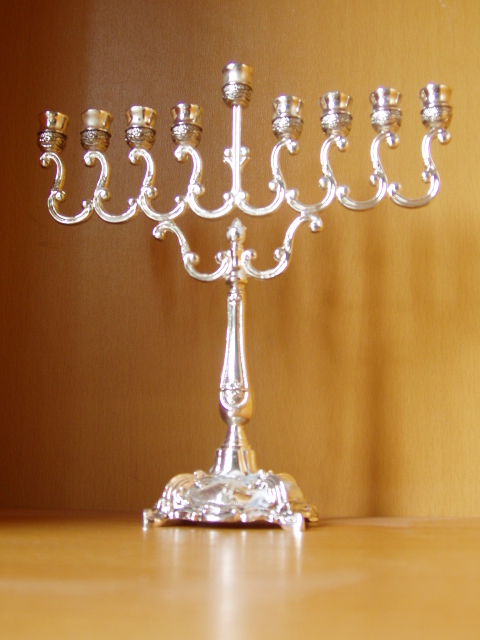
Januquiá, orfebrería asquenazí, plata, siglo XVIII.
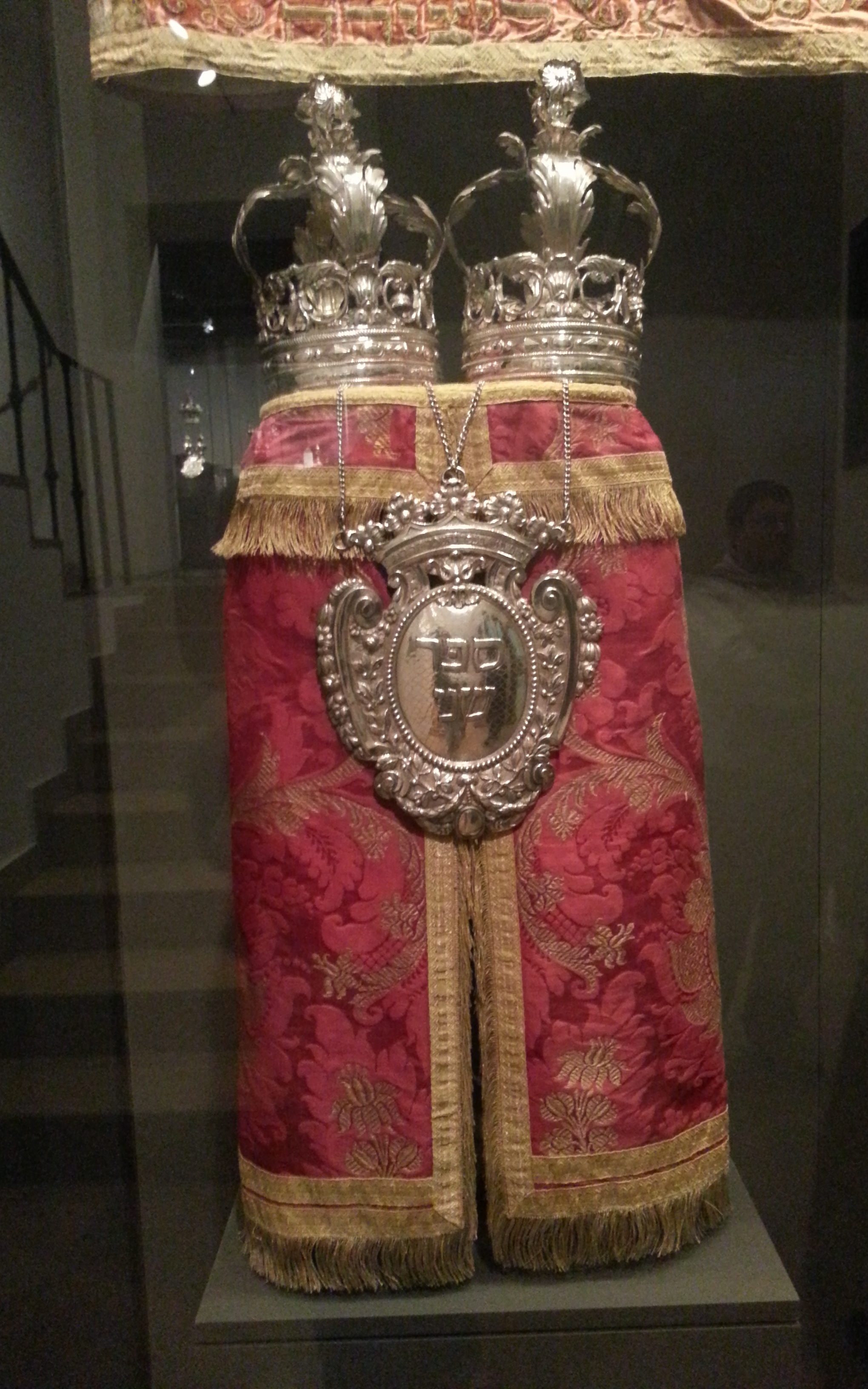
Torá, Italia, siglo XVIII.
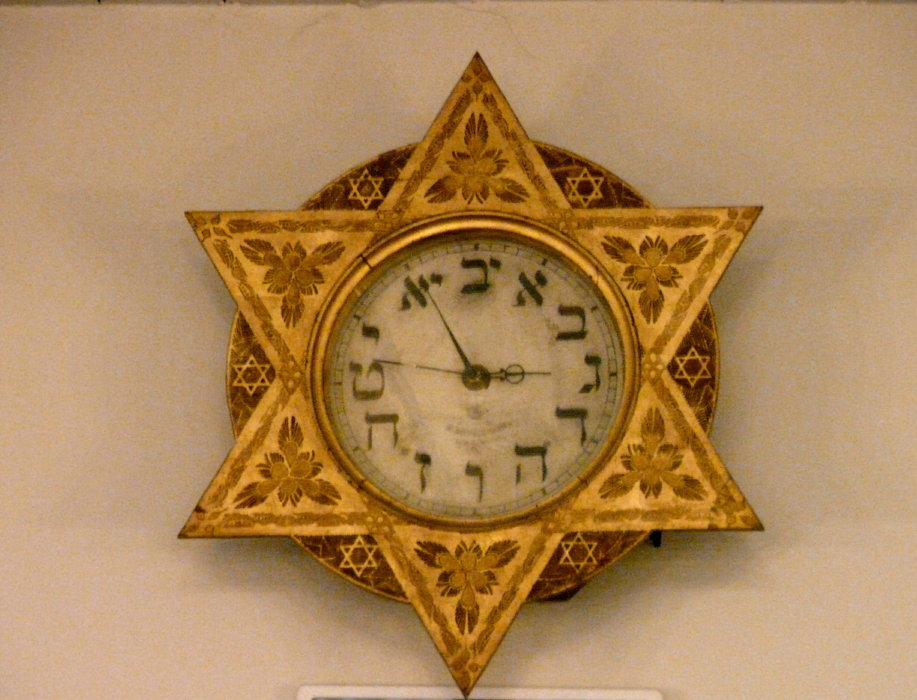
Reloj de la Sinagoga de Ámsterdam, siglo XVIII. En vez de números romanos o arábigos, emplea caracteres hebreos en concordancia con su valor numérico.
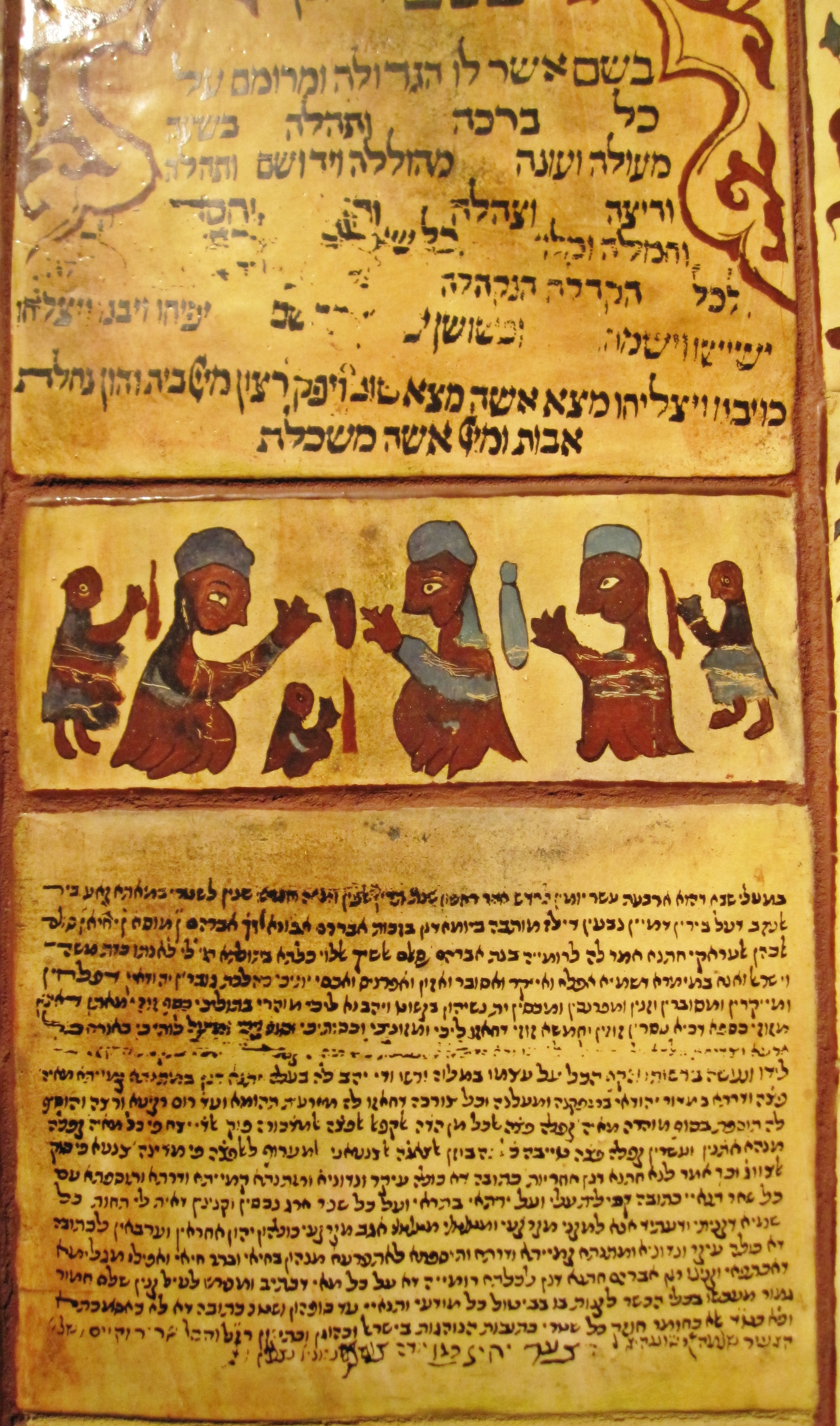
Ketubá, Sa'ana, Yemén, 1795.
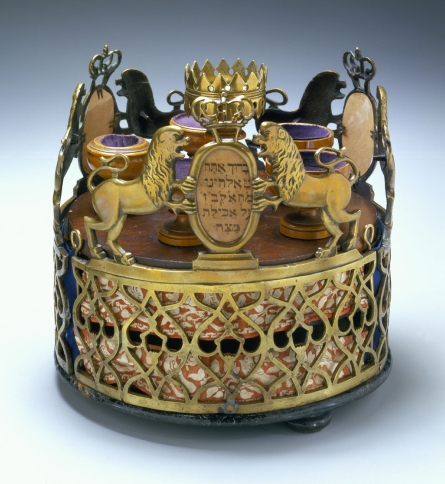
Servicio para Pésaj, Galitzia o Ucrania, siglo XVIII-XIX. The Jewish Museum, Nueva York.
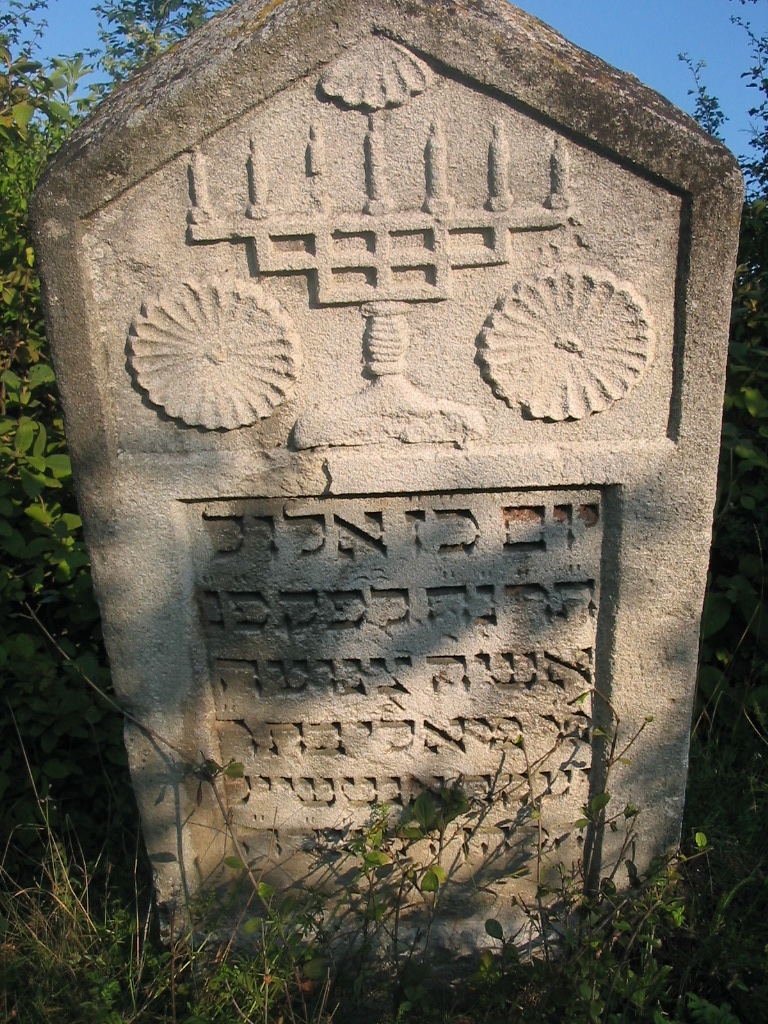
Lápida con Menorá e inscripciones hebreas, Bujaj, Ucrania.
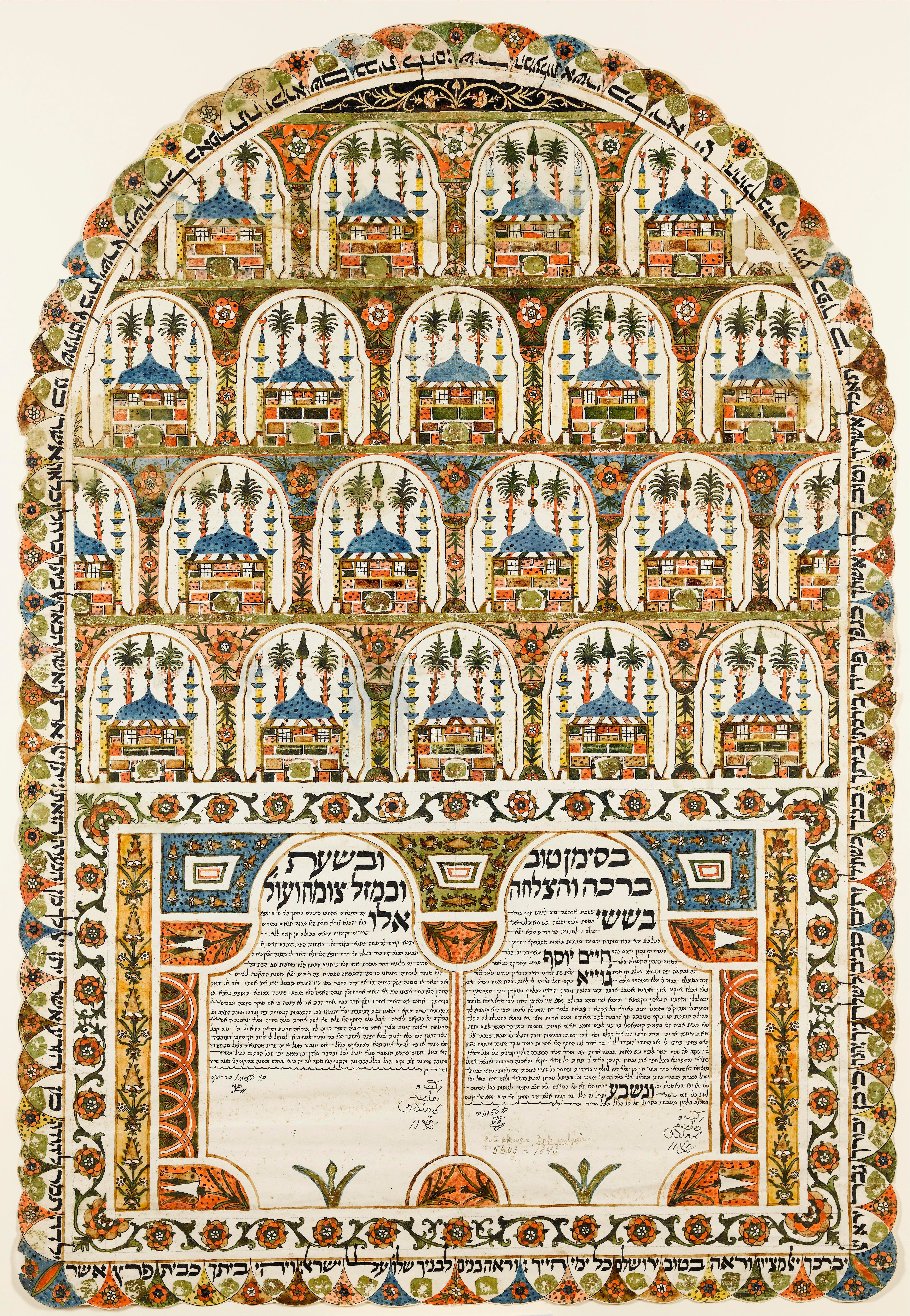
Ketubá (contrato matrimonial judío),[59] Rodas, Grecia, 1843.[60] The Jewish Museum, Nueva York.
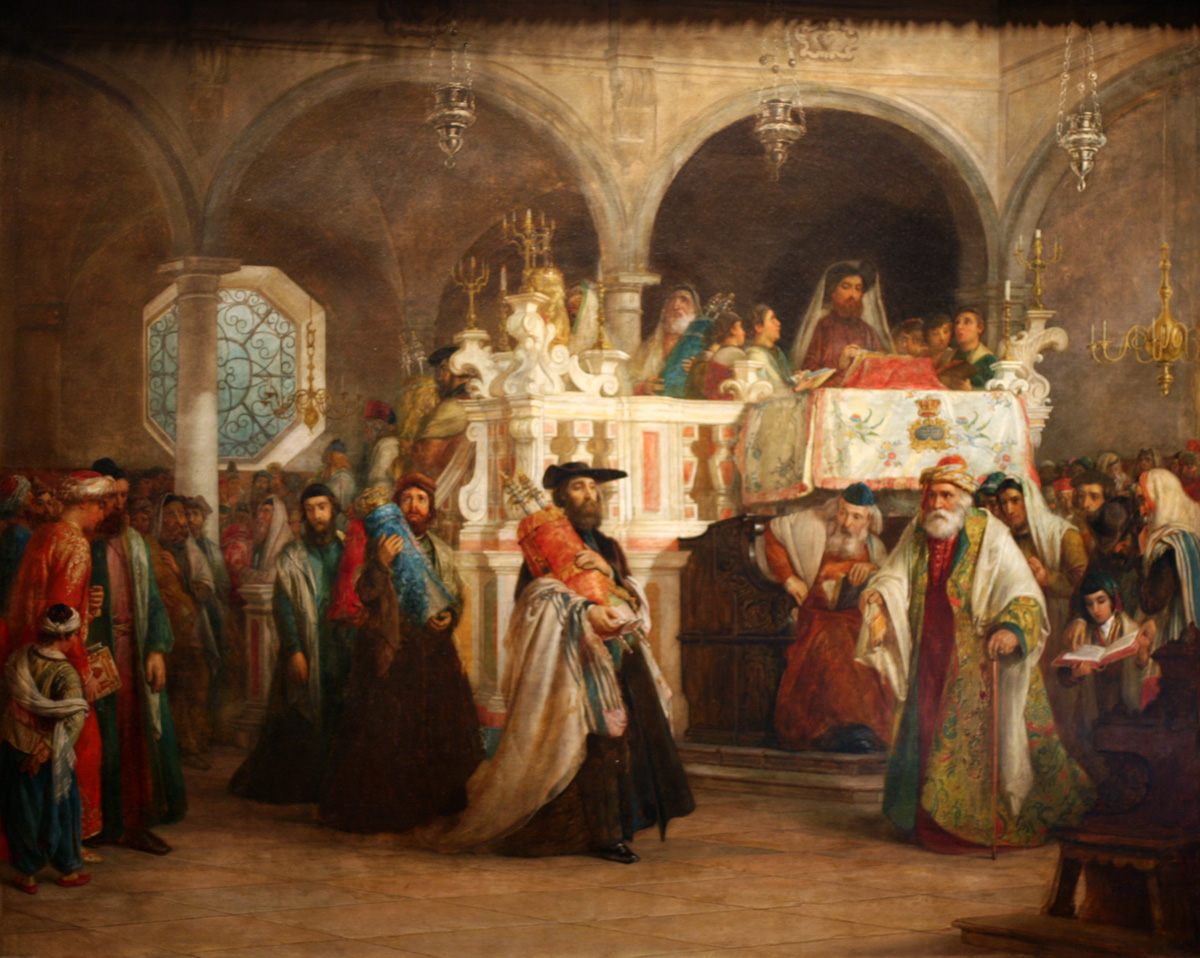
Solomon Alexander Hart, Simjat Torá o La Celebración de la Alegría de la Torá en la Sinagoga de Livorno, Italia, óleo, 1850. The Jewish Museum, Nueva York.
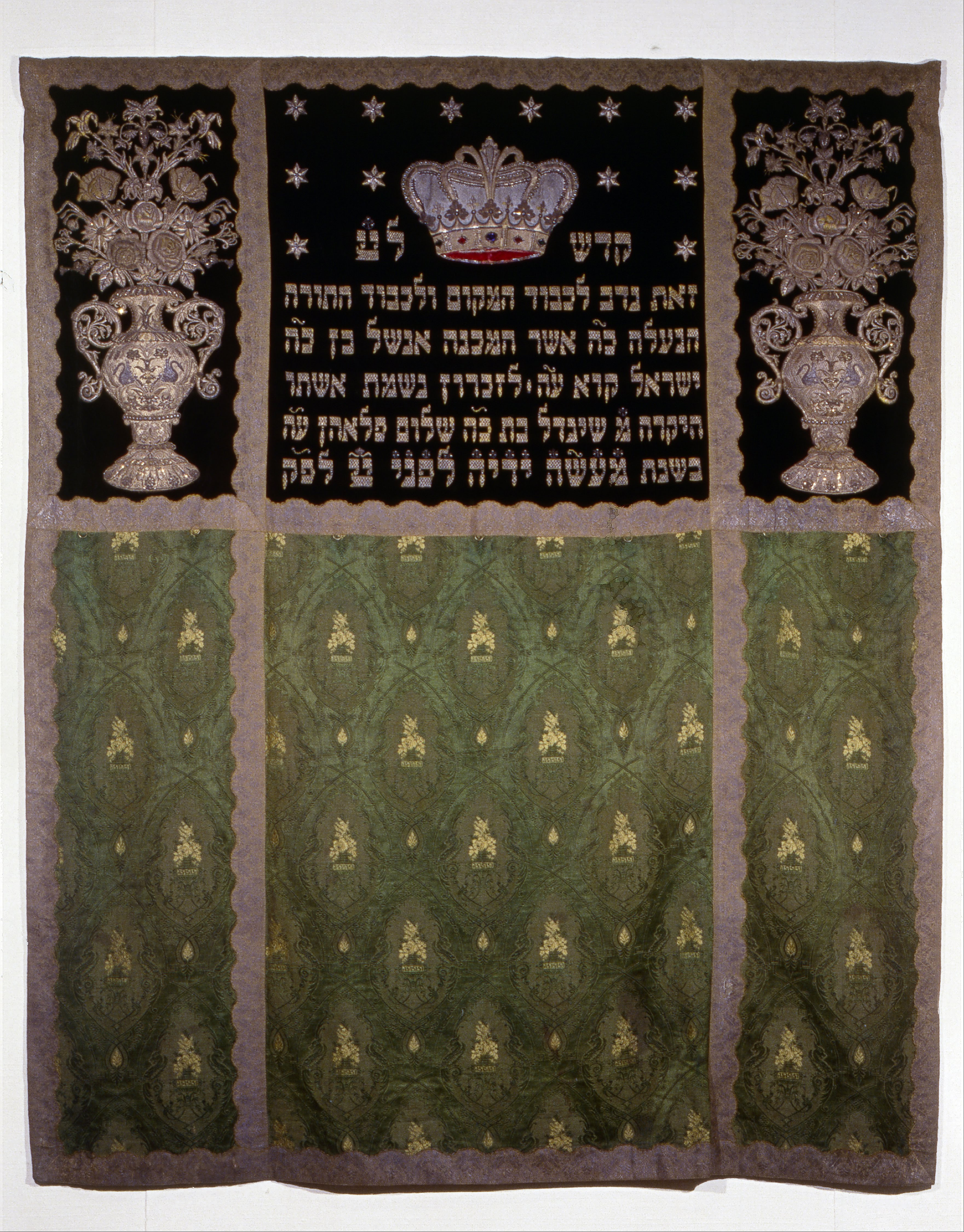
Parojet o cortinado del Arón Ha-Kodesh, Praga, 1853. Museo de Israel, Jerusalén.
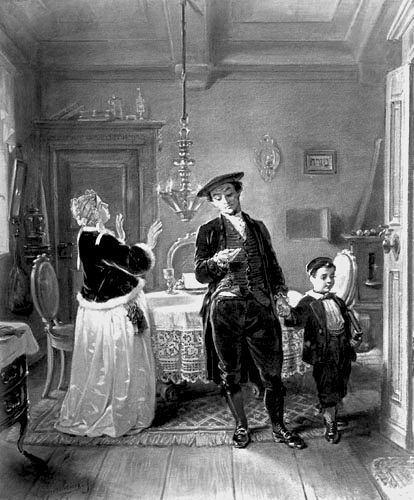
Moritz Daniel Oppenheim, Luminarias de shabat o El inicio del shabat, 1867.
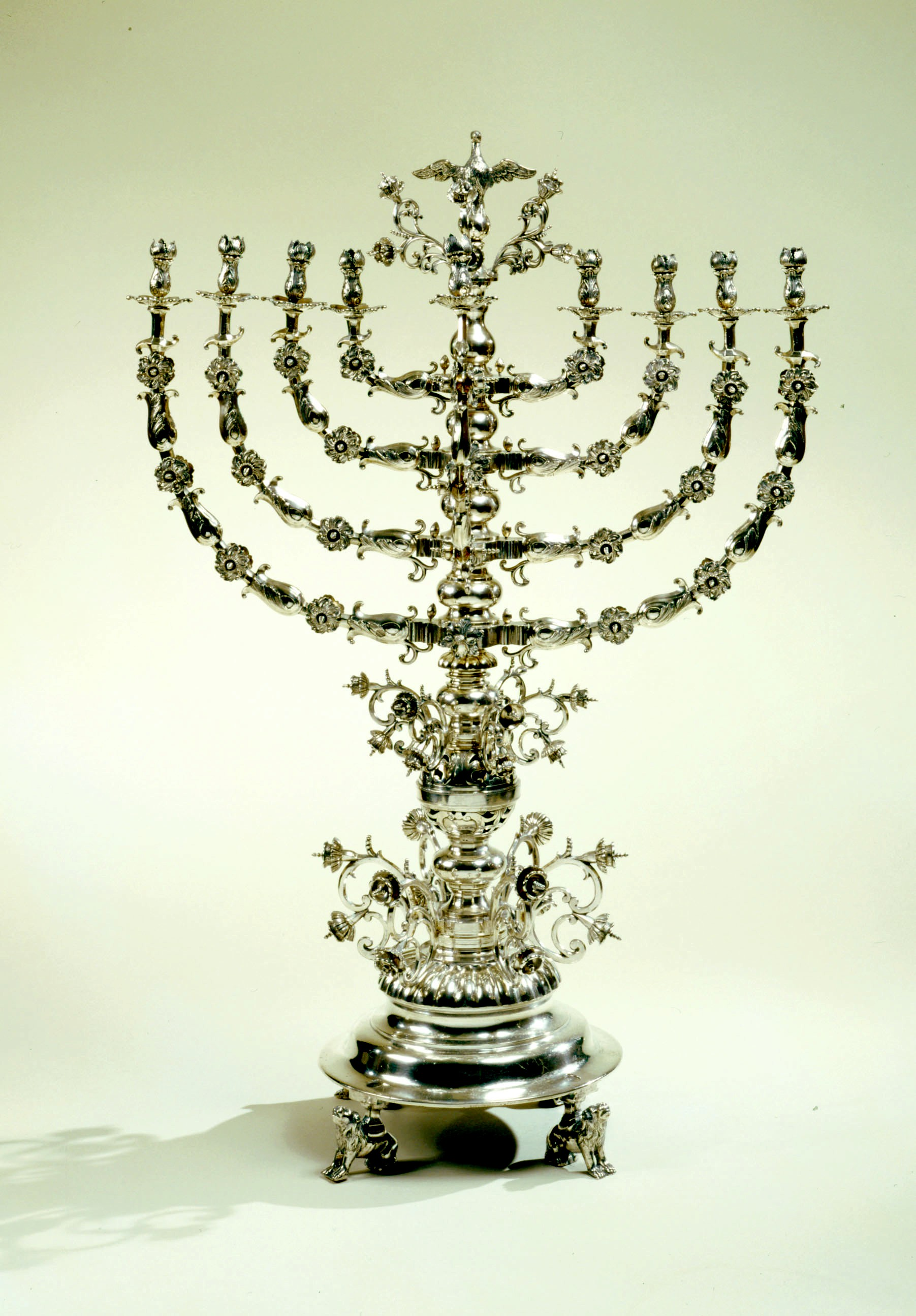
Januquiá, Ucrania, 1867.
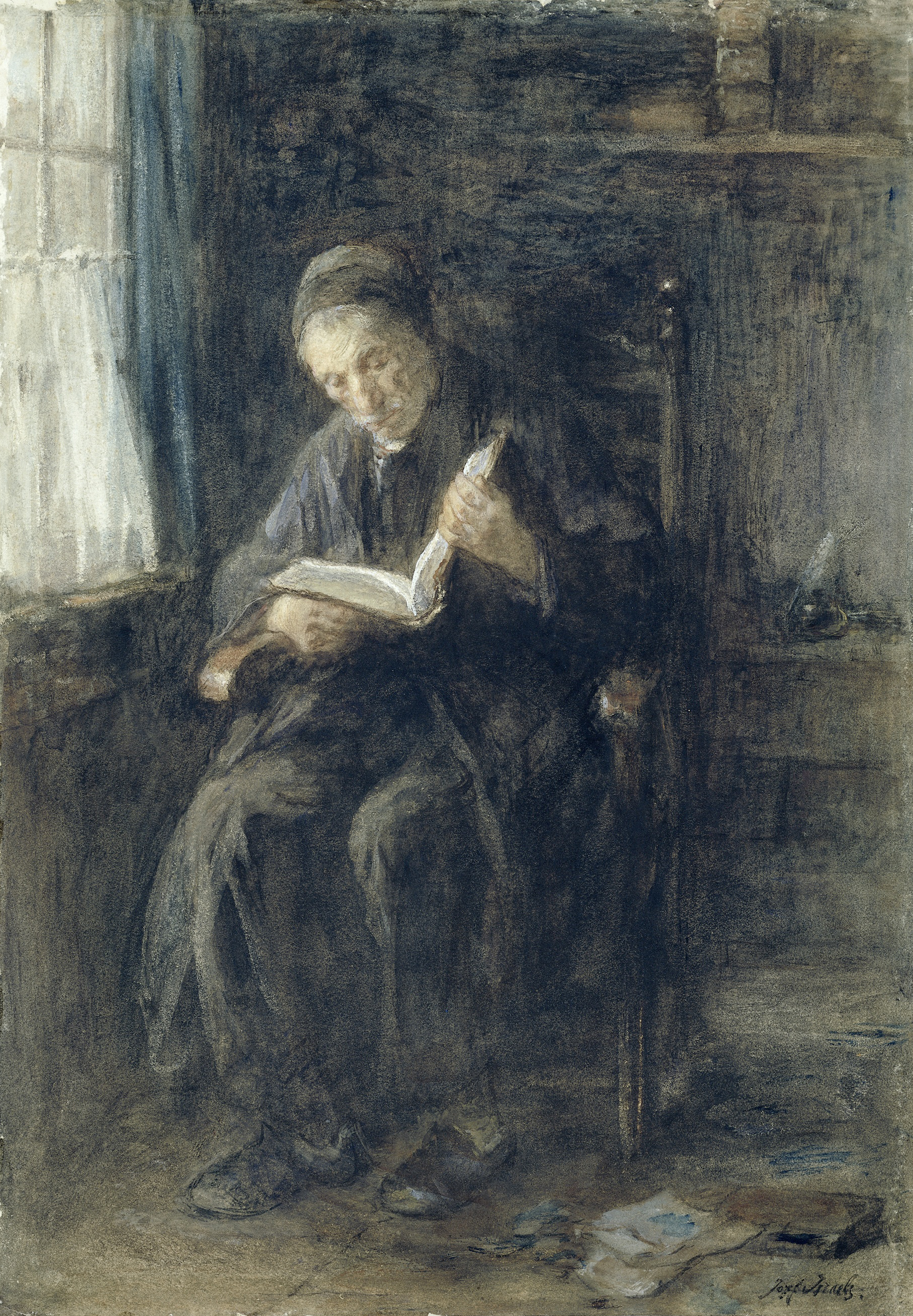
Jozef Israëls, El rabino, c. 1870.
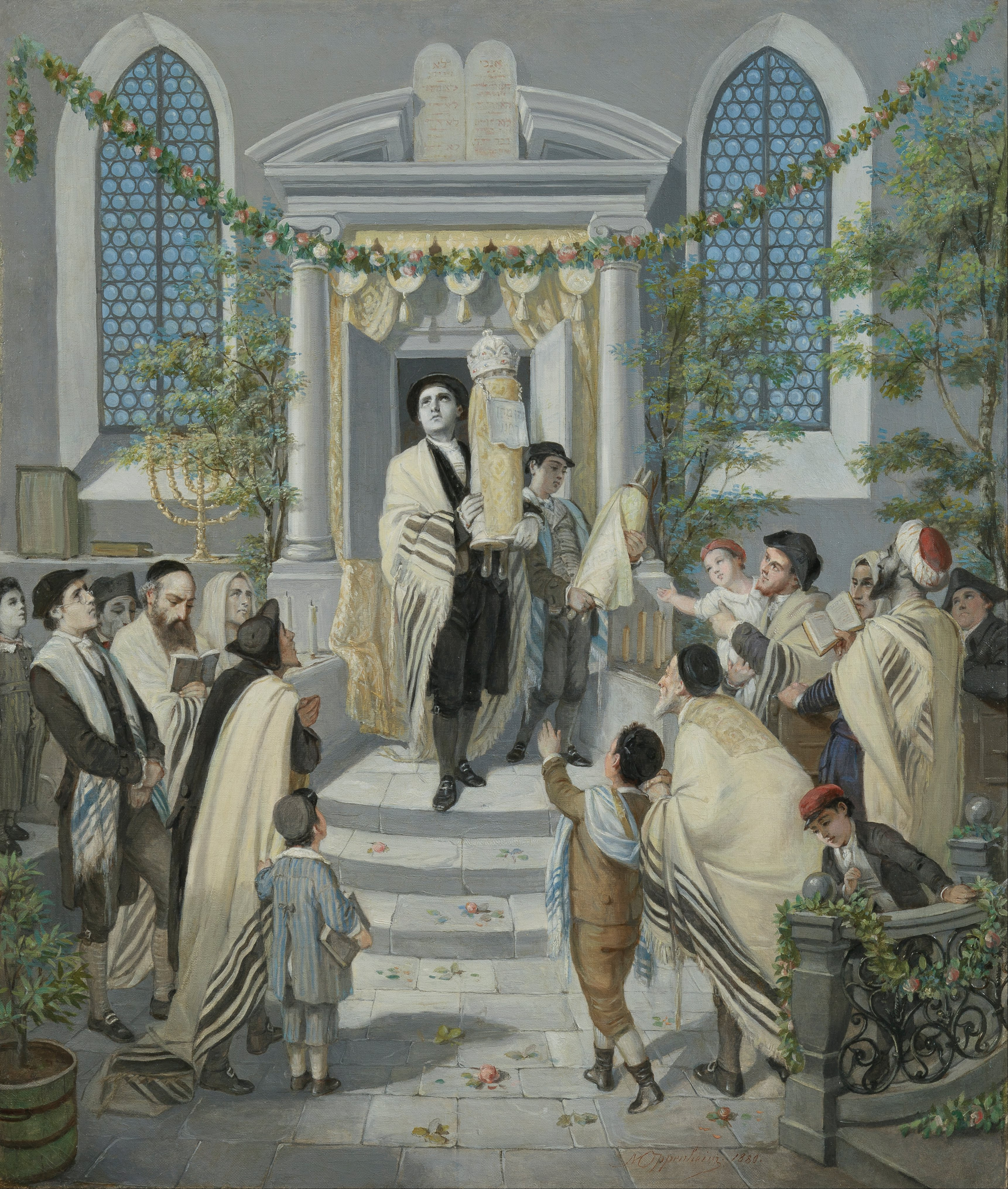
Oppenheim, Shavuot (Conmemoración del Recibimiento de la Ley y Fiesta de las Primicias), 1873.[62] The Jewish Museum, Nueva York.
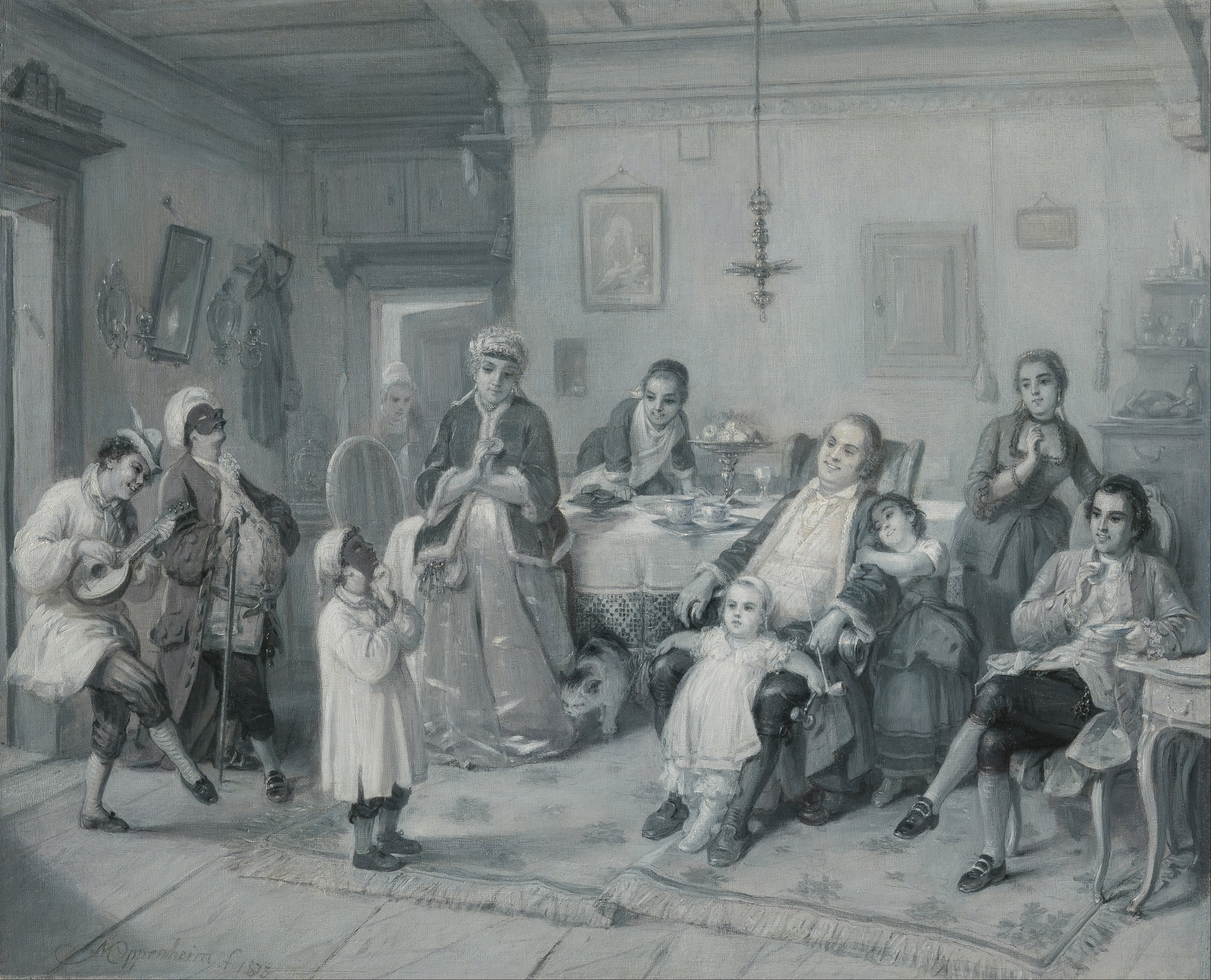
Oppenheim, Purim, 1873. The Jewish Museum, Nueva York.
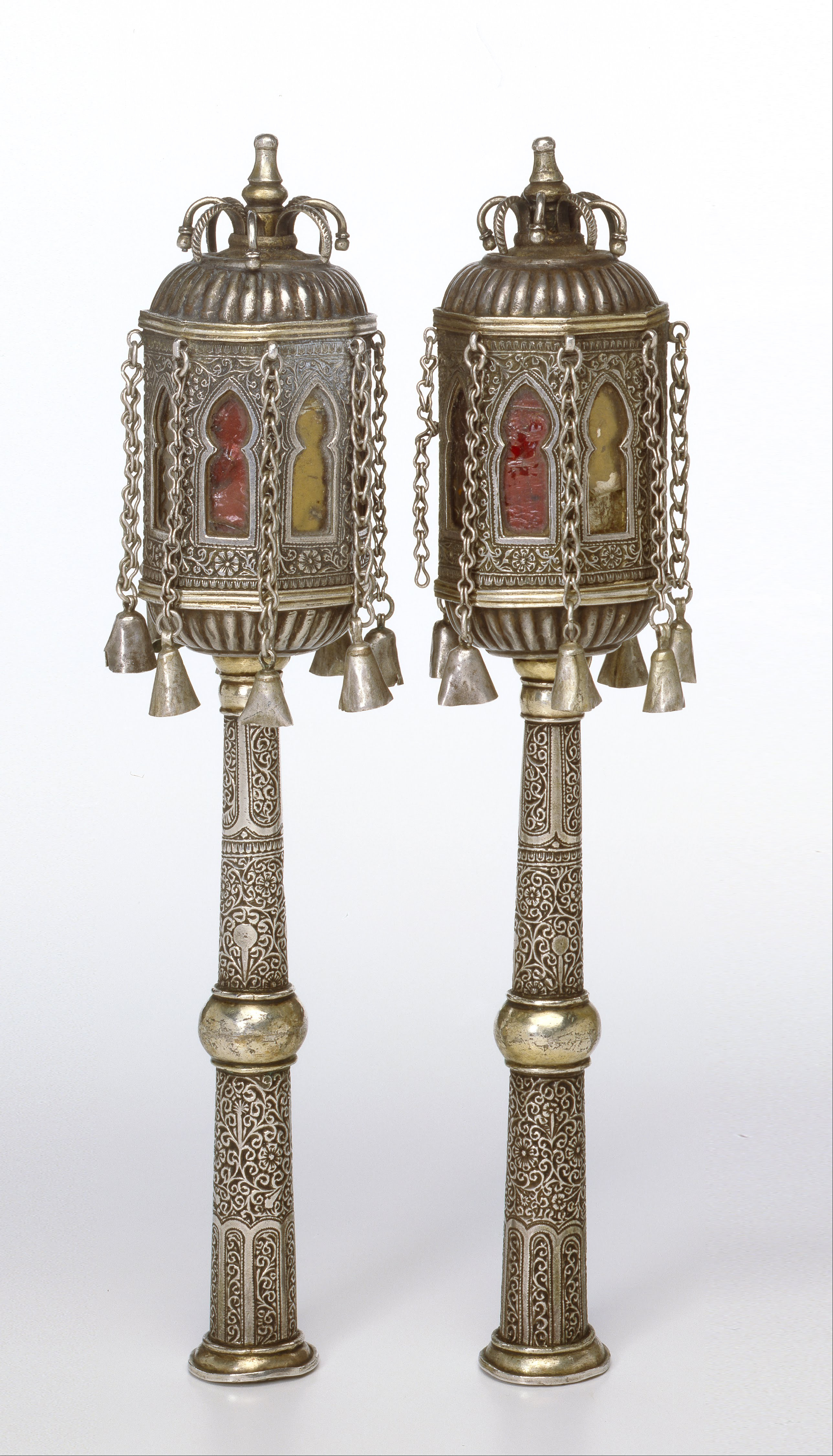
Tapujim (remates ornamentales para la Torá), Marruecos, siglo XIX. Museo de Israel, Jerusalén.
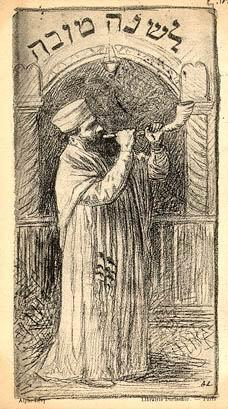
Alphonse Lévy,[63] Le Shaná Tová (inscripción hebrea, lit. "Para un buen año"), carbonilla, c. 1876. Boceto para tarjeta de Rosh Hashaná, con rabino alsaciano tocando el shofar en una sinagoga.
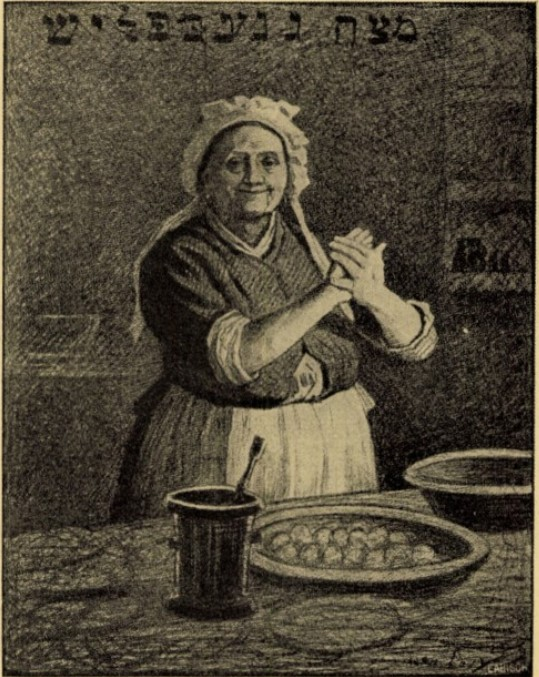
Alphonse Lévy, Cocina de Pesaj, c. 1876-1888.[64] Trabajo dedicado a la cocina tradicional judía, estrictamente "kósher".
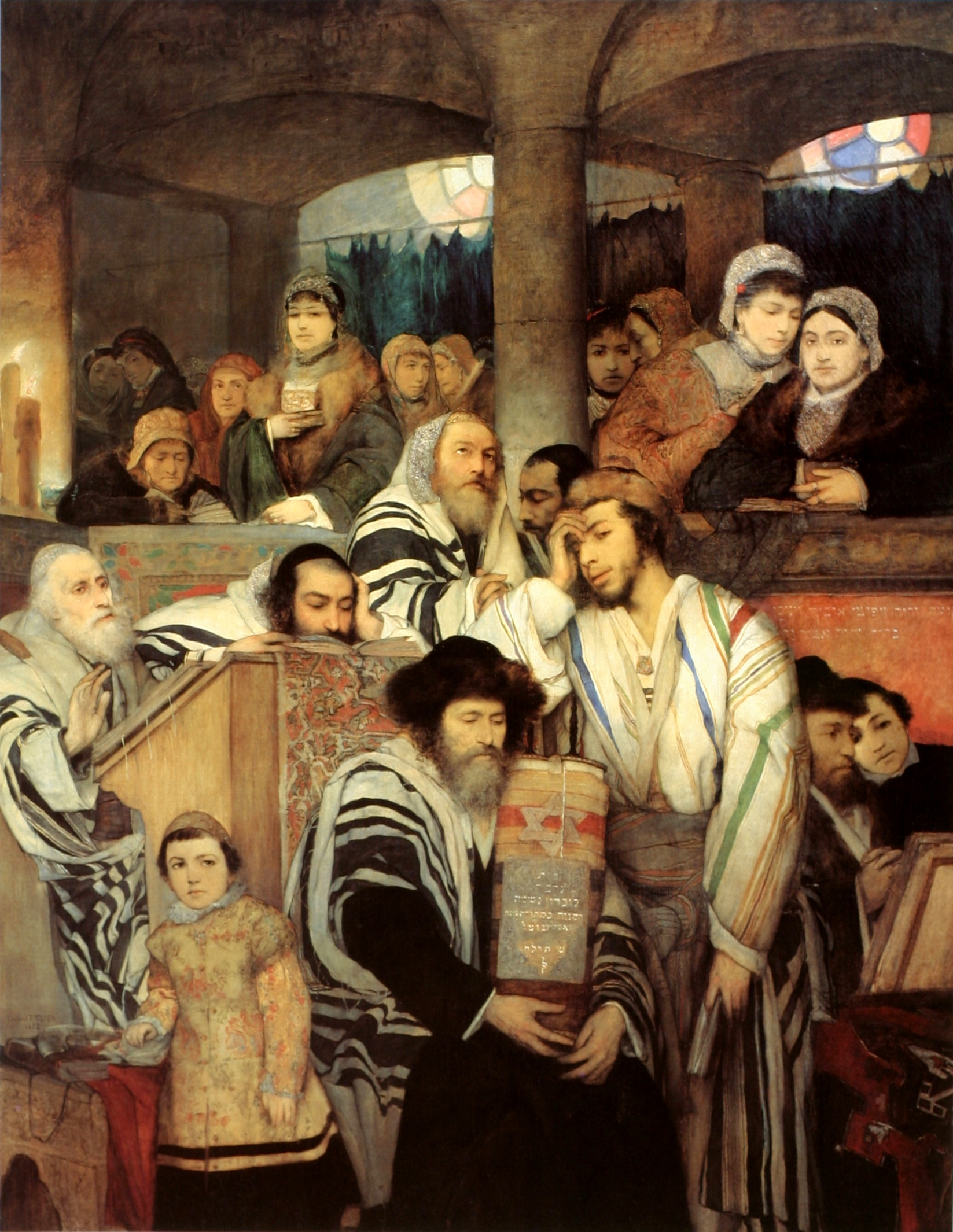
Maurycy Gottlieb, Judíos orando en la sinagoga en Yom Kipur, óleo, 1878. Museo de Arte de Tel Aviv, Israel.
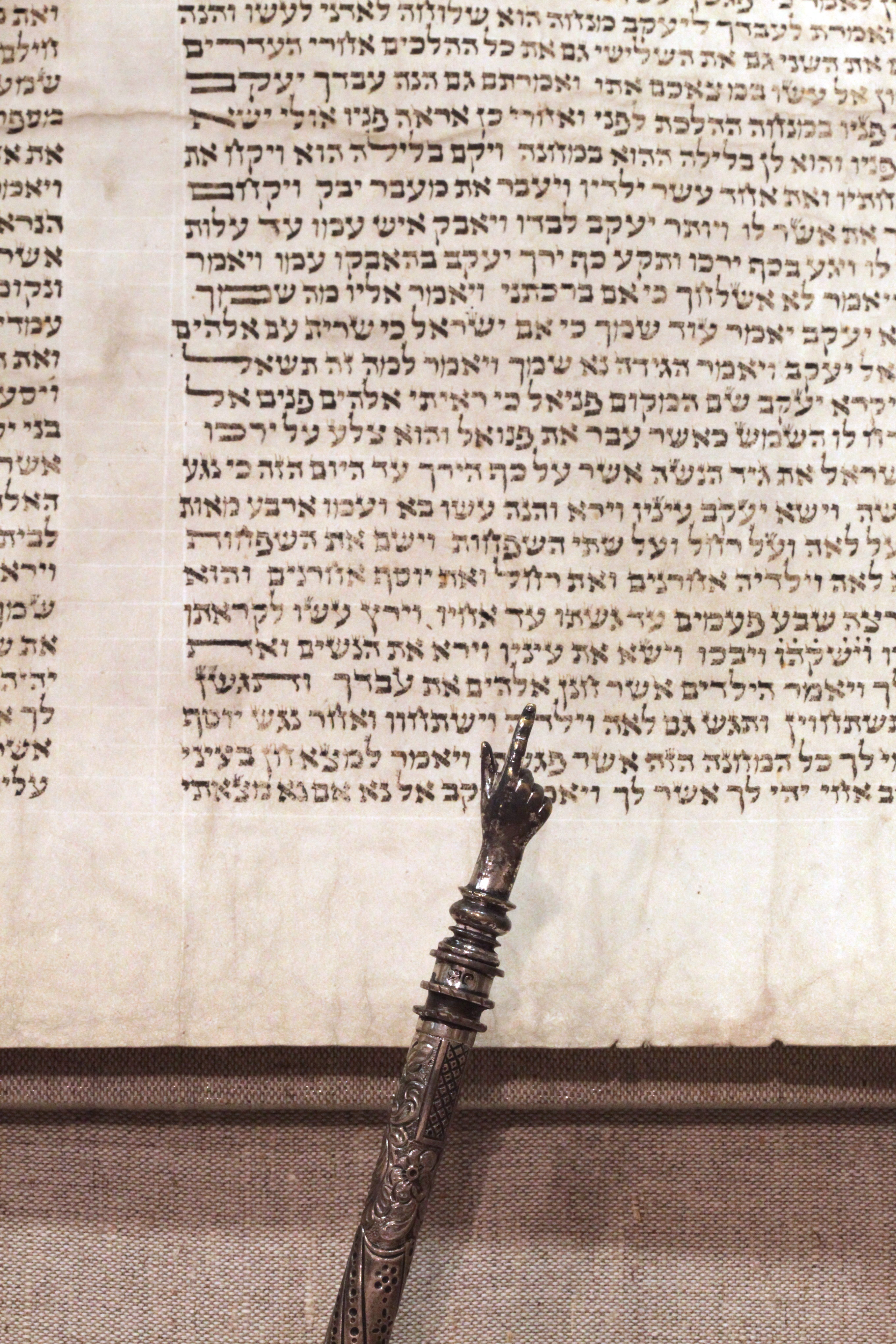
Yad o puntero de plata para asistir la lectura de la Torá, Francia, siglo XIX.
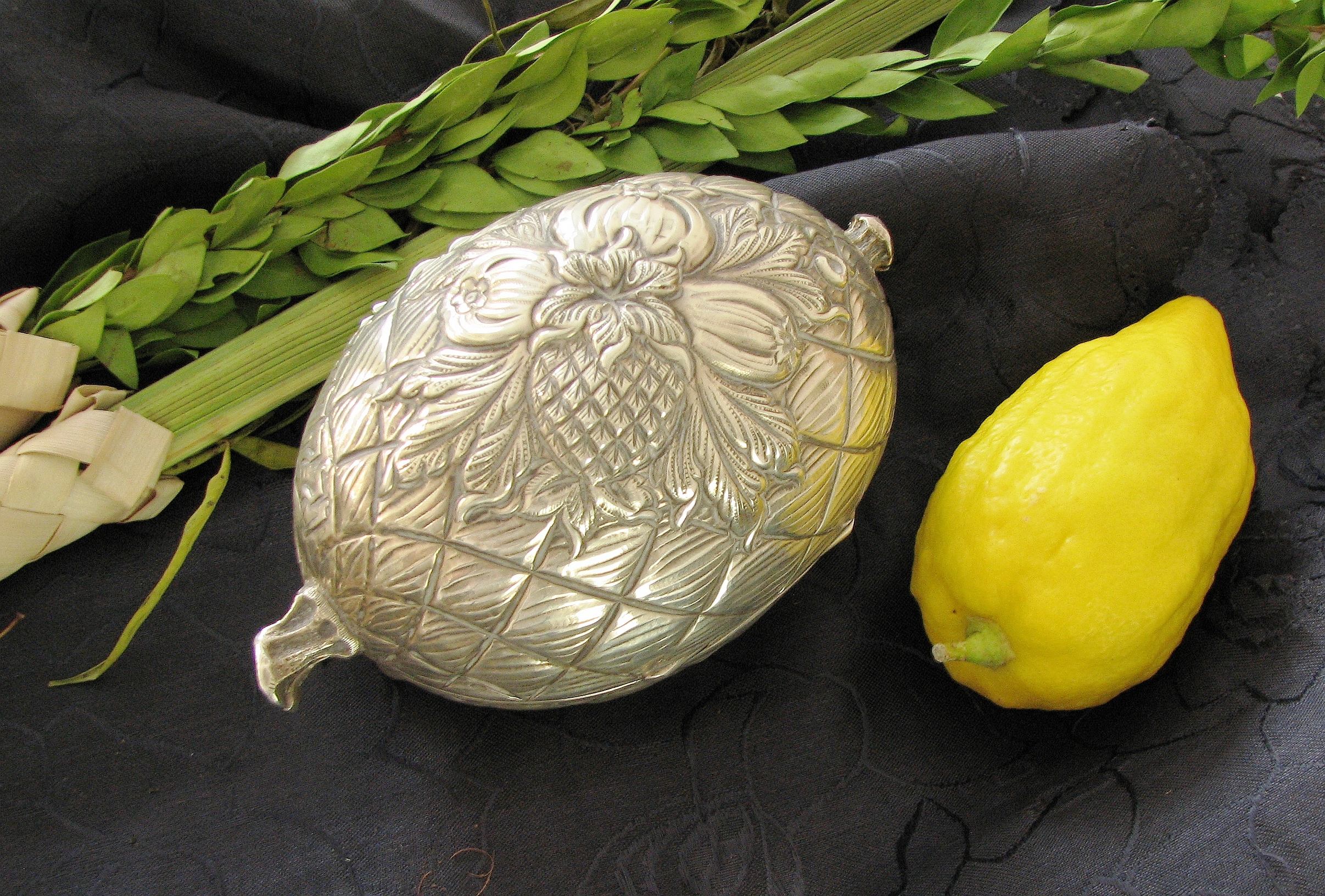
Recipiente porta-cítrico empleado en Sucot (Fiesta de los Tabernáculos), siglo XIX.
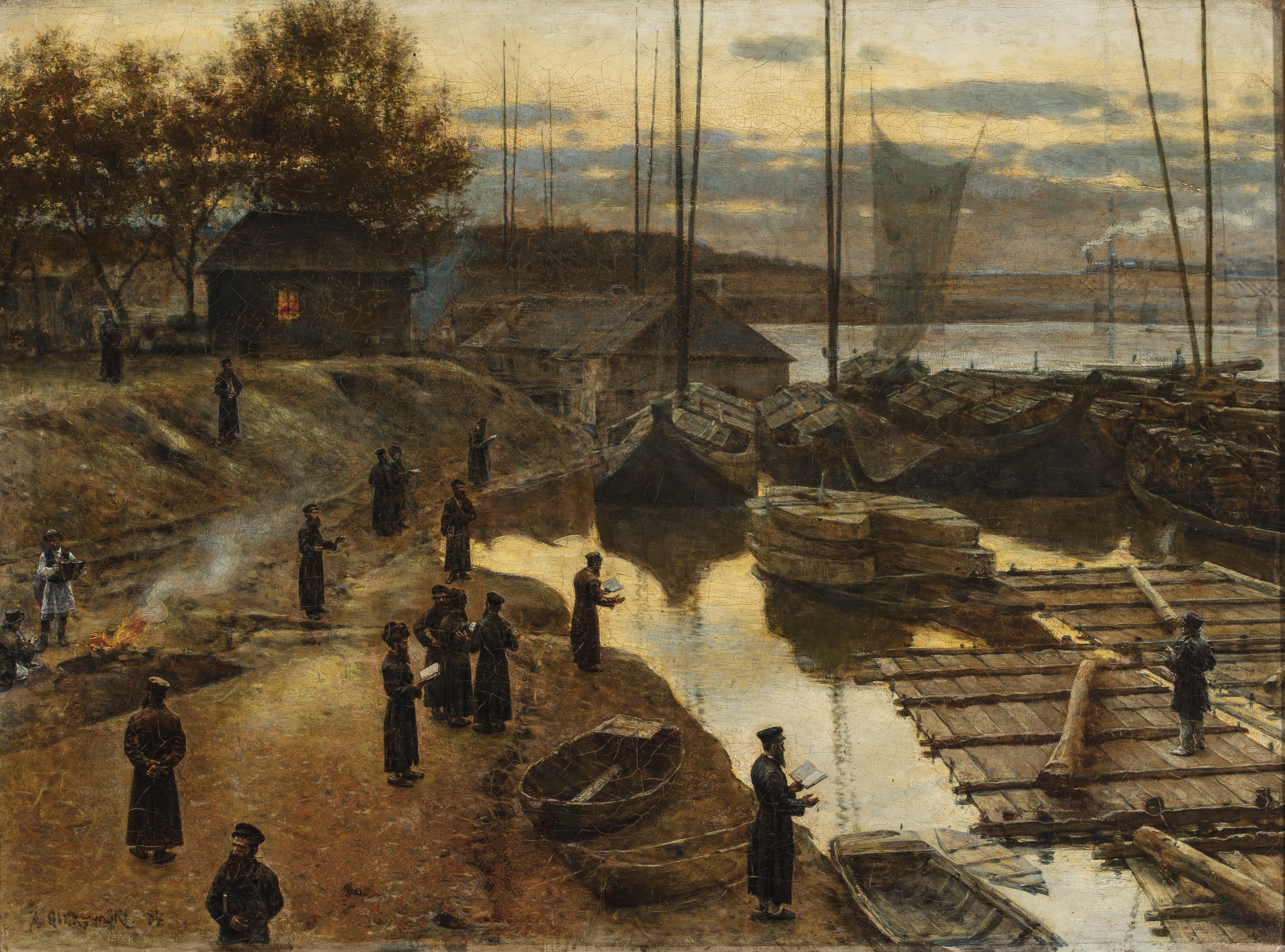
Aleksander Gierymski, Plegarias de Rosh Hashaná (Tashlij), 1884.
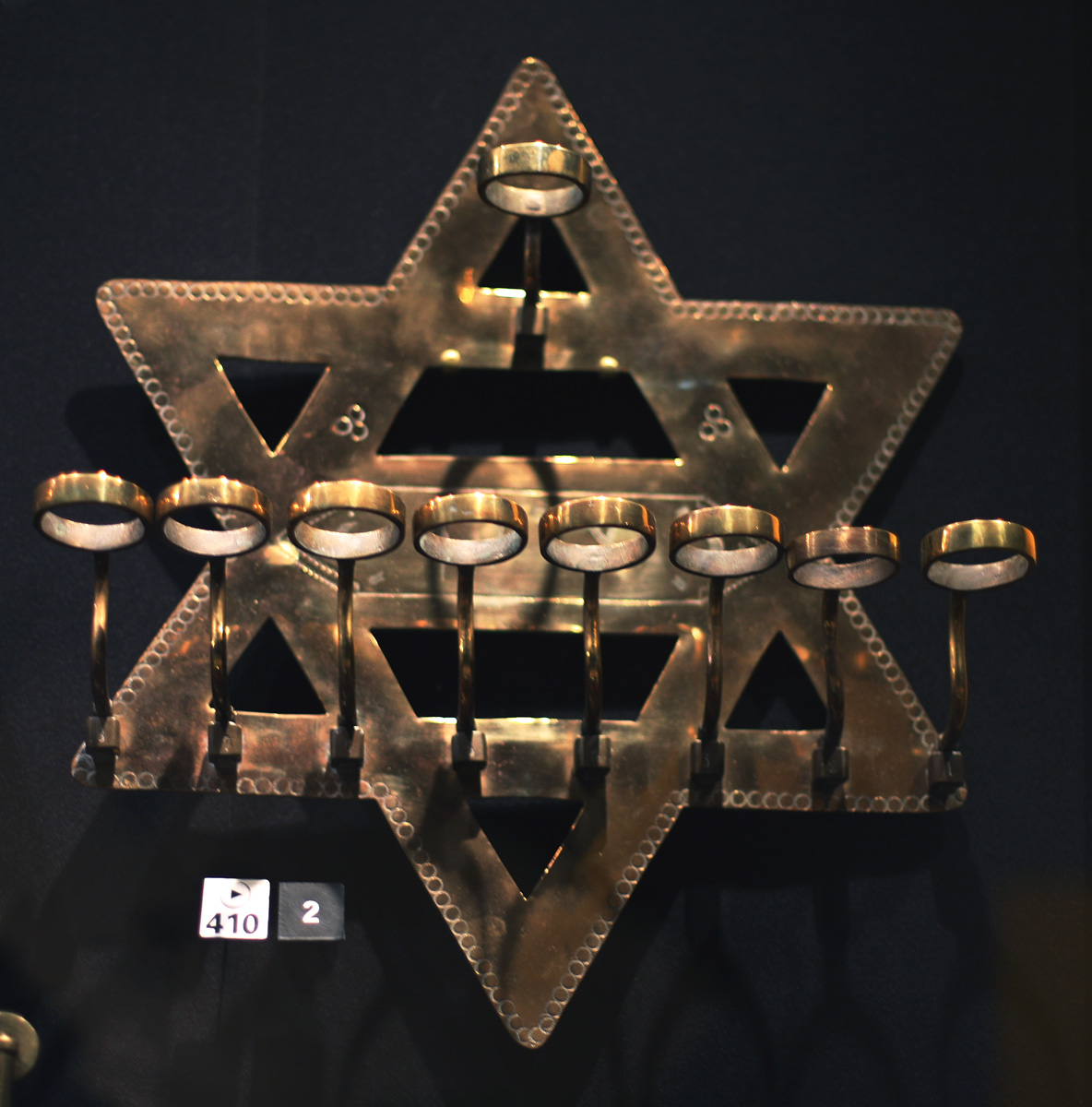
Januquiá en forma de estrella de David, India, siglo XIX.
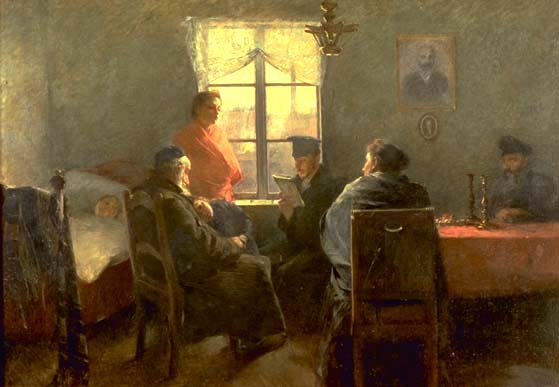
Samuel Hirszenberg, El descanso sabático, 1893.
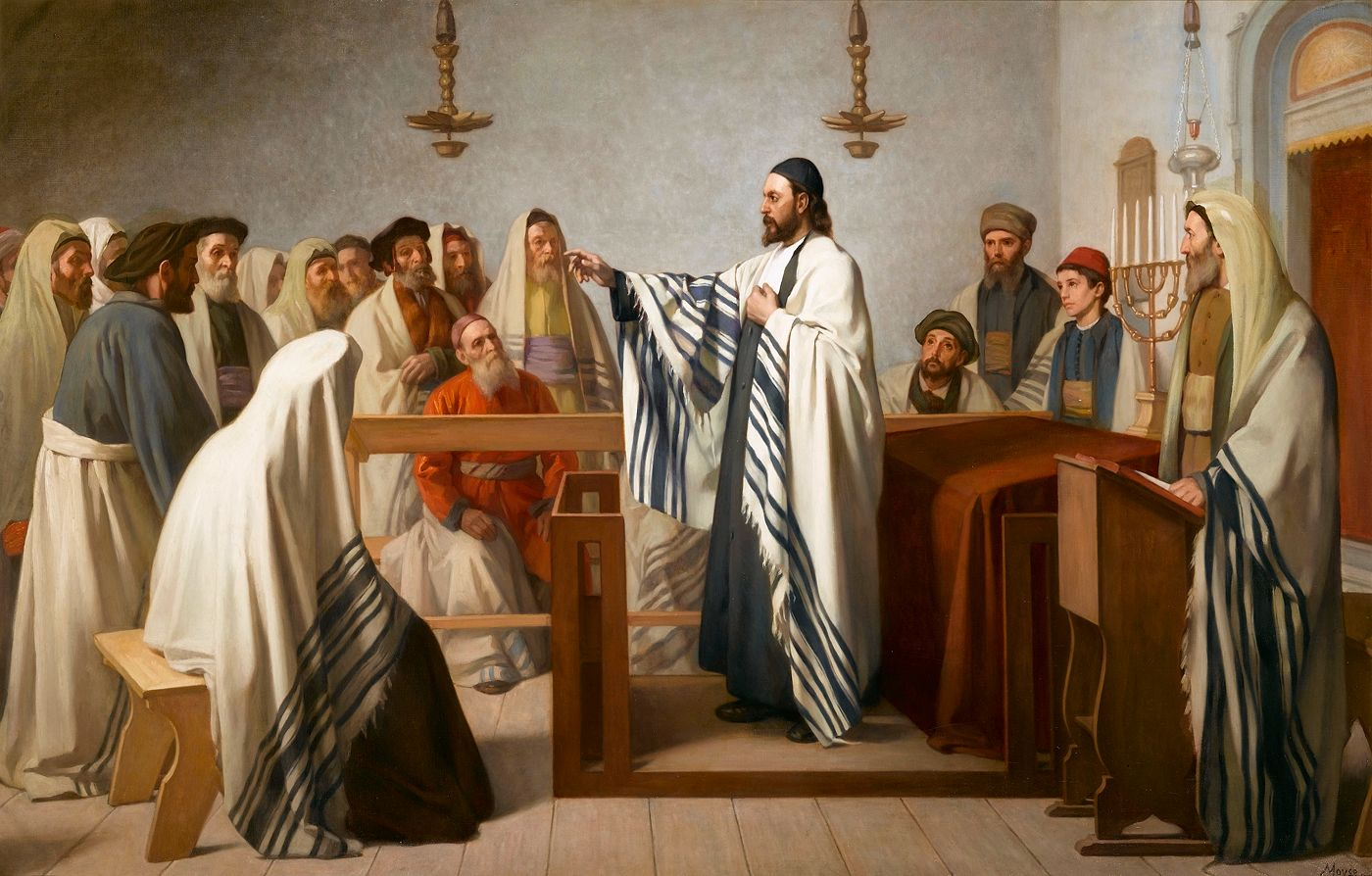
Édouard Moyse, Sermón en un oratorio israelita, óleo, 1897.[65] Museo de Arte y de Historia del Judaísmo, París.
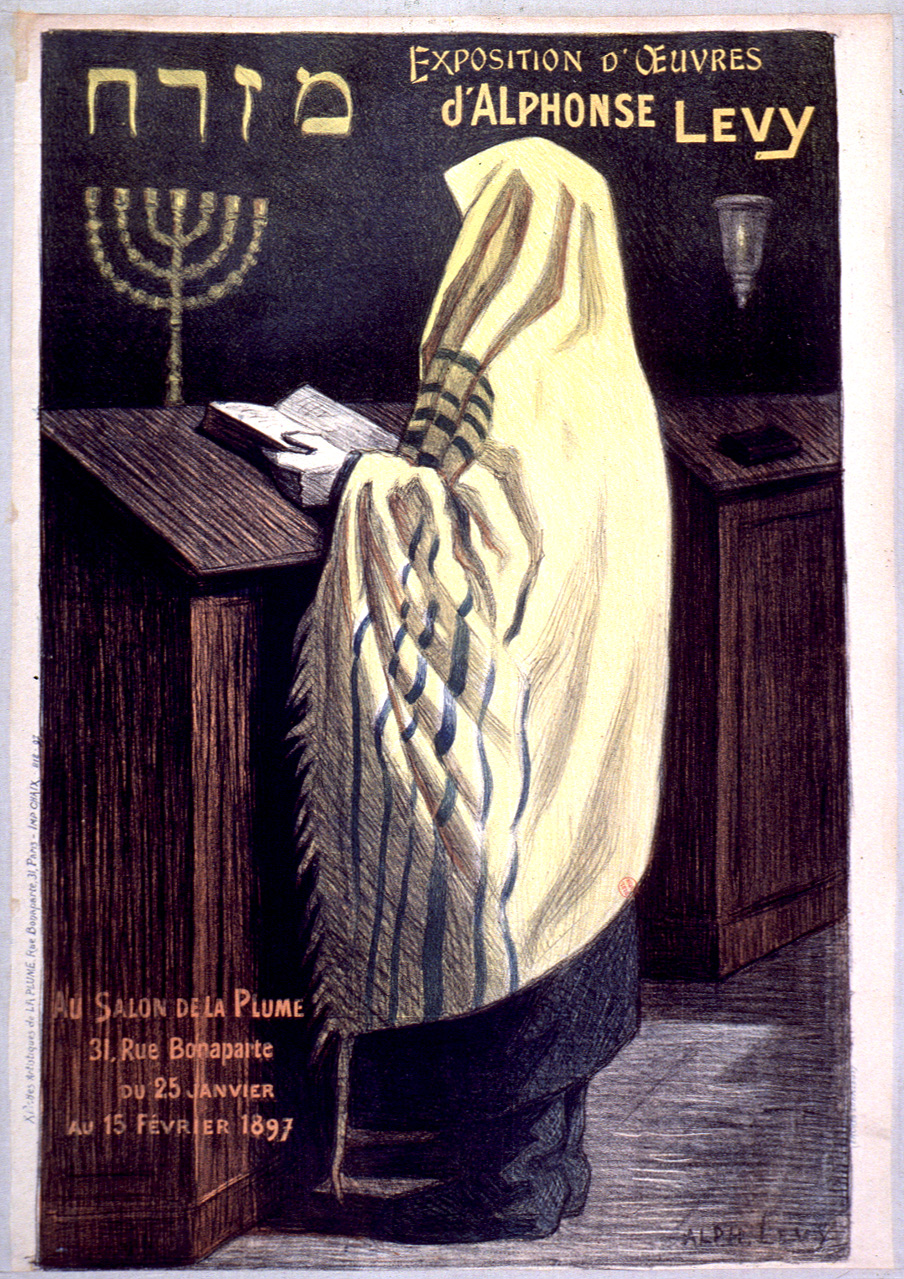
Alphonse Lévy, Mizráj, afiche anunciando la exposición de sus obras en el Salón de la Plume, París, 1897.[66] El protagonista porta un talit, lee su sidur y dirige sus plegarias en dirección a la Ciudad Santa (escrita en hebreo, la palabra Mizráj —"Oriente"— así lo indica); el trabajo incluye una menorá dorada y la Ner tamid o "Luz eterna", típica en toda sinagoga.
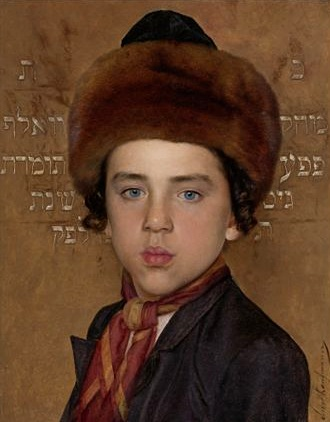
Isidor Kaufmann, Retrato de niño judío, 1900. Joods Historisch Museum, Ámsterdam.
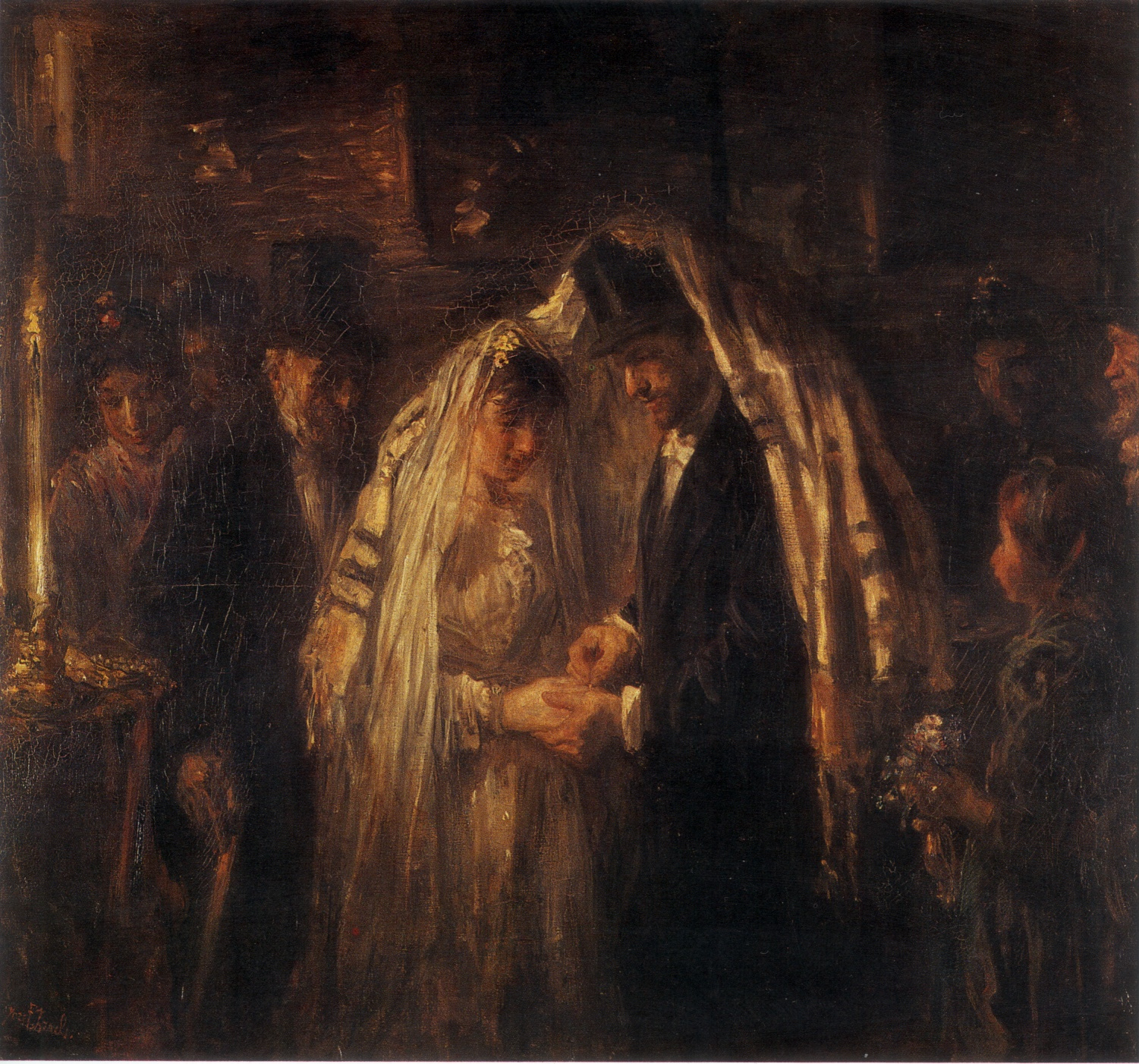
Israels, Una boda judía, 1903.
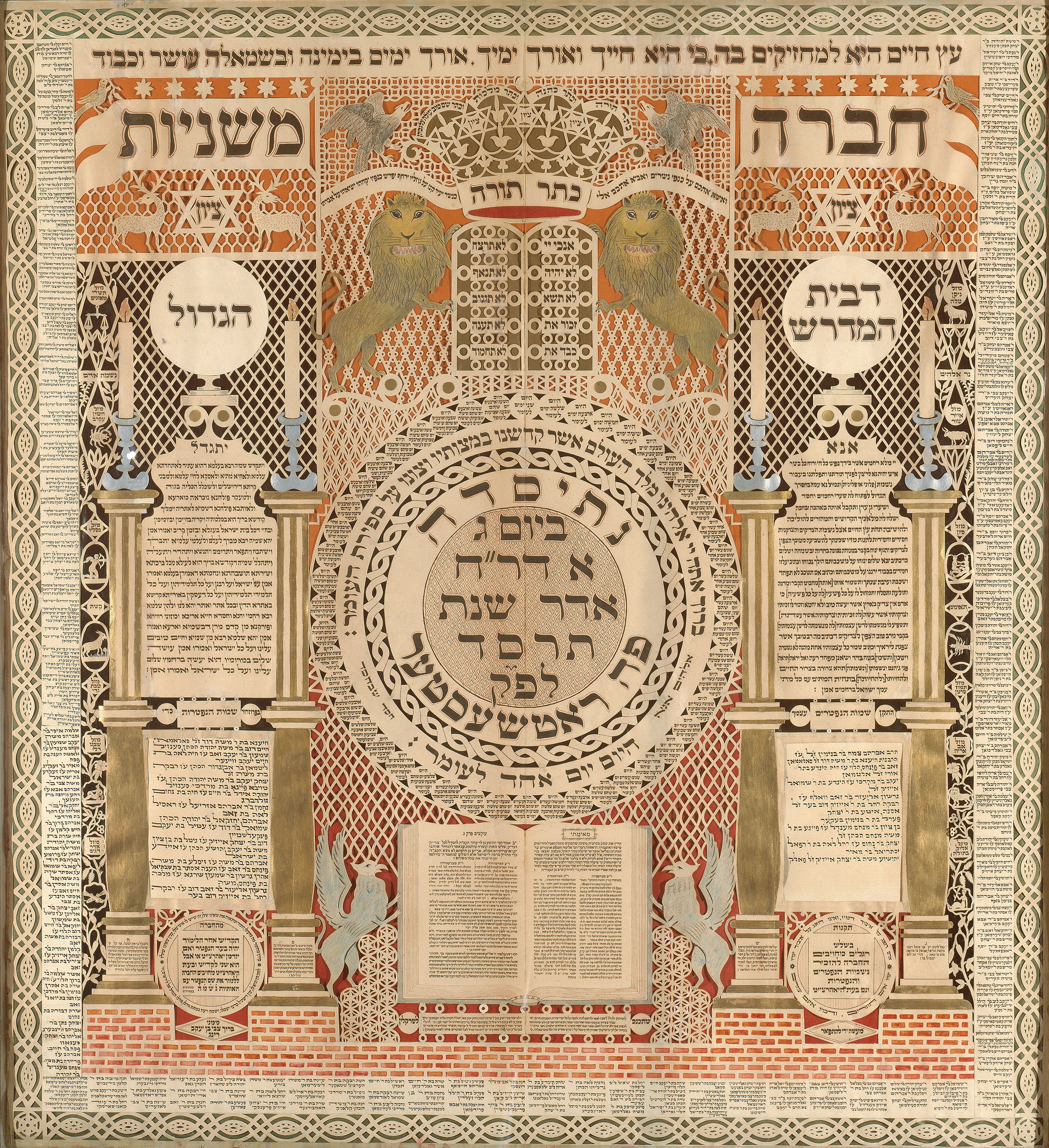
Baruj Zvi, Calendario hebreo, Rochester, Nueva York, 1905.[68] Papel recortado, tinta y acuarela. The Jewish Museum, Nueva York.
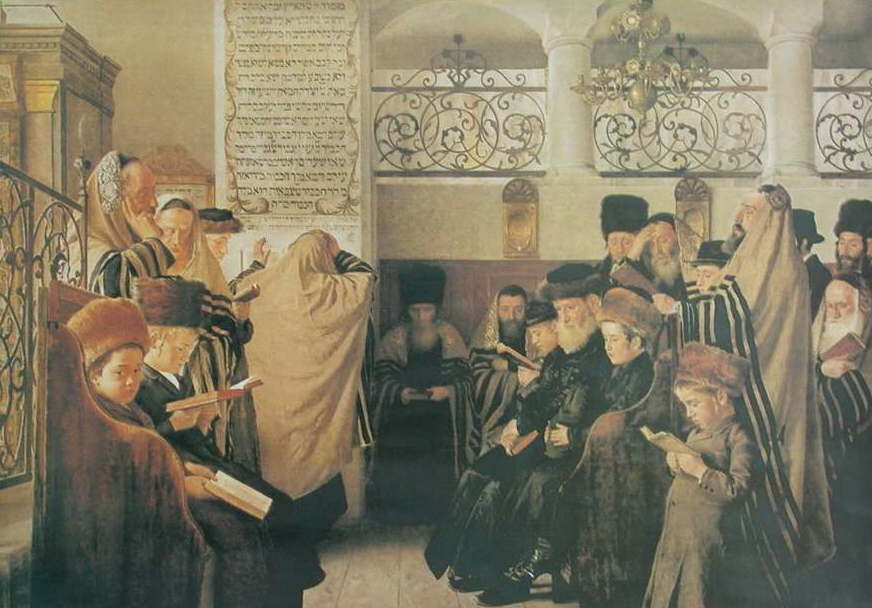
Kaufmann, Día de la Expiación, óleo, c. 1905.
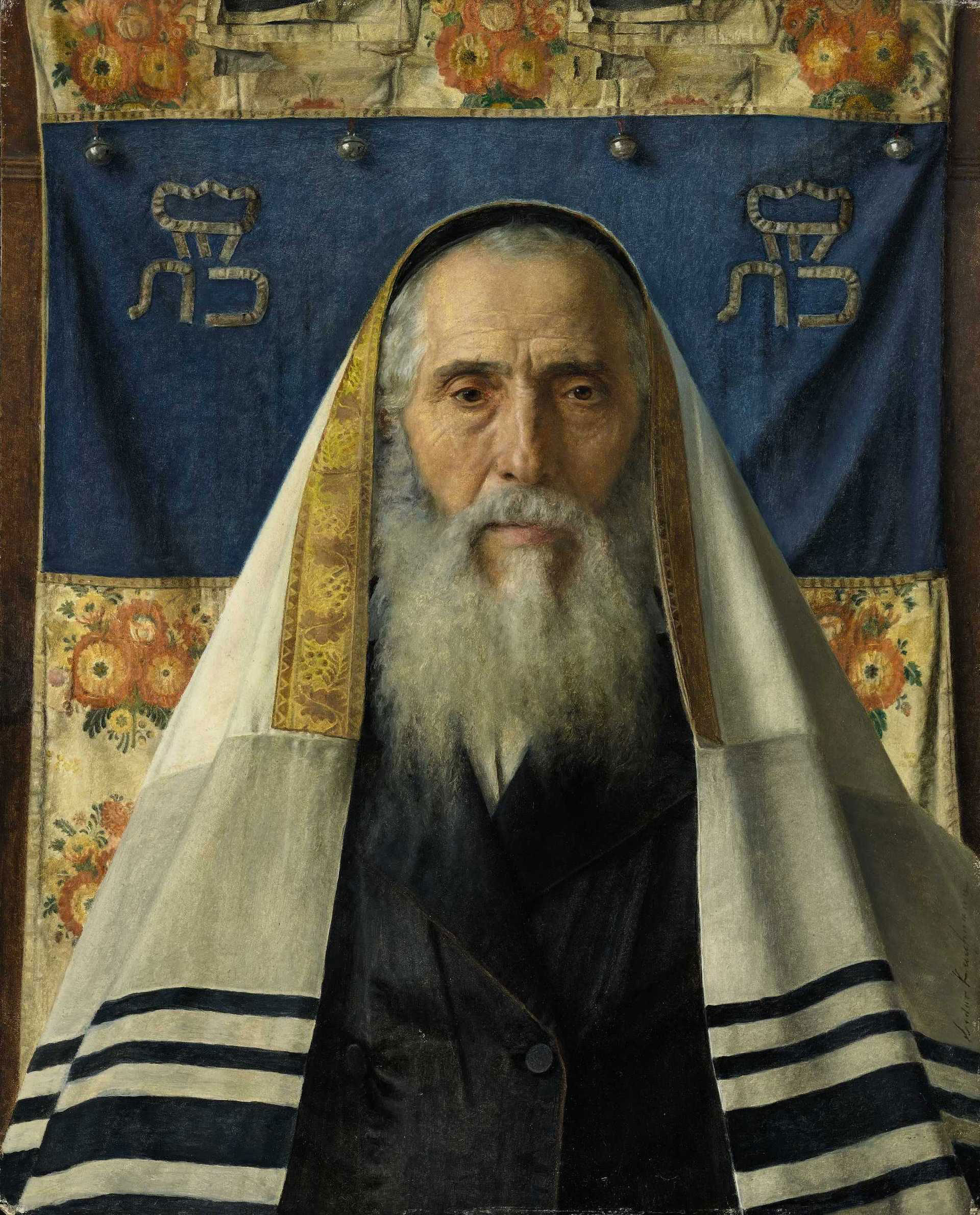
Kaufmann, Rabino con talit, c. 1910
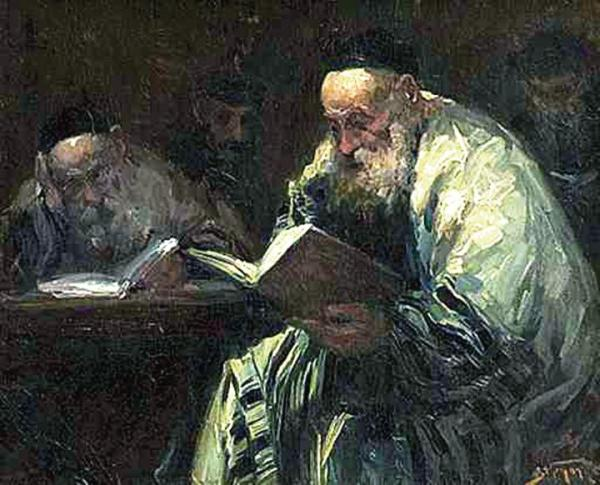
Adolf Behrman, Talmudistas, c. 1910-15.
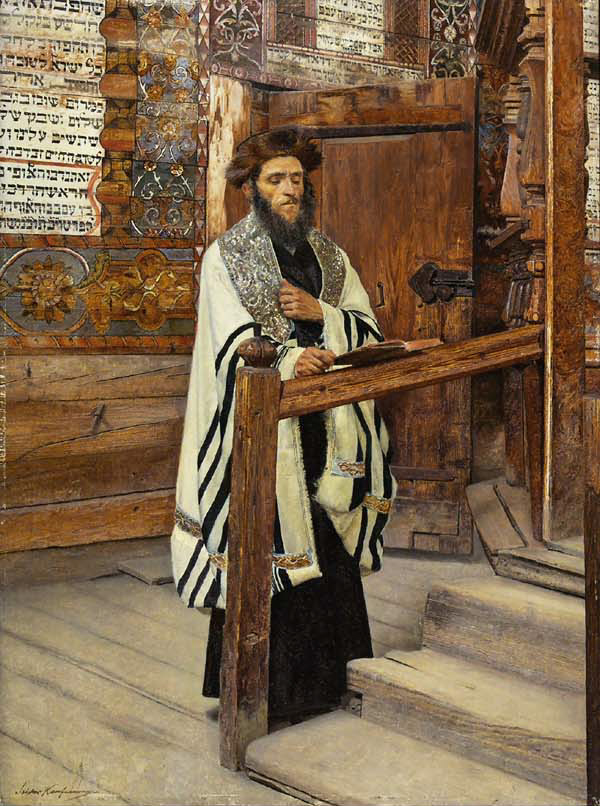
Kaufmann, Rabino leyendo en el templo israelita, c. 1915.
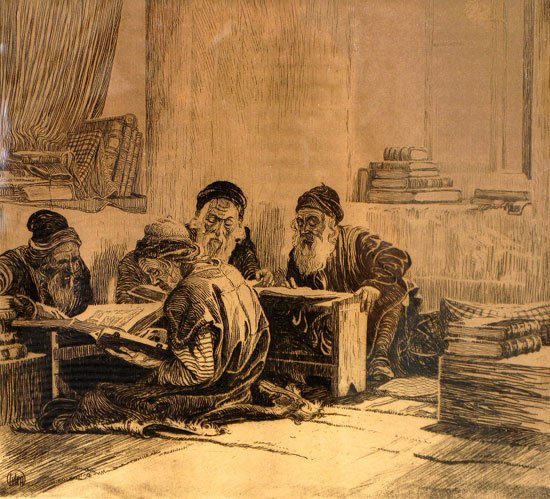
Ephraim Moses Lilien, Los estudiantes del Talmud, grabado, 1915
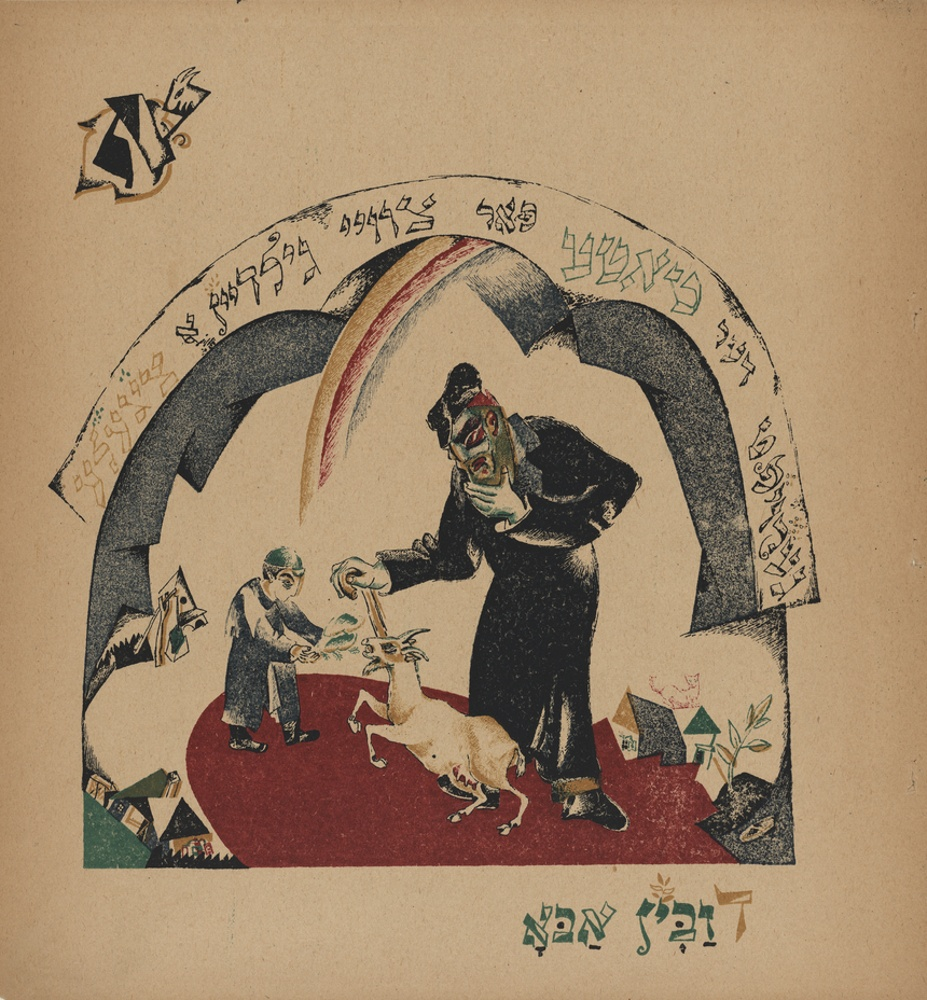
Lazar El Lissitzky, Hagadá de Pésaj: Jad Gadiá, 1919.
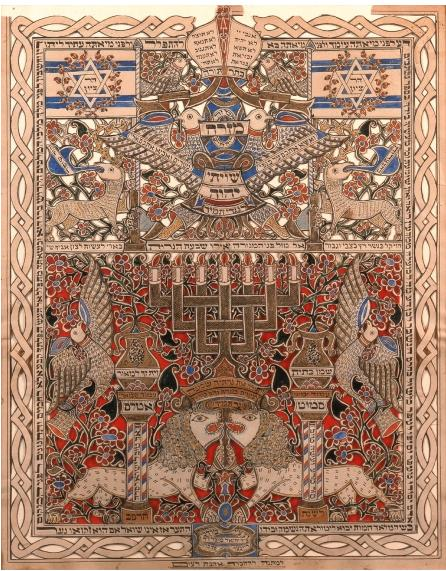
Mordecai Reicher, Mizráj-Shiviti, Brooklyn, 1921-1922. Indicador para las plegarias en dirección a Jerusalén. The Jewish Museum, Nueva York.
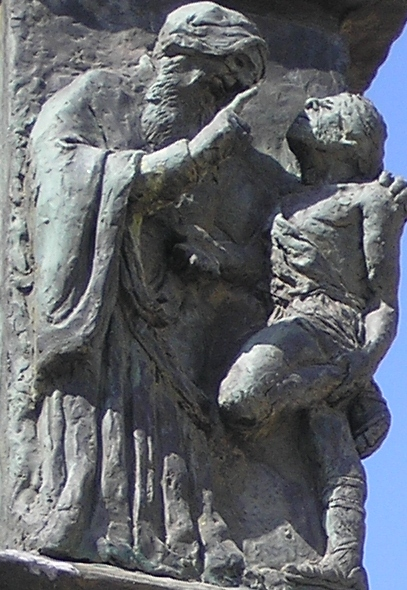
Benno Elkan, La enseñanza de Hillel, 1956.[70] Relieve, Menorá de la Kneset, Jerusalén.

## Innovación: renacimiento artístico judío y arte moderno
De los escritos de Ziva Maisels se desprende que la definición del arte judío en tiempos modernos es compleja. Según ella, el arte judío moderno conlleva una realidad basada ya no en la glorificación de la divinidad, sino en la autoexpresión del artista, y ello da lugar a un nuevo modo de abordar el arte:

Inicialmente, el arte judío consistía en objetos hechos para ser empleados en el rito judío, pero actualmente el arte judío raramente se encuentra ligado a la comunidad judía. Al contrario, los artistas judíos están completamente integrados dentro del arte internacional secular e incluso contribuyen considerablemente en los movimientos de vanguardia artística. Algunos tratan de asimilarse, e incluso si se expresan como judíos, lo hacen de modos no tradicionales. Para muchos de ellos, la interacción que se da entre los factores judíos y seculares de su arte es problemática. Ello ha llevado a investigadores y académicos a debatir si todos los judíos que son artistas producen de hecho "arte judío" o si éste se da solo en el caso de aquellos artistas que expresan su identidad judía.

Cecil Roth, por su parte, nota que la existencia de un arte que pueda ser llamado "arte judío" es un asunto que involucra una discusión de larga data; también él considera al arte judío tradicional resulta ser un referente importante al considerar el arte judío moderno:

Indisputable es el hecho de que en cada etapa de su historia, tanto los judíos como sus ancestros de los tiempos bíblicos se expresaron mediante diversas formas de arte y, las mismas, inevitablemente reflejan modas y estilos [que les fueron] contemporáneos y pertenecían a los diferentes contextos en los que ellos vivieron.

Tanto Maisels como Roth consideran la adaptación de los artistas judíos respecto al medio que los rodea, pero donde Maisels percibe asimilación, Roth detecta integración. 
Las dificultades del debate sobre el arte judío son retomadas por Adrian Darmon, quien en su Breve historia del arte judío expresa que:

El hablar de alguna especie de arte nacional será [siempre] un asunto polémico, se trate ya de judíos o de quienes no lo sean. [...] Mientras que no ha habido jamás controversia ninguna acerca del arte judío ritual, el cuestionable debate sobre la existencia de un arte específicamente judío [en tiempos modernos] continuará.

En otras palabras, tal debate no podría sino continuar y sostenerse por tiempo indeterminado. Sin embargo, y debido a lo expresado, el término "arte judío" parece a su vez volverse irrelevante en el dominio del arte moderno. Dentro del ya mencionado debate acerca del "arte judío", decisivo es un concepto formulado por Avram Kampf en 1984. A diferencia de otros teóricos contemporáneos, Kampf decidió reemplazar la expresión "arte judío moderno" por "la experiencia judía en el arte moderno". De escritos de Kampf emana que:

En este siglo [XX], los judíos tuvieron que vérselas con migraciones masivas, adaptación, el Holocausto, una vuelta a las raíces. ¿Cómo dejaron su impronta tales experiencias sobre el arte moderno? Es una pregunta que ha quedado en suspenso [pero que] también encuentra numerosas respuestas en [... los escritos] de Kampf. [... El autor] reúne artistas activos en el amplio campo del movimiento moderno, [artistas] cuya obra responde a la experiencia mundial en términos generales y [a su vez] refleja aquellos temas y preocupaciones judías que han particularmente marcado los turbulentos eventos de nuestra era. Muchos de esos artistas, más allá de haber nacido en Inglaterra o en América, en Europa o en Israel, han sido inmigrantes o hijos de ellos, quienes emigraron del este hacia al oeste. Ellos, o sus padres, lucharon para adaptarse y sobrevivir en ámbitos extraños y paisajes nuevos mientras procuraron preservar su identidad cultural. Algunos fueron prisioneros en campos [de concentración] o sobrevivieron escondiéndose, otros habrían de construir y defender un hogar en su antigua tierra. Muchos provenían de familias profundamente arraigadas en la fe de la religión judía o en la cultura hebrea. Sea cual fuere su situación individual o su historia personal, pocos pudieron ignorar los decisivos eventos que sacudieron las fundaciones mismas de la existencia judía. Como artistas, reaccionaron ante un mundo donde el significado de los valores y la vida humana, tanto individual como comunitaria, fueron estirados a más no poder y puestos a prueba para dar lugar a resultados tan imprevisibles como inconcebibles. Avram Kampf se concentra los casos de Mordejai Ardon, David Bomberg, Marc Chagall, R. B. Kitaj, Jack Levine, Amadeo Modigliani, Mark Rothko, Chaïm Soutine, y Max Weber, artistas cuya obra constituye una expresión del pueblo judío, la catástrofe que se avecina, el Holocausto, Israel y las tradiciones religiosas y filosóficas nutridas por fuentes judías. [... Kampf] retrata a los artistas y a su obra como parte de una investigación cultural sobre la naturaleza y el significado de la contribución judía al arte moderno..

El concepto de experiencia judía formulado por Kampf parece haber demostrado la irrelevancia del debate acerca de si existe o no el arte judío en tiempos modernos. Según este prominente historiador y crítico de arte, el verdadero arte trasciende toda posible categorización:

La obra de arte no se ajusta a ninguna de las categorías conceptuales que el pensamiento racional construye. Las hace estallar.

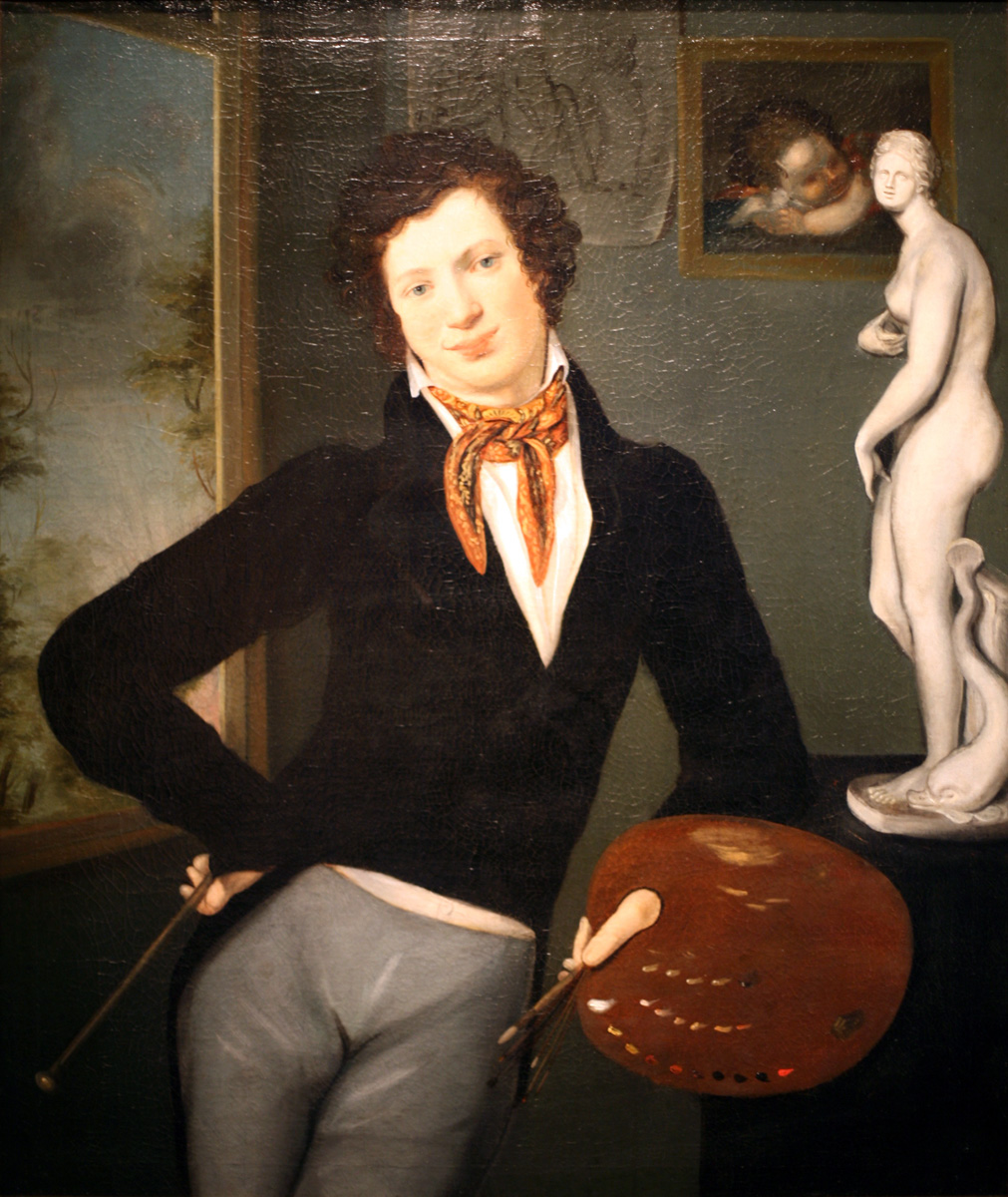
Oppenheim, Autorretrato, 1814-1816. The Jewish Museum, Nueva York.
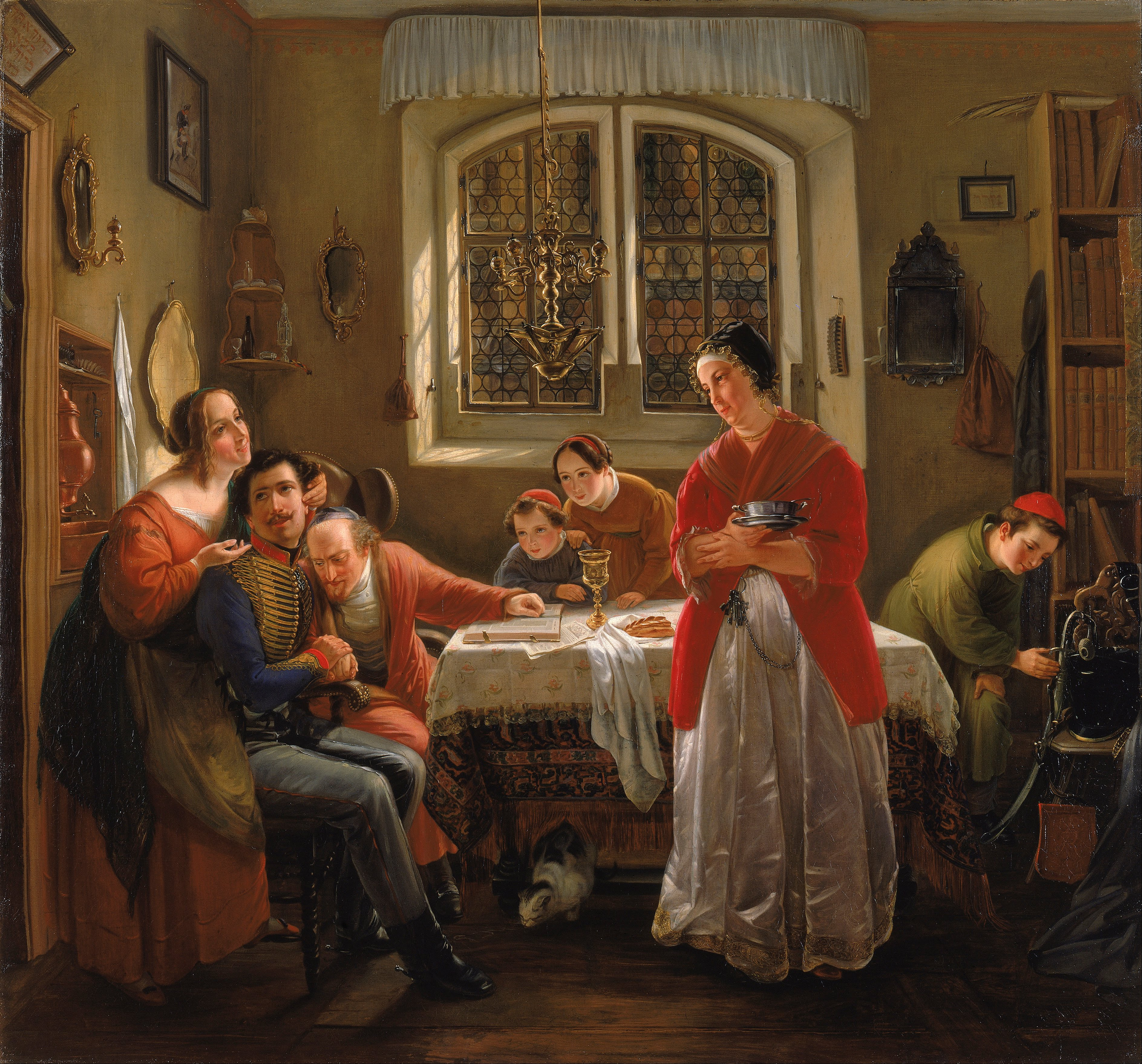
Oppenheim, El retorno del voluntario judío de las Guerras de Liberación a su familia aún viviendo según la tradición ancestral, óleo, 1833-34. The Jewish Museum, Nueva York.
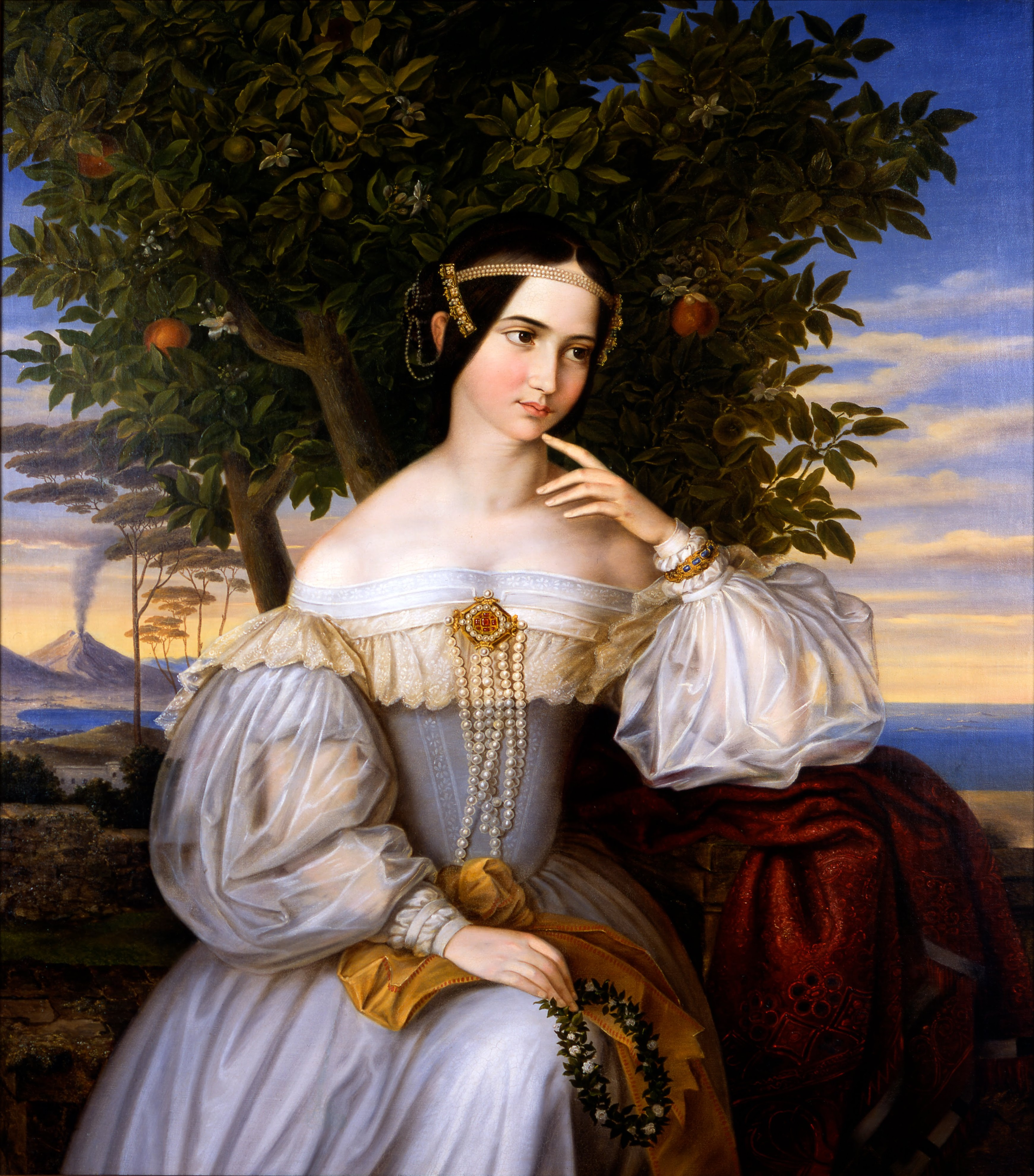
Oppenheim, Retrato de Charlotte de Rothschild, óleo, 1836.
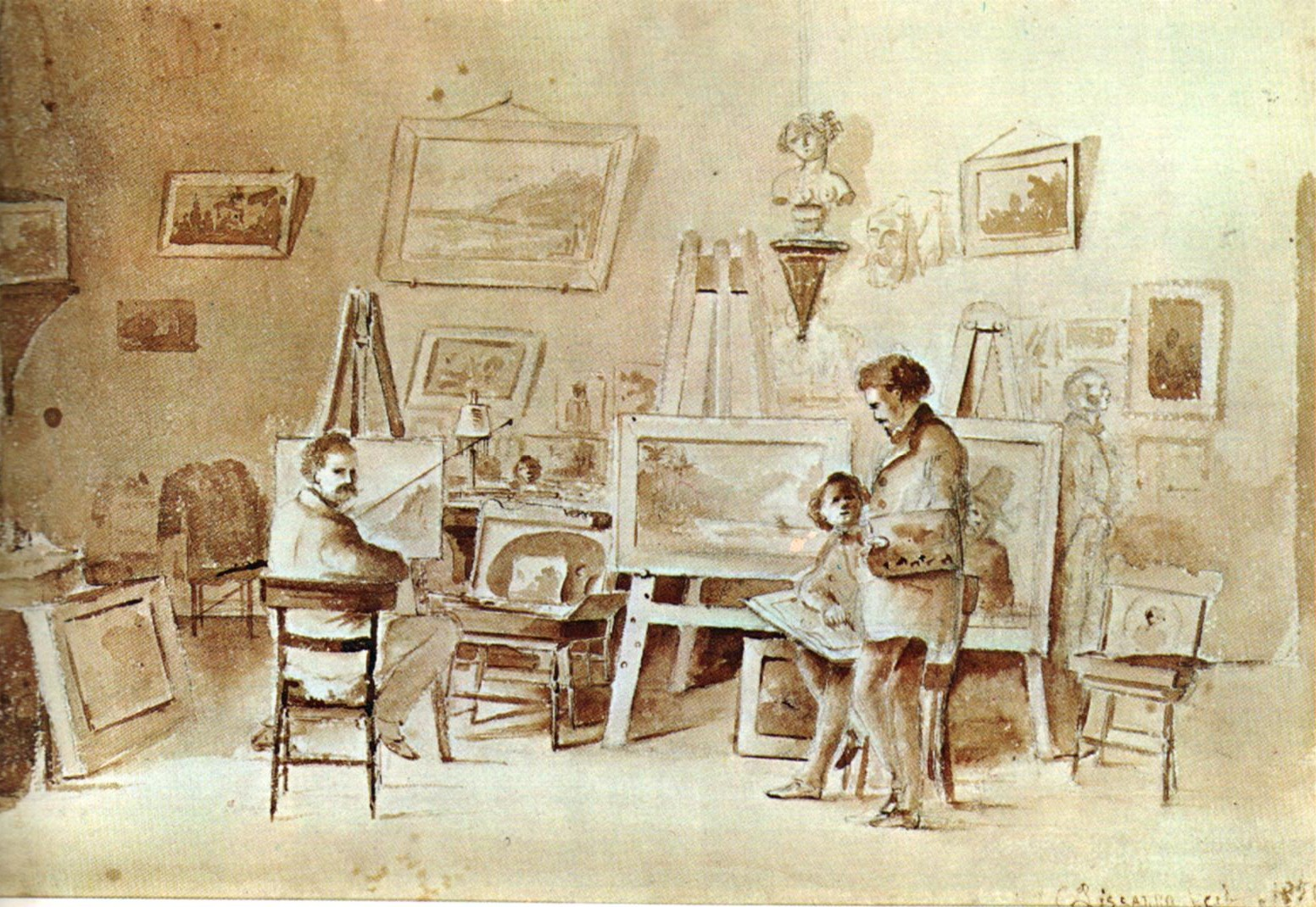
Camille Pissarro, Estudio del Artista en Saint Thomas (Antillas Danesas), 1851. BCV
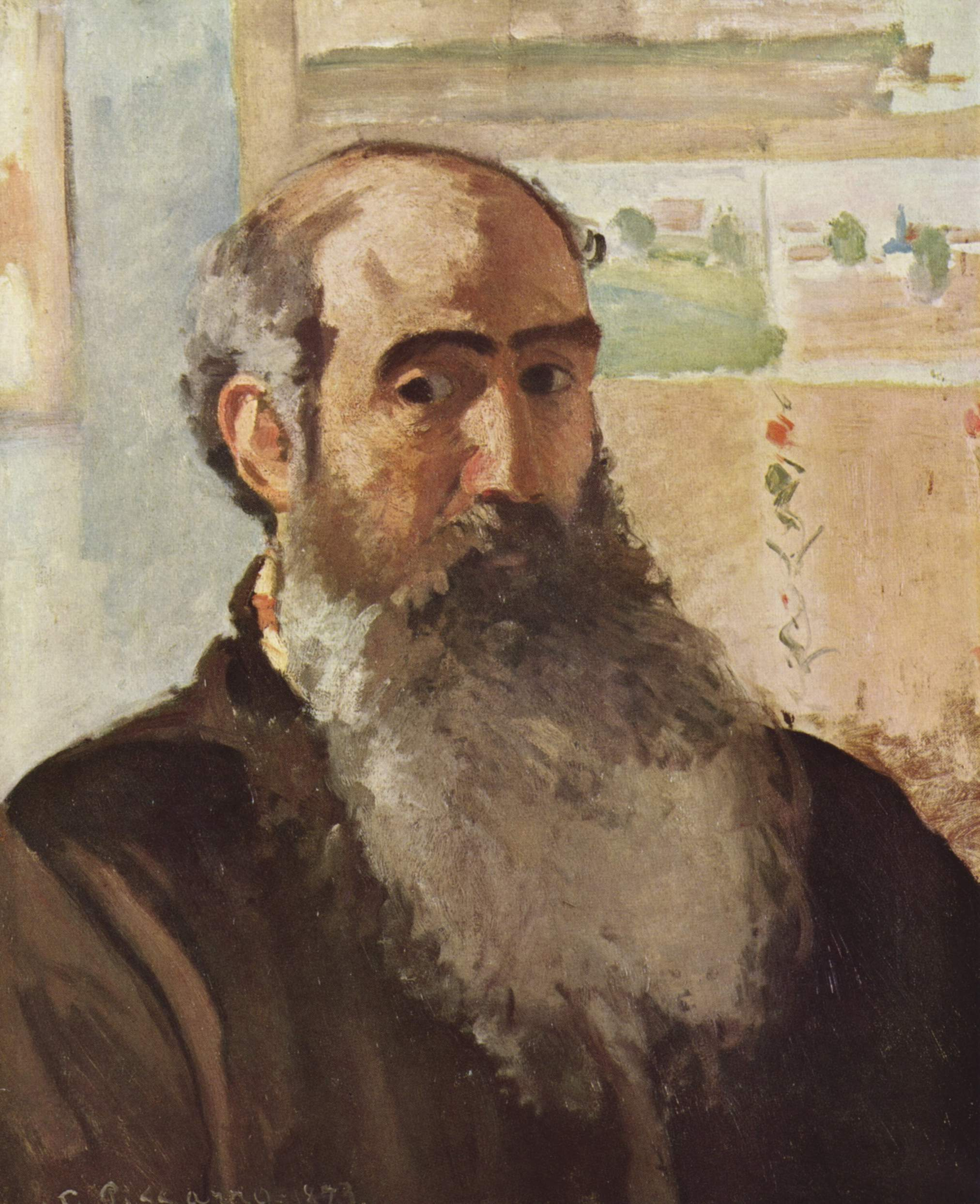
Pissarro, Autorretrato, 1873.
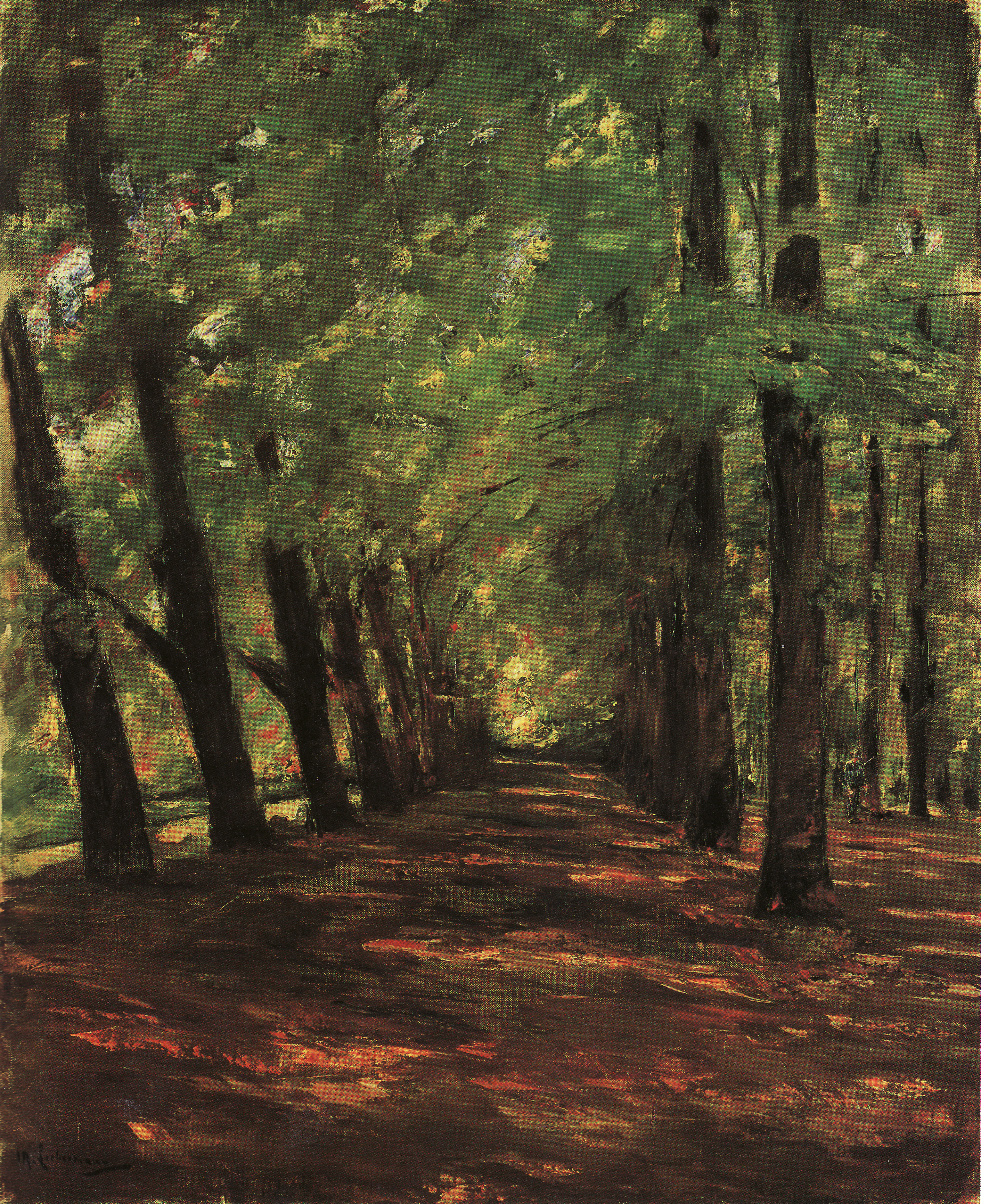
Max Liebermann, Overveen, Holanda, c. 1895. Gesellschaft Kruppsche Gemäldesammlung, Essen.
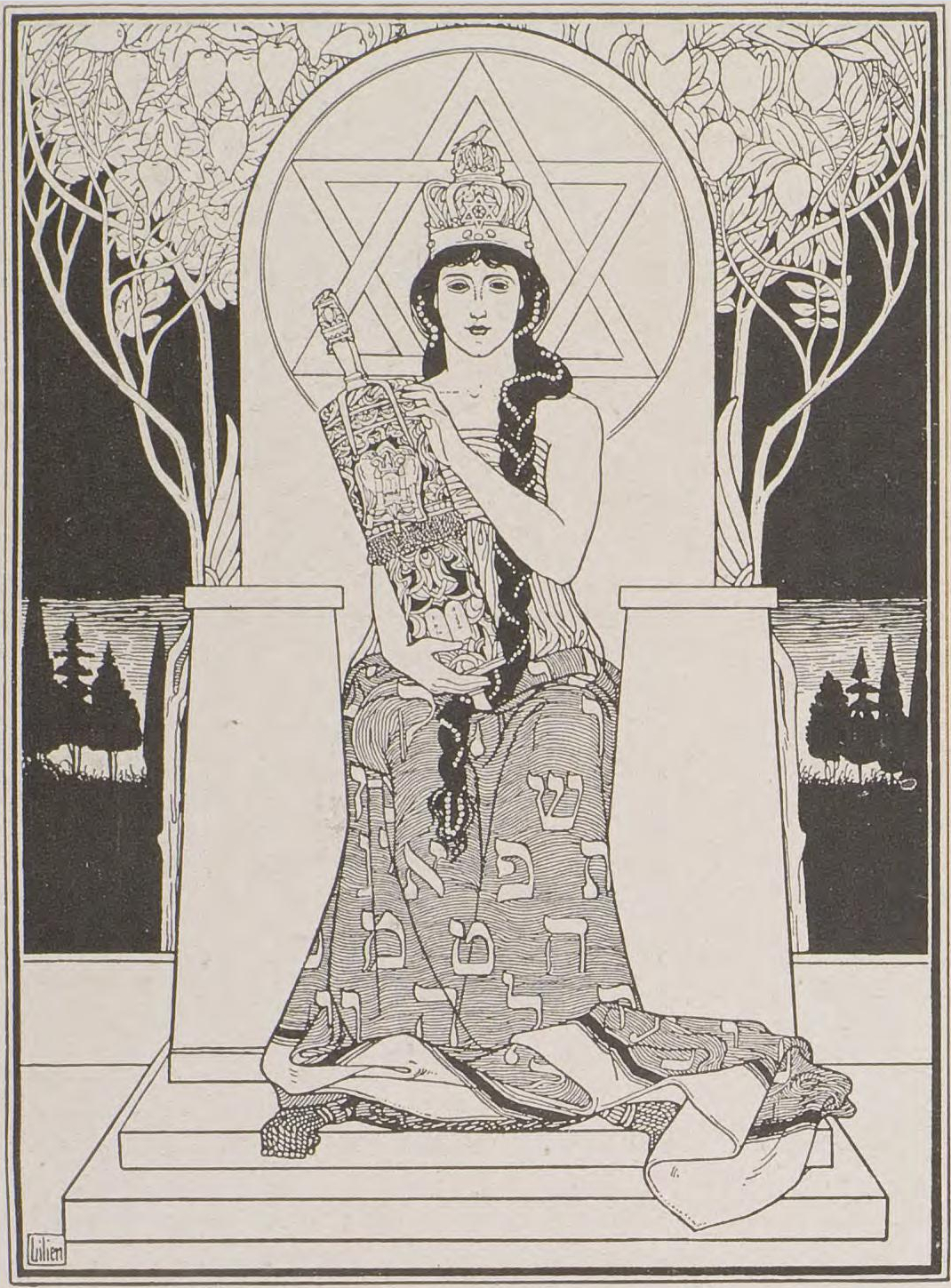
Ephraim Moses Lilien, La reina del Shabat (La fe hebraica), ilustración para Judá, libro de poesías sobre temas bíblicos escrito por su amigo cristiano y pro-sionista Börries von Münchhausen, Berlín, 1900-1.
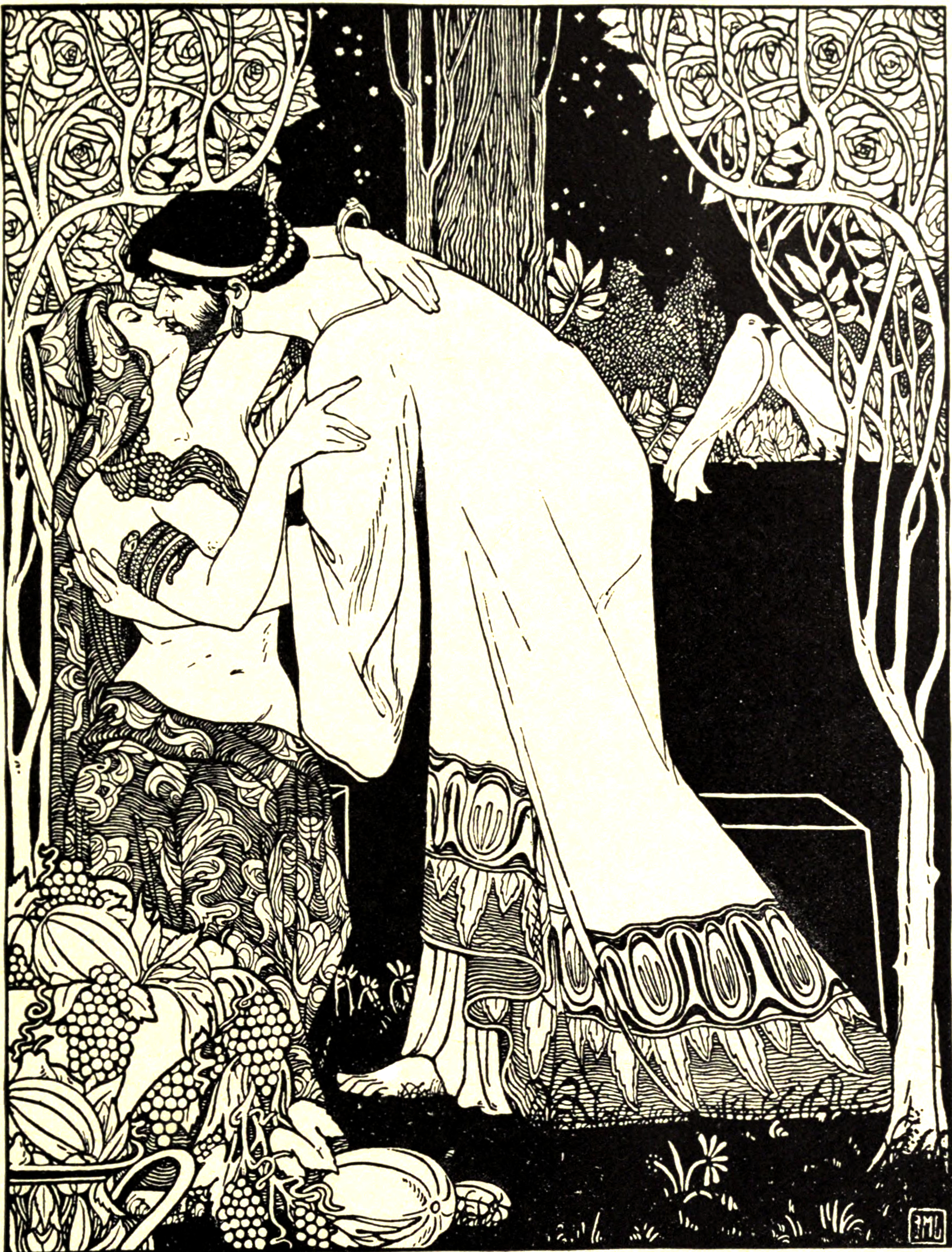
Lilien, Cantar de los Cantares, ilustración para Judá, 1900-1
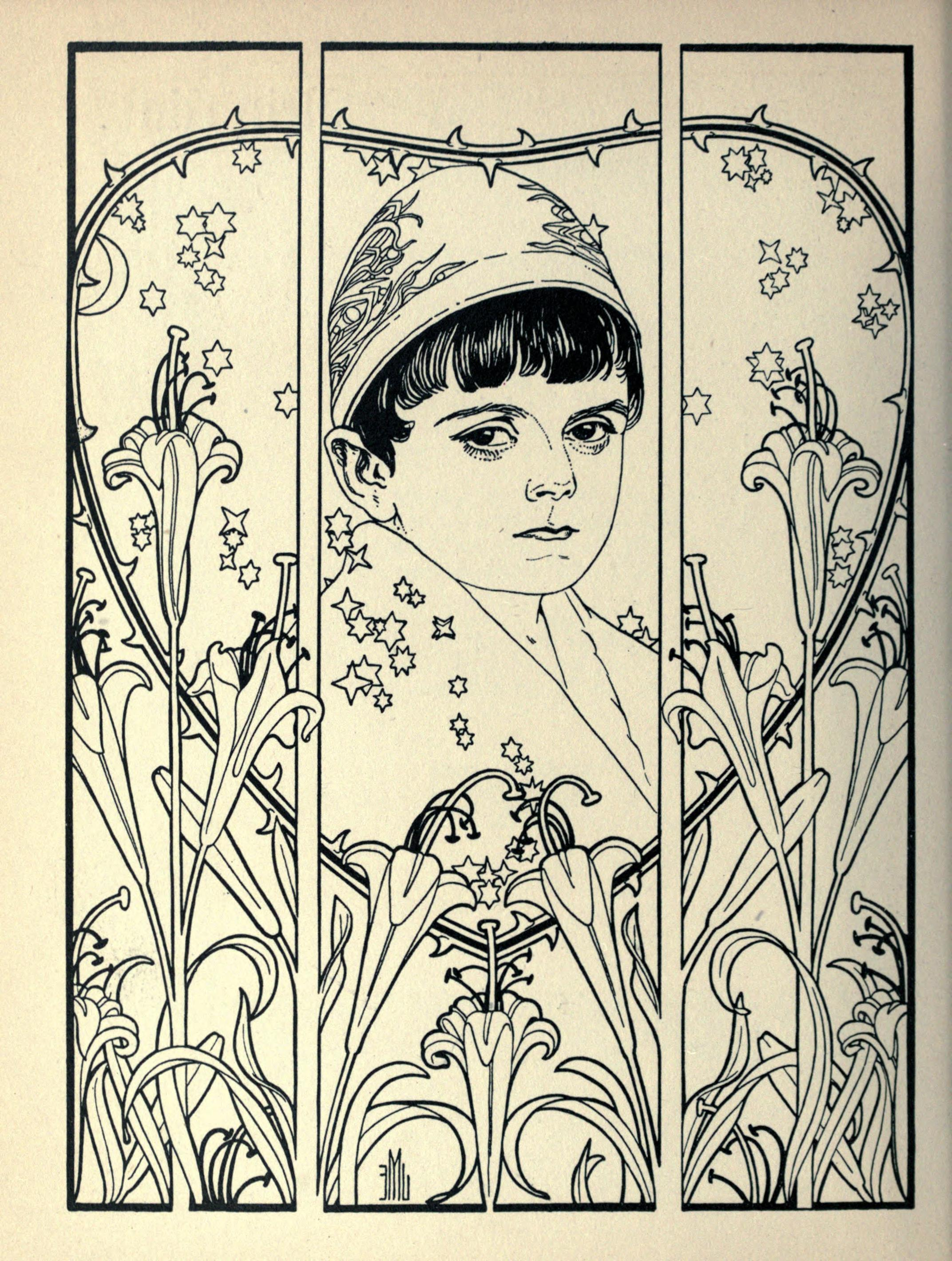
Lilien, Niño hebreo con kipá, ilustración para los Canciones del Gueto (Lieder des Ghetto), libro de Morris Rosenfeld, 1903.
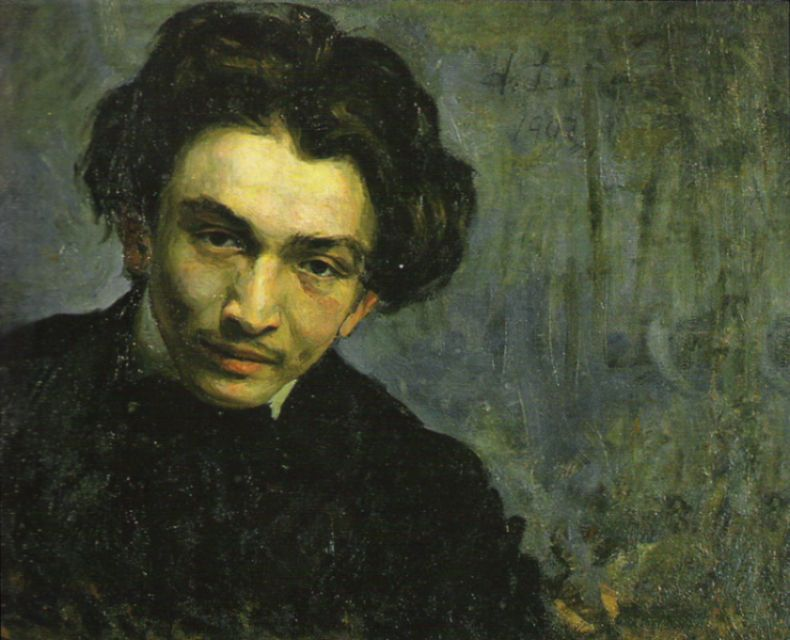
Hirszenberg, Retrato de un poeta judío, 1905.
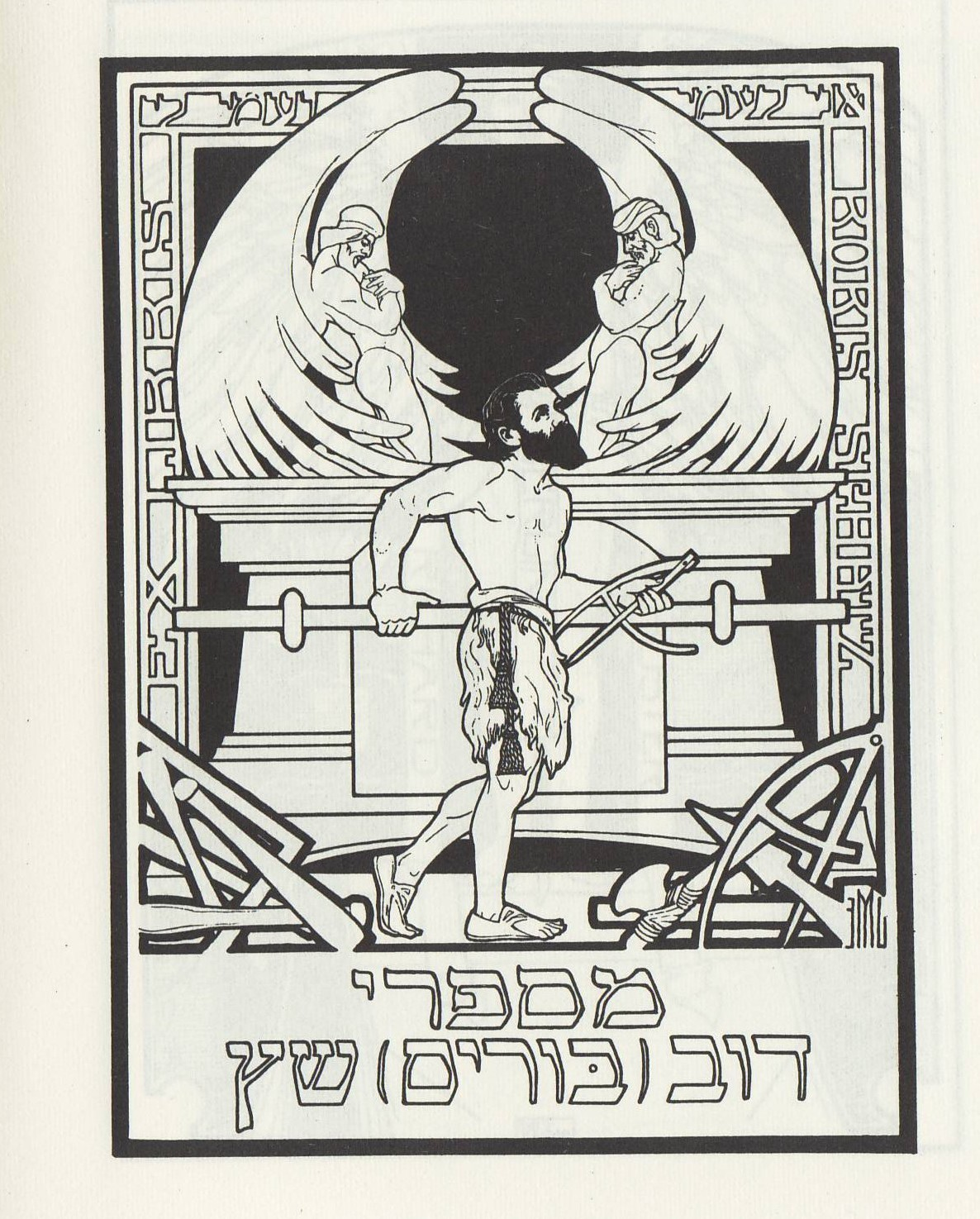
Lilien, Ex libris de Boris Schatz, 1905. La imagen presenta el Arca de la Alianza junto a Bezalel, quien —según la Biblia— la ejecutó y se convirtió así en el primer artista hebreo de la historia.
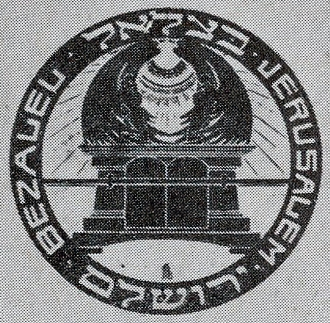
Lilien, Emblema de la Academia Bezalel de Jerusalén, con el Arca de la Alianza con los dos querubines, 1906.
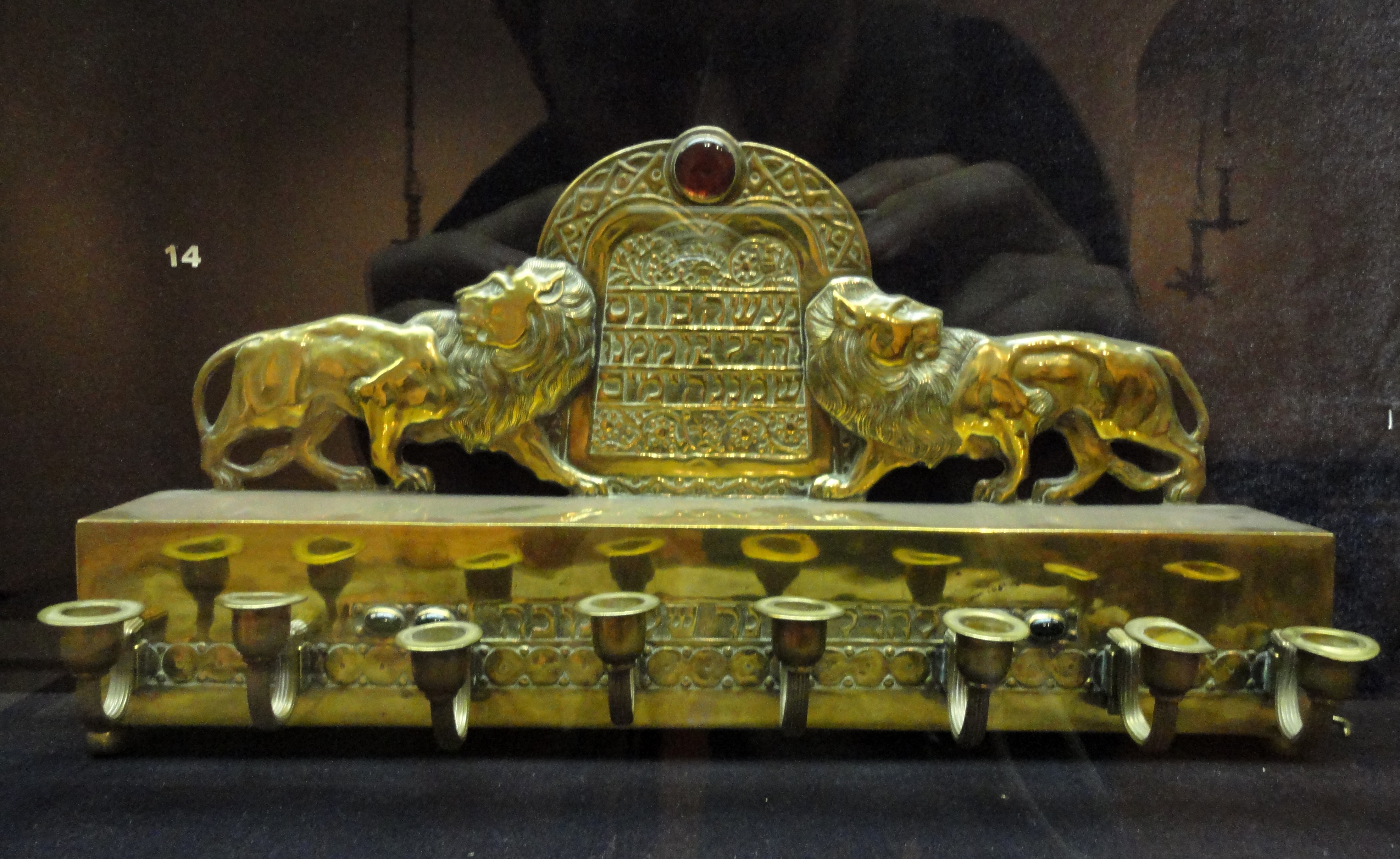
Lámpara de januca o Januquiá, con Tablas de la Ley, inscripciones hebreas y leones heráldicos, creada en la Academia Bezalel, bronce y piedra semipreciosa, 1906-1915. Colección Familia Ticho, Jerusalén.
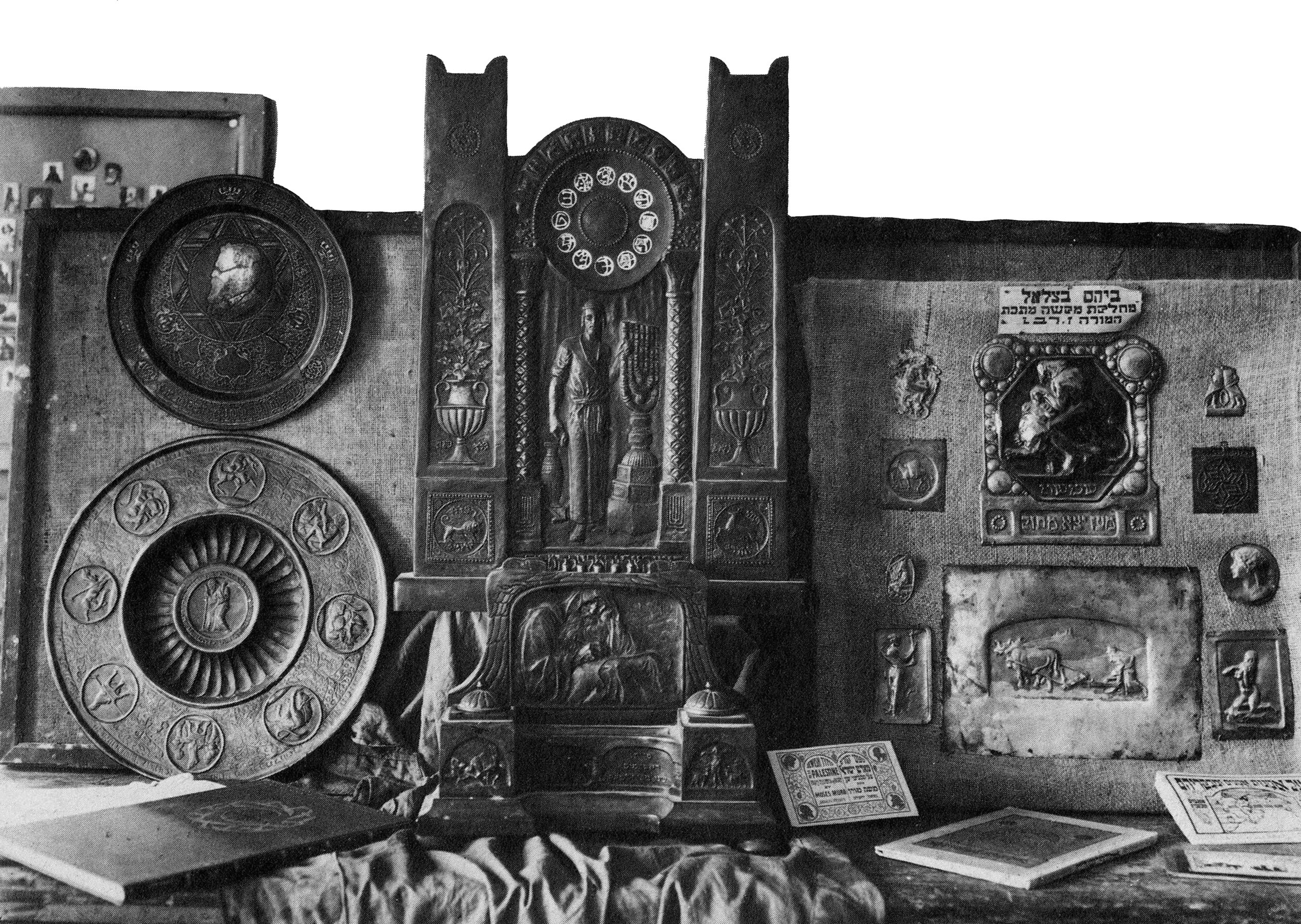
Diversas creaciones con motivos hebraicos y estilo orientalista producidas en la Academia Bezalel de Jerusalén, c. 1906-1920.
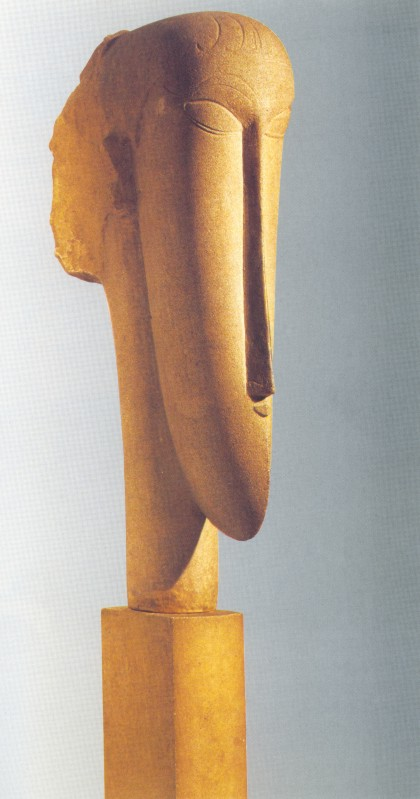
Amedeo Modigliani, Cabeza de mujer, 1911-1912. Tate Gallery, Londres.
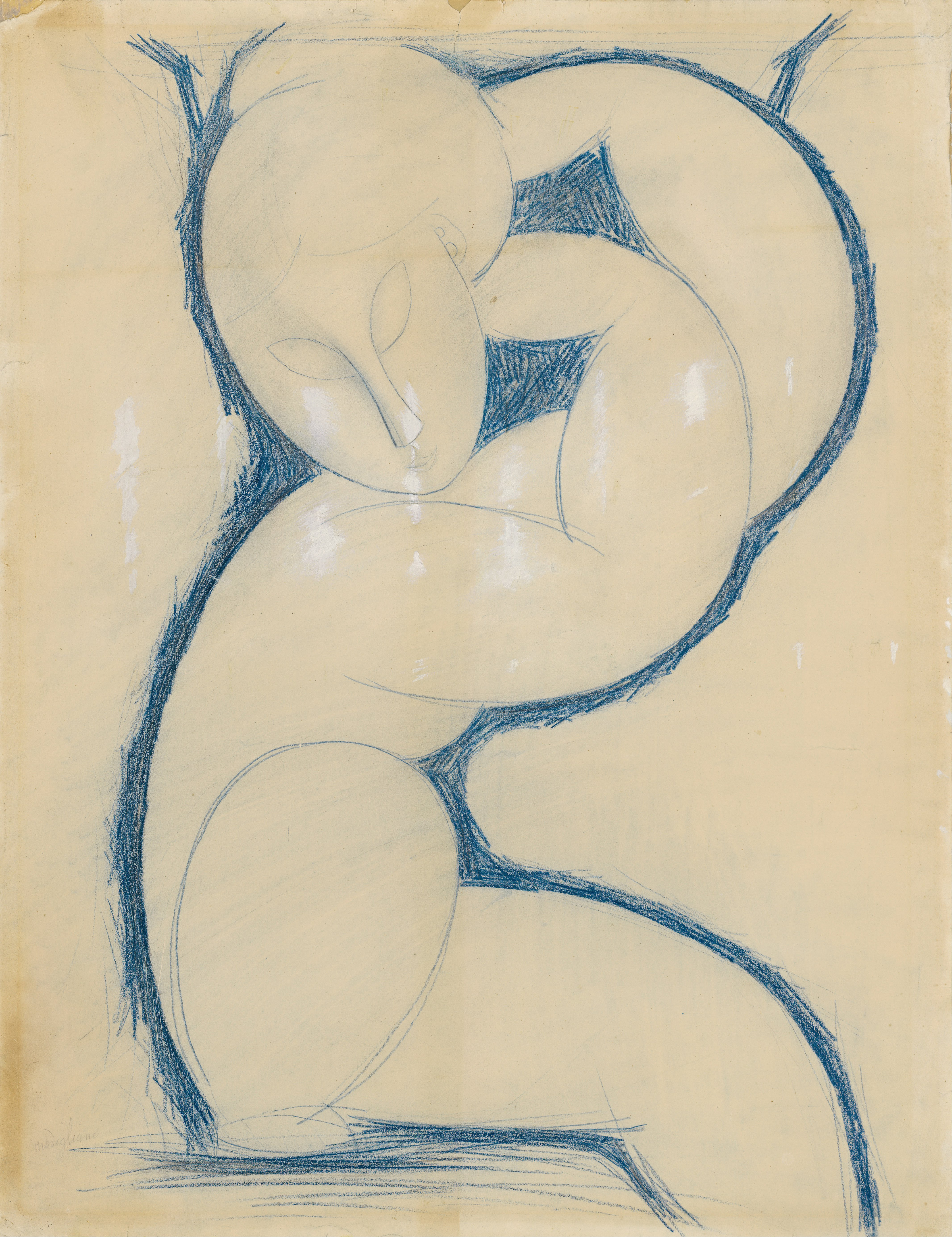
Amedeo Modigliani, Estudio para cariátide, c. 1913-1915. National Gallery of Victoria.
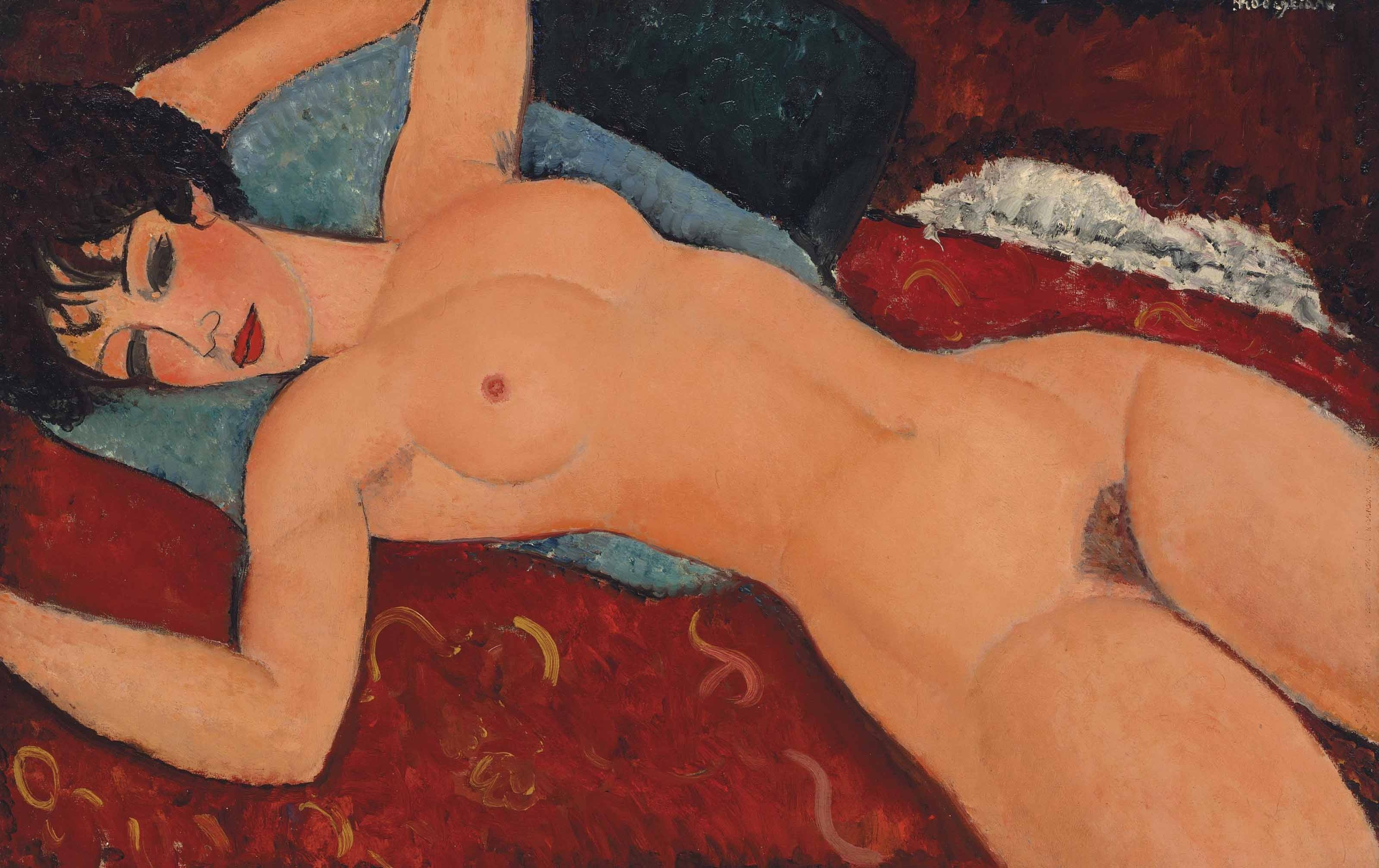
Modigliani, Desnudo reclinado, óleo, 1917. Colección Gianni Mattioli, Milán.
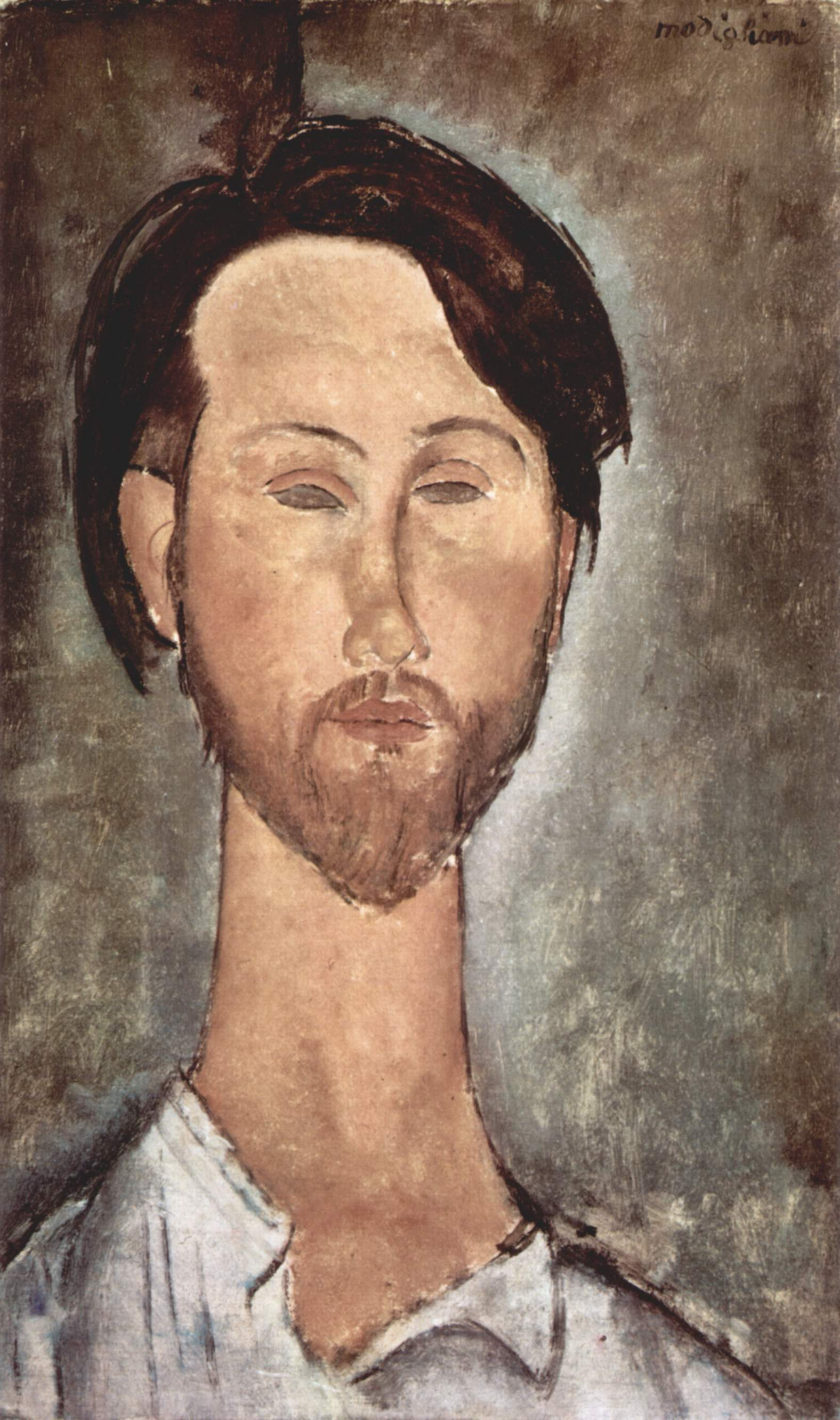
Modigliani, Retrato de Léopold Zborowski, óleo, 1918. Colección privada, París.
Lazar El Lissitzky, Símbolo, 1919.
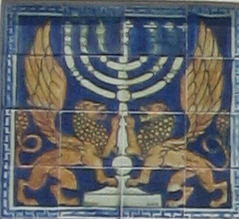
Academia Bezalel. Azulejos con motivos judíos en la calle Ejad Ha'am, Tel Aviv, c. 1920. Nótese la Menorá custodiada por leones alados que simbolizan los reinos hebreos de Israel y Judá.
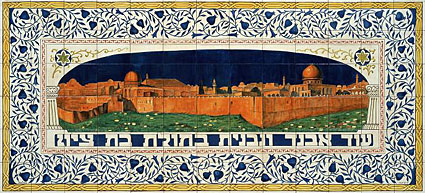
Academia Bezalel. Azulejos con vista panorámica de Jerusalén provista de la inscripción "Aún te edificaré, y serás edificada, oh virgen de Israel" (Jeremías 31:4),[81] en hebreo),[82] y dos estrellas de David, 1920. Collección Ze'ev Holtzman, Tel Aviv.
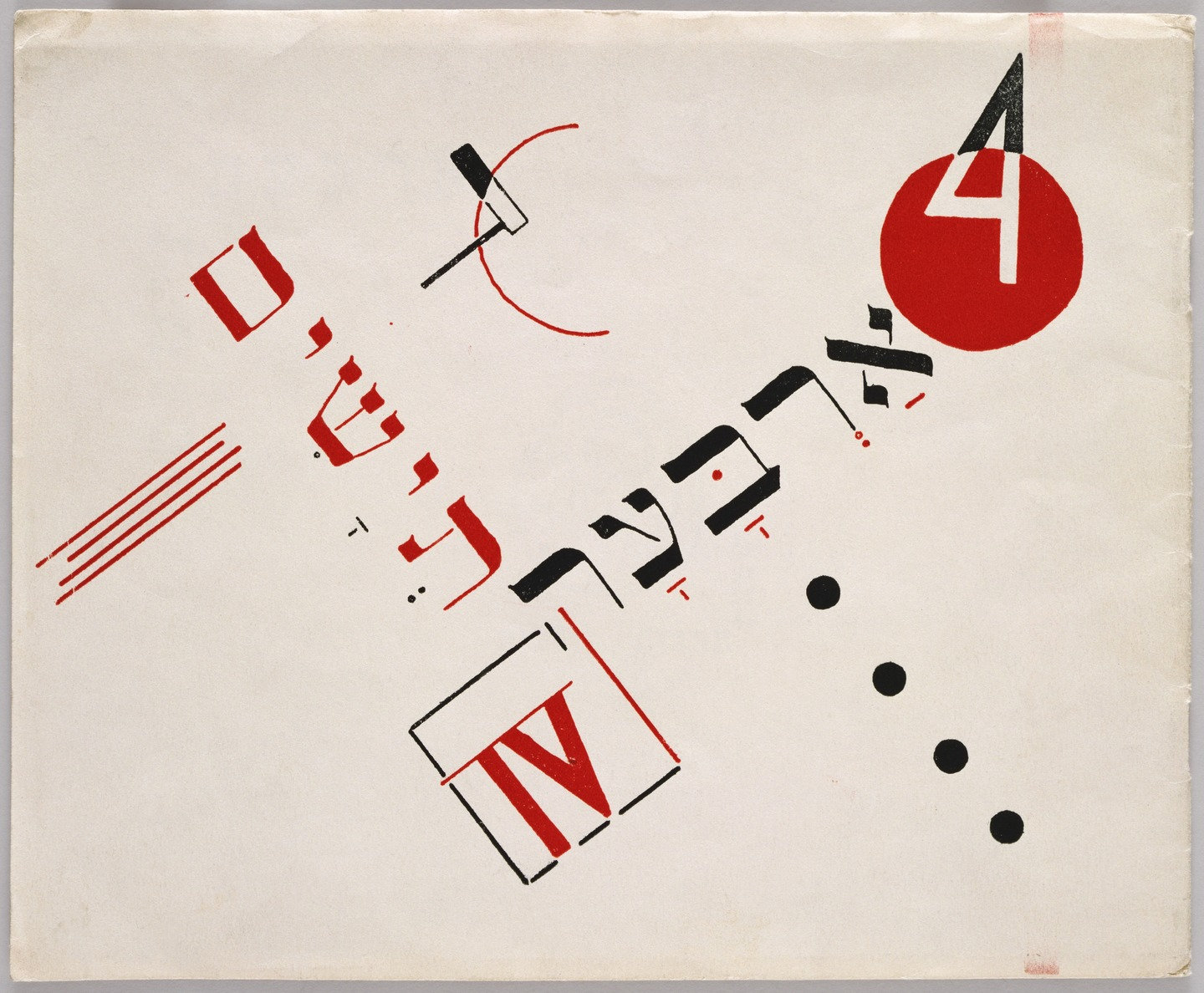
El Lissitzky, Teyashim, diseño para libro con texto hebreo, 1922.
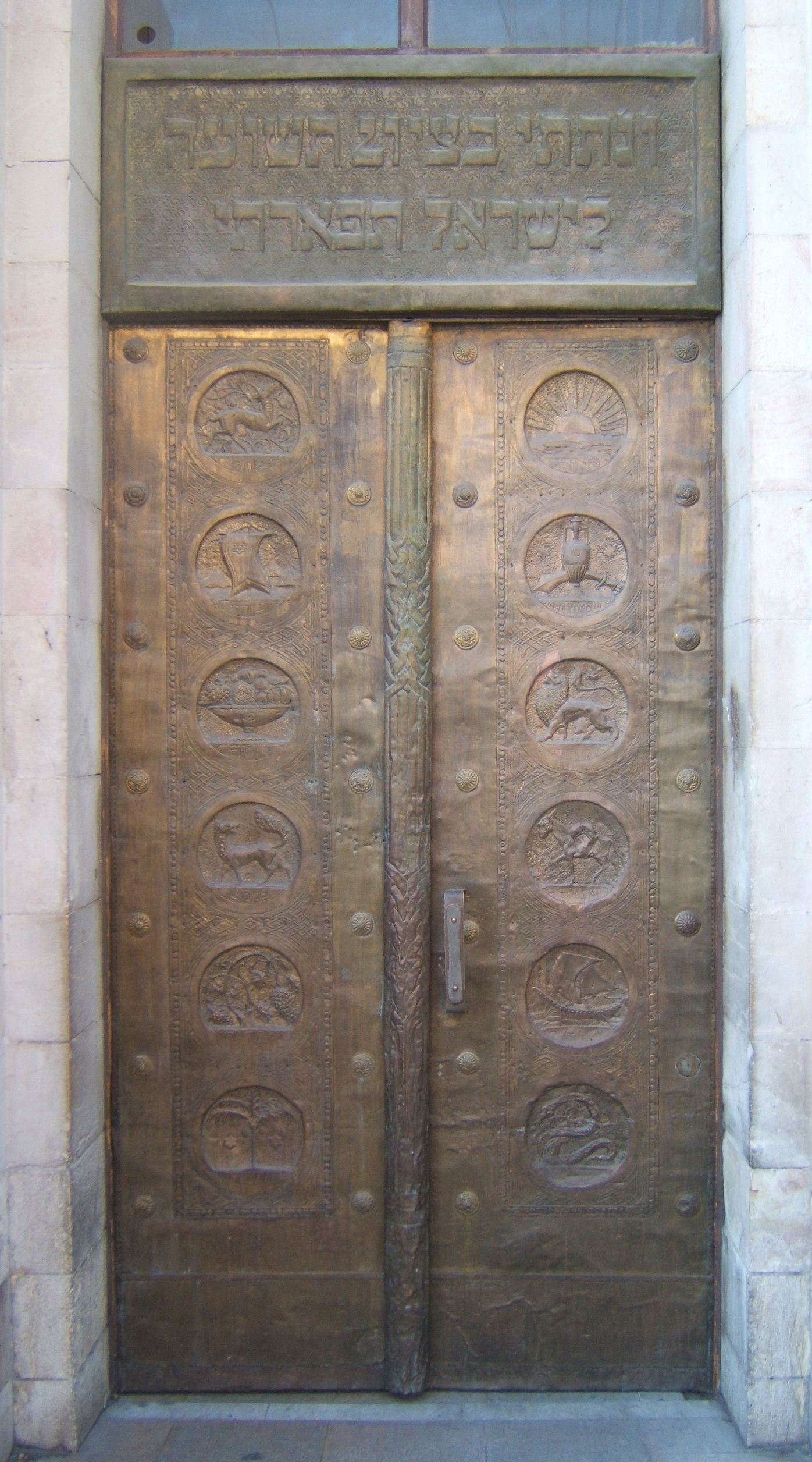
Ze'ev Raban, Símbolos de Las Doce Tribus de Israel e inscripción hebrea,[83] 1925. Portal del Hospital Bikur Jolim, Jerusalén. La inscripción reza: "Y pondré salvación en Sion y mi gloria en Israel" (Isaías 46:13).
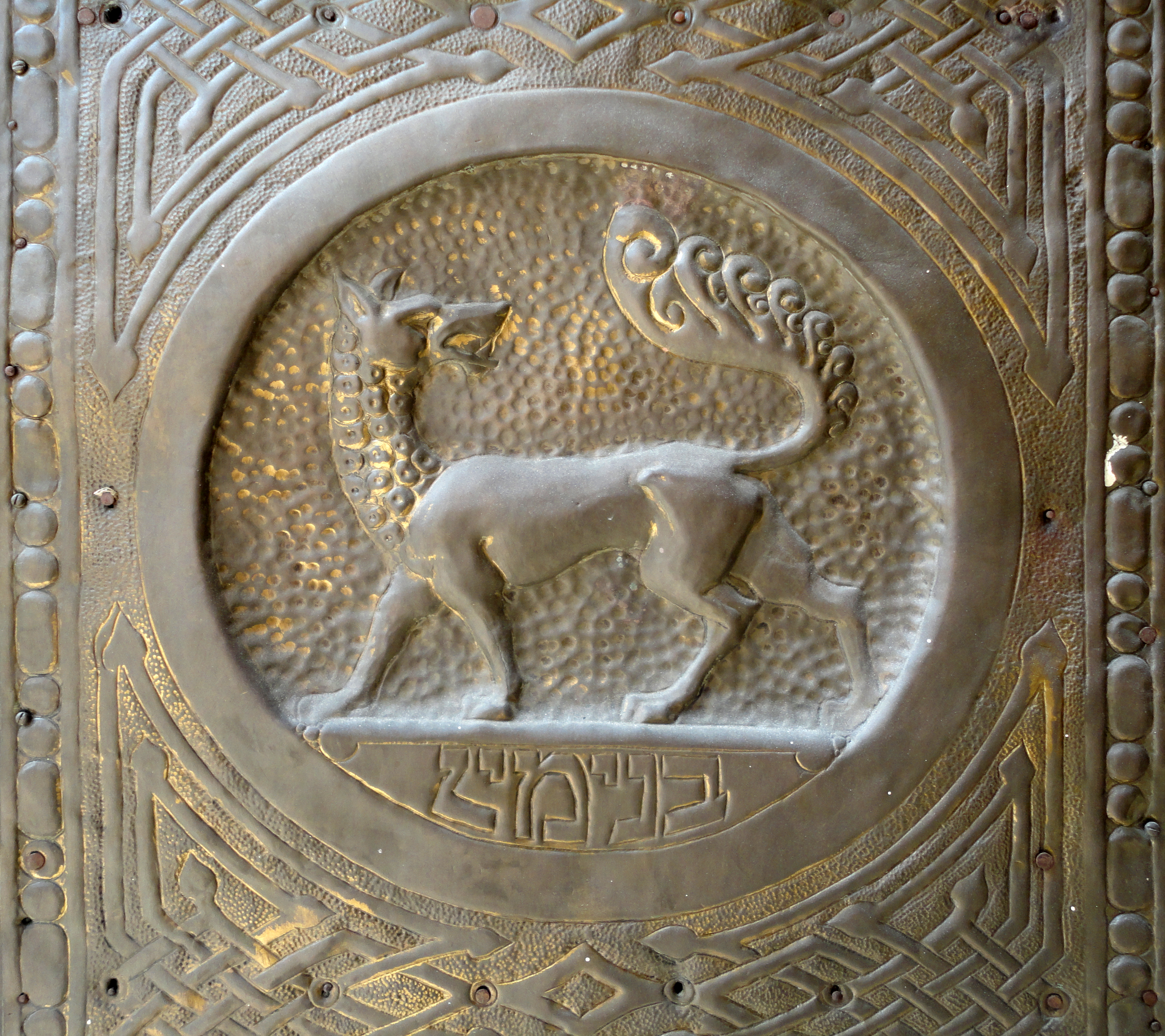
Ze'ev Raban, El Lobo de Benjamín, con inscripción hebrea, 1925. Símbolo representado en el portal del Hospital Bikur Jolim, Jerusalén.
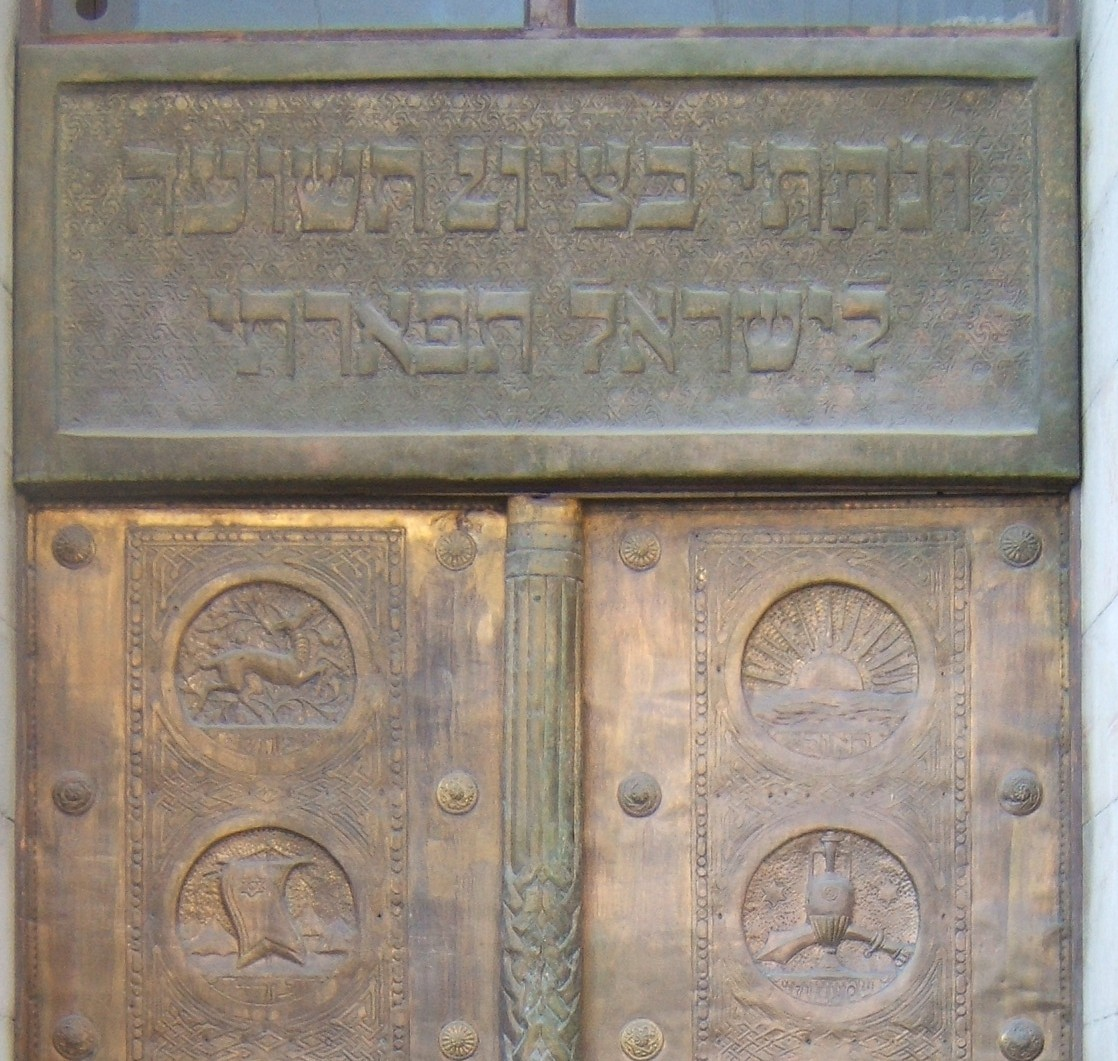
Inscripción bíblica en hebreo (Isaías 46:13). Portal del Hospital Bikur Jolim, Jerusalén.
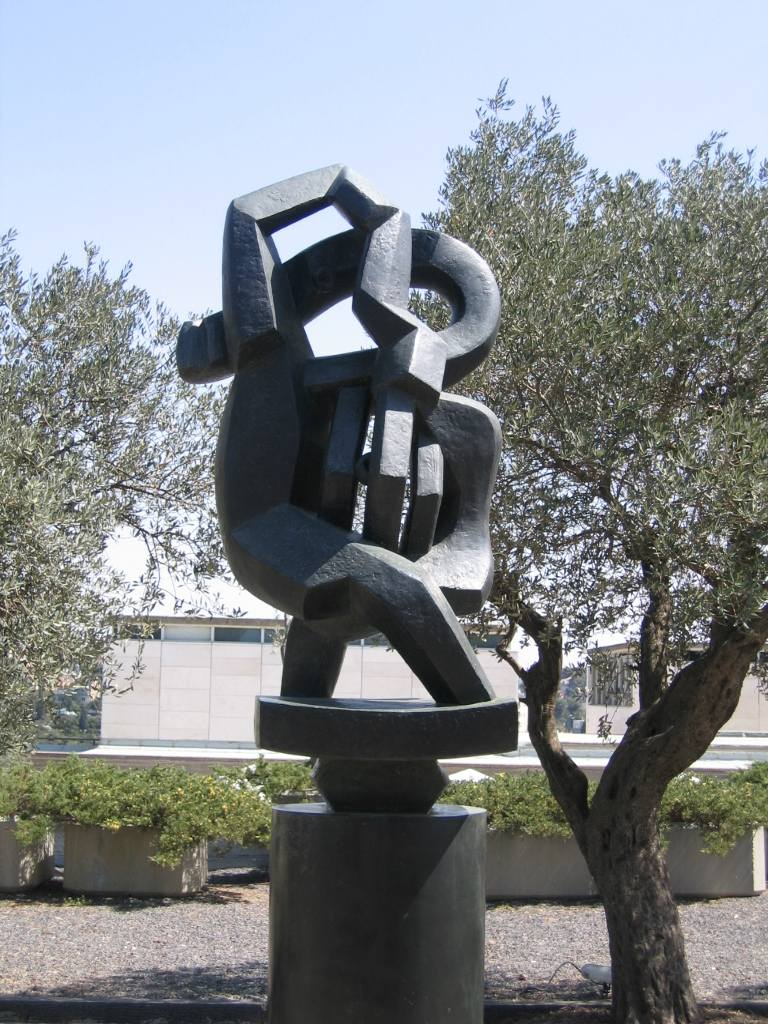
Jacques Lipchitz, Alegría de vivir (La joie de vivre), bronce, 1927. Museo de Israel, Jerusalén.
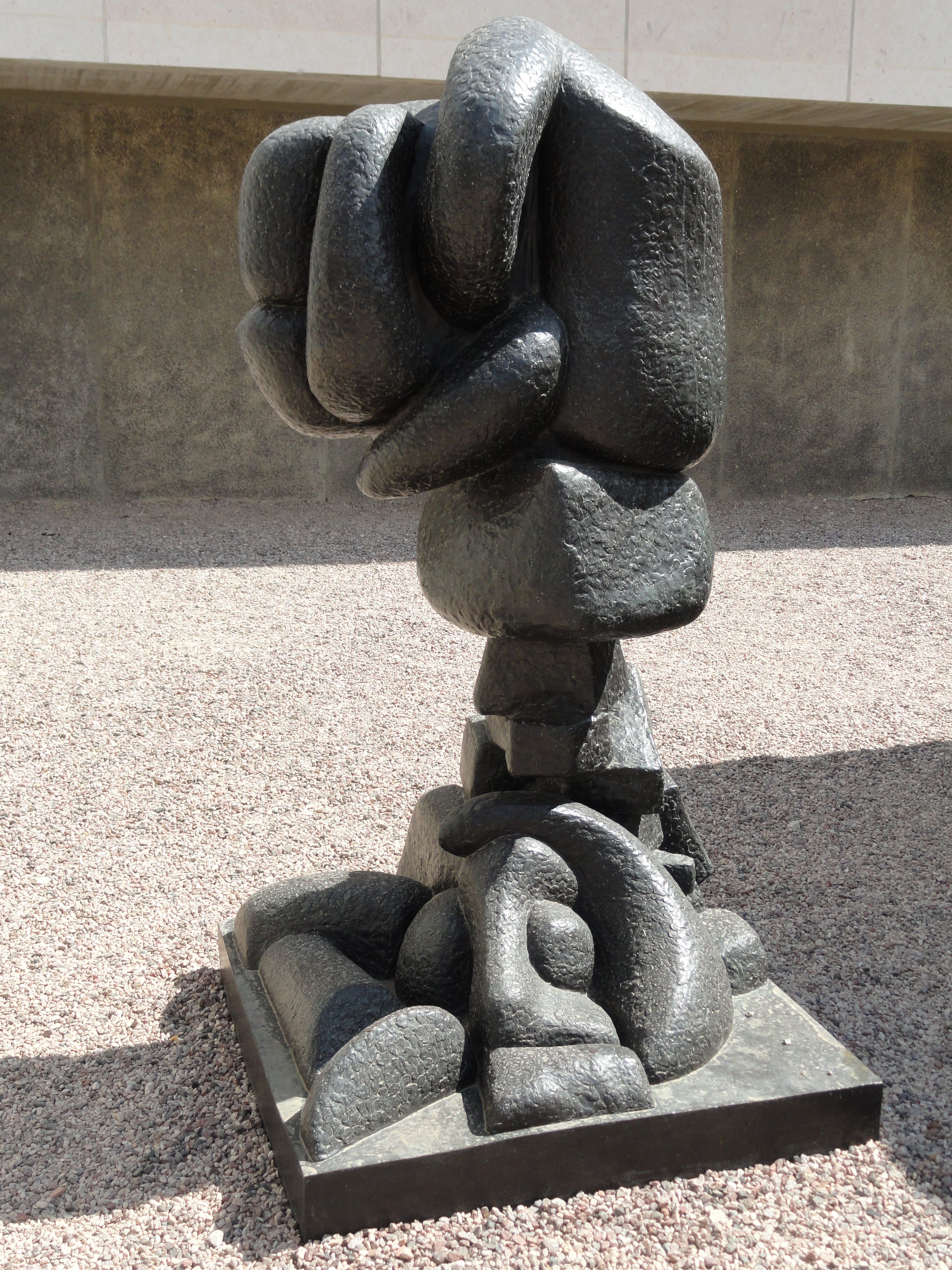
Otto Freundlich, Ascensión, bronce, 1929.[85] Jardín de las Esculturas, Museo de Israel, Jerusalén.
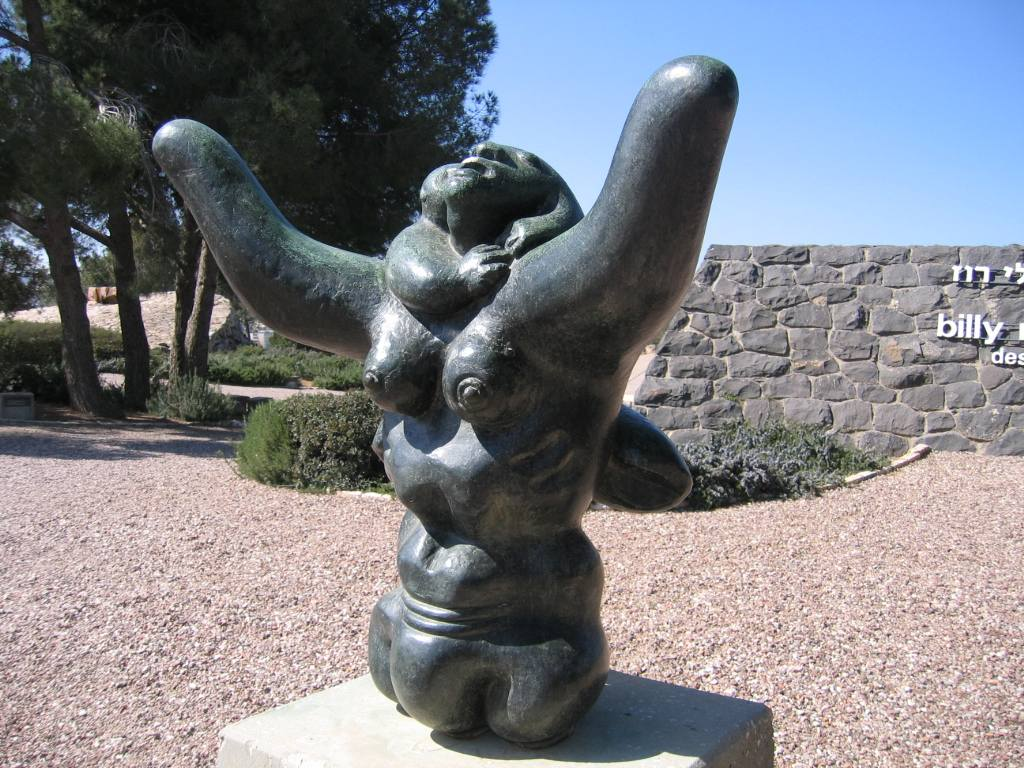
Lipchitz, Madre e hijo 2, bronce, 1941-1945. Jardín de las Esculturas, Museo de Israel, Jerusalén.
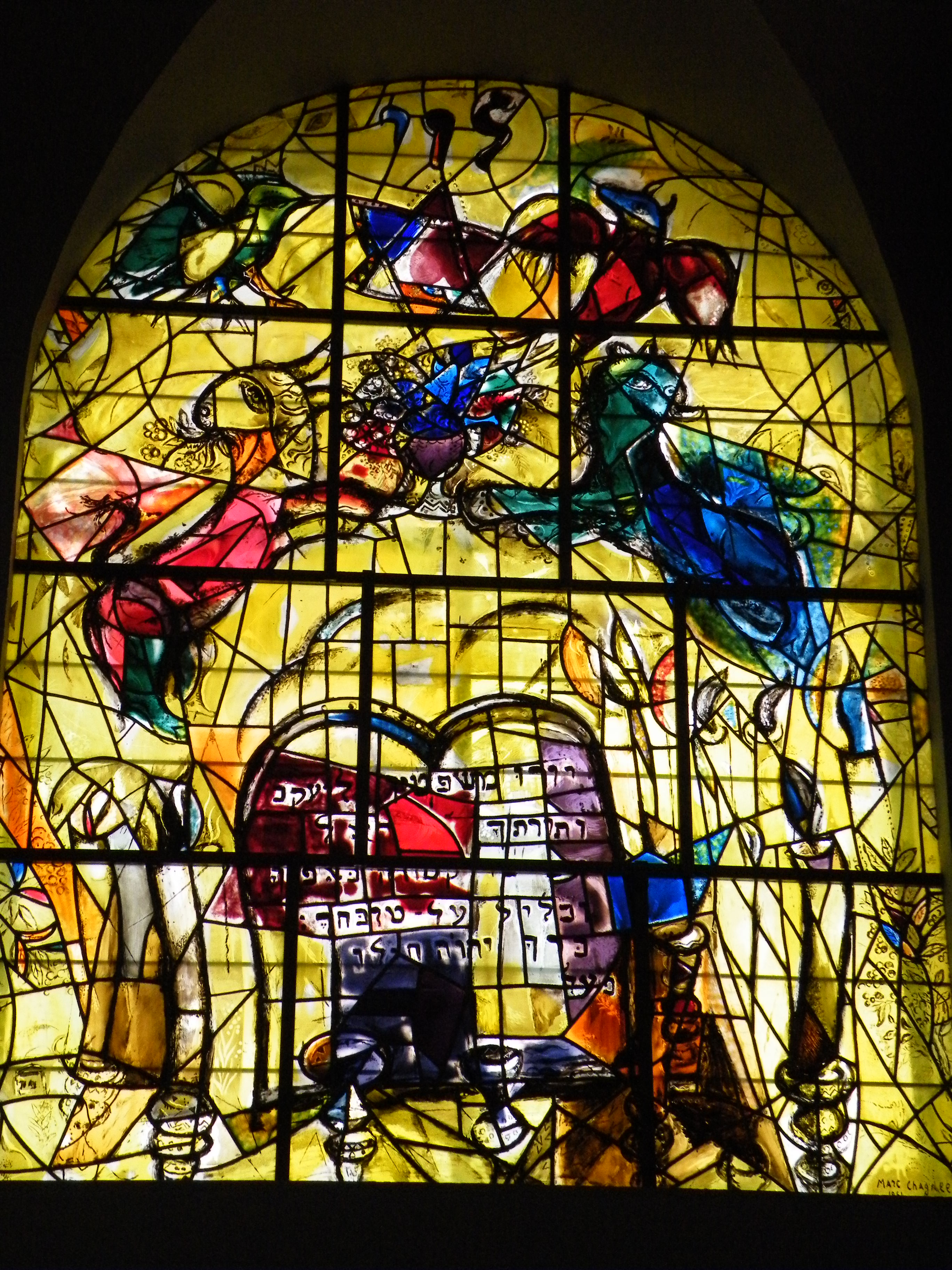
Marc Chagall, Vitrales dedicados a las Doce Tribus de Israel: Leví, Ein Kerem, Jerusalén, 1960.
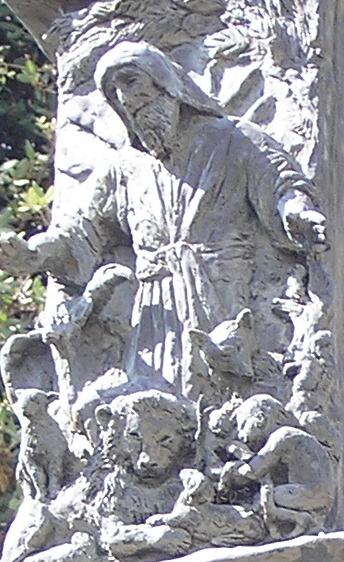
Beno Elkan, Isaías ante los animales, detalle de la Menorá de la Kneset, Jerusalén.
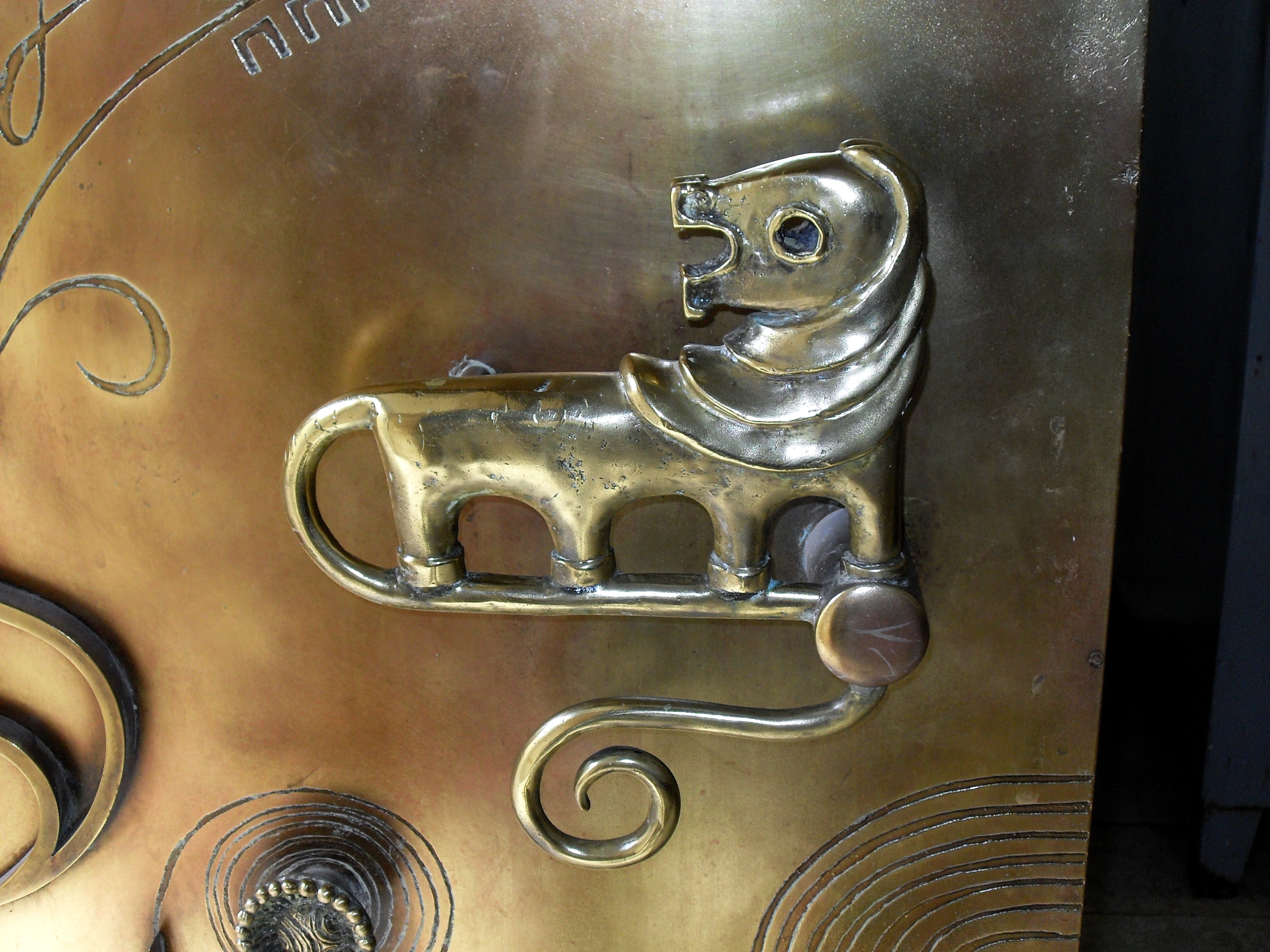
León de Judá. Manija de bronce. Portal de la Sinagoga Yojanán Ben-Zakai, Ciudad Vieja de Jerusalén.
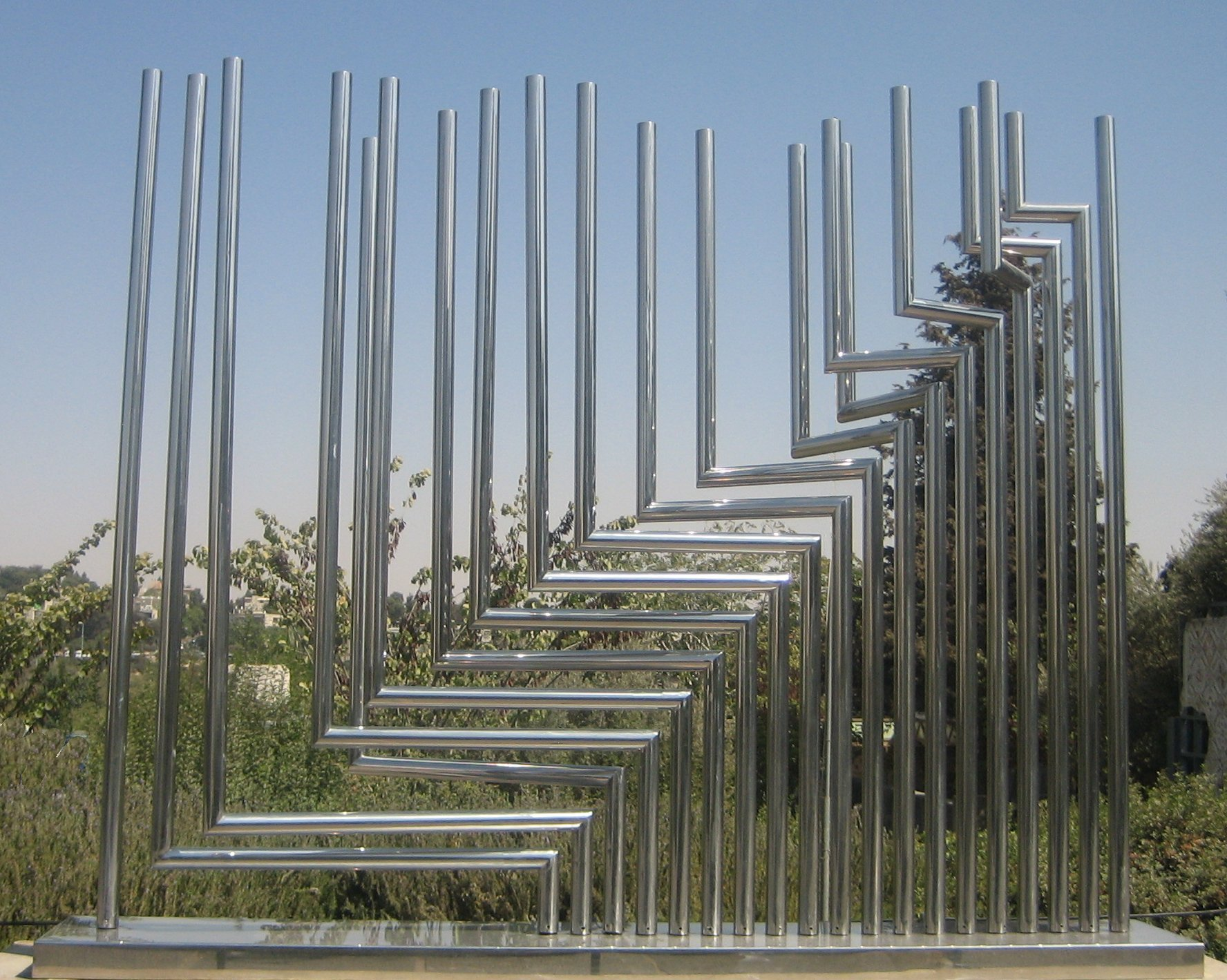
Yaacov Agam, Dieciocho niveles, escultura metálica, 1971. Museo de Israel, Jerusalén.
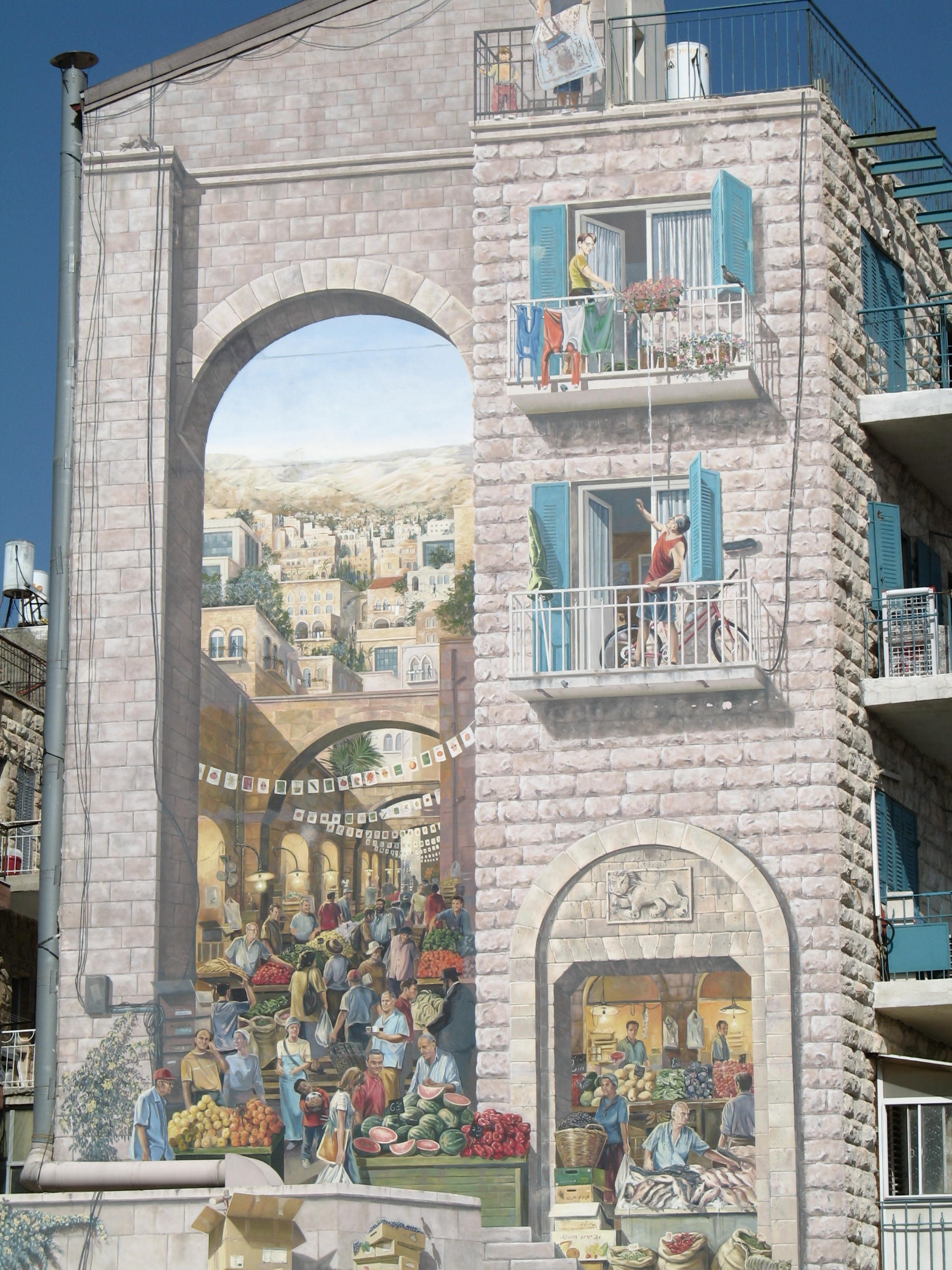
El Mercado Majané Yehuda, pintura mural ilusionista sobre la medianera de un edificio jerosolimitano, c. 1995.
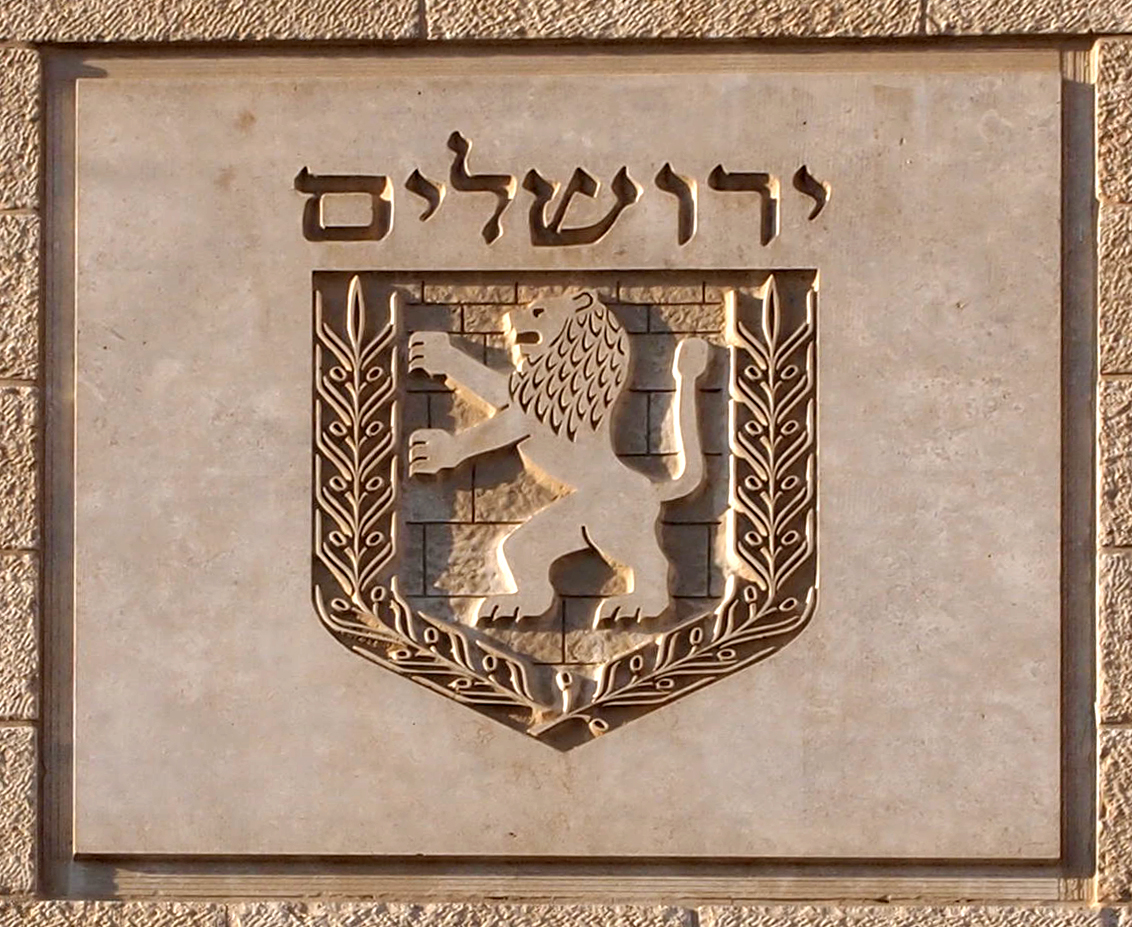
Emblema de la Ciudad de Jerusalén, versión con inscripción hebrea: ירושלים—"Yerushalaim", Nueva Municipalidad de Jerusalén, 1997.
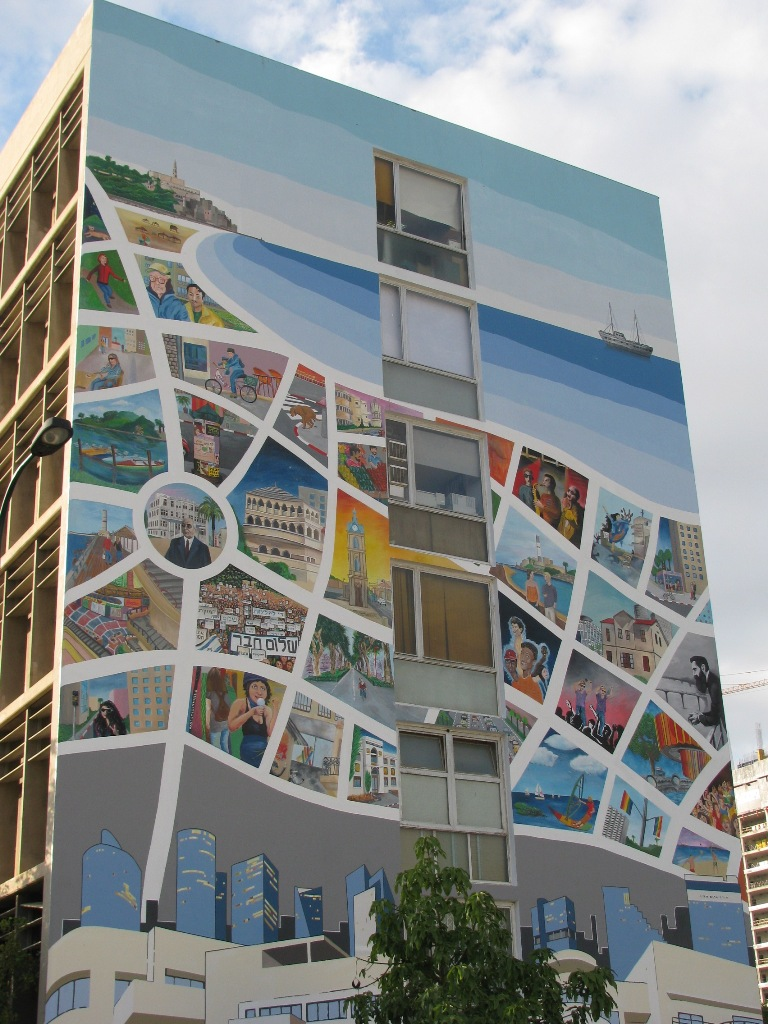
Agencia Judía, Mural del Centenario de la Ciudad de Tel Aviv, Tel Aviv, 2009.

## Diálogo: artista gentil y acervo hebreo

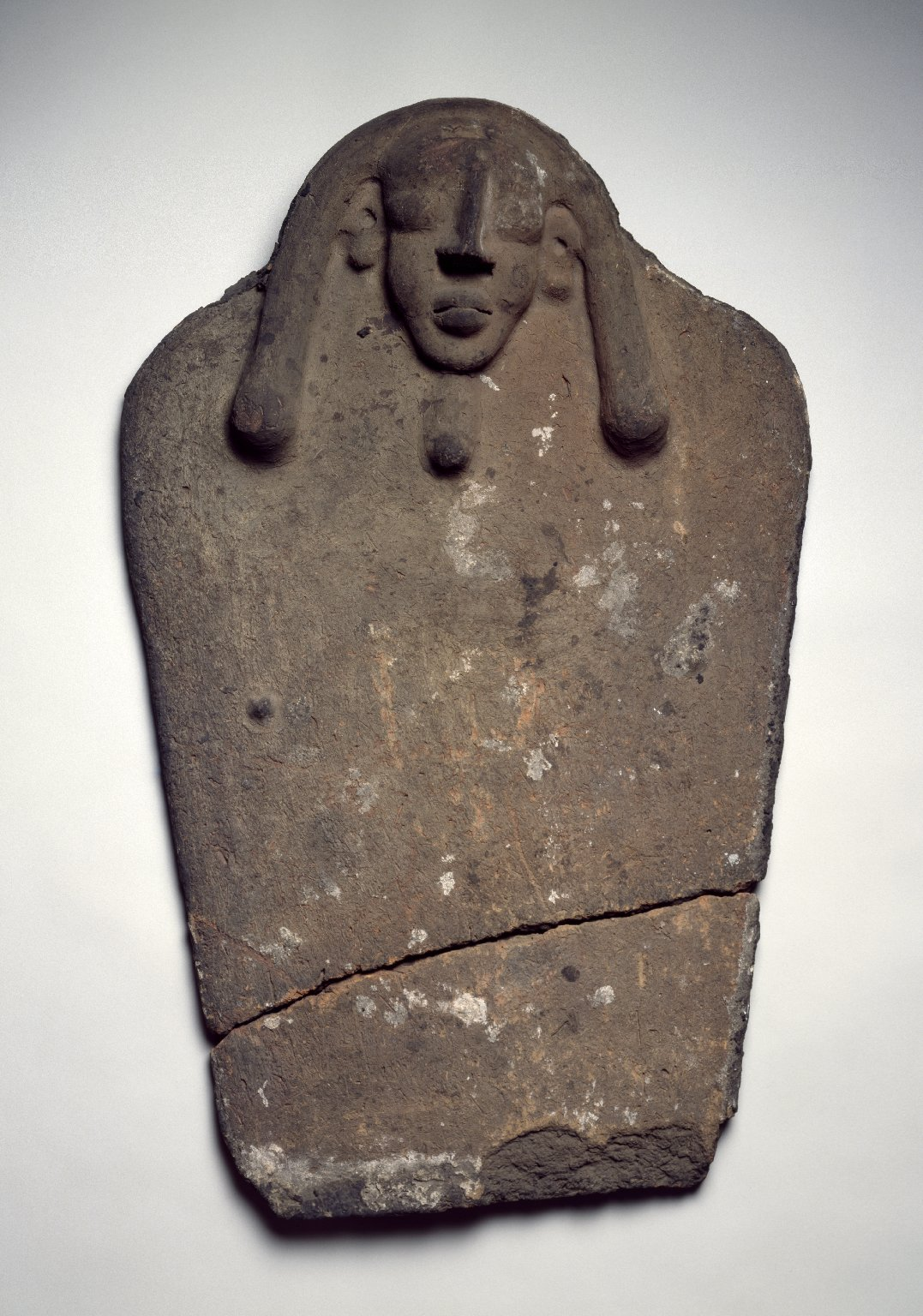
Anónimo, Cubierta de sarcófago con retrato de hebreo, Antiguo Egipto, c. 664-332 a. C. Terracota. Museo de Brooklyn, Nueva York.
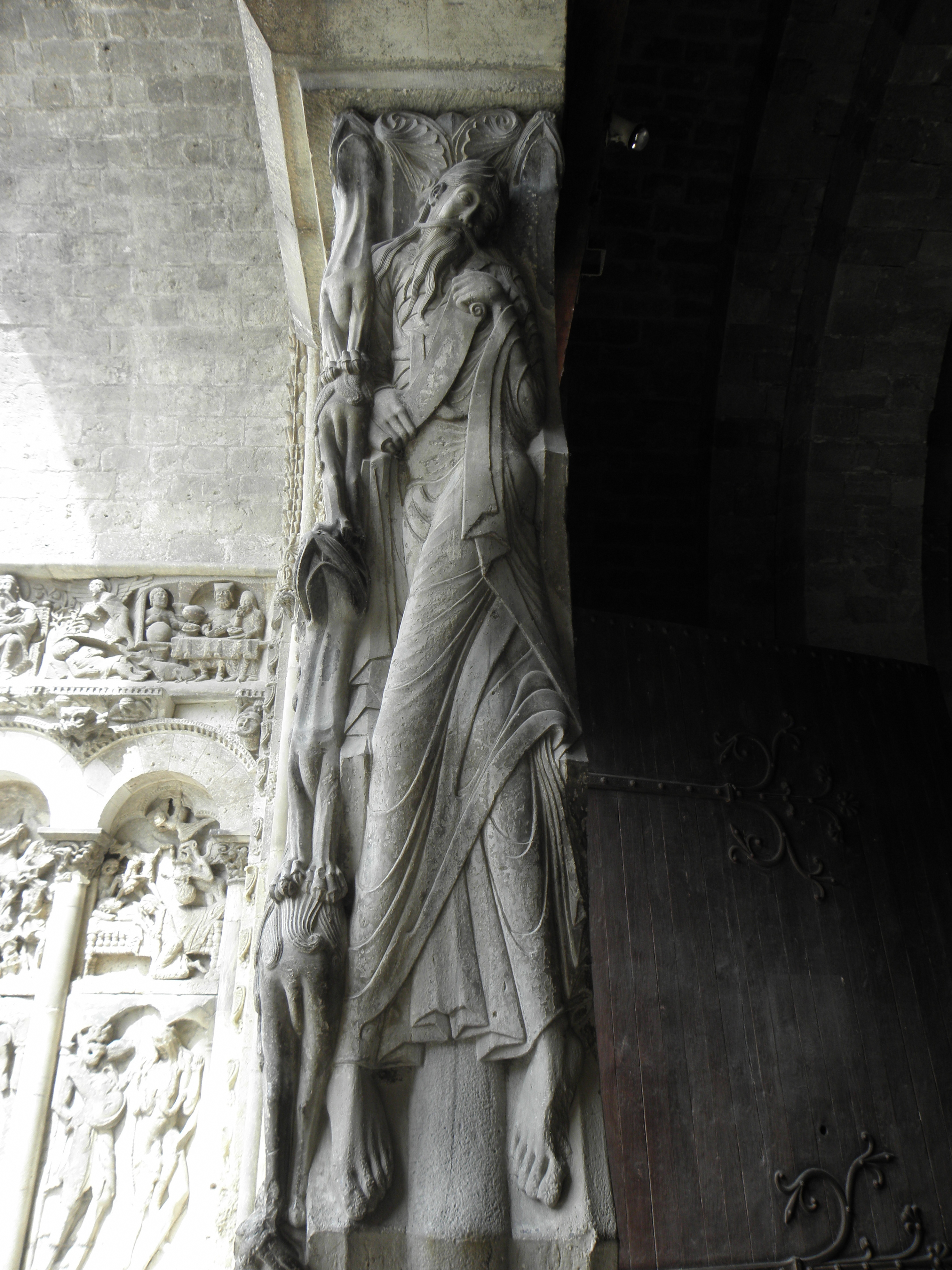
Artista medieval francés, El profeta Isaías, Abadía de Moissac, 1180.
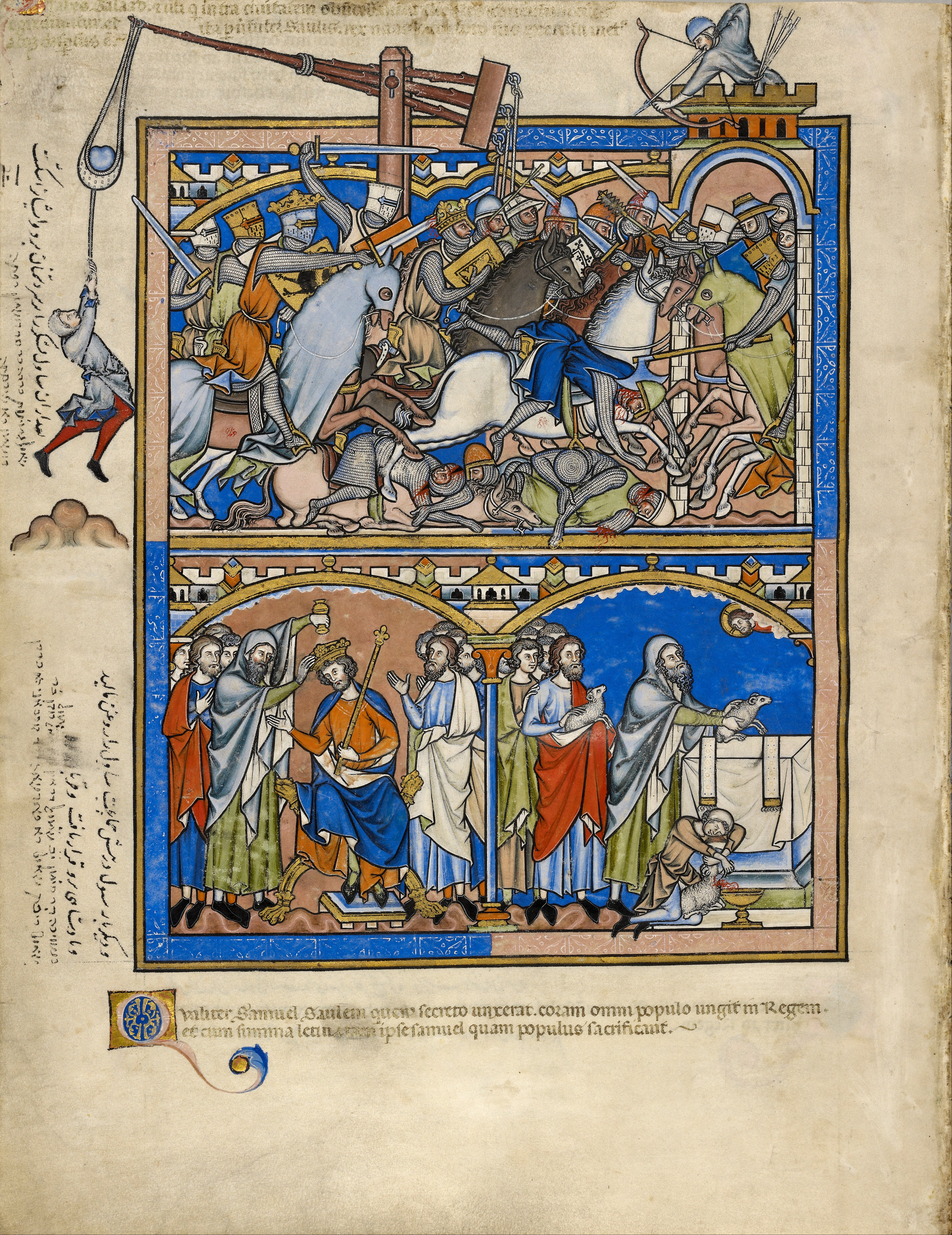
Biblia de de Maciejowski, c. 1244-54. Miniaturas con escenas del Tanaj, Samuel y Saúl, e inscripciones latinas, persas y hebreas (judeo-persas).
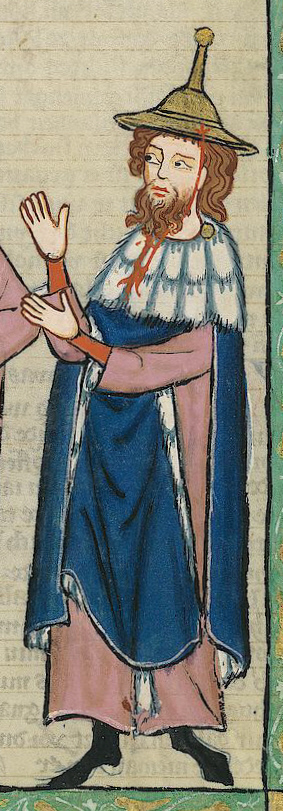
Maestro del Codex Manesse,[87] Süßkind, [poeta] judío de Trimberg, Codex Manesse, 1305-40, det. fol. 355r. Biblioteca de la Universidad, Heidelberg.
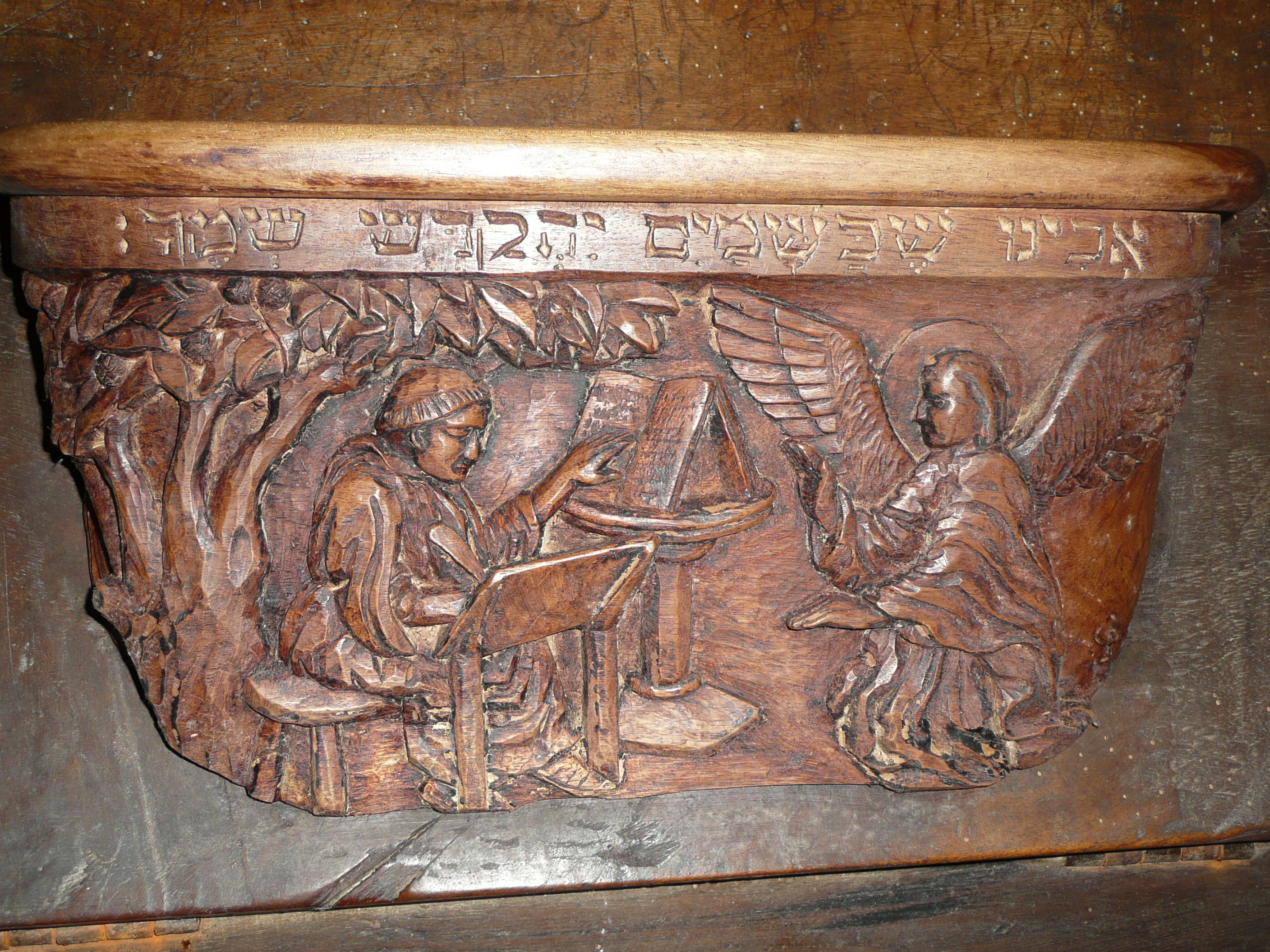
Talla medieval con monje inspirado por un ángel al traducir un texto bíblico del hebreo al latín. Sobre la imagen se encuentra incisa la siguiente inscripción hebrea: "אבינו שבשמים יהקדיש שמך" (Avinu shebashamáim iheakdísh shimjá), o sea, "Nuestro padre que [está] en los cielos santificará tu nombre". Misericordia gótica, Iglesia de St Pons de Thomières, Francia.
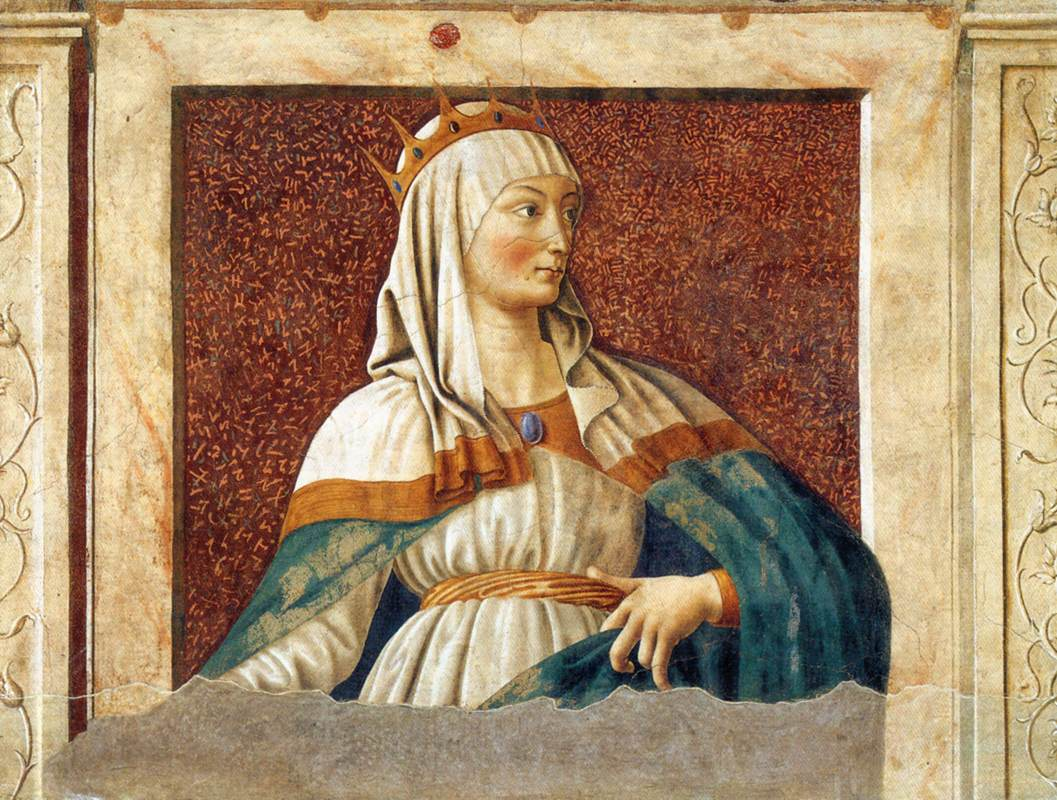
Andrea del Castagno, La reina Ester, fresco, 1450. Galería de los Oficios, Florencia.
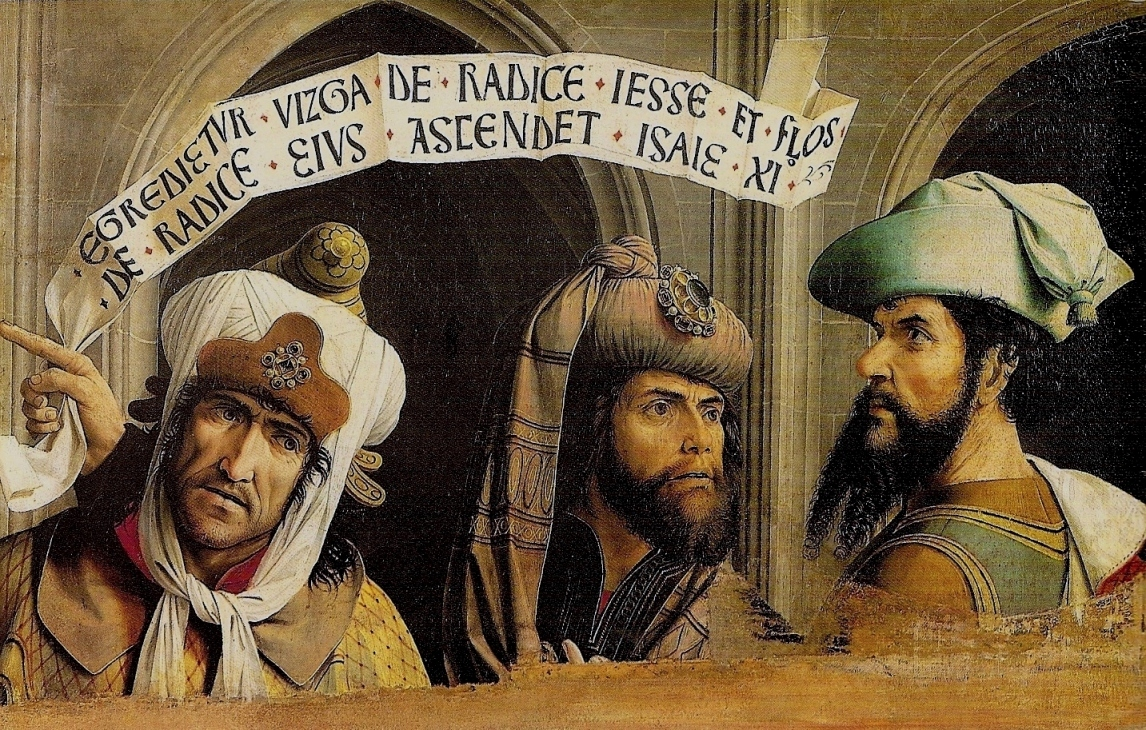
Jean Changenet, Tres profetas hebreos (con cita latina de Isaías), 1490. Museo del Louvre, París
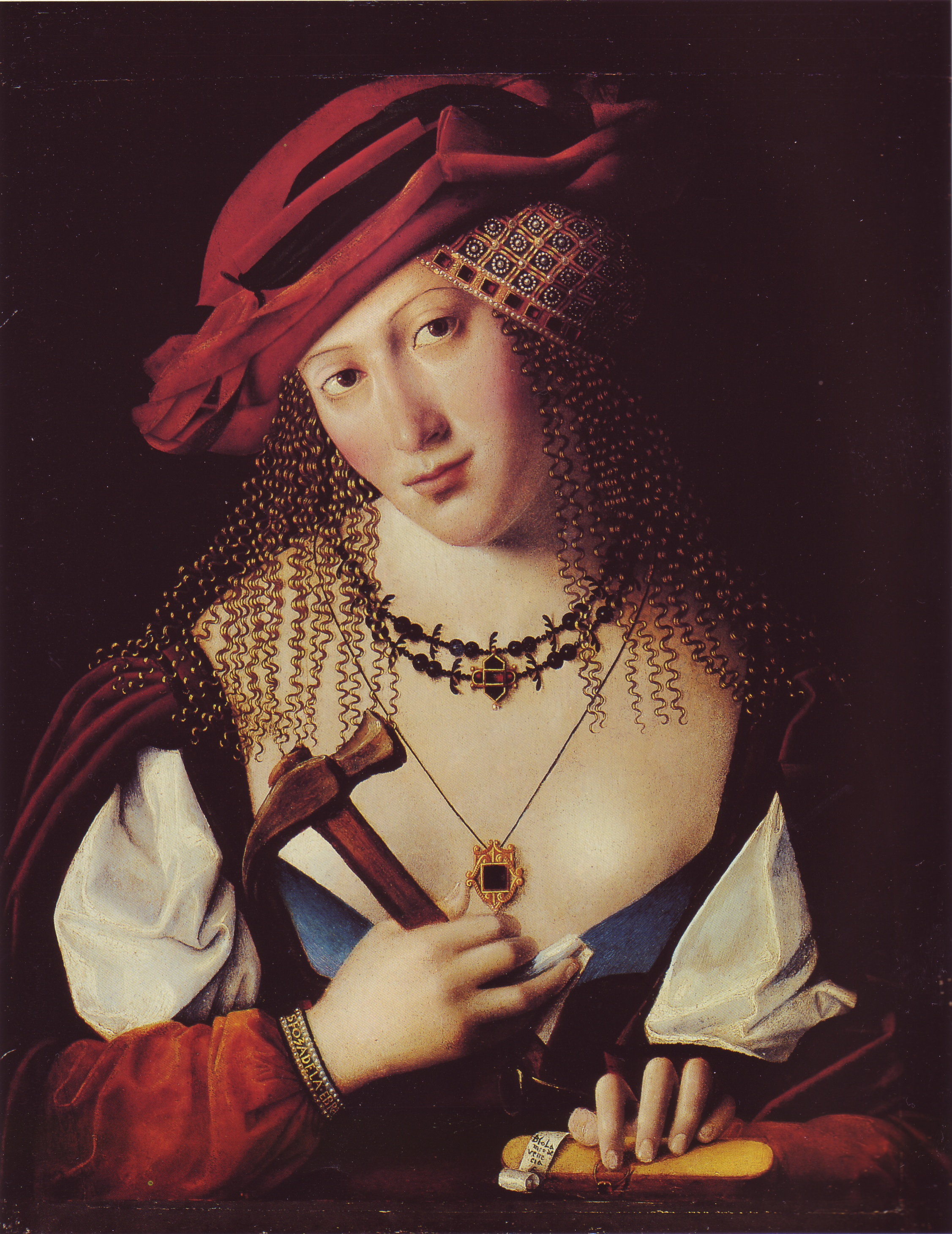
Bartolomeo Veneto, Retrato de mujer hebrea con los atributos de Yael, c. 1502. Colección privada, Milán.
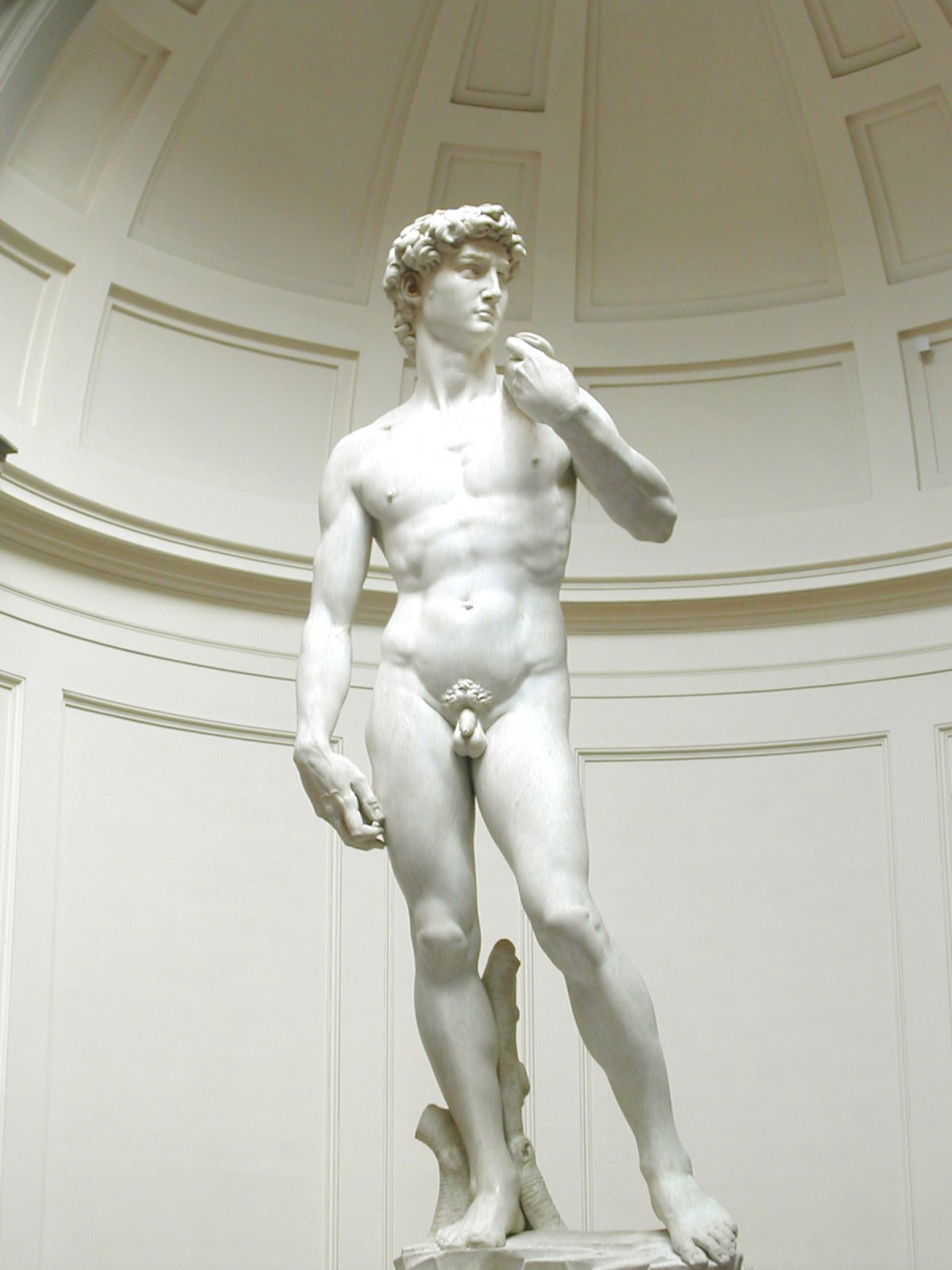
Miguel Ángel, David, mármol, 1504. Academia de Florencia, Italia.
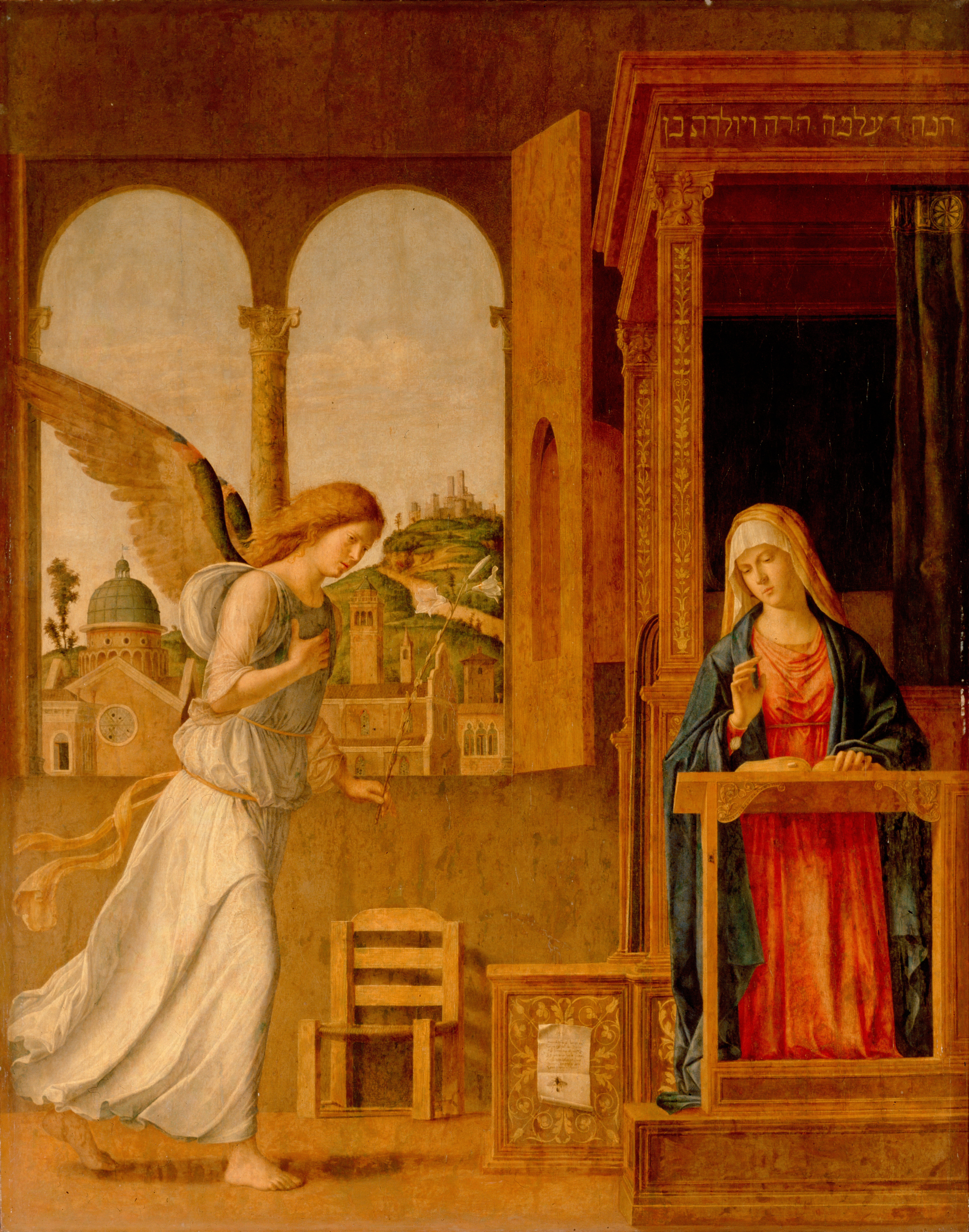
Cima de Conegliano, La Anunciación, c. 1500-18. Imagen con inscripción hebrea. Museo del Hermitage, San Petersburgo.
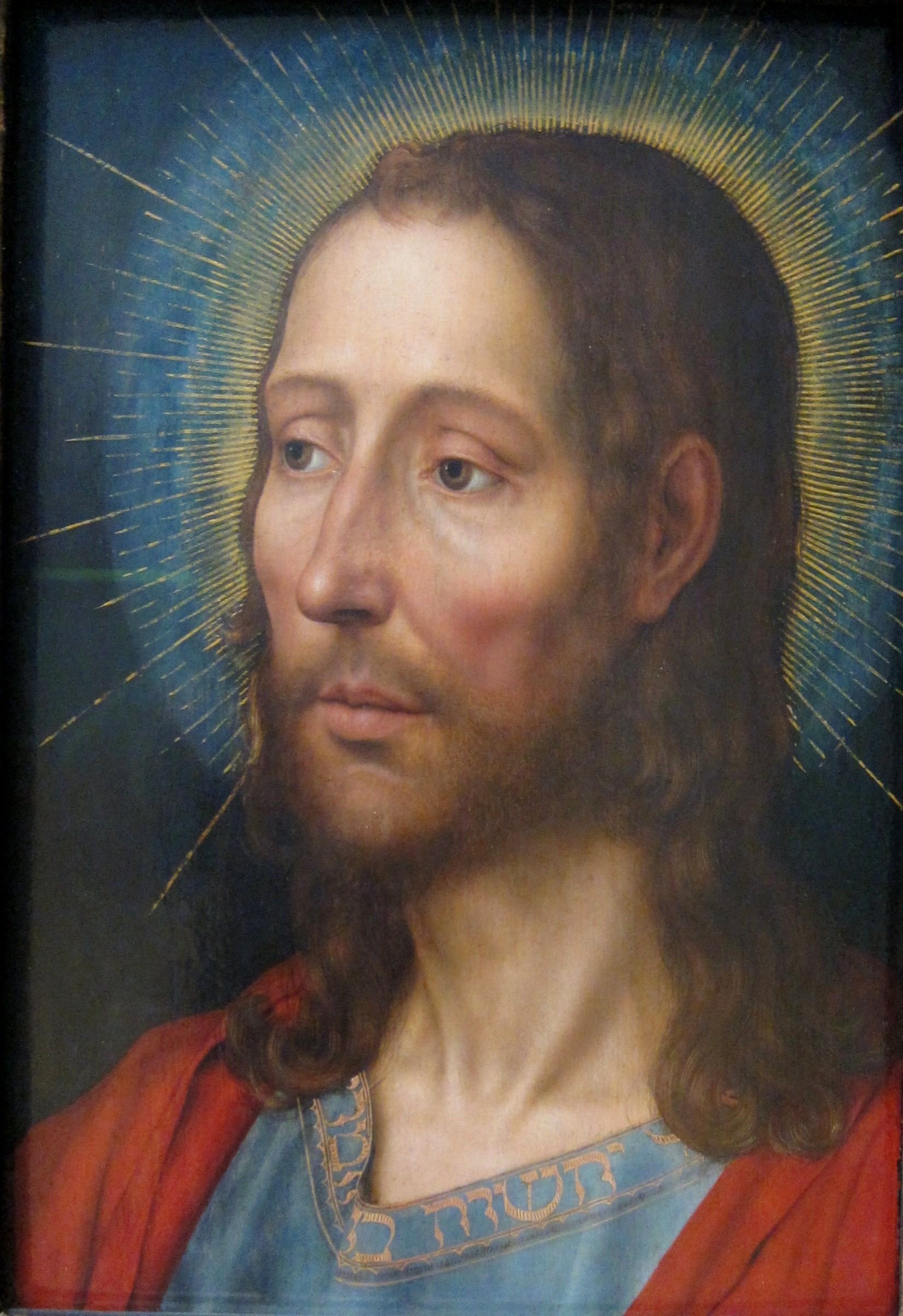
Quentin Metsys, Cristo, c. 1529. Porta la inscripción "יהשוה" (una de las varias formas del término Salvador).
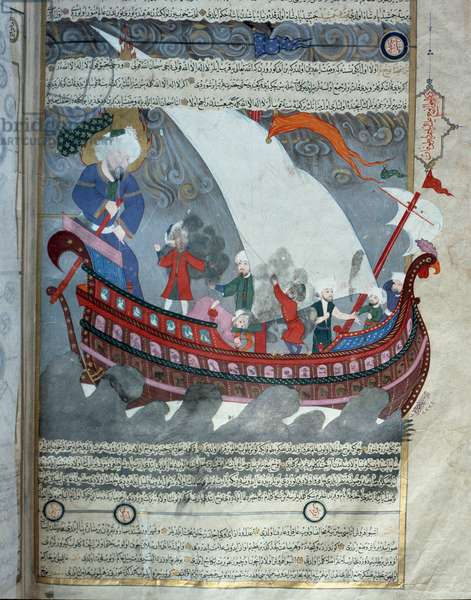
Artista otomano, El arca de Noé y el diluvio, Zubdat-al Tawarikh, Estambul, 1583.
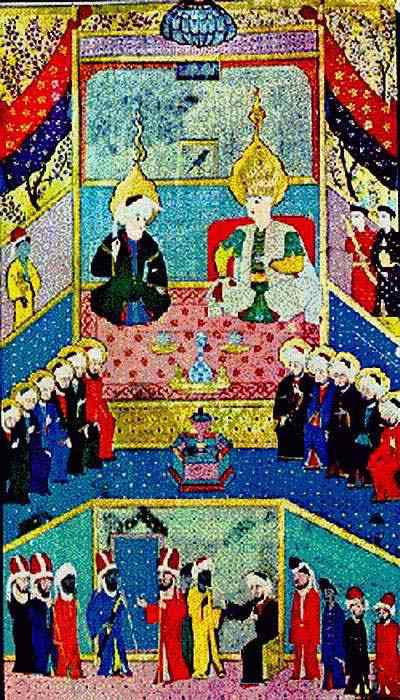
Idem. José con su padre Jacob y sus hermanos en Egipto.
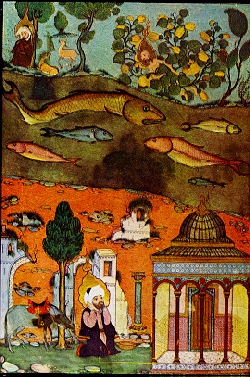
Idem. Jonás y la ballena; Jeremías y la destrucción de Jerusalén.
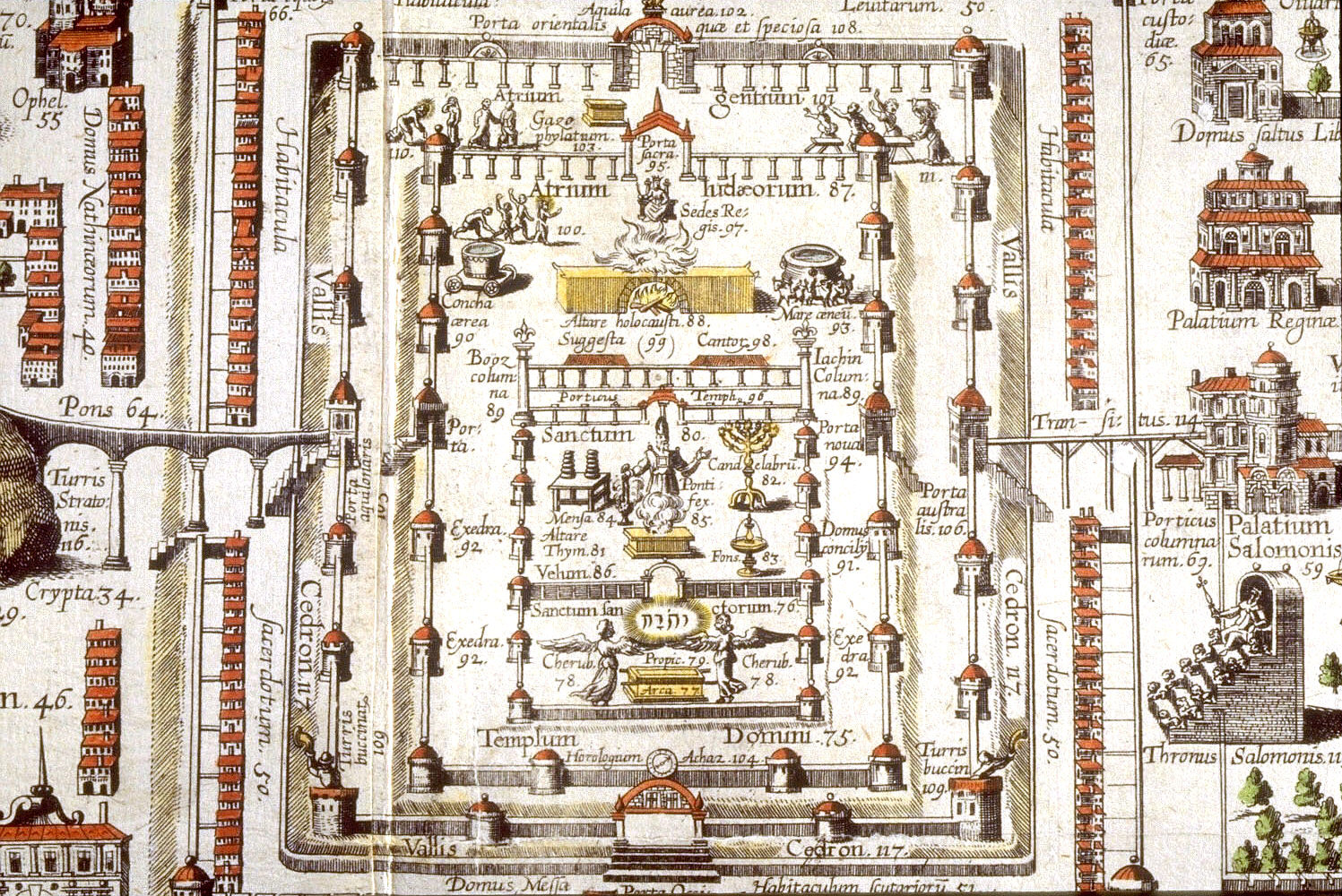
Christian van Adrichom, El Templo de Jerusalén y sus alrededores, Colonia (Alemania), 1584.
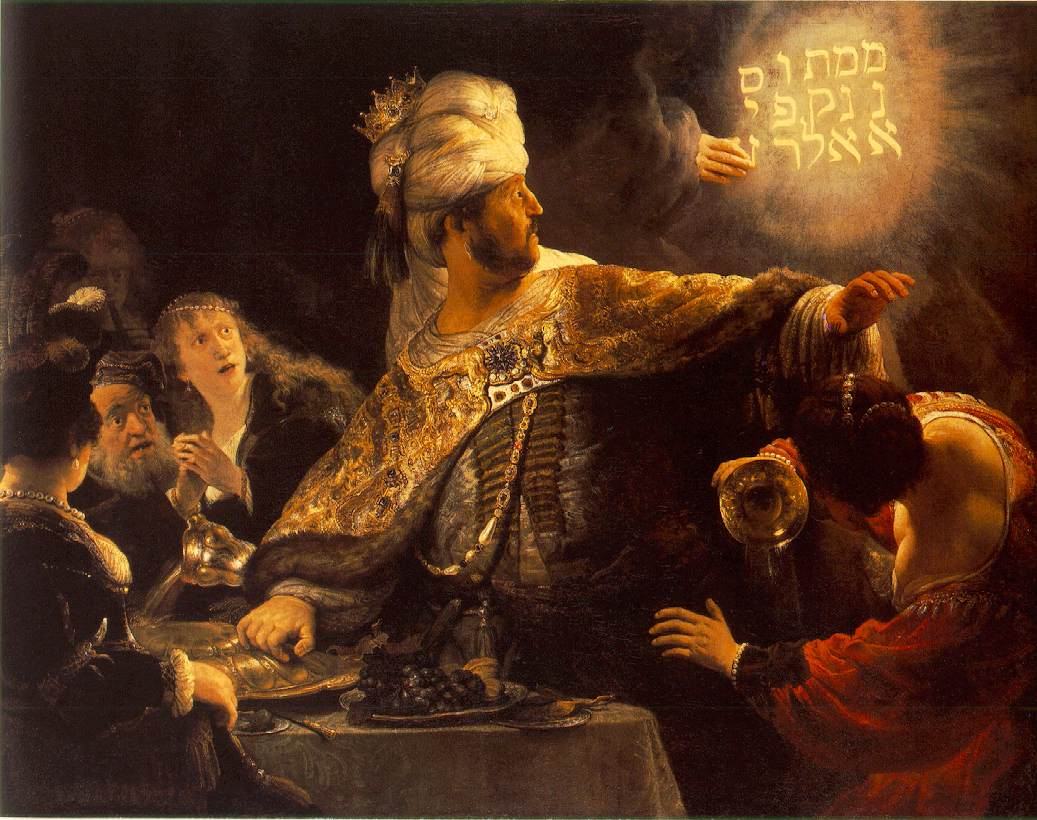
Rembrandt, El festín de Baltazar, 1635-38.
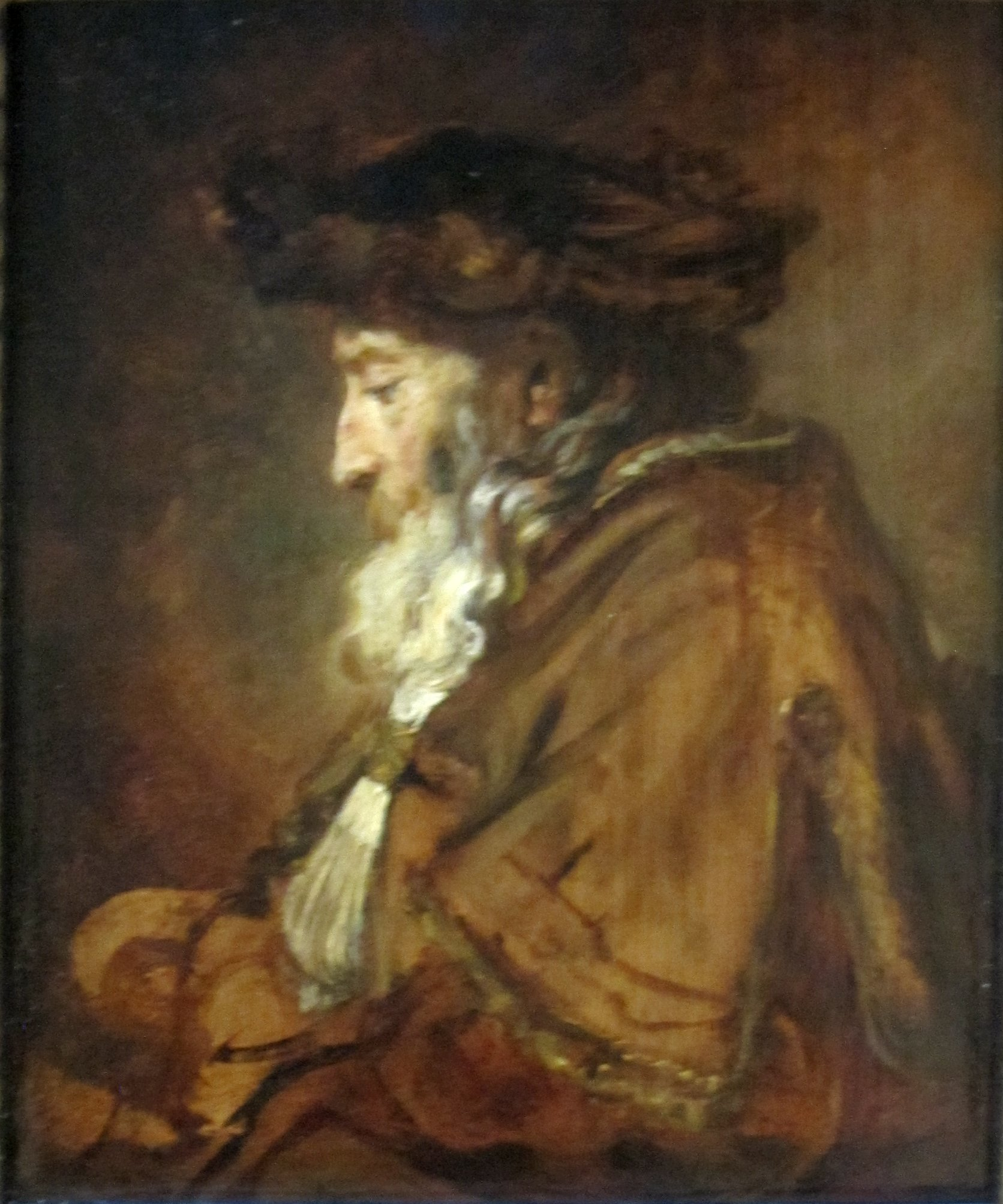
Rembrandt, Retrato de rabino, óleo, 1640-45. Museo Getty, Malibu.
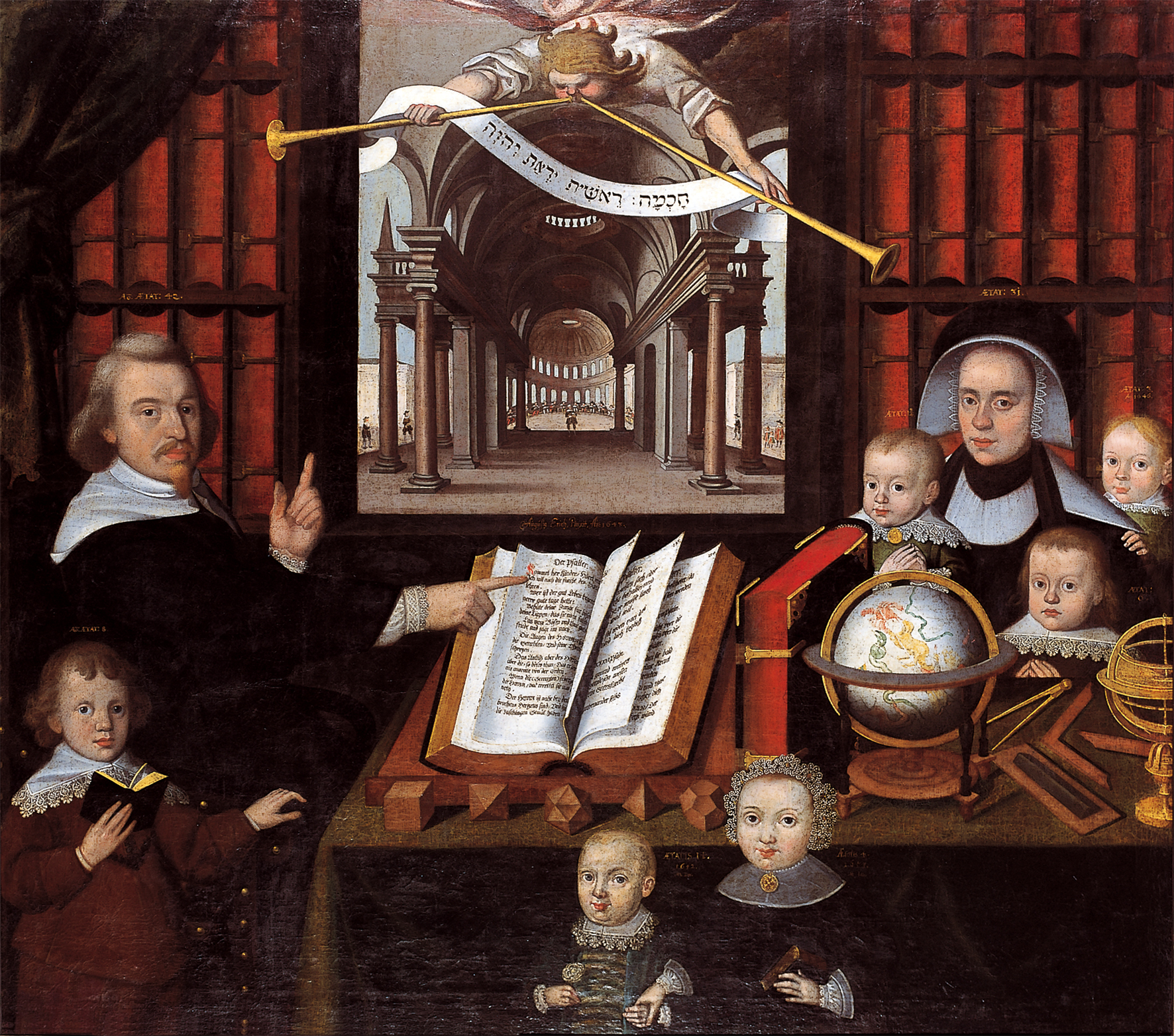
August Erich, Retrato de Andreas Reyher y su familia, 1643. Castillo de Friedenstein. La leyenda presenta la inscripción חכמה ראשית יראת יהוה, significando que la sabiduría fundamental emana ante todo del Creador.
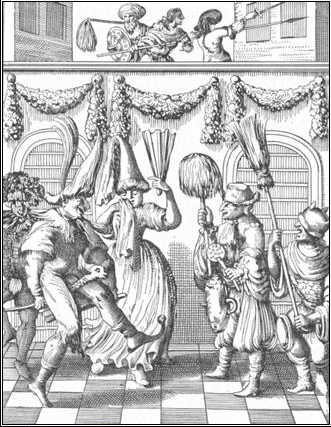
Johann Leusden, "Disfraces y bufonerías en Purim", grabado de su Philologus Hebræo-Mixtus, Utrecht, 1657.
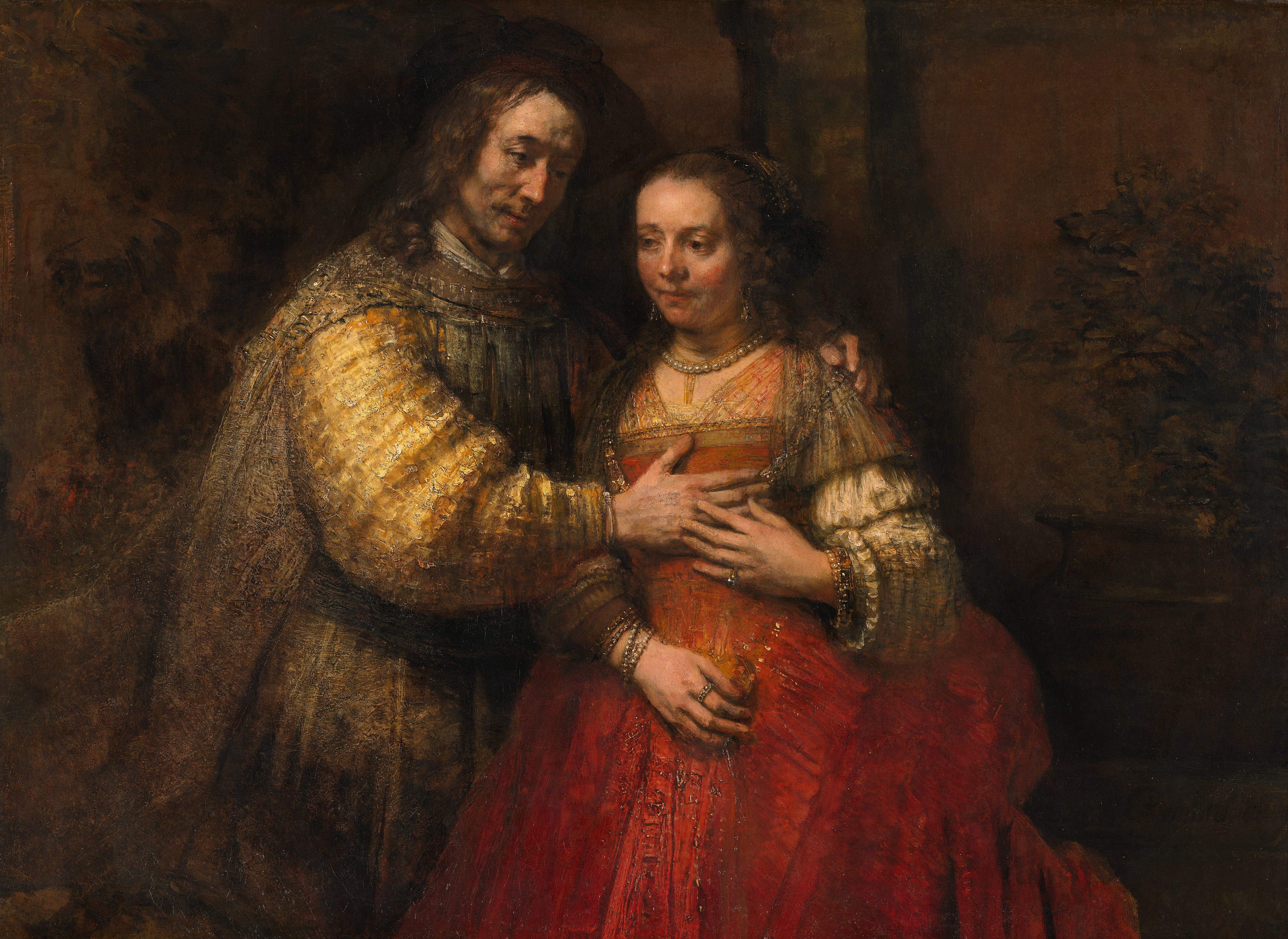
Rembrandt, La novia judía, óleo, 1666. Rijksmuseum Ámsterdam.
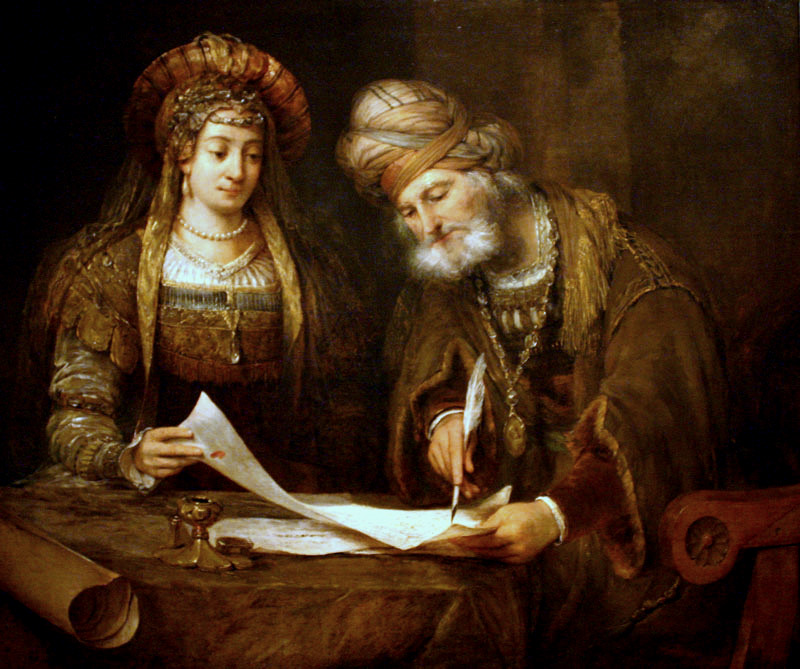
Aert de Gelder, Esther y Mordecai escriben las cartas a los judíos,[91] siglo V a. C.[92] Holanda, 1675. Museo Nacional de Bellas Artes, Buenos Aires.
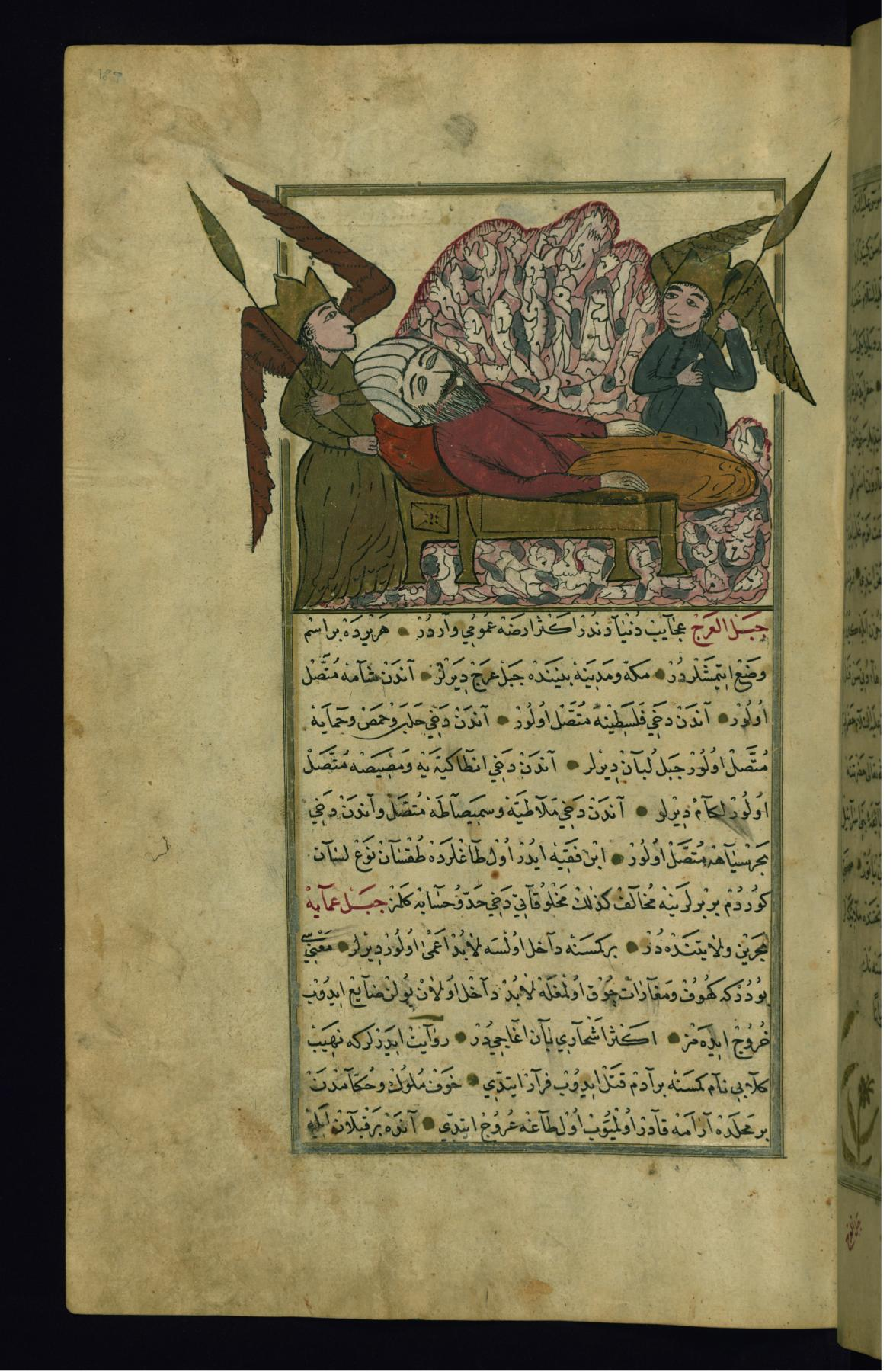
Muhammad ibn Muhammad Shakir Ruzmah-'i Nathani, Aarón, hermano de Moisés, y dos ángeles, Imperio Otomano, 1717.
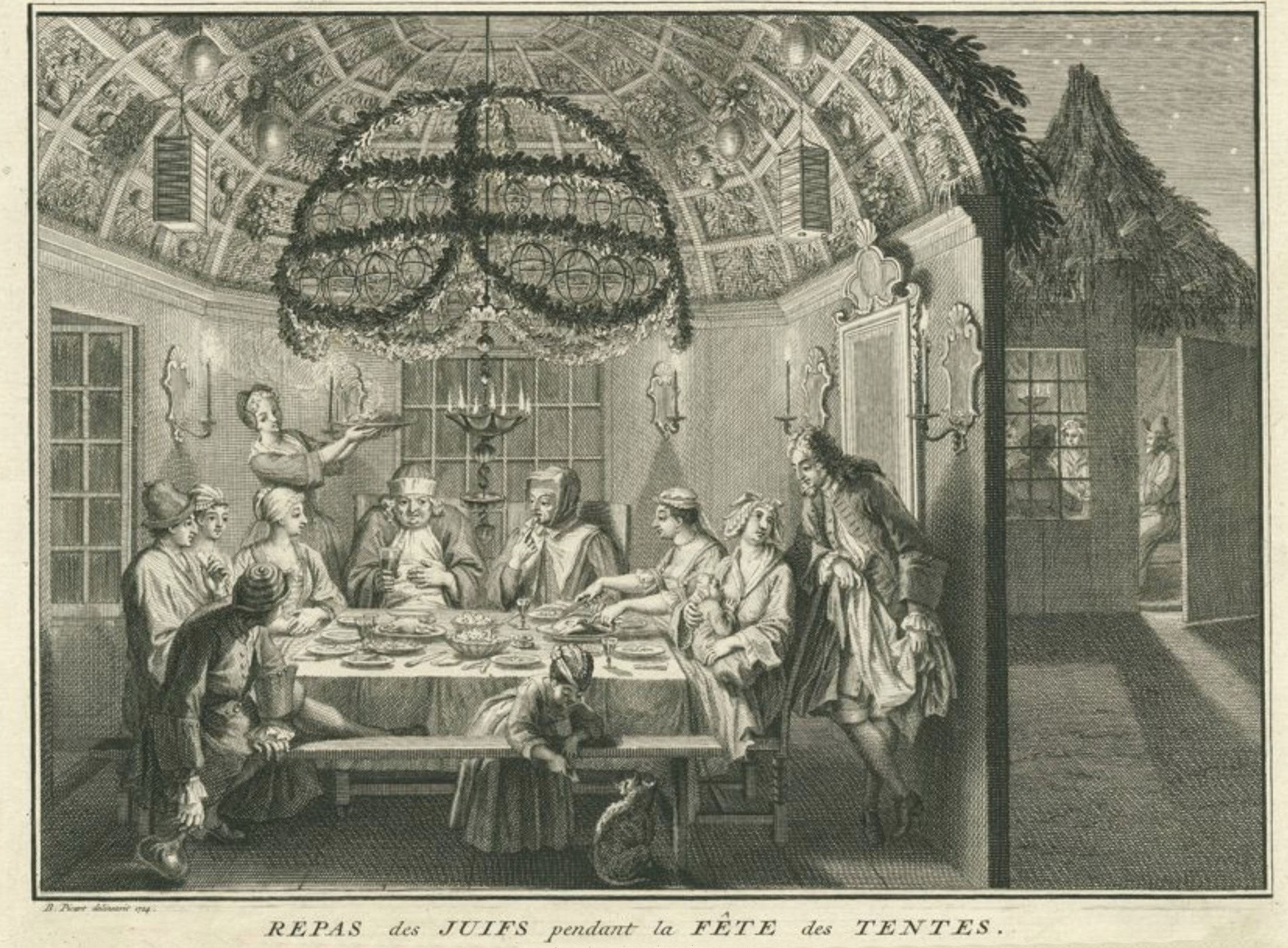
Bernard Picart, Familia sefardita portuguesa celebrando sucot en Holanda, grabado, 1724.
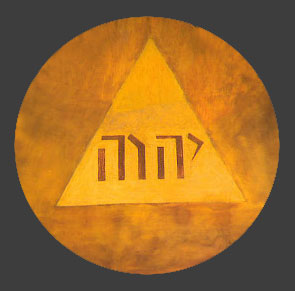
Francisco de Goya, "El nombre de Dios", YHWH (יהוה), detalle del tetragrámaton hebreo en triángulo.[93] representado en La Gloria, 1772. Basílica del Pilar, Zaragoza.
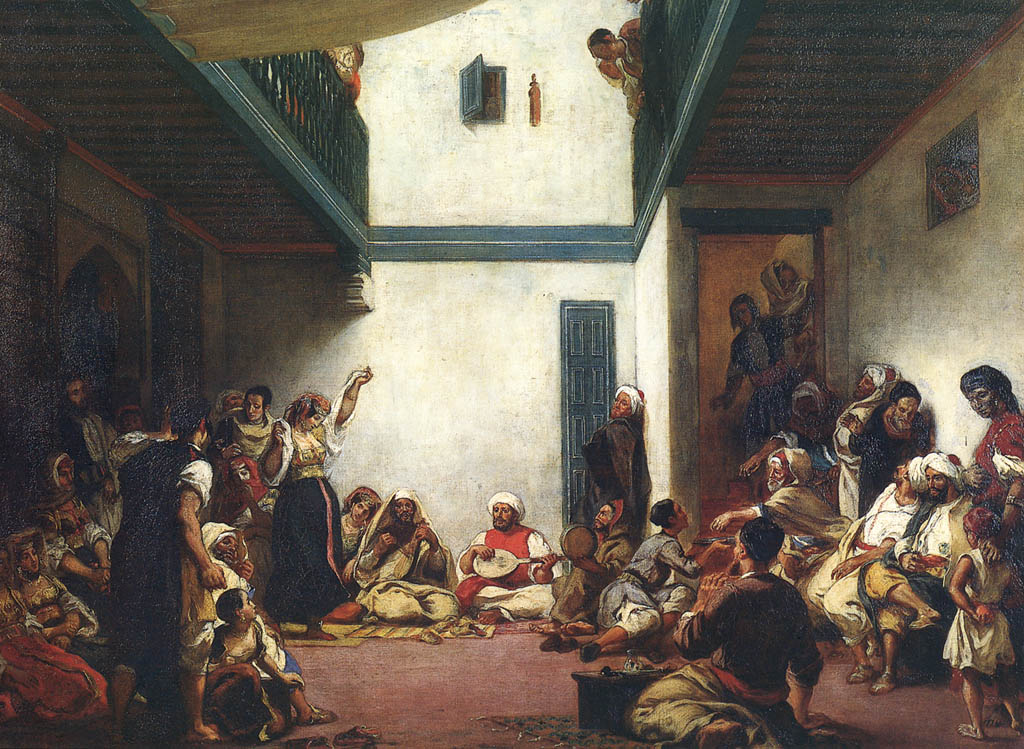
Delacroix, Boda judía en Marruecos, óleo, 1837-1841.[94] Museo del Louvre, París.
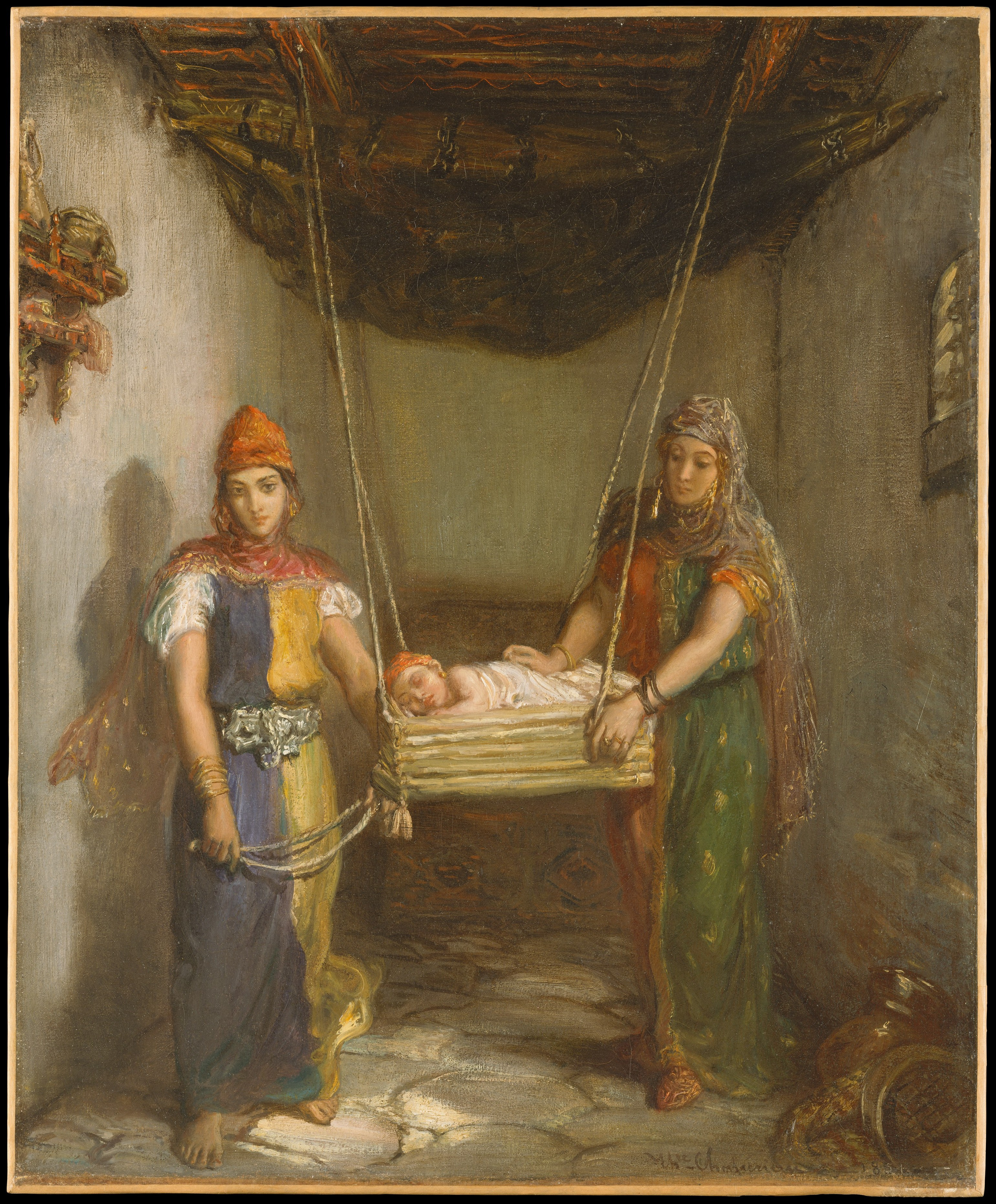
Théodore Chassériau, Escena en el Barrio Judío de Constantina, 1851. Metropolitan Museum of Art, Nueva York.
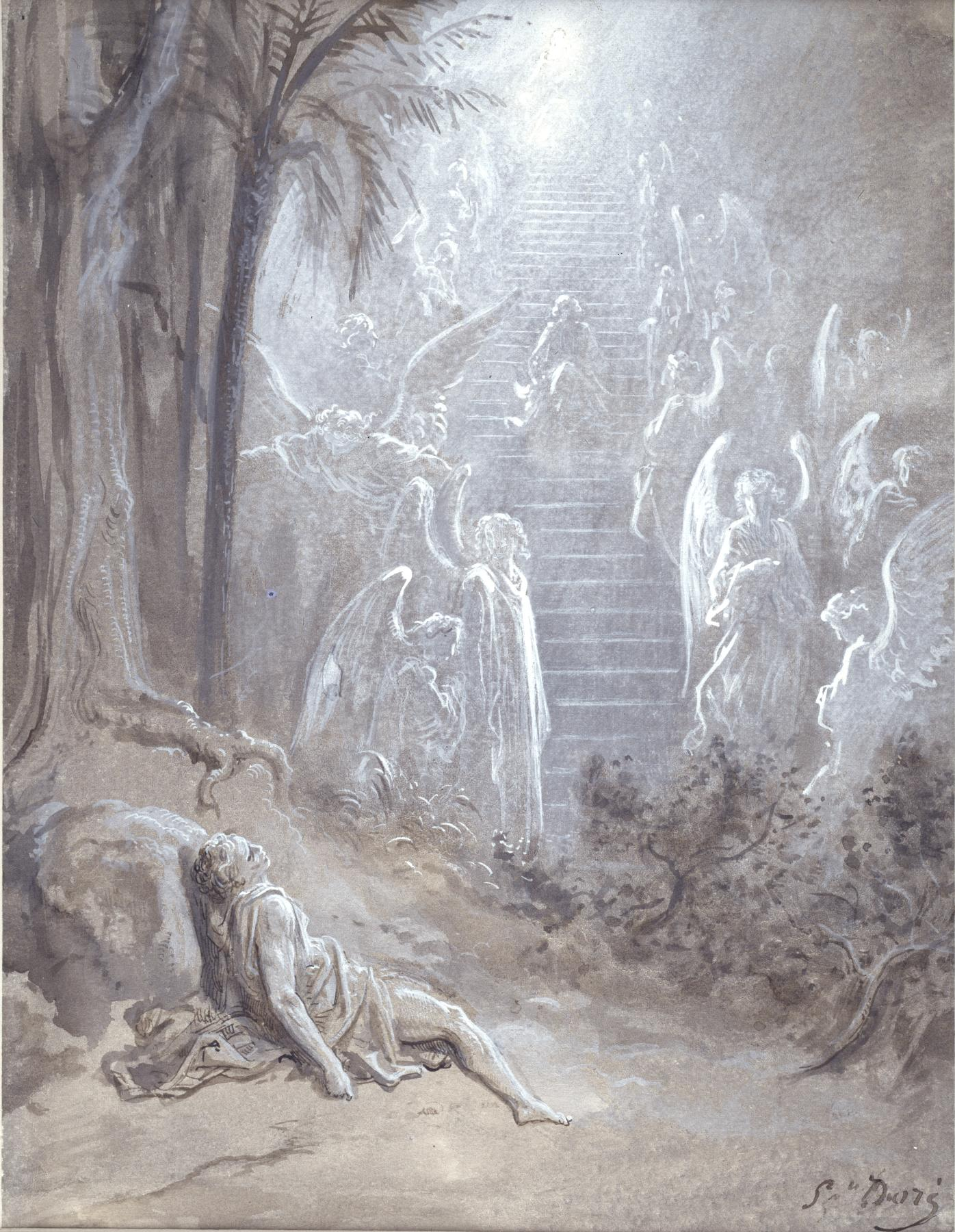
Gustave Doré, Estudio para El sueño de Jacob (Génesis 28:11-13), dibujo, 1865.
Jean-Léon Gérôme, El Muro Occidental, 1867.
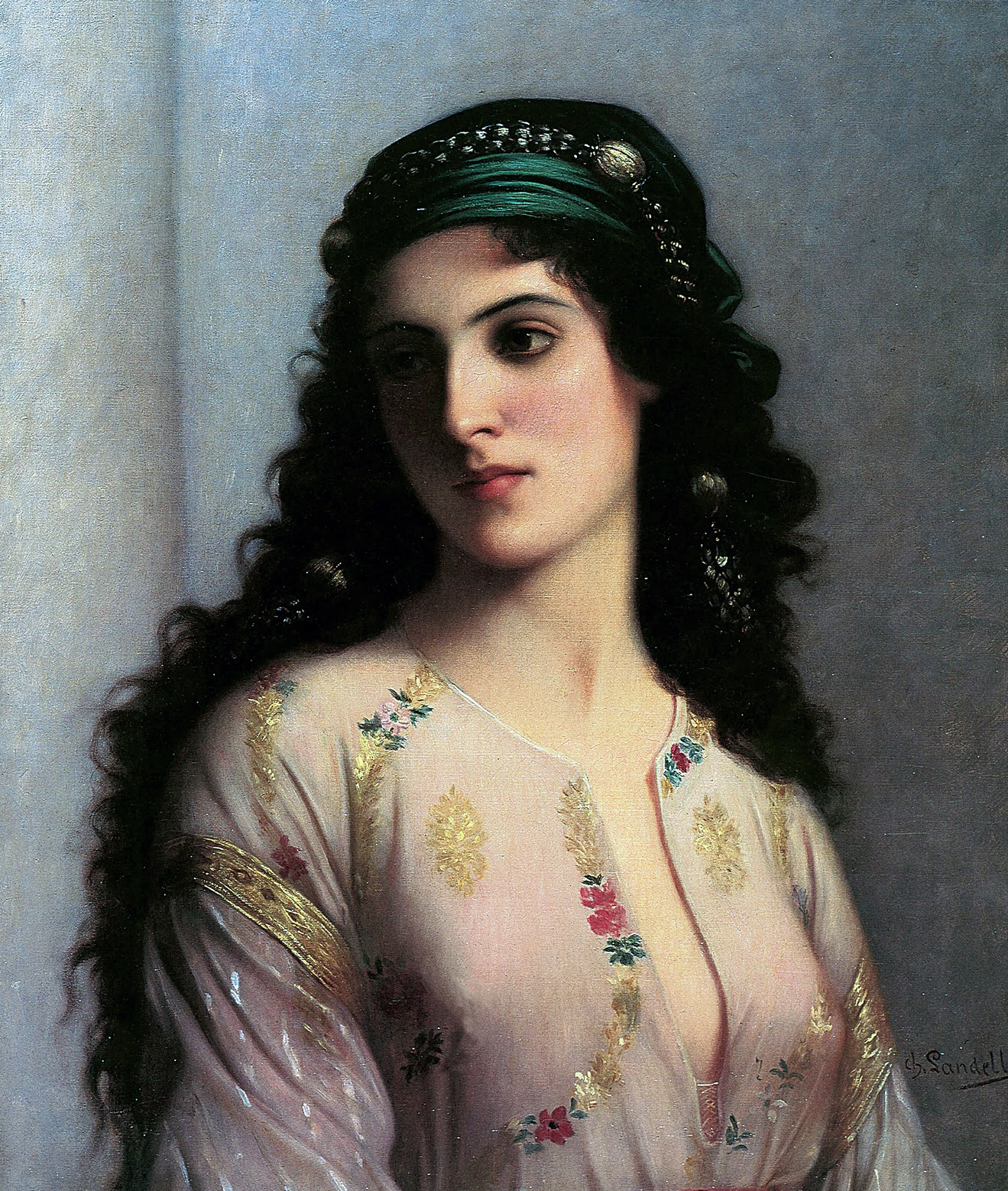
Charles Landelle, Joven judía de Tánger, c. 1870-75.
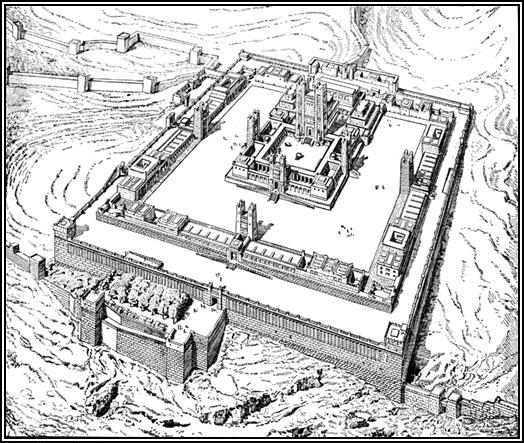
Charles Chipiez, El Templo de Jerusalén según la visión del profeta Ezequiel, perspectiva, 1887.
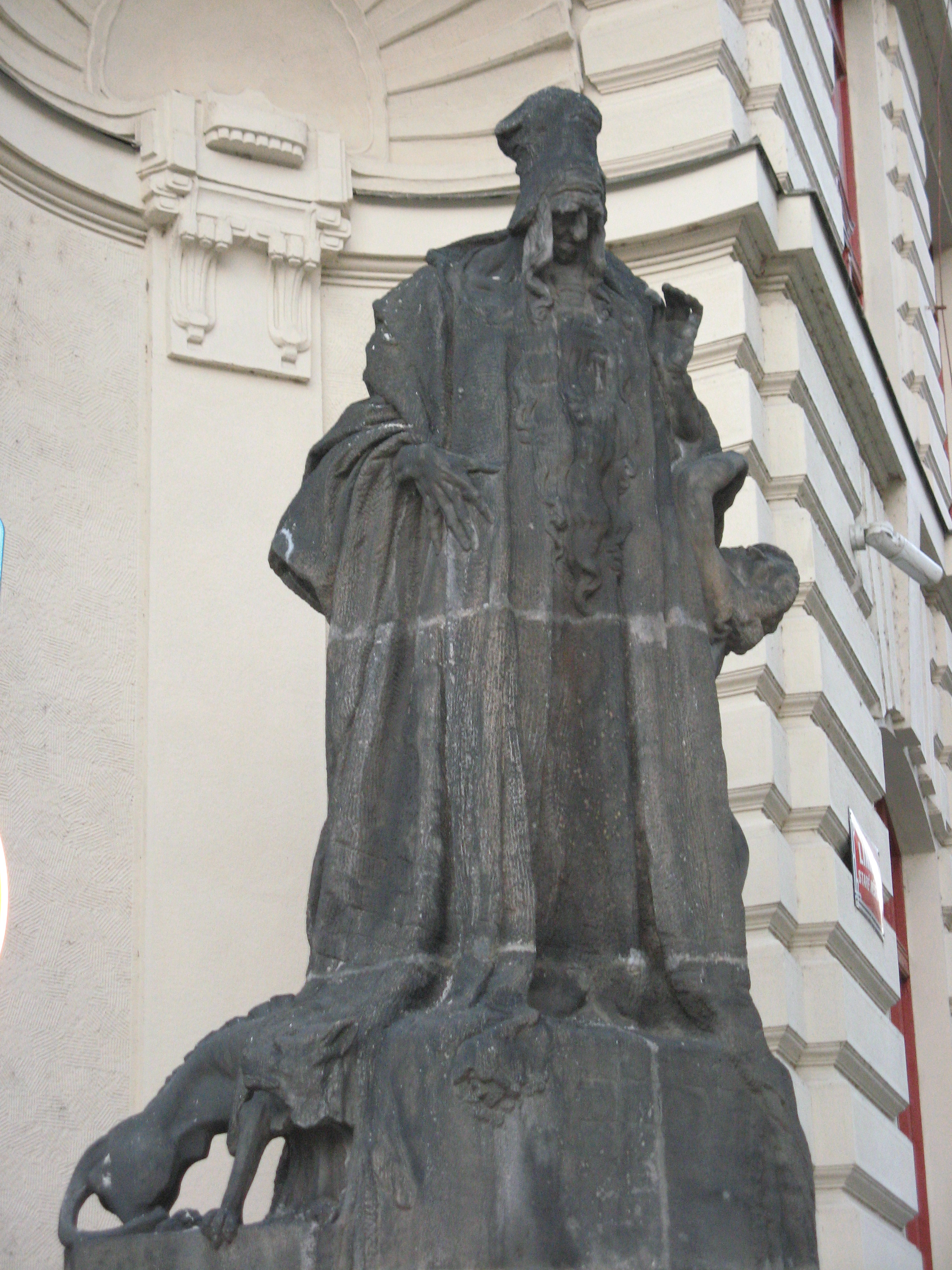
Ladislav Šaloun, Rabbi Judah Loew, escultura (6 metros de altura), 1910. Alcaldía, Praga.
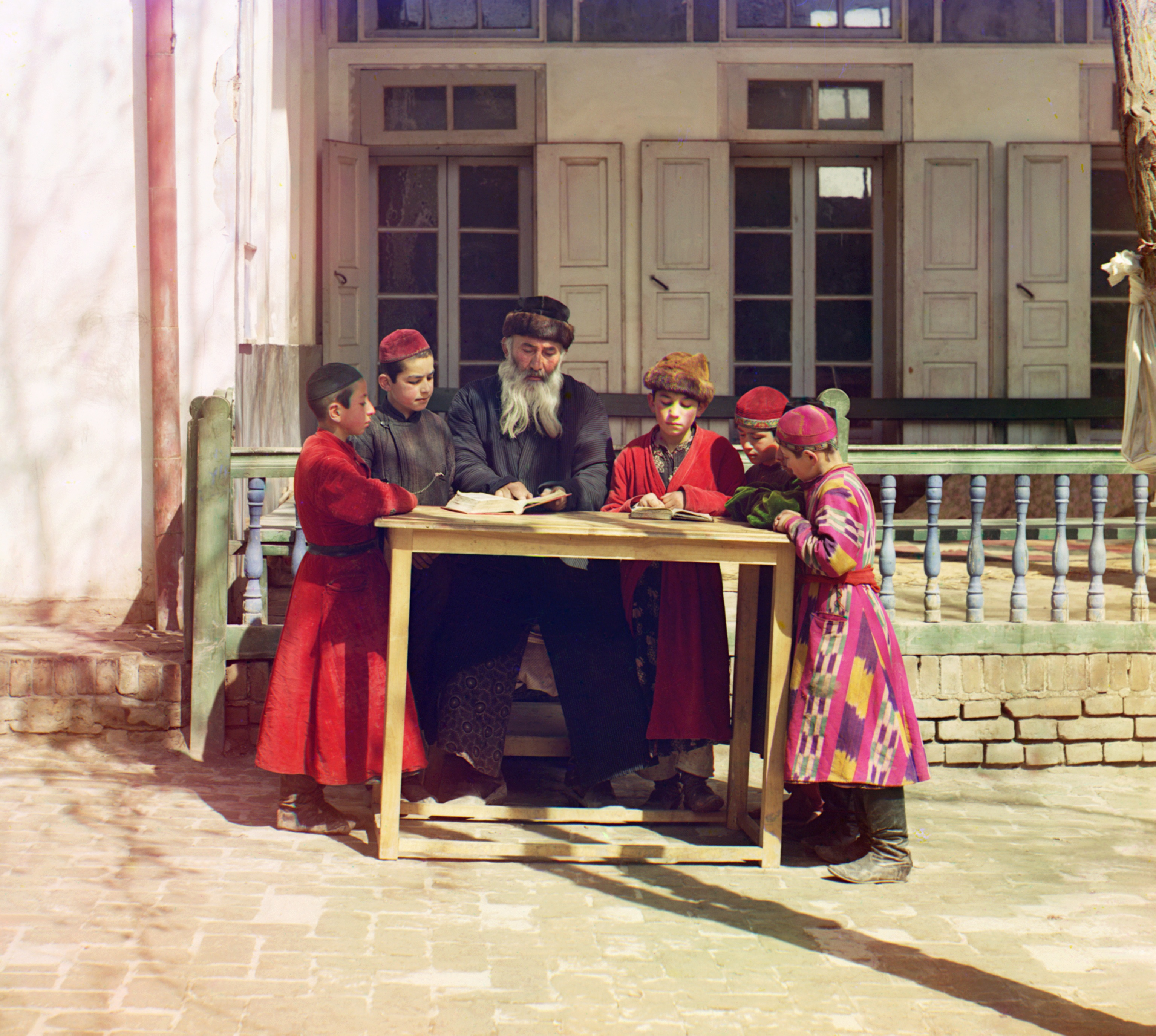
Sergei Mikhailovich Prokudin-Gorskii, Escolares judíos estudiando con su maestro, Jéder de Samarcanda, 1909-1915. Fotografía en color producida en el Imperio Ruso.
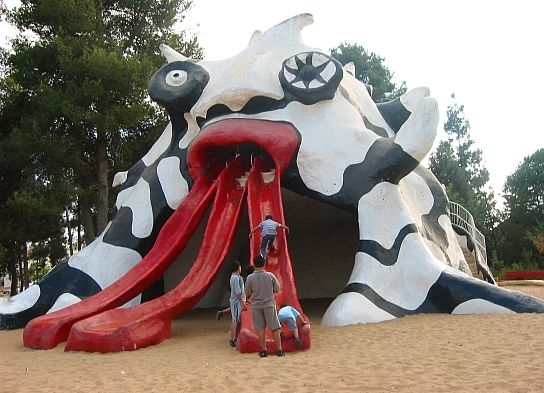
Niki de Saint Phalle, El Golem, Kiryat Hayovel, Jerusalén, 1971-1972.
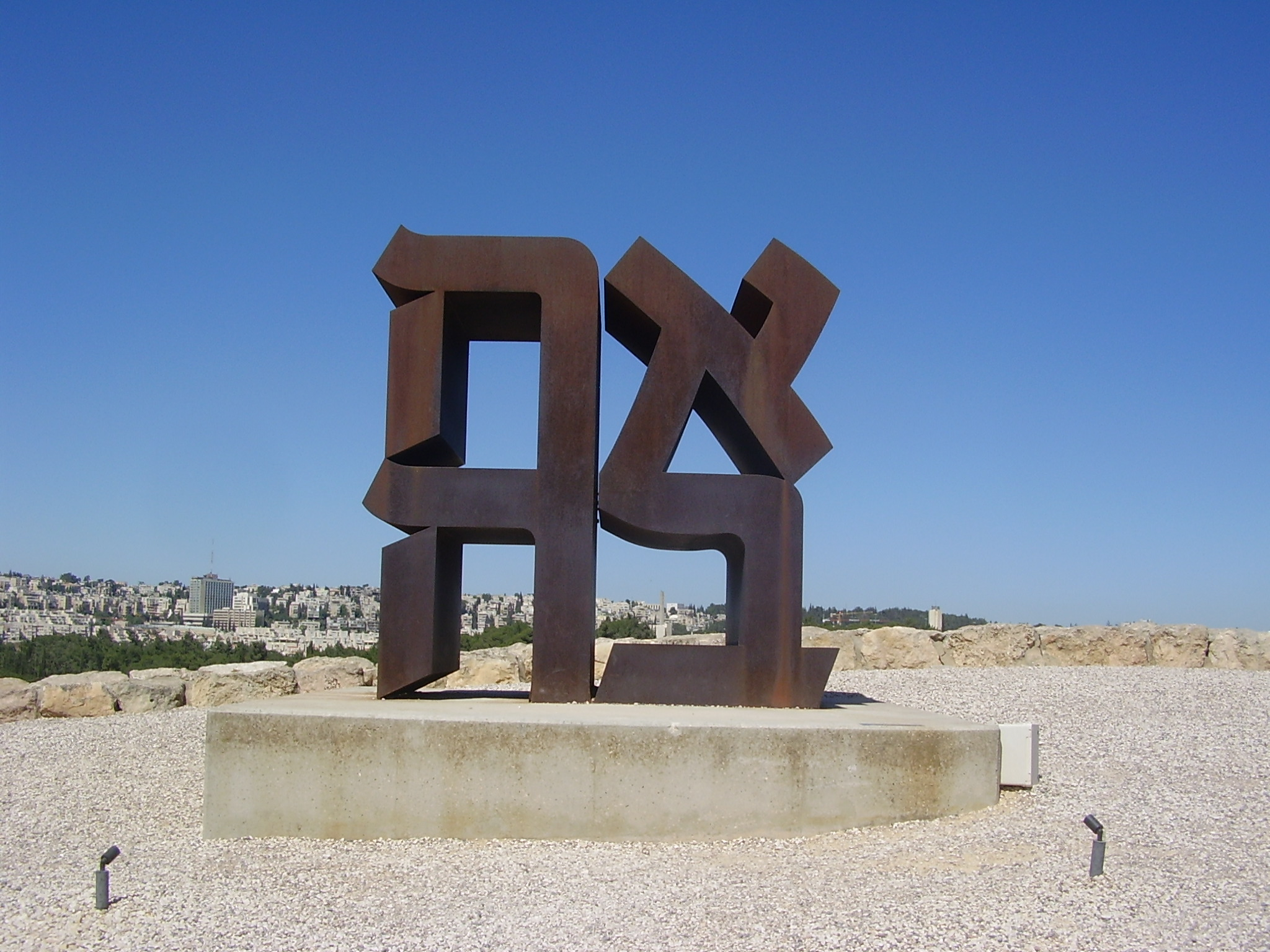
Robert Indiana, Ahavá (Amor), 1977. Museo de Israel, Jerusalén.
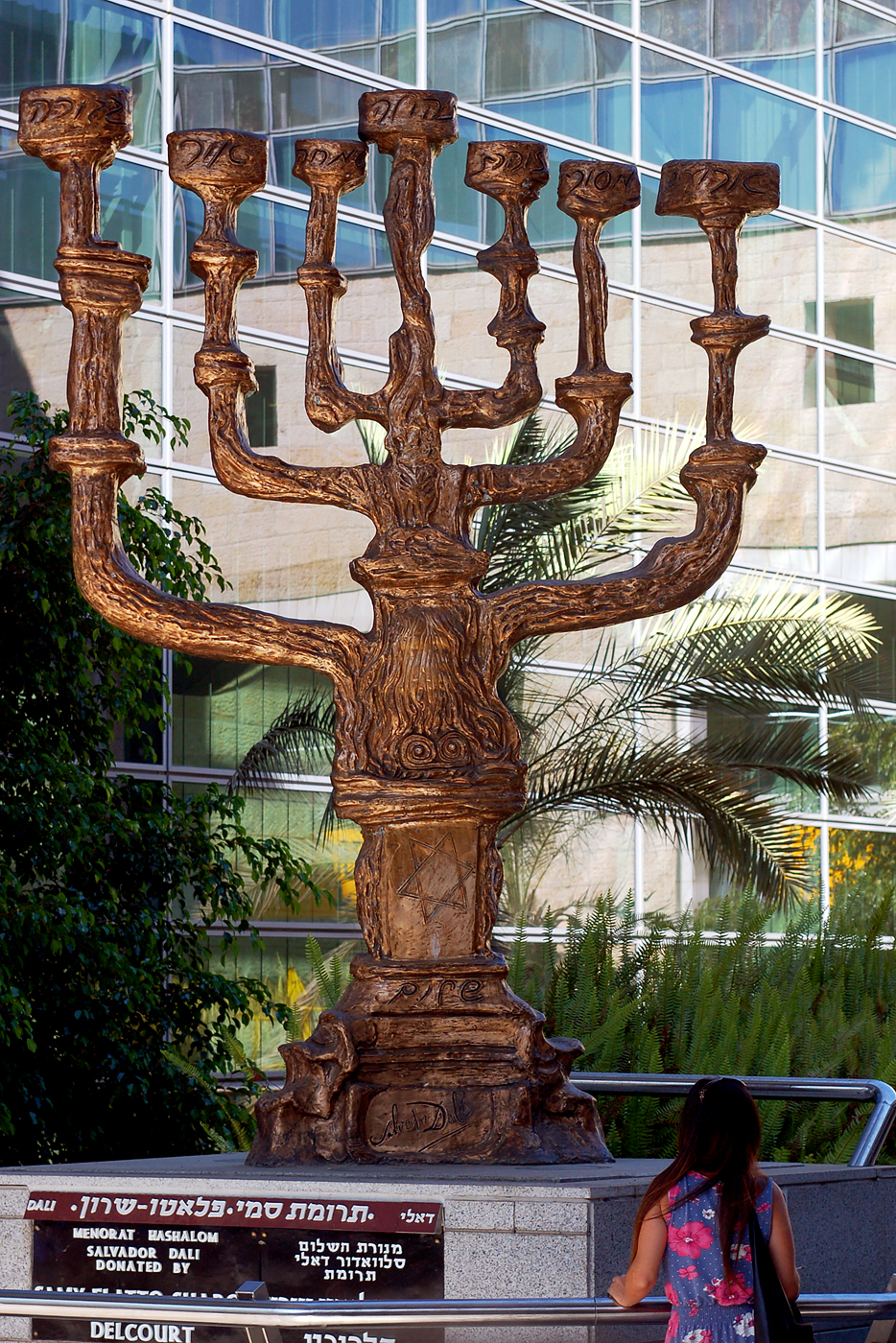
Salvador Dalí, Menorá de la Paz, bronce, 1980. Aeropuerto Internacional Ben Gurion, Lod.
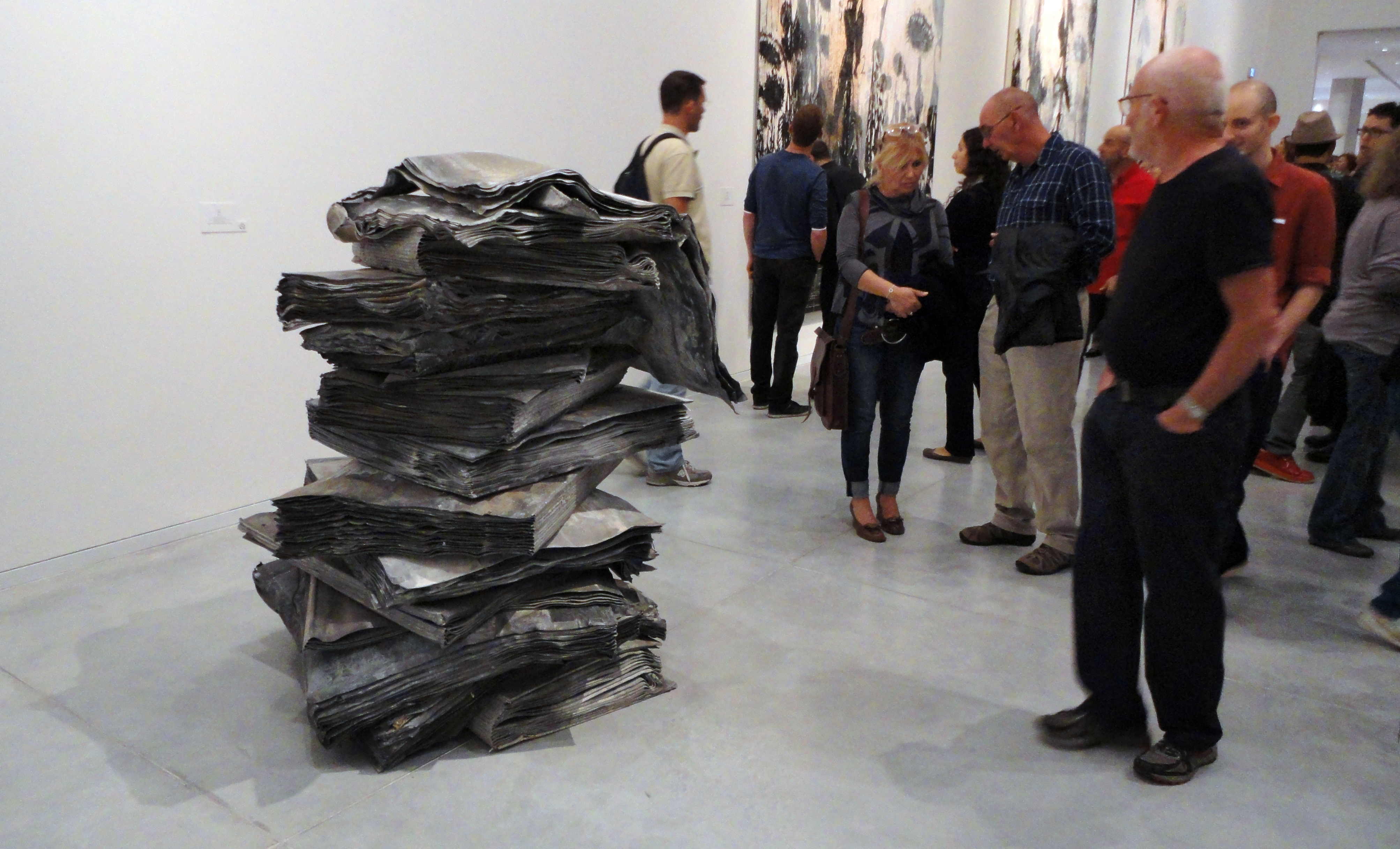
Anselm Kiefer, Shvirat Hakelim (El rompimiento de la vajilla), Museo de Arte de Tel Aviv, 2011. Los libros metálicos son alusiones a la cultura hebraica. Kiefer se interesa por el misticismo judío y la Cábala.

## Bibliografía

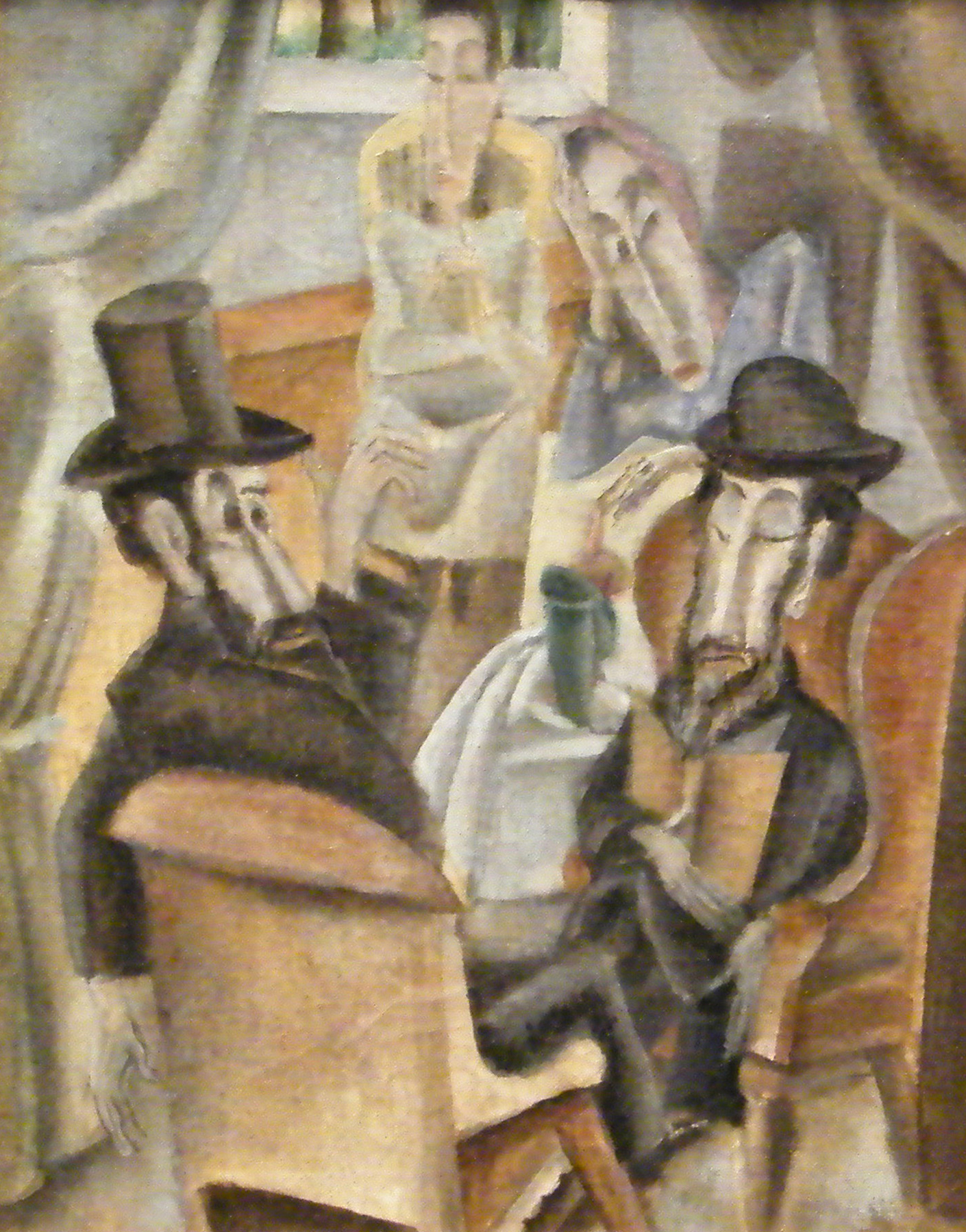
Max Weber, Sabbat, óleo, 1919. Museo Judío, Nueva York.